# Lijst van schimmels en slijmzwammen in Nederland
Dit is een lijst van schimmels en slijmzwammen in Nederland. Ondersoorten en variëteiten zijn niet in deze lijst opgenomen. De verspreidingsstatus is weergegeven zoals opgenomen in de Nederlandse Rode Lijst in 2008.

## A
- Abortiporus biennis (Toefige labyrintzwam), status: algemeen
- Acanthobasidium delicatum (Zeggemeelwaasje), status: niet bekend
- Acanthobasidium phragmitis (Rietmeelwaasje), status: uiterst zeldzaam
- Acanthonitschkea tristis (Esdoornstekelkringzwam), status: vrij zeldzaam
- Acanthophiobolus helicosporus (Wormsporig zee-egelzwammetje), status: zeldzaam
- Achroomyces disciformis (Schijftrilkorstje), status: uiterst zeldzaam
- Achroomyces subabditus (Verstopt trilkorstje), status: uiterst zeldzaam
- Acrospermum adeanum (Mosstengeltongetje), status: niet bekend
- Acrospermum compressum (Draadsporig stengeltongetje), status: matig algemeen
- Acrospermum graminum (Grasstengeltongetje), status: zeer zeldzaam
- Aeruginoscyphus sericeus (Groen franjekelkje), status: uiterst zeldzaam
- Agaricus altipes (Valse anijschampignon), status: zeer zeldzaam
- Agaricus arvensis (Gewone anijschampignon), status: algemeen
- Agaricus augustus (Reuzenchampignon), status: vrij algemeen
- Agaricus benesii (Tandringchampignon), status: zeldzaam
- Agaricus bernardii (Kwelderchampignon), status: vrij zeldzaam
- Agaricus bisporus (Gekweekte champignon), status: vrij algemeen
- Agaricus bitorquis (Straatchampignon), status: algemeen
- Agaricus bohusii (Spoelvoetchampignon), status: zeldzaam
- Agaricus bresadolanus (Wortelende champignon), status: zeer zeldzaam
- Agaricus brunneolus (Panterchampignon), status: vrij algemeen
- Agaricus campestris (Gewone weidechampignon), status: algemeen
- Agaricus comtulus (Kleine champignon), status: vrij algemeen
- Agaricus cupreobrunneus (Bruine weidechampignon), status: matig algemeen
- Agaricus depauperatus (Vale champignon), status: zeldzaam
- Agaricus devoniensis (Zeeduinchampignon), status: matig algemeen
- Agaricus endoxanthus (Kaschampignon), status: uiterst zeldzaam
- Agaricus essettei (Klompvoetchampignon), status: vrij zeldzaam
- Agaricus fuscofibrillosus (Fijnvezelige boschampignon), status: zeldzaam
- Agaricus geesterani (Toverchampignon), status: matig algemeen
- Agaricus gennadii (Beurschampignon), status: uiterst zeldzaam
- Agaricus iodosmus (Kraagchampignon), status: uiterst zeldzaam
- Agaricus langei (Knolloze boschampignon), status: vrij zeldzaam
- Agaricus lanipes (Breedschubbige champignon), status: vrij zeldzaam
- Agaricus litoralis (Plompe champignon), status: vrij zeldzaam
- Agaricus lividonitidus (Porfierchampignon), status: vrij zeldzaam
- Agaricus luteomaculatus (Okerbruine dwergchampignon), status: uiterst zeldzaam
- Agaricus macrocarpus (Forse anijschampignon), status: zeldzaam
- Agaricus moelleri (Parelhoenchampignon), status: matig algemeen
- Agaricus moellerianus (Kleinsporige weidechampignon), status: zeer zeldzaam
- Agaricus niveolutescens (Satijnchampignon), status: zeldzaam
- Agaricus osecanus (Sneeuwwitte anijschampignon), status: matig algemeen
- Agaricus pampeanus (Steppechampignon), status: zeldzaam
- Agaricus phaeolepidotus (Hazelhoenchampignon), status: vrij zeldzaam
- Agaricus porphyrizon (Purperen champignon), status: matig algemeen
- Agaricus pseudoumbrella (Fijngeschubde anijschampignon), status: uiterst zeldzaam
- Agaricus purpurellus (Roze dwergchampignon), status: zeer zeldzaam
- Agaricus semotus (Wijnkleurige champignon), status: algemeen
- Agaricus silvaticus (Schubbige boschampignon), status: zeer algemeen
- Agaricus silvicola (Slanke anijschampignon), status: vrij algemeen
- Agaricus subfloccosus (Rafelige champignon), status: zeldzaam
- Agaricus subperonatus (Gordelchampignon), status: vrij algemeen
- Agaricus subrufescens (Bladhoopchampignon), status: zeer zeldzaam
- Agaricus urinascens (Grootsporige champignon), status: matig algemeen
- Agaricus xanthoderma (Karbolchampignon), status: vrij algemeen
- Agaricus xantholepis (Geelschubbige satijnchampignon), status: zeer zeldzaam
- Aglaospora profusa (Acaciajoekelspoorzwam), status: zeer zeldzaam
- Agrocybe arvalis (Knolletjesleemhoed), status: matig algemeen
- Agrocybe cylindracea (Populierleemhoed), status: matig algemeen
- Agrocybe dura (Barstende leemhoed), status: vrij algemeen
- Agrocybe elatella (Moerasleemhoed), status: vrij algemeen
- Agrocybe erebia (Leverkleurige leemhoed), status: vrij algemeen
- Agrocybe firma (Donkere leemhoed), status: vrij zeldzaam
- Agrocybe ochracea (Okeren leemhoed), status: niet bekend
- Agrocybe pediades (Grasleemhoed), status: algemeen
- Agrocybe praecox (Vroege leemhoed), status: algemeen
- Agrocybe pusiola (Dwergleemhoed), status: matig algemeen
- Agrocybe putaminum (Fluweelleemhoed), status: matig algemeen
- Agrocybe rivulosa (Geaderde leemhoed), status: vrij algemeen
- Agrocybe vervacti (Gelige leemhoed), status: vrij zeldzaam
- Akanthomyces aranearum (Witpoederige spinnendoder), status: niet bekend
- Albotricha acutipila (Spiesharig franjekelkje), status: vrij zeldzaam
- Albotricha albotestacea (Rozewit franjekelkje), status: zeer zeldzaam
- Albotricha washingtonensis (Wit varenfranjekelkje), status: uiterst zeldzaam
- Aleuria aurantia (Grote oranje bekerzwam), status: algemeen
- Aleuria bicucullata (Olijke oranje bekerzwam), status: zeldzaam
- Aleuria cestrica (Kleinsporige oranje bekerzwam), status: zeer zeldzaam
- Aleuria congrex (Kamsporige oranje bekerzwam), status: niet bekend
- Aleuria exigua (Kleine oranje bekerzwam), status: zeldzaam
- Aleuria rhenana (Gesteelde wortelbekerzwam), status: uiterst zeldzaam
- Aleurocystidiellum disciforme (Eikenmeelschijfje), status: niet bekend
- Aleurodiscus amorphus (Oranje meelschijfje), status: uiterst zeldzaam
- Aleurodiscus aurantius (Bramenmeelschijfje), status: zeer zeldzaam
- Allophylaria byssacea (Vaalgeel vetsteelkelkje), status: zeer zeldzaam
- Allophylaria campanuliformis (Glad varenschoteltje), status: zeer zeldzaam
- Allophylaria macrospora (Wilgenrooskelkje), status: uiterst zeldzaam
- Allophylaria subliciformis (Koninginnenkruidkelkje), status: niet bekend
- Alnicola amarescens (Bittere zompzwam), status: vrij zeldzaam
- Alnicola badiolateritia (Valse zilversteelzompzwam), status: uiterst zeldzaam
- Alnicola bohemica (Zilversteelzompzwam), status: algemeen
- Alnicola celluloderma (Rossige elzenzompzwam), status: matig algemeen
- Alnicola clavuligera (Kleverige zompzwam), status: uiterst zeldzaam
- Alnicola erebia (Leverkleurige zompzwam), status: niet bekend
- Alnicola escharoides (Bleke elzenzompzwam), status: zeer algemeen
- Alnicola fellea (Wrange zompzwam), status: uiterst zeldzaam
- Alnicola geraniolens (Geraniumzompzwam), status: uiterst zeldzaam
- Alnicola luteolofibrillosa (Vlokkige zompzwam), status: vrij zeldzaam
- Alnicola pseudoamarescens (Brandplekzompzwam), status: niet bekend
- Alnicola rubriceps (Kastanjebruine zompzwam), status: uiterst zeldzaam
- Alnicola salicis (Wilgenzompzwam), status: vrij algemeen
- Alnicola scolecina (Donkere elzenzompzwam), status: algemeen
- Alnicola spadicea (Bruinrode zompzwam), status: vrij zeldzaam
- Alnicola sphagneti (Veenmoszompzwam), status: uiterst zeldzaam
- Alnicola striatula (Gestreepte zompzwam), status: matig algemeen
- Alnicola suavis (Geurige zompzwam), status: zeer zeldzaam
- Alnicola subconspersa (Fijnschubbige elzenzompzwam), status: vrij algemeen
- Alnicola submelinoides (Rimpelige zompzwam), status: zeer zeldzaam
- Alnicola tantilla (Kruipwilgzompzwam), status: zeer zeldzaam
- Amanita ceciliae (Prachtamaniet), status: vrij zeldzaam
- Amanita citrina (Gele knolamaniet), status: zeer algemeen
- Amanita crocea (Saffraanamaniet), status: zeldzaam
- Amanita eliae (Roze amaniet), status: niet bekend
- Amanita excelsa (Grauwe amaniet), status: algemeen
- Amanita franchetii (Geelwrattige amaniet), status: vrij zeldzaam
- Amanita friabilis (Elzenamaniet), status: niet bekend
- Amanita fulva (Roodbruine slanke amaniet), status: zeer algemeen
- Amanita gemmata (Narcisamaniet), status: algemeen
- Amanita inopinata (Zwarte amaniet), status: zeer zeldzaam
- Amanita lividopallescens (Bleke amaniet), status: zeldzaam
- Amanita mairei (Zilvergrijze amaniet), status: uiterst zeldzaam
- Amanita muscaria (Vliegenzwam), status: zeer algemeen
- Amanita olivaceogrisea (Kleine brokkelzakamaniet), status: zeldzaam
- Amanita pantherina (Panteramaniet), status: algemeen
- Amanita phalloides (Groene knolamaniet), status: algemeen
- Amanita porphyria (Porfieramaniet), status: vrij algemeen
- Amanita rubescens (Parelamaniet), status: zeer algemeen
- Amanita solitaria (Stekelkopamaniet), status: zeldzaam
- Amanita strobiliformis (Franjeamaniet), status: vrij zeldzaam
- Amanita submembranacea (Brokkelzakamaniet), status: zeer zeldzaam
- Amanita vaginata (Grijze slanke amaniet), status: vrij algemeen
- Amanita virosa (Kleverige knolamaniet), status: vrij zeldzaam
- Amanita vittadinii (Schubsteelamaniet), status: uiterst zeldzaam
- Amarenomyces ammophilae (Helmgrasvulkaantje), status: uiterst zeldzaam
- Amaurochaete atra (Zwart dropkussen), status: zeldzaam
- Amaurochaete tubulina (Bultig dropkussen), status: niet bekend
- Amaurodon atrocyaneus (Blauwgroen rouwvliesje), status: zeer zeldzaam
- Amaurodon cyaneus (Spinragblauwspoorkorstje), status: uiterst zeldzaam
- Amicodisca svrcekii (Kleinsporig vriendenkelkje), status: uiterst zeldzaam
- Amicodisca virella (Grootsporig vriendenkelkje), status: uiterst zeldzaam
- Amphinema byssoides (Harige vlieszwam), status: matig algemeen
- Amphiporthe castanea (Kastanjeknikkertje), status: uiterst zeldzaam
- Amphiporthe hranicensis (Lindeknikkertje), status: niet bekend
- Amphiporthe leiphaemia (Eikenknikkertje), status: vrij zeldzaam
- Amphisphaeria bufonia (Eikenballonnetje), status: uiterst zeldzaam
- Amphisphaeria millepunctata (Veelpuntig ballonnetje), status: zeldzaam
- Amphisphaeria umbrina (Iepenballonnetje), status: uiterst zeldzaam
- Amylostereum areolatum (Gezoneerde sparrenkorstzwam), status: uiterst zeldzaam
- Amylostereum chailletii (Sparrenkorstzwam), status: matig algemeen
- Amylostereum laevigatum (Jeneverbeskorstzwam), status: zeldzaam
- Annulohypoxylon cohaerens (Kasseienkogelzwam), status: matig algemeen
- Annulohypoxylon multiforme (Vergroeide kogelzwam), status: zeer algemeen
- Anomoporia myceliosa (Strengenporia), status: niet bekend
- Anthostoma gastrinum (Buikig schoorsteentje), status: uiterst zeldzaam
- Anthostoma saprophilum (Rotminnend schoorsteentje), status: uiterst zeldzaam
- Anthostoma turgidum (Gezwollen schoorsteentje), status: uiterst zeldzaam
- Anthostomella arenaria (Dwergcelschoorsteentje), status: uiterst zeldzaam
- Anthostomella formosa (Dennenschoorsteentje), status: uiterst zeldzaam
- Anthostomella limitata (Spiraalspletig schoorsteentje), status: uiterst zeldzaam
- Anthostomella nitidula (Braamschoorsteentje), status: matig algemeen
- Anthostomella phaeosticta (Grasschoorsteentje), status: uiterst zeldzaam
- Anthostomella punctulata (Stippelschoorsteentje), status: uiterst zeldzaam
- Anthostomella tomicoides (Zeggeschoorsteentje), status: zeer zeldzaam
- Anthracobia macrocystis (Oranjerood houtskoolbekertje), status: vrij zeldzaam
- Anthracobia melaloma (Gewoon houtskoolbekertje), status: matig algemeen
- Anthracobia subatra (Grijsbruin houtskoolbekertje), status: uiterst zeldzaam
- Anthracobia tristis (Donker houtskoolbekertje), status: uiterst zeldzaam
- Anthracobia uncinata (Haakcelhoutskoolbekertje), status: zeer zeldzaam
- Antrodia albida (Witte strookzwam), status: zeldzaam
- Antrodia carbonica (Kussenvormige strookzwam), status: niet bekend
- Antrodia heteromorpha (Labyrintstrookzwam), status: uiterst zeldzaam
- Antrodia lenis (Maanspoorstrookzwam), status: uiterst zeldzaam
- Antrodia ramentacea (Opkrullende strookzwam), status: zeer zeldzaam
- Antrodia serialis (Kurkstrookzwam), status: vrij algemeen
- Antrodia sinuosa (Witte plakkaatstrookzwam), status: vrij zeldzaam
- Antrodia xantha (Citroenstrookzwam), status: vrij zeldzaam
- Antrodiella onychoides (Gesploos elfenbankje), status: zeer zeldzaam
- Antrodiella romellii (Dwergporia), status: niet bekend
- Antrodiella semisupina (Wit dwergelfenbankje), status: algemeen
- Antrodiella serpula (Geelgerand elfenbankje), status: vrij algemeen
- Aphanoascus fulvescens (Donker mestkogeltje), status: uiterst zeldzaam
- Apiognomonia acerina, status: uiterst zeldzaam
- Apiognomonia errabunda (Beukenbladsnavelkogeltje), status: uiterst zeldzaam
- Apiognomonia erythrostoma (Steenvruchtsnavelkogeltje), status: uiterst zeldzaam
- Apiognomonia hystrix (Zwartlinie-uitbreekkogeltje), status: uiterst zeldzaam
- Apiognomonia veneta (Zeeblauw uitbreekkogeltje), status: uiterst zeldzaam
- Apioporthe vepris (Kleinsporig uitbreekkogeltje), status: zeer zeldzaam
- Apiosordaria verruculosa (Wratsporig punthoofdje), status: uiterst zeldzaam
- Apiospora montagnei (Graszoolspoortje), status: uiterst zeldzaam
- Apiospora parallela (Hennegraszoolspoortje), status: uiterst zeldzaam
- Apiosporopsis carpinea (Bladdekselkogeltje), status: uiterst zeldzaam
- Arachnocrea stipata (Bleek webkogeltje), status: uiterst zeldzaam
- Arachnopeziza aranea (Kastanjespinragschijfje), status: zeer zeldzaam
- Arachnopeziza aurata (Beukenspinragschijfje), status: matig algemeen
- Arachnopeziza aurelia (Eikenspinragschijfje), status: zeldzaam
- Arachnopeziza candidofulva (Bont spinragschijfje), status: uiterst zeldzaam
- Arachnopeziza eriobasis (Kleinsporig spinragschijfje), status: uiterst zeldzaam
- Arachnopeziza obtusipila (Stompharig spinragschijfje), status: uiterst zeldzaam
- Arachnopeziza variepilosa (Bescheiden spinragschijfje), status: zeer zeldzaam
- Arcyodes incarnata (Vleeskleurig kluitje), status: zeldzaam
- Arcyria affinis (Variabel netwatje), status: vrij zeldzaam
- Arcyria cinerea (Asgrauw netwatje), status: matig algemeen
- Arcyria denudata (Karmijnrood netwatje), status: vrij algemeen
- Arcyria ferruginea (Roodstelig netwatje), status: vrij zeldzaam
- Arcyria globosa (Kogelrond netwatje), status: uiterst zeldzaam
- Arcyria incarnata (Grootmazig netwatje), status: matig algemeen
- Arcyria major (Helroze netwatje), status: zeer zeldzaam
- Arcyria marginoundulata (Golfrandnetwatje), status: zeer zeldzaam
- Arcyria minuta (Fopnetwatje), status: vrij zeldzaam
- Arcyria obvelata (Lang netwatje), status: matig algemeen
- Arcyria oerstedii (Stekelig netwatje), status: zeldzaam
- Arcyria pomiformis (Kluwennetwatje), status: vrij zeldzaam
- Arcyria stipata (Worstnetwatje), status: vrij zeldzaam
- Arcyria versicolor (Veelkleurig netwatje), status: uiterst zeldzaam
- Armillaria borealis (Noordelijke honingzwam), status: uiterst zeldzaam
- Armillaria cepistipes (Bleke knolhoningzwam), status: vrij zeldzaam
- Armillaria ectypa (Moerashoningzwam), status: uiterst zeldzaam
- Armillaria lutea (Knolhoningzwam), status: algemeen
- Armillaria mellea (Echte honingzwam), status: algemeen
- Armillaria ostoyae (Sombere honingzwam), status: zeer algemeen
- Arnium apiculatum (Klitspinselbolletje), status: zeer zeldzaam
- Arnium hirtum (Ruig spinselbolletje), status: uiterst zeldzaam
- Arnium macrotheca (Borstelig spinselbolletje), status: niet bekend
- Arnium olerum (Koolspinselbolletje), status: zeer zeldzaam
- Arnium septosporum (Deelsporig spinselbolletje), status: niet bekend
- Arpinia luteola (Gele steelbekerzwam), status: uiterst zeldzaam
- Arrhenia lobata (Moerasmosoortje), status: zeer zeldzaam
- Arrhenia retiruga (Gerimpeld mosoortje), status: vrij algemeen
- Arrhenia spathulata (Gesteeld mosoortje), status: matig algemeen
- Artomyces pyxidatus (Kroontjesknotszwam), status: zeer zeldzaam
- Ascobolus albidus (Bleek spikkelschijfje), status: vrij zeldzaam
- Ascobolus amoenus (Kamelenmestspikkelschijfje), status: niet bekend
- Ascobolus behnitziensis (Groot spikkelschijfje), status: zeer zeldzaam
- Ascobolus boudieri (Compostspikkelschijfje), status: niet bekend
- Ascobolus brantophilus (Ganzenmestspikkelschijfje), status: niet bekend
- Ascobolus brassicae (Rondsporig spikkelschijfje), status: zeldzaam
- Ascobolus carbonarius (Brandplekspikkelschijfje), status: zeldzaam
- Ascobolus constantinii (Citroengeel spikkelschijfje), status: niet bekend
- Ascobolus crenulatus (Olijfgeel spikkelschijfje), status: zeldzaam
- Ascobolus degluptus (Bolrond spikkelschijfje), status: uiterst zeldzaam
- Ascobolus demangei (Zwartwordend spikkelschijfje), status: uiterst zeldzaam
- Ascobolus denudatus (Glad spikkelschijfje), status: vrij zeldzaam
- Ascobolus elegans (Elegant spikkelschijfje), status: uiterst zeldzaam
- Ascobolus epimyces (Tonvormig spikkelschijfje), status: uiterst zeldzaam
- Ascobolus foliicola (Bladspikkelschijfje), status: zeldzaam
- Ascobolus geophilus (Kleispikkelschijfje), status: uiterst zeldzaam
- Ascobolus hawaiiensis (Grootsporig spikkelschijfje), status: niet bekend
- Ascobolus immersus (Slijmspoorspikkelschijfje), status: vrij zeldzaam
- Ascobolus lignatilis (Gesteeld spikkelschijfje), status: zeer zeldzaam
- Ascobolus michaudii (Konijnenmestspikkelschijfje), status: uiterst zeldzaam
- Ascobolus minutus (Kleinste spikkelschijfje), status: uiterst zeldzaam
- Ascobolus perplexans (Vals mestspikkelschijfje), status: zeer zeldzaam
- Ascobolus roseopurpurascens (Wijnrood spikkelschijfje), status: vrij zeldzaam
- Ascobolus sacchariferus (Hertenmestspikkelschijfje), status: niet bekend
- Ascobolus stercorarius (Gewoon spikkelschijfje), status: vrij algemeen
- Ascobolus stictoideus (Ruwsporig spikkelschijfje), status: zeer zeldzaam
- Ascobolus viridis (Bosspikkelschijfje), status: uiterst zeldzaam
- Ascocorticiellum vermisporum (Wormsporige zakjeswaaszwam), status: zeer zeldzaam
- Ascocorticium anomalum (Dennenschorsvlekje), status: vrij algemeen
- Ascocoryne cylichnium (Grootsporige paarse knoopzwam), status: vrij algemeen
- Ascocoryne inflata (Opgeblazen knoopzwam), status: zeer zeldzaam
- Ascocoryne sarcoides (Paarse knoopzwam), status: algemeen
- Ascocoryne solitaria (Bruine knoopzwam), status: zeer zeldzaam
- Ascodesmis macrospora (Kamsporig keutelschijfje), status: uiterst zeldzaam
- Ascodesmis microscopica (Netsporig keutelschijfje), status: uiterst zeldzaam
- Ascodesmis nana (Wratsporig keutelschijfje), status: uiterst zeldzaam
- Ascodesmis nigricans (Stekelsporig keutelschijfje), status: uiterst zeldzaam
- Ascodesmis sphaerospora (Bolsporig keutelschijfje), status: niet bekend
- Ascodichaena rugosa (Slakkenkloofjeszwam), status: niet bekend
- Ascophanus consociatus (Roomwit dwergschijfje), status: niet bekend
- Ascosphaera apis (Bijencystzakjeszwam), status: niet bekend
- Ascosphaera atra (Zwarte cystzakjeszwam), status: niet bekend
- Ascotremella faginea (Zakjestrilzwam), status: algemeen
- Ascotricha bosei (Stengelkroeshaarzwam), status: niet bekend
- Ascotricha chartarum (Afvalkroeshaarzwam), status: niet bekend
- Ascozonus leveillei (Klein sinterklaasschijfje), status: uiterst zeldzaam
- Ascozonus woolhopensis (Geelwit sinterklaasschijfje), status: zeer zeldzaam
- Asordaria humana (Carnivoor mestvaasje), status: zeer zeldzaam
- Asteromassaria macrospora (Beukenjoekelspoorzwam), status: uiterst zeldzaam
- Asterophora lycoperdoides (Poederzwamgast), status: algemeen
- Asterophora parasitica (Plaatjeszwamgast), status: matig algemeen
- Asterostroma cervicolor (Knobbelsporig sterrenkorstje), status: zeldzaam
- Asterostroma laxum (Gladsporig sterrenkorstje), status: zeldzaam
- Astraeus hygrometricus (Weerhuisje), status: vrij zeldzaam
- Athelia arachnoidea (Tweesporig vliesje), status: matig algemeen
- Athelia binucleospora (Tweekernig vliesje), status: niet bekend
- Athelia bombacina (Witzijdig vliesje), status: zeldzaam
- Athelia decipiens (Gesploos vliesje), status: zeldzaam
- Athelia epiphylla (Gewoon vliesje), status: matig algemeen
- Athelia fibulata (Gespenvliesje), status: zeer zeldzaam
- Athelia neuhoffii (Kortsporig gespenvliesje), status: matig algemeen
- Athelia ovata (Eisporig vliesje), status: uiterst zeldzaam
- Athelia pyriformis (Peersporig vliesje), status: uiterst zeldzaam
- Athelia salicum (Wilgenvliesje), status: vrij zeldzaam
- Athelia subovata (Klompspoorvliesje), status: niet bekend
- Athelia tenuispora (Smalsporig vliesje), status: zeer zeldzaam
- Athelia teutoburgensis (Grootsporig vliesje), status: zeldzaam
- Athelopsis glaucina (Kleefspoorvliesje), status: zeer zeldzaam
- Athelopsis lacerata (Fopvliesje), status: uiterst zeldzaam
- Athelopsis lembospora (Bootsporig vliesje), status: vrij zeldzaam
- Athelopsis recondita (Geelbruin schorskorstje), status: zeldzaam
- Aurantiporus fissilis (Appelboomkaaszwam), status: vrij zeldzaam
- Aureoboletus gentilis (Kersrode boleet), status: zeldzaam
- Auricularia auricula-judae (Echt judasoor), status: zeer algemeen
- Auricularia mesenterica (Viltig judasoor), status: algemeen
- Auriscalpium vulgare (Oorlepelzwam), status: algemeen

## B
- Badhamia affinis (Wormvormig kalknetje), status: zeldzaam
- Badhamia capsulifera (Hoekmazig kalknetje), status: zeer zeldzaam
- Badhamia dubia (Dubieus kalknetje), status: uiterst zeldzaam
- Badhamia foliicola (Graskalknetje), status: vrij zeldzaam
- Badhamia lilacina (Lilaroze kalknetje), status: uiterst zeldzaam
- Badhamia macrocarpa (Variabel kalknetje), status: zeldzaam
- Badhamia melanospora (Sierlijk kalknetje), status: zeer zeldzaam
- Badhamia nitens (Oranjegeel kalknetje), status: uiterst zeldzaam
- Badhamia panicea (Roodvoetkalknetje), status: vrij zeldzaam
- Badhamia utricularis (Troskalknetje), status: matig algemeen
- Badhamia versicolor (Veelkleurig kalknetje), status: uiterst zeldzaam
- Baeospora myosura (Muizenstaartzwam), status: algemeen
- Balsamia polysperma (Kleine balsemtruffel), status: niet bekend
- Bankera fuligineoalba (Blozende stekelzwam), status: niet bekend
- Barrmaelia macrospora (Grootsporig kerfzwammetje), status: uiterst zeldzaam
- Bartheletia paradoxa (Ginkgowaasje), status: uiterst zeldzaam
- Basidiodendron caesiocinereum (Ruwsporig harshaarveegje), status: matig algemeen
- Basidiodendron cinereum (Grootsporig harshaarveegje), status: vrij zeldzaam
- Basidiodendron deminutum (Kleinsporig harshaarveegje), status: uiterst zeldzaam
- Basidiodendron eyrei (Saffraanharshaarveegje), status: uiterst zeldzaam
- Basidiodendron nodosum (Knopig harshaarveegje), status: uiterst zeldzaam
- Basidioradulum radula (Foptandzwam), status: vrij algemeen
- Belonium excelsior (Langsporige kristalmollisia), status: uiterst zeldzaam
- Belonium graddonii (Stromollisia), status: uiterst zeldzaam
- Belonium incurvatum (Gevlekte mollisia), status: uiterst zeldzaam
- Belonium nigromaculatum (Zwartgevlekte mollisia), status: uiterst zeldzaam
- Belonopsis asteroma (Zeggeviltmollisia), status: zeer zeldzaam
- Belonopsis filispora (Draadsporige viltmollisia), status: uiterst zeldzaam
- Belonopsis graminea (Grootsporige grasviltmollisia), status: uiterst zeldzaam
- Belonopsis iridis (Moerasviltmollisia), status: zeer zeldzaam
- Belonopsis junciseda (Russenviltmollisia), status: uiterst zeldzaam
- Belonopsis obscura (Heideviltmollisia), status: niet bekend
- Belonopsis retincola (Rietviltmollisia), status: matig algemeen
- Berlesiella nigerrima (Groensporig stromabesje), status: matig algemeen
- Bertia moriformis (Moerbeiwrattenzwammetje), status: vrij zeldzaam
- Bertiella rhodospila (Spletig knapzakzwammetje), status: uiterst zeldzaam
- Bionectria ochroleuca (Okergeel meniezwammetje), status: niet bekend
- Bionectria pityrodes (Zuidelijk meniezwammetje), status: niet bekend
- Bionectria solani (Aardappelmeniezwammetje), status: uiterst zeldzaam
- Biscogniauxia anceps (Hazelaarkorstkogelzwam), status: uiterst zeldzaam
- Biscogniauxia nummularia (Ruwe korstkogelzwam), status: vrij zeldzaam
- Bisporella citrina (Geel schijfzwammetje), status: algemeen
- Bisporella pallescens (Crème schijfzwammetje), status: zeldzaam
- Bisporella scolochloae (Rietschijfzwammetje), status: zeldzaam
- Bisporella subpallida (Geelbruin schijfzwammetje), status: matig algemeen
- Bisporella sulfurina (Zwavelgeel schijfzwammetje), status: algemeen
- Bjerkandera adusta (Grijze buisjeszwam), status: zeer algemeen
- Bjerkandera fumosa (Rookzwam), status: zeer algemeen
- Blumeriella jaapii (Vleeskleurig bladschijfje), status: niet bekend
- Boidinia furfuracea (Reageerkorstje), status: matig algemeen
- Bolbitius coprophilus (Roze kleefhoedje), status: uiterst zeldzaam
- Bolbitius demangei (Kaskleefhoedje), status: niet bekend
- Bolbitius lacteus (Wit kleefhoedje), status: zeer zeldzaam
- Bolbitius reticulatus (Violetgrijs kleefhoedje), status: vrij algemeen
- Bolbitius titubans (Dooiergele mestzwam), status: zeer algemeen
- Boletopsis leucomelaena (Grijze schijnboleet), status: uiterst zeldzaam
- Boletus aereus (Bronskleurig eekhoorntjesbrood), status: zeer zeldzaam
- Boletus appendiculatus (Geelnetboleet), status: vrij zeldzaam
- Boletus calopus (Pronksteelboleet), status: vrij zeldzaam
- Boletus edulis (Gewoon eekhoorntjesbrood), status: zeer algemeen
- Boletus erythropus (Gewone heksenboleet), status: algemeen
- Boletus fechtneri (Bleke boleet), status: zeer zeldzaam
- Boletus impolitus (Goudporieboleet), status: vrij zeldzaam
- Boletus junquilleus (Narcisboleet), status: uiterst zeldzaam
- Boletus legaliae (Fraaie roodnetboleet), status: zeldzaam
- Boletus luridus (Netstelige heksenboleet), status: vrij algemeen
- Boletus parasiticus (Kostgangerboleet), status: vrij algemeen
- Boletus pinophilus (Denneneekhoorntjesbrood), status: uiterst zeldzaam
- Boletus pulverulentus (Inktboleet), status: matig algemeen
- Boletus queletii (Gladstelige heksenboleet), status: vrij zeldzaam
- Boletus radicans (Wortelende boleet), status: matig algemeen
- Boletus reticulatus (Vroeg eekhoorntjesbrood), status: vrij algemeen
- Boletus rhodopurpureus (Roodpurperen boleet), status: niet bekend
- Boletus rhodoxanthus (Roodnetboleet), status: zeldzaam
- Boletus satanas (Satansboleet), status: zeldzaam
- Boletus torosus (Ossenboleet), status: niet bekend
- Botryobasidium aureum (Geel trosvlies), status: zeer zeldzaam
- Botryobasidium candicans (Spinnenwebtrosvlies), status: vrij zeldzaam
- Botryobasidium conspersum (Grijswit trosvlies), status: matig algemeen
- Botryobasidium danicum (Langsporig trosvlies), status: vrij zeldzaam
- Botryobasidium ellipsosporum (Goudstoftrosvlies), status: zeer zeldzaam
- Botryobasidium laeve (Kleinsporig trosvlies), status: vrij zeldzaam
- Botryobasidium obtusisporum (Stompsporig trosvlies), status: zeldzaam
- Botryobasidium pruinatum (Berijpt trosvlies), status: uiterst zeldzaam
- Botryobasidium subcoronatum (Gespentrosvlies), status: algemeen
- Botryobasidium vagum (Grootsporig trosvlies), status: vrij algemeen
- Botryohypochnus isabellinus (Stekelsporig trosvlies), status: zeer zeldzaam
- Botryosphaeria festucae (Zwenkgrasdruivenpitje), status: uiterst zeldzaam
- Botryosphaeria obtusa (Takdruivenpitje), status: zeer zeldzaam
- Botryosphaeria quercuum (Eikendruivenpitje), status: uiterst zeldzaam
- Botryosphaeria rhodina (Gewoon druivenpitje), status: niet bekend
- Botryosphaeria stevensii (Essendruivenpitje), status: uiterst zeldzaam
- Botryotinia convoluta (Omwikkelend knolkelkje), status: uiterst zeldzaam
- Botryotinia draytonii (Gladiolenknolkelkje), status: niet bekend
- Botryotinia fuckeliana (Tuinknolkelkje), status: zeldzaam
- Botryotinia globosa (Lookknolkelkje), status: niet bekend
- Botryotinia narcissicola (Rond narcisknolkelkje), status: niet bekend
- Botryotinia polyblastis (Plat narcisknolkelkje), status: niet bekend
- Botryotinia porri (Preiknolkelkje), status: niet bekend
- Botryotinia squamosa (Uienknolkelkje), status: niet bekend
- Boudiera acanthospora (Stekelsporig kleikussentje), status: niet bekend
- Boudiera areolata (Roodbruin kleikussentje), status: uiterst zeldzaam
- Bourdotia galzinii (Slijmerig waskorstje), status: zeldzaam
- Bovista aestivalis (Melige bovist), status: matig algemeen
- Bovista colorata (Gelige bovist), status: niet bekend
- Bovista graveolens (Zwartbruine bovist), status: uiterst zeldzaam
- Bovista limosa (Dwergbovist), status: vrij zeldzaam
- Bovista nigrescens (Zwartwordende bovist), status: vrij algemeen
- Bovista plumbea (Loodgrijze bovist), status: algemeen
- Bovista pusilla (Kleine bovist), status: vrij algemeen
- Bovistella radicata (Tolvormige stuifzwam), status: zeer zeldzaam
- Brefeldia maxima (Zwart reuzenkussen), status: zeldzaam
- Brevicellicium olivascens (Grauwgeel dwergkorstje), status: algemeen
- Brunnipila clandestina (Frambozenfranjekelkje), status: zeer zeldzaam
- Brunnipila fagicola (Beukennapfranjekelkje), status: vrij zeldzaam
- Brunnipila fuscescens (Donkerharig franjekelkje), status: zeldzaam
- Brunnipila palearum (Lederbruin franjekelkje), status: zeldzaam
- Bryoscyphus atromarginatus (Rouwrandmoskommetje), status: zeldzaam
- Bryoscyphus dicrani (Gaffeltandmoskommetje), status: zeldzaam
- Bryoscyphus marchantiae (Levermoskommetje), status: zeer zeldzaam
- Bryostroma trichostomi (Bladokselmoskogeltje), status: uiterst zeldzaam
- Buchwaldoboletus lignicola (Houtboleet), status: zeldzaam
- Bulbillomyces farinosus (Korreltjeszwam), status: algemeen
- Bulgaria inquinans (Zwarte knoopzwam), status: algemeen
- Byssochlamys nivea (Witte fruitsapschimmel), status: niet bekend
- Byssocorticium atrovirens (Groenblauw vliesje), status: uiterst zeldzaam
- Byssocorticium pulchrum (Prachtvliesje), status: uiterst zeldzaam
- Byssomerulius corium (Papierzwammetje), status: zeer algemeen
- Byssonectria aggregata (Klein oranje zandschijfje), status: matig algemeen
- Byssonectria tetraspora (Viersporig mosschijfje), status: vrij zeldzaam
- Byssosphaeria schiedermayeriana (Zwart pluisbolletje), status: uiterst zeldzaam

## C
- Calcipostia guttulata (Zwetende kaaszwam), status: zeldzaam
- Callistosporium luteoolivaceum (Gewoon olijfzwammetje), status: zeer zeldzaam
- Callistosporium pinicola (Dennenolijfzwammetje), status: uiterst zeldzaam
- Calloria neglecta (Brandnetelschijfje), status: algemeen
- Calloriella umbrinella (Guldenroedeschijfje), status: uiterst zeldzaam
- Calocera cornea (Geel hoorntje), status: zeer algemeen
- Calocera furcata (Gaffelhoorntje), status: matig algemeen
- Calocera glossoides (Knotshoorntje), status: zeldzaam
- Calocera pallidospathulata (Spatelhoorntje), status: zeldzaam
- Calocera viscosa (Kleverig koraalzwammetje), status: zeer algemeen
- Calocybe carnea (Roze pronkridder), status: algemeen
- Calocybe chrysenteron (Gouden pronkridder), status: zeldzaam
- Calocybe gambosa (Voorjaarspronkridder), status: algemeen
- Calocybe ionides (Paarse pronkridder), status: vrij zeldzaam
- Calocybe obscurissima (Donkere pronkridder), status: matig algemeen
- Calomyxa metallica (Gewoon parelmoerwatje), status: zeer zeldzaam
- Calonectria colhounii (Azaleameniezwammetje), status: niet bekend
- Calonectria crotalariae, status: niet bekend
- Calonectria kyotensis (Wortelrotmeniezwammetje), status: niet bekend
- Calonectria pyrochroa (Vuurmeniezwammetje), status: uiterst zeldzaam
- Calonectria theae (Rododendronmeniezwammetje), status: niet bekend
- Calonema geesinkii (Glad glanskopje), status: niet bekend
- Caloscypha fulgens (Lentebekerzwam), status: zeer zeldzaam
- Calosphaeria cyclospora (Hoefsporig nestbolletje), status: uiterst zeldzaam
- Calosphaeria dryina (Eikennestbolletje), status: uiterst zeldzaam
- Calosphaeria pulchella (Verborgen nestbolletje), status: zeer zeldzaam
- Calosphaeria wahlenbergii (Kringnestbolletje), status: uiterst zeldzaam
- Calospora arausiaca (Eikenperforeerzwam), status: uiterst zeldzaam
- Calvatia excipuliformis (Plooivoetstuifzwam), status: zeer algemeen
- Calvatia gigantea (Reuzenbovist), status: algemeen
- Calvatia utriformis (Ruitjesbovist), status: algemeen
- Calycellina alniella (Elzenpropschoteltje), status: vrij algemeen
- Calycellina chlorinella (Bleekgeel donsschijfje), status: zeldzaam
- Calycellina dennisii (Loofdonsschijfje), status: niet bekend
- Calycellina guttulifera (Druppelend donsschijfje), status: uiterst zeldzaam
- Calycellina indumenticola (Wilgendonsschijfje), status: uiterst zeldzaam
- Calycellina ochracea (Molmdonsschijfje), status: uiterst zeldzaam
- Calycellina populina (Populierendonsschijfje), status: zeer zeldzaam
- Calycellina punctata (Heldergeel donsschijfje), status: zeldzaam
- Calycellina spiraeae (Spireadonsschijfje), status: niet bekend
- Calycina cruentata (Russenpoederkelkje), status: uiterst zeldzaam
- Calycina discreta (Klein poederkelkje), status: zeer zeldzaam
- Calycina herbarum (Gewoon poederkelkje), status: algemeen
- Calycina parilis (Tweedelig takschoteltje), status: zeldzaam
- Calycina turgidella (Zeggeschoteltje), status: zeer zeldzaam
- Calycina vulgaris (Twijgschoteltje), status: zeldzaam
- Calyptella campanula (Geel brandnetelklokje), status: vrij zeldzaam
- Calyptella capula (Brandnetelklokje), status: algemeen
- Calyptella flos-alba (Wit brandnetelklokje), status: zeldzaam
- Calyptella gibbosa (Aardappelklokje), status: zeer zeldzaam
- Camarophyllopsis atropuncta (Zwartgespikkelde wasplaat), status: zeldzaam
- Camarophyllopsis foetens (Stinkende wasplaat), status: vrij zeldzaam
- Camarophyllopsis hymenocephala (Donkere wasplaat), status: zeldzaam
- Camarophyllopsis micacea (Okersteelwasplaat), status: zeer zeldzaam
- Camarophyllopsis schulzeri (Krijtlandwasplaat), status: zeer zeldzaam
- Camarops microspora (Maggikogelzwam), status: uiterst zeldzaam
- Camarops polysperma (Kussenvormige kogelzwam), status: zeer zeldzaam
- Camarops tubulina (Eierkolenzwam), status: niet bekend
- Campanella caesia (Gelatineschelpje), status: zeldzaam
- Cantharellula umbonata (Grijze vorkplaat), status: zeldzaam
- Cantharellus amethysteus (Amethistcantharel), status: uiterst zeldzaam
- Cantharellus cibarius (Hanenkam), status: algemeen
- Cantharellus cinereus (Grauwe cantharel), status: uiterst zeldzaam
- Cantharellus melanoxeros (Zwartwordende cantharel), status: uiterst zeldzaam
- Cantharellus pallens (Bleke cantharel), status: uiterst zeldzaam
- Cantharellus tubaeformis (Trechtercantharel), status: matig algemeen
- Capitotricha bicolor (Tweekleurig franjekelkje), status: vrij zeldzaam
- Capnodium salicinum (Wilgenroetpeertje), status: uiterst zeldzaam
- Capronia inconspicua (Nietig kransbolletje), status: uiterst zeldzaam
- Capronia mansonii (Onopvallend kransbolletje), status: uiterst zeldzaam
- Capronia moravica (Kleinsporig kransbolletje), status: uiterst zeldzaam
- Capronia pilosella (Wimperkransbolletje), status: zeer zeldzaam
- Capronia pulcherrima (Muurspoorkransbolletje), status: uiterst zeldzaam
- Caryospora striata (Streepsporig kruikje), status: uiterst zeldzaam
- Catinella olivacea (Olijfschijfzwam), status: zeldzaam
- Caudospora taleola (Eikendropschijfje), status: uiterst zeldzaam
- Cejpia hystrix (Pijpenstromollisia), status: zeldzaam
- Cellypha goldbachii (Knophaarschelpje), status: vrij zeldzaam
- Cenangiopsis quercicola (Eikenbastsplijter), status: niet bekend
- Cenangium acicola (Dennennaaldsplijter), status: niet bekend
- Cenangium ferruginosum (Dennenbastsplijter), status: zeer zeldzaam
- Cenococcum geophilum (Zwarte peperkorrelzwam), status: zeer zeldzaam
- Cephaloscypha mairei (Geknopt zweephaarschijfje), status: niet bekend
- Ceraceomyces serpens (Aderig wasvlies), status: vrij algemeen
- Ceraceomyces sublaevis (Kleinsporig wasvlies), status: matig algemeen
- Ceraceomyces tessulatus (Grootsporig wasvlies), status: uiterst zeldzaam
- Ceratiomyxa fruticulosa (Gewoon ijsvingertje), status: algemeen
- Ceratobasidium anceps (Varenwaswebje), status: uiterst zeldzaam
- Ceratobasidium bicorne (Moswaswebje), status: uiterst zeldzaam
- Ceratobasidium calosporum (Wormsporig waswebje), status: niet bekend
- Ceratobasidium cornigerum (Berijpt waswebje), status: matig algemeen
- Ceratobasidium pseudocornigerum (Melig waswebje), status: zeer zeldzaam
- Ceratosebacina calospora (Draadsporig waskorstje), status: niet bekend
- Ceratosphaeria aeruginosa (Groenig stekelbolletje), status: niet bekend
- Ceratosphaeria crinigera (Behaard stekelbolletje), status: uiterst zeldzaam
- Ceratosphaeria lampadophora (Loofhoutstekelbolletje), status: zeer zeldzaam
- Cercophora arenicola (Zandpiekhaartonnetje), status: uiterst zeldzaam
- Cercophora coprophila (Viltig piekhaartonnetje), status: zeer zeldzaam
- Cercophora mirabilis (Gekraagd piekhaartonnetje), status: uiterst zeldzaam
- Cercophora silvatica (Bruin piekhaartonnetje), status: niet bekend
- Cercophora solaris (Geschoren piekhaartonnetje), status: uiterst zeldzaam
- Cercophora sulphurella (Groengeel piekhaartonnetje), status: uiterst zeldzaam
- Cerinomyces crustulinus (Okerkleurige gaffeldrager), status: zeer zeldzaam
- Ceriophora palustris (Barcodezwammetje), status: uiterst zeldzaam
- Ceriospora dubyi (Hopknikkertje), status: uiterst zeldzaam
- Ceriospora polygonacearum (Pluggenknikkertje), status: zeer zeldzaam
- Ceriporia excelsa (Roze wasporia), status: matig algemeen
- Ceriporia purpurea (Paarse wasporia), status: vrij algemeen
- Ceriporia reticulata (Bosnetje), status: vrij algemeen
- Ceriporia viridans (Groenige wasporia), status: matig algemeen
- Ceriporiopsis gilvescens (Verkleurende poria), status: zeldzaam
- Ceriporiopsis mucida (Franjeporia), status: uiterst zeldzaam
- Ceriporiopsis resinascens (Harsporia), status: uiterst zeldzaam
- Ceriporiopsis subvermispora (Sparrenporia), status: uiterst zeldzaam
- Cerrena unicolor (Doolhofelfenbankje), status: matig algemeen
- Chaetapiospora rhododendri (Rododendronzoolspoortje), status: niet bekend
- Chaetomidium cephalothecoides (Afgerond kwastkopje), status: niet bekend
- Chaetomium bostrychodes (Spiraalharig kwastkopje), status: uiterst zeldzaam
- Chaetomium crispatum (Kronkelharig kwastkopje), status: uiterst zeldzaam
- Chaetomium elatum (Antenneharig kwastkopje), status: zeer zeldzaam
- Chaetomium globosum (Kromharig kwastkopje), status: uiterst zeldzaam
- Chaetomium indicum (Gaffelharig kwastkopje), status: niet bekend
- Chaetomium murorum (Stafharig kwastkopje), status: niet bekend
- Chaetomium seminudum (Dunharig kwastkopje), status: niet bekend
- Chaetomium thermophilum (Koukleumkwastkopje), status: niet bekend
- Chaetomium virescens (Sierharig kwastkopje), status: niet bekend
- Chaetosphaerella fusca (Donkergrijze viltzwam), status: matig algemeen
- Chaetosphaerella phaeostroma (Zwarte viltzwam), status: algemeen
- Chaetosphaeria callimorpha (Bramentweespanzwam), status: zeldzaam
- Chaetosphaeria cupulifera (Kelkjestweespanzwam), status: uiterst zeldzaam
- Chaetosphaeria inaequalis (Takkentweespanzwam), status: uiterst zeldzaam
- Chaetosphaeria innumera (Kale tweespanzwam), status: vrij zeldzaam
- Chaetosphaeria myriocarpa (Ruwe tweespanzwam), status: vrij zeldzaam
- Chaetosphaeria ovoidea (Gewone tweespanzwam), status: vrij zeldzaam
- Chaetosphaeria pulviscula (Stoffige tweespanzwam), status: vrij zeldzaam
- Chalciporus piperatus (Peperboleet), status: algemeen
- Chalciporus rubinus (Robijnboleet), status: uiterst zeldzaam
- Chamaemyces fracidus (Druppelparasolzwam), status: zeer zeldzaam
- Cheilymenia aurea (Goudgeel borstelbekertje), status: niet bekend
- Cheilymenia bohemica (Kaal borstelbekertje), status: niet bekend
- Cheilymenia coprinaria (Langharig borstelbekertje), status: niet bekend
- Cheilymenia crassistriata (Streepspoorborstelbekertje), status: uiterst zeldzaam
- Cheilymenia crucipila (Gaffelborstelbekertje), status: vrij zeldzaam
- Cheilymenia dennisii (Oranje borstelbekertje), status: niet bekend
- Cheilymenia fraudans (Kortharig borstelbekertje), status: niet bekend
- Cheilymenia granulata (Oranje mestzwammetje), status: algemeen
- Cheilymenia insignis (Harig borstelbekertje), status: uiterst zeldzaam
- Cheilymenia lacteoalba (Melkwit borstelbekertje), status: uiterst zeldzaam
- Cheilymenia liskae (Bleekharig borstelbekertje), status: niet bekend
- Cheilymenia pulcherrima (Fraai borstelbekertje), status: vrij zeldzaam
- Cheilymenia raripila (Blond borstelbekertje), status: zeldzaam
- Cheilymenia rubra, status: zeer zeldzaam
- Cheilymenia stercoraria (Scharlaken borstelbekertje), status: niet bekend
- Cheilymenia stercorea, status: matig algemeen
- Cheilymenia theleboloides (Compostborstelbekertje), status: vrij zeldzaam
- Cheilymenia vitellina (Dottergeel borstelbekertje), status: vrij algemeen
- Chlorociboria aeruginascens (Gewone kopergroenbekerzwam), status: vrij zeldzaam
- Chlorociboria aeruginosa (Grootsporige kopergroenbekerzwam), status: zeer zeldzaam
- Chlorophyllum brunneum (Bruine knolparasolzwam), status: zeer zeldzaam
- Chlorophyllum molybdites (Groenspoorparasolzwam), status: niet bekend
- Chlorophyllum olivieri (Sombere knolparasolzwam), status: vrij algemeen
- Chlorophyllum rhacodes (Knolparasolzwam), status: zeer algemeen
- Chlorophyllum venenatum (Giftige knolparasolzwam), status: uiterst zeldzaam
- Chloroscypha sabinae (Jeneverbesmoorschijfje), status: niet bekend
- Chloroscypha seaveri (Thujamoorschijfje), status: niet bekend
- Chondrostereum purpureum (Paarse korstzwam), status: zeer algemeen
- Chromocyphella muscicola (Mosschelpje), status: vrij zeldzaam
- Chroogomphus rutilus (Koperrode spijkerzwam), status: vrij zeldzaam
- Chrysomphalina grossula (Groengeel trechtertje), status: zeldzaam
- Chrysomyxa abietis (Sparrennaaldenroest), status: niet bekend
- Chrysomyxa pirolata (Alternerende wintergroenroest), status: niet bekend
- Ciboria acerina (Gagelmummiekelkje), status: zeldzaam
- Ciboria amentacea (Elzenkatjesmummiekelkje), status: algemeen
- Ciboria americana (Kastanjemummiekelkje), status: zeldzaam
- Ciboria aschersoniana (Zeggemummiekelkje), status: zeer zeldzaam
- Ciboria betulae (Berkenzaadmummiekelkje), status: zeldzaam
- Ciboria betulicola (Berkenkatjesmummiekelkje), status: uiterst zeldzaam
- Ciboria caucus (Populierenmummiekelkje), status: vrij zeldzaam
- Ciboria coryli (Hazelmummiekelkje), status: uiterst zeldzaam
- Ciboria juncorum (Russenmummiekelkje), status: uiterst zeldzaam
- Ciboria lentiformis (Elzenzaadmummiekelkje), status: vrij zeldzaam
- Ciboria pseudotuberosa (Eikelbekertje), status: algemeen
- Ciboria rufofusca (Zilversparmummiekelkje), status: zeer zeldzaam
- Ciboria viridifusca (Elzenpropmummiekelkje), status: matig algemeen
- Ciborinia candolleana (Eikenknolkelkje), status: zeer zeldzaam
- Ciliolarina laricina (Lariksrijpkelkje), status: zeer zeldzaam
- Ciliolarina ligniseda (Naaldhoutrijpkelkje), status: uiterst zeldzaam
- Ciliolarina neglecta (Kegelrijpkelkje), status: niet bekend
- Ciliolarina pinicola (Grootsporig rijpkelkje), status: zeer zeldzaam
- Cilioplea kansensis (Krimpend muurspoorbolletje), status: uiterst zeldzaam
- Cinereomyces lindbladii (Lichtgrijze poria), status: vrij algemeen
- Cistella aconiti (Monnikskaprijpkelkje), status: zeer zeldzaam
- Cistella acuum (Dennenrijpkelkje), status: vrij zeldzaam
- Cistella albidolutea (Bosbiesrijpkelkje), status: uiterst zeldzaam
- Cistella caricis (Zeggerijpkelkje), status: uiterst zeldzaam
- Cistella deflexa (Wandelstokrijpkelkje), status: uiterst zeldzaam
- Cistella fugiens (Fragiel rijpkelkje), status: vrij zeldzaam
- Cistella geelmuydenii (Askleurig rijpkelkje), status: zeer zeldzaam
- Cistella graminicola (Moerasrijpkelkje), status: uiterst zeldzaam
- Cistella granulosella (Fijnkorrelig rijpkelkje), status: uiterst zeldzaam
- Cistella grevillei (Plat rijpkelkje), status: matig algemeen
- Cistella pteridialis (Adelaarsvarenrijpkelkje), status: zeer zeldzaam
- Clastoderma debaryanum (Wandplaatjeskniksteeltje), status: uiterst zeldzaam
- Clathrus archeri (Inktviszwam), status: vrij zeldzaam
- Clathrus ruber (Traliestinkzwam), status: zeldzaam
- Claussenomyces atrovirens (Zwartgroen geleischijfje), status: zeldzaam
- Claussenomyces prasinulus (Bleekgroen geleischijfje), status: zeldzaam
- Clavaria argillacea (Heideknotszwam), status: vrij algemeen
- Clavaria atrofusca (Ruwsporige knotszwam), status: uiterst zeldzaam
- Clavaria chrysenteron (Goudvleesknotszwam), status: uiterst zeldzaam
- Clavaria daulnoyi (Grijze knotszwam), status: matig algemeen
- Clavaria falcata (Spitse knotszwam), status: vrij algemeen
- Clavaria fragilis (Wormvormige knotszwam), status: vrij algemeen
- Clavaria fumosa (Rookknotszwam), status: zeer zeldzaam
- Clavaria greletii (Donkere knotszwam), status: zeldzaam
- Clavaria incarnata (Zonnegloedknotszwam), status: zeldzaam
- Clavaria krieglsteineri (Leemknotszwam), status: vrij zeldzaam
- Clavaria pullei (Zwartbruine knotszwam), status: niet bekend
- Clavaria pulvinaris (Dwergknotszwam), status: zeer zeldzaam
- Clavaria ravida (Grauwe knotszwam), status: uiterst zeldzaam
- Clavaria straminea (Strogele knotszwam), status: zeldzaam
- Clavaria subfalcata (Groezelige knotszwam), status: zeer zeldzaam
- Clavaria tenuipes (Brandplekknotszwam), status: uiterst zeldzaam
- Clavaria zollingeri (Amethistknotszwam), status: uiterst zeldzaam
- Clavariadelphus pistillaris (Reuzenknotszwam), status: uiterst zeldzaam
- Clavariadelphus truncatus (Afgeknotte reuzenknotszwam), status: uiterst zeldzaam
- Claviceps microcephala (Pijpenstrootjemoederkoren), status: algemeen
- Claviceps nigricans (Waterbiesmoederkoren), status: zeer zeldzaam
- Claviceps purpurea (Echt moederkoren), status: matig algemeen
- Clavicorona taxophila (Wit kroonknotsje), status: zeer zeldzaam
- Clavulicium delectabile (Gele oliekorstzwam), status: uiterst zeldzaam
- Clavulina cinerea (Asgrauwe koraalzwam), status: algemeen
- Clavulina coralloides (Witte koraalzwam), status: zeer algemeen
- Clavulina rugosa (Rimpelige koraalzwam), status: vrij algemeen
- Clavulinopsis corniculata (Sikkelkoraalzwam), status: vrij algemeen
- Clavulinopsis fusiformis (Bundelknotszwam), status: uiterst zeldzaam
- Clavulinopsis helvola (Gele knotszwam), status: algemeen
- Clavulinopsis hisingeri (Diksteeltjeskoraalzwam), status: uiterst zeldzaam
- Clavulinopsis laeticolor (Fraaie knotszwam), status: vrij algemeen
- Clavulinopsis luteoalba (Verblekende knotszwam), status: vrij algemeen
- Clavulinopsis luteoochracea (Okergele knotszwam), status: uiterst zeldzaam
- Clavulinopsis microspora (Kleinsporige knotszwam), status: uiterst zeldzaam
- Clavulinopsis subtilis (Bleke sikkelkoraalzwam), status: zeldzaam
- Clavulinopsis umbrinella (Grauwe sikkelkoraalzwam), status: niet bekend
- Cleistothelebolus nipigonensis (Gesloten sinterklaasschijfje), status: niet bekend
- Climacocystis borealis (Noordelijke buisjeszwam), status: uiterst zeldzaam
- Clitocybe agrestis (Bleke veldtrechterzwam), status: zeer algemeen
- Clitocybe albofragrans (Witte anijstrechterzwam), status: vrij algemeen
- Clitocybe alexandri (Dikke trechterzwam), status: zeldzaam
- Clitocybe amarescens (Mesttrechterzwam), status: algemeen
- Clitocybe augeana (Bleekgrijze weidetrechterzwam), status: zeer zeldzaam
- Clitocybe barbularum (Duinmostrechterzwam), status: vrij zeldzaam
- Clitocybe candicans (Kleine bostrechterzwam), status: zeer algemeen
- Clitocybe clavipes (Knotsvoettrechterzwam), status: zeer algemeen
- Clitocybe connata (Witte bundelridderzwam), status: vrij algemeen
- Clitocybe costata (Geribbelde trechterzwam), status: vrij algemeen
- Clitocybe diatreta (Vaalroze trechterzwam), status: algemeen
- Clitocybe ditopa (Kleinsporige trechterzwam), status: algemeen
- Clitocybe foetens (Stinkende trechterzwam), status: vrij algemeen
- Clitocybe fragrans (Slanke anijstrechterzwam), status: algemeen
- Clitocybe frysica (Bleke trechterzwam), status: uiterst zeldzaam
- Clitocybe geotropa (Grote trechterzwam), status: vrij zeldzaam
- Clitocybe gibba (Slanke trechterzwam), status: algemeen
- Clitocybe glareosa (Bruinrode duintrechterzwam), status: zeer zeldzaam
- Clitocybe houghtonii (Adonistrechterzwam), status: matig algemeen
- Clitocybe inornata (Krulzoomtrechterzwam), status: zeldzaam
- Clitocybe lohjaensis (Melige trechterzwam), status: niet bekend
- Clitocybe marginella (Bleekrandtrechterzwam), status: algemeen
- Clitocybe menthiodora (Tweegeurtrechterzwam), status: uiterst zeldzaam
- Clitocybe metachroa (Tweekleurige trechterzwam), status: zeer algemeen
- Clitocybe metachroides (Donkere trechterzwam), status: matig algemeen
- Clitocybe nebularis (Nevelzwam), status: zeer algemeen
- Clitocybe odora (Groene anijstrechterzwam), status: algemeen
- Clitocybe phaeophthalma (Spieringtrechterzwam), status: vrij algemeen
- Clitocybe phyllophila (Grote bostrechterzwam), status: algemeen
- Clitocybe rivulosa (Giftige weidetrechterzwam), status: zeer algemeen
- Clitocybe sinopica (Brandplektrechterzwam), status: zeer zeldzaam
- Clitocybe squamulosa (Fijnschubbige trechterzwam), status: vrij zeldzaam
- Clitocybe subbulbipes (Vliertrechterzwam), status: zeldzaam
- Clitocybe subcordispora (Vage trechterzwam), status: zeer zeldzaam
- Clitocybe trulliformis (Grauwe trechterzwam), status: uiterst zeldzaam
- Clitocybe truncicola (Stronktrechterzwam), status: zeldzaam
- Clitocybe vibecina (Gestreepte trechterzwam), status: zeer algemeen
- Clitopilus caelatus (Grijsbruine zalmplaat), status: vrij zeldzaam
- Clitopilus daamsii (Grootsporige schelpjesmolenaar), status: zeer zeldzaam
- Clitopilus fallax (Witte zalmplaat), status: zeldzaam
- Clitopilus fasciculatus (Toefige molenaar), status: niet bekend
- Clitopilus fuscofarinaceus (Bruine zalmplaat), status: uiterst zeldzaam
- Clitopilus geminus (Vleeskleurige zalmplaat), status: vrij algemeen
- Clitopilus hobsonii (Gewone schelpjesmolenaar), status: vrij algemeen
- Clitopilus melleopallens (Bleekoranje zalmplaat), status: zeldzaam
- Clitopilus mundulus (Geelbruine zalmplaat), status: niet bekend
- Clitopilus nitellinus (Oranje zalmplaat), status: zeer zeldzaam
- Clitopilus parilis (Kleine zalmplaat), status: zeer zeldzaam
- Clitopilus passeckerianus (Kattenoorzwam), status: uiterst zeldzaam
- Clitopilus popinalis (Zwartwordende zalmplaat), status: matig algemeen
- Clitopilus prunulus (Grote molenaar), status: algemeen
- Clitopilus rhodophyllus (Oortjesmolenaar), status: zeer zeldzaam
- Clitopilus scyphoides (Kleine molenaar), status: vrij algemeen
- Clypeosphaeria mamillana (Papilschoorsteentje), status: zeer zeldzaam
- Clypeosphaeria perfidiosa (Esdoornschoorsteentje), status: niet bekend
- Coccomyces coronatus (Bladkronkelstafje), status: uiterst zeldzaam
- Coccomyces dentatus (Vierslippig kronkelstafje), status: uiterst zeldzaam
- Coccomyces tumidus (Eikenkronkelstafje), status: niet bekend
- Colacogloea peniophorae (Wasgeel trilkorstje), status: matig algemeen
- Coleosporium tussilaginis (Algemene oranje roest), status: niet bekend
- Coleroa robertiani (Robertskruidkraterbultje), status: matig algemeen
- Collaria arcyrionema (Goudkleurig kraagkroeskopje), status: zeer zeldzaam
- Collaria lurida (Groot kraagkroeskopje), status: uiterst zeldzaam
- Collaria rubens (Vastgehecht kraagkroeskopje), status: niet bekend
- Colloderma oculatum (Ooggelatinepropje), status: uiterst zeldzaam
- Collybia cirrata (Dwergcollybia), status: algemeen
- Collybia cookei (Okerknolcollybia), status: algemeen
- Collybia tuberosa (Purperknolcollybia), status: vrij algemeen
- Colpoma quercinum (Eikenspleetlip), status: matig algemeen
- Coltricia cinnamomea (Zijdetolzwam), status: zeer zeldzaam
- Coltricia confluens (Plakkaattolzwam), status: matig algemeen
- Coltricia perennis (Echte tolzwam), status: vrij algemeen
- Comatricha alta (Langharig kroeskopje), status: zeer zeldzaam
- Comatricha elegans (Hemels kraagkroeskopje), status: zeldzaam
- Comatricha ellae (Netvormig kroeskopje), status: uiterst zeldzaam
- Comatricha filamentosa (Engelenhaarkroeskopje), status: zeer zeldzaam
- Comatricha fragilis (Kaal kroeskopje), status: uiterst zeldzaam
- Comatricha laxa (Open kroeskopje), status: zeldzaam
- Comatricha laxifila (Doorzichtig kroeskopje), status: uiterst zeldzaam
- Comatricha longipila (IJl kroeskopje), status: uiterst zeldzaam
- Comatricha nigra (Langstelig kroeskopje), status: vrij algemeen
- Comatricha nodulifera (Knotskroeskopje), status: uiterst zeldzaam
- Comatricha pulchella (Golvend kroeskopje), status: uiterst zeldzaam
- Comatricha pulchelloides (Piekerig kroeskopje), status: niet bekend
- Comatricha rigidireta (Grootsporig kroeskopje), status: uiterst zeldzaam
- Comatricha rutilipedata (Veelvormig kroeskopje), status: uiterst zeldzaam
- Comatricha suksdorfii (Bruinzwart kroeskopje), status: uiterst zeldzaam
- Comatricha tenerrima (Spits kroeskopje), status: zeer zeldzaam
- Conferticium ochraceum (Doolhofoliecelkorst), status: niet bekend
- Coniochaeta angustispora (Smalsporige korrelkernzwam), status: niet bekend
- Coniochaeta hansenii (Veelsporige korrelkernzwam), status: niet bekend
- Coniochaeta leucoplaca (Korte mestkorrelkernzwam), status: uiterst zeldzaam
- Coniochaeta ligniaria (Houtkorrelkernzwam), status: zeldzaam
- Coniochaeta malacotricha (Dennenkorrelkernzwam), status: zeer zeldzaam
- Coniochaeta pulveracea (Kortharige korrelkernzwam), status: uiterst zeldzaam
- Coniochaeta savoryi (Jeneverbesspleetbolletje), status: niet bekend
- Coniochaeta scatigena (Lange mestkorrelkernzwam), status: zeldzaam
- Coniochaeta subcorticalis (Verborgen korrelkernzwam), status: zeer zeldzaam
- Coniochaeta velutina (Fluwelige korrelkernzwam), status: vrij zeldzaam
- Coniophora arida (Dunne kelderzwam), status: algemeen
- Coniophora fusispora (Spoelsporige kelderzwam), status: uiterst zeldzaam
- Coniophora hanoiensis (Stomprandige kelderzwam), status: uiterst zeldzaam
- Coniophora olivacea (Harige kelderzwam), status: zeldzaam
- Coniophora puteana (Dikke kelderzwam), status: algemeen
- Conocybe albipes (Izabelkleurig breeksteeltje), status: algemeen
- Conocybe alboradicans (Wortelend breeksteeltje), status: vrij zeldzaam
- Conocybe ambigua (Gazonbreeksteeltje), status: vrij zeldzaam
- Conocybe anthracophila (Brandplekbreeksteeltje), status: zeer zeldzaam
- Conocybe antipus (Boorvoetbreeksteeltje), status: zeldzaam
- Conocybe apala (Bolhoedbreeksteeltje), status: zeldzaam
- Conocybe aurea (Gouden breeksteeltje), status: zeldzaam
- Conocybe bispora (Citroensporig breeksteeltje), status: uiterst zeldzaam
- Conocybe bisporigera (Tweesporig breeksteeltje), status: zeer zeldzaam
- Conocybe brachypodii (Kleinsporig breeksteeltje), status: vrij zeldzaam
- Conocybe brunneidisca (Paardenvijgbreeksteeltje), status: vrij zeldzaam
- Conocybe cettoiana (Witwortelbreeksteeltje), status: uiterst zeldzaam
- Conocybe daamsii, status: niet bekend
- Conocybe dumetorum (Dwergbreeksteeltje), status: zeldzaam
- Conocybe dunensis (Duinbreeksteeltje), status: zeer zeldzaam
- Conocybe echinata (Donker breeksteeltje), status: vrij algemeen
- Conocybe enderlei (Oranjebruin breeksteeltje), status: zeldzaam
- Conocybe farinacea (Melig breeksteeltje), status: zeldzaam
- Conocybe fimetaria (Wortelend mestbreeksteeltje), status: zeldzaam
- Conocybe fuscimarginata (Compostbreeksteeltje), status: vrij zeldzaam
- Conocybe hornana (Beursbreeksteeltje), status: uiterst zeldzaam
- Conocybe incarnata (Vleeskleurig breeksteeltje), status: uiterst zeldzaam
- Conocybe inocybeoides (Knollig breeksteeltje), status: zeldzaam
- Conocybe intrusa (Reuzenbreeksteel), status: zeer zeldzaam
- Conocybe juniana (Tuinbreeksteeltje), status: vrij algemeen
- Conocybe macrocephala (Parkbreeksteeltje), status: vrij algemeen
- Conocybe macrospora (Wimperbreeksteeltje), status: matig algemeen
- Conocybe magnispora (Okergeel mestbreeksteeltje), status: zeer zeldzaam
- Conocybe mesospora (Weidebreeksteeltje), status: vrij algemeen
- Conocybe microrrhiza (Spitsvoetbreeksteeltje), status: niet bekend
- Conocybe microspora (Gebocheld breeksteeltje), status: vrij zeldzaam
- Conocybe moseri (Grijs breeksteeltje), status: matig algemeen
- Conocybe ochrostriata (Oker breeksteeltje), status: vrij algemeen
- Conocybe pallidospora (Bleeksporig breeksteeltje), status: zeldzaam
- Conocybe pilosella (Berijpt breeksteeltje), status: matig algemeen
- Conocybe pseudocrispa (Kroesplaatbreeksteeltje), status: zeer zeldzaam
- Conocybe pubescens (Donzig breeksteeltje), status: vrij algemeen
- Conocybe pulchella (Harig breeksteeltje), status: matig algemeen
- Conocybe rickeniana (Roestbruin breeksteeltje), status: algemeen
- Conocybe rostellata (Bermbreeksteeltje), status: uiterst zeldzaam
- Conocybe semiglobata (Gewelfd breeksteeltje), status: vrij algemeen
- Conocybe siliginea (Vaal breeksteeltje), status: algemeen
- Conocybe singeriana (Knolvoetbreeksteeltje), status: uiterst zeldzaam
- Conocybe subovalis (Dikvoetbreeksteeltje), status: vrij algemeen
- Conocybe subpallida (Bleekbruin breeksteeltje), status: vrij zeldzaam
- Conocybe subpubescens (Moerasbreeksteeltje), status: matig algemeen
- Conocybe subxerophytica (Platsporig breeksteeltje), status: uiterst zeldzaam
- Conocybe tenera (Kaneelkleurig breeksteeltje), status: algemeen
- Conocybe velutipes (Grasbreeksteeltje), status: matig algemeen
- Conocybe watlingii (Grootsporig mestbreeksteeltje), status: uiterst zeldzaam
- Conocybe zeylanica, status: niet bekend
- Contumyces rosellus (Roze ruitertje), status: uiterst zeldzaam
- Coprinellus allovelus (Kleidwergje), status: niet bekend
- Coprinellus amphithallus (Vlakke donsinktzwam), status: zeer zeldzaam
- Coprinellus angulatus (Brandplekinktzwam), status: vrij zeldzaam
- Coprinellus bipellis (Plakjesinktzwam), status: uiterst zeldzaam
- Coprinellus bisporiger (Takjesdonsinktzwam), status: niet bekend
- Coprinellus bisporus (Tweesporige donsinktzwam), status: vrij zeldzaam
- Coprinellus brevisetulosus (Tengere mestinktzwam), status: vrij zeldzaam
- Coprinellus callinus (Geelbruine donsinktzwam), status: matig algemeen
- Coprinellus canistri (Houtdwergje), status: niet bekend
- Coprinellus congregatus (Gezellige donsinktzwam), status: zeldzaam
- Coprinellus curtus (Paardenmestdonsinktzwam), status: zeldzaam
- Coprinellus disseminatus (Zwerminktzwam), status: zeer algemeen
- Coprinellus domesticus (Grote viltinktzwam), status: algemeen
- Coprinellus ellisii (Sokvoetinktzwam), status: vrij zeldzaam
- Coprinellus ephemerus (Vluchtige inktzwam), status: zeldzaam
- Coprinellus flocculosus (Valse viltinktzwam), status: matig algemeen
- Coprinellus heptemerus (Bruine mestinktzwam), status: matig algemeen
- Coprinellus heterosetulosus (Donker mestdwergje), status: matig algemeen
- Coprinellus heterothrix (Velumdonsinktzwam), status: vrij zeldzaam
- Coprinellus hiascens (Bundelinktzwam), status: matig algemeen
- Coprinellus impatiens (Spitscellige donsinktzwam), status: vrij zeldzaam
- Coprinellus marculentus (Hoekigsporige donsinktzwam), status: zeldzaam
- Coprinellus micaceus (Gewone glimmerinktzwam), status: zeer algemeen
- Coprinellus minutisporus (Houtsnipperdwergje), status: niet bekend
- Coprinellus pallidissimus (Bleke glimmerinktzwam), status: uiterst zeldzaam
- Coprinellus pellucidus (Bleek mestdwergje), status: matig algemeen
- Coprinellus plagioporus (Paarsbruine donsinktzwam), status: zeldzaam
- Coprinellus pyrrhanthes (Oranjebruine poederinktzwam), status: zeer zeldzaam
- Coprinellus radians (Rosse viltinktzwam), status: vrij algemeen
- Coprinellus saccharinus (Parelglimmerinktzwam), status: niet bekend
- Coprinellus sassii (Grootsporige donsinktzwam), status: niet bekend
- Coprinellus sclerocystidiosus (Bruindonzige inktzwam), status: zeldzaam
- Coprinellus singularis (Dwergdonsinktzwam), status: niet bekend
- Coprinellus subdisseminatus (Slanke donsinktzwam), status: zeer zeldzaam
- Coprinellus subimpatiens (Donkere donsinktzwam), status: vrij zeldzaam
- Coprinellus tardus (Ruwsporige inktzwam), status: zeldzaam
- Coprinellus truncorum (Gladstelige glimmerinktzwam), status: vrij algemeen
- Coprinellus velatopruinatus (Vlokjesdonsinktzwam), status: zeer zeldzaam
- Coprinellus verrucispermus (Schijnwratsporige inktzwam), status: zeldzaam
- Coprinellus xanthothrix (Kleine viltinktzwam), status: algemeen
- Coprinopsis acuminata (Kleine kale inktzwam), status: matig algemeen
- Coprinopsis ammophilae (Helminktzwam), status: zeldzaam
- Coprinopsis atramentaria (Grote kale inktzwam), status: zeer algemeen
- Coprinopsis bellula (Sneeuwwitje), status: vrij zeldzaam
- Coprinopsis bicornis (Tweesporig mesthazenpootje), status: uiterst zeldzaam
- Coprinopsis calospora (Stersporig hazenpootje), status: uiterst zeldzaam
- Coprinopsis candidata (Witte poederinktzwam), status: zeldzaam
- Coprinopsis candidolanata (Wit hazenpootje), status: uiterst zeldzaam
- Coprinopsis cardiaspora (Hartjesinktzwam), status: zeldzaam
- Coprinopsis cinerea (Wortelende inktzwam), status: vrij algemeen
- Coprinopsis cinereofloccosa (Grijsvlokkige inktzwam), status: uiterst zeldzaam
- Coprinopsis coniophora (Grijsvlokzwerminktzwam), status: zeer zeldzaam
- Coprinopsis cordispora (Korrelige mestinktzwam), status: matig algemeen
- Coprinopsis cortinata (Kleine poederinktzwam), status: vrij zeldzaam
- Coprinopsis cothurnata (Melige mestinktzwam), status: vrij zeldzaam
- Coprinopsis echinospora (Wratsporig hazenpootje), status: zeldzaam
- Coprinopsis ephemeroides (Geringde korrelinktzwam), status: vrij zeldzaam
- Coprinopsis epichloea (Gazonhalminktzwam), status: uiterst zeldzaam
- Coprinopsis episcopalis (Bisschopsmutsinktzwam), status: niet bekend
- Coprinopsis erythrocephala (Oranje inktzwam), status: vrij zeldzaam
- Coprinopsis filamentifer (Hoeksporige inktzwam), status: uiterst zeldzaam
- Coprinopsis foetidella (Stinkende mestinktzwam), status: zeer zeldzaam
- Coprinopsis friesii (Bleke halminktzwam), status: matig algemeen
- Coprinopsis geesterani (Klein hazenpootje), status: zeldzaam
- Coprinopsis gonophylla (Brandplekvlokinktzwam), status: zeldzaam
- Coprinopsis goudensis (Middelst hazenpootje), status: uiterst zeldzaam
- Coprinopsis idae (Dwergpoederinktzwam), status: uiterst zeldzaam
- Coprinopsis insignis (Zijige inktzwam), status: uiterst zeldzaam
- Coprinopsis iocularis (Jokerinktzwam), status: uiterst zeldzaam
- Coprinopsis jonesii (Vals hazenpootje), status: matig algemeen
- Coprinopsis kimurae (Rondsporige halminktzwam), status: zeer zeldzaam
- Coprinopsis krieglsteineri (Zijdeglansinktzwam), status: uiterst zeldzaam
- Coprinopsis kubickae (Grijzige halminktzwam), status: vrij zeldzaam
- Coprinopsis laanii (Zaagvlakinktzwam), status: matig algemeen
- Coprinopsis lagopus (Hazenpootje), status: zeer algemeen
- Coprinopsis macrocephala (Stromesthazenpootje), status: vrij zeldzaam
- Coprinopsis martinii (Zompinktzwam), status: uiterst zeldzaam
- Coprinopsis narcotica (Bedwelmende inktzwam), status: vrij zeldzaam
- Coprinopsis nivea (Witte mestinktzwam), status: vrij algemeen
- Coprinopsis ochraceolanata (Geelvezelig hazenpootje), status: zeldzaam
- Coprinopsis pachysperma (Vale mestinktzwam), status: zeer zeldzaam
- Coprinopsis parvula (Kleine inktzwam), status: uiterst zeldzaam
- Coprinopsis patouillardii (Korrelige inktzwam), status: matig algemeen
- Coprinopsis phaeospora (Kleinsporige halminktzwam), status: vrij zeldzaam
- Coprinopsis phlyctidospora (Tandsporig hazenpootje), status: zeldzaam
- Coprinopsis picacea (Spechtinktzwam), status: vrij zeldzaam
- Coprinopsis piepenbroekorum (Groenige vlokinktzwam), status: niet bekend
- Coprinopsis poliomalla (Grijs mestdwergje), status: vrij zeldzaam
- Coprinopsis pseudoamphithalla (Minidonsinktzwam), status: uiterst zeldzaam
- Coprinopsis pseudocortinata (Wit mestdwergje), status: zeer zeldzaam
- Coprinopsis pseudofriesii (Grote halminktzwam), status: matig algemeen
- Coprinopsis pseudonivea (Valse witte mestinktzwam), status: zeldzaam
- Coprinopsis pseudoradiata (Klein mesthazenpootje), status: zeer zeldzaam
- Coprinopsis radiata (Pelsinktzwam), status: vrij zeldzaam
- Coprinopsis radicans (Grootsporige stinkinktzwam), status: zeer zeldzaam
- Coprinopsis romagnesiana (Bruine kale inktzwam), status: vrij zeldzaam
- Coprinopsis rugosobispora (Tweesporig hazenpootje), status: uiterst zeldzaam
- Coprinopsis saccharomyces (Gistgeurinktzwam), status: zeer zeldzaam
- Coprinopsis sclerotiorum (Knolletjesspechtinktzwam), status: uiterst zeldzaam
- Coprinopsis scobicola (Kashazenpootje), status: niet bekend
- Coprinopsis semitalis (Aardgeurinktzwam), status: zeldzaam
- Coprinopsis spelaiophila (Ivoorinktzwam), status: zeer zeldzaam
- Coprinopsis spilospora (Grootporige inktzwam), status: niet bekend
- Coprinopsis stangliana (Kleine spechtinktzwam), status: uiterst zeldzaam
- Coprinopsis stercorea (Kleine korrelinktzwam), status: vrij algemeen
- Coprinopsis strossmayeri (Kapjesinktzwam), status: zeer zeldzaam
- Coprinopsis tigrinella (Gespikkelde halminktzwam), status: vrij zeldzaam
- Coprinopsis trispora (Driesporige inktzwam), status: zeer zeldzaam
- Coprinopsis tuberosa (Grijze korrelinktzwam), status: vrij zeldzaam
- Coprinopsis urticicola (Witte halminktzwam), status: vrij algemeen
- Coprinopsis utrifer (Poederinktzwam), status: niet bekend
- Coprinopsis vermiculifer (Schapenmestinktzwam), status: uiterst zeldzaam
- Coprinopsis xantholepis (Grootcellige halminktzwam), status: zeldzaam
- Coprinopsis xenobia (Withaarinktzwam), status: uiterst zeldzaam
- Coprinus comatus (Geschubde inktzwam), status: zeer algemeen
- Coprinus sterquilinus (Geringde inktzwam), status: zeldzaam
- Coprotus aurora (Oranje mestdwergschijfje), status: uiterst zeldzaam
- Coprotus dextrinoideus (Geelwit mestdwergschijfje), status: uiterst zeldzaam
- Coprotus disculus (Doorschijnend mestdwergschijfje), status: zeer zeldzaam
- Coprotus granuliformis (Besuikerd mestdwergschijfje), status: vrij zeldzaam
- Coprotus leucopocillum (Bleek mestdwergschijfje), status: uiterst zeldzaam
- Coprotus luteus (Geel mestdwergschijfje), status: uiterst zeldzaam
- Coprotus niveus (Blank mestdwergschijfje), status: niet bekend
- Coprotus ochraceus (Oker mestdwergschijfje), status: zeldzaam
- Coprotus sexdecimsporus (Veelsporig mestdwergschijfje), status: zeldzaam
- Cordyceps bifusispora (Poppendoder), status: zeer zeldzaam
- Cordyceps militaris (Rupsendoder), status: algemeen
- Coriolopsis gallica (Bruine borstelkurkzwam), status: matig algemeen
- Coriolopsis trogii (Bleke borstelkurkzwam), status: vrij algemeen
- Coronellaria caricinella (Zeggefranjemollisia), status: uiterst zeldzaam
- Coronellaria pulicaris (Biezenfranjemollisia), status: uiterst zeldzaam
- Coronicium alboglaucum (Ongekroond kroonkorstje), status: zeer zeldzaam
- Coronophora gregaria (Kuddespaanzakje), status: uiterst zeldzaam
- Corticium quercicola (Eikenprachtkorstzwam), status: uiterst zeldzaam
- Corticium roseum (Roze prachtkorstzwam), status: vrij zeldzaam
- Cortinarius acutus (Spitse gordijnzwam), status: matig algemeen
- Cortinarius albonigrellus (Zwarte kruipwilggordijnzwam), status: uiterst zeldzaam
- Cortinarius alborufescens (Vezelige gordijnzwam), status: niet bekend
- Cortinarius alboviolaceus (Lila gordijnzwam), status: vrij algemeen
- Cortinarius allutus (Honinggordijnzwam), status: zeer zeldzaam
- Cortinarius alnetorum (Gegordelde elzengordijnzwam), status: vrij algemeen
- Cortinarius ammophilus (Duingordijnzwam), status: uiterst zeldzaam
- Cortinarius anomalellus (Grootsporige zandgordijnzwam), status: niet bekend
- Cortinarius anomalus (Vaaggegordelde gordijnzwam), status: algemeen
- Cortinarius anserinus (Geurende gordijnzwam), status: zeer zeldzaam
- Cortinarius anthracinus (Roodrandgordijnzwam), status: zeldzaam
- Cortinarius aprinus (Grauwe gordijnzwam), status: niet bekend
- Cortinarius areni-silvae (Dikke rendiermosgordijnzwam), status: niet bekend
- Cortinarius argentatus (Zilverige gordijnzwam), status: niet bekend
- Cortinarius armeniacus (Abrikoosgordijnzwam), status: uiterst zeldzaam
- Cortinarius armillatus (Armbandgordijnzwam), status: zeldzaam
- Cortinarius azureovelatus (Valse azuursteelgordijnzwam), status: zeer zeldzaam
- Cortinarius azureus (Azuursteelgordijnzwam), status: zeldzaam
- Cortinarius balteatoalbus (Dikke gordijnzwam), status: zeldzaam
- Cortinarius balteatocumatilis (Violetbruine gordijnzwam), status: zeer zeldzaam
- Cortinarius balteatus (Paarsrandgordijnzwam), status: zeer zeldzaam
- Cortinarius barbatus (Bleke galgordijnzwam), status: zeldzaam
- Cortinarius bibulus (Kleine elzengordijnzwam), status: matig algemeen
- Cortinarius biformis (Bleekrandgordijnzwam), status: uiterst zeldzaam
- Cortinarius bivelus (Gegordelde berkengordijnzwam), status: zeldzaam
- Cortinarius bolaris (Roodschubbige gordijnzwam), status: vrij algemeen
- Cortinarius bovinus (Forse dennengordijnzwam), status: niet bekend
- Cortinarius brunneus (Donkerbruine gordijnzwam), status: zeer zeldzaam
- Cortinarius bulbosus (Knolgordijnzwam), status: niet bekend
- Cortinarius bulliardioides (Rozevoetgordijnzwam), status: niet bekend
- Cortinarius caerulescens (Blauwe knolgordijnzwam), status: zeer zeldzaam
- Cortinarius callisteus (Oranjegele gordijnzwam), status: niet bekend
- Cortinarius calochrous (Fraaie gordijnzwam), status: uiterst zeldzaam
- Cortinarius camphoratus (Kamfergordijnzwam), status: zeldzaam
- Cortinarius caninus (Grote fraaisteelgordijnzwam), status: vrij zeldzaam
- Cortinarius caperatus (Meelkop), status: niet bekend
- Cortinarius casimiri (Grootsporige gordijnzwam), status: vrij algemeen
- Cortinarius castaneus (Kastanjebruine gordijnzwam), status: zeer zeldzaam
- Cortinarius cavipes (Holsteelgordijnzwam), status: zeer zeldzaam
- Cortinarius cedretorum (Paradijsgordijnzwam), status: uiterst zeldzaam
- Cortinarius cephalixus (Craquelé gordijnzwam), status: uiterst zeldzaam
- Cortinarius cinnabarinus (Vermiljoengordijnzwam), status: zeer zeldzaam
- Cortinarius cinnamomeoluteus (Gele wilgengordijnzwam), status: matig algemeen
- Cortinarius cinnamomeus (Kaneelkleurige gordijnzwam), status: vrij algemeen
- Cortinarius citrinus (Zwavelgele gordijnzwam), status: uiterst zeldzaam
- Cortinarius claricolor (Witgegordelde gordijnzwam), status: uiterst zeldzaam
- Cortinarius coalescens (Gele kleibosgordijnzwam), status: zeer zeldzaam
- Cortinarius collinitus (Blauwgegordelde gordijnzwam), status: niet bekend
- Cortinarius comatus (Dwerggordijnzwam), status: uiterst zeldzaam
- Cortinarius comptulus (Pluizige gordijnzwam), status: vrij zeldzaam
- Cortinarius conicus (Kegelgordijnzwam), status: matig algemeen
- Cortinarius crassus (Vaalhoedgordijnzwam), status: uiterst zeldzaam
- Cortinarius croceocaeruleus (Paarse galgordijnzwam), status: vrij zeldzaam
- Cortinarius croceoconus (Valse geelplaatgordijnzwam), status: vrij zeldzaam
- Cortinarius croceus (Geelplaatgordijnzwam), status: vrij algemeen
- Cortinarius cucumisporus (Langsporige gordijnzwam), status: zeer zeldzaam
- Cortinarius cyanites (Roodverkleurende gordijnzwam), status: uiterst zeldzaam
- Cortinarius damascenus (Bundelgordijnzwam), status: zeer zeldzaam
- Cortinarius decipiens (Siersteelgordijnzwam), status: algemeen
- Cortinarius delibutus (Okergele gordijnzwam), status: algemeen
- Cortinarius depressus (Kleinsporige gordelsteelgordijnzwam), status: zeer zeldzaam
- Cortinarius diasemospermus (Kleine pelargoniumgordijnzwam), status: vrij algemeen
- Cortinarius dionysae (Meelgeurgordijnzwam), status: uiterst zeldzaam
- Cortinarius diosmus (Welriekende gordijnzwam), status: zeldzaam
- Cortinarius dolabratus (Kortwortelende gordijnzwam), status: uiterst zeldzaam
- Cortinarius dumetorum (Kruipwilggordijnzwam), status: zeer zeldzaam
- Cortinarius eburneus (Kleinsporige galgordijnzwam), status: matig algemeen
- Cortinarius emollitoides (Berijpte galgordijnzwam), status: vrij zeldzaam
- Cortinarius emollitus (Witte galgordijnzwam), status: vrij zeldzaam
- Cortinarius evernius (Violetsteelgordijnzwam), status: zeer zeldzaam
- Cortinarius fasciatus (Bleeksteelgordijnzwam), status: vrij zeldzaam
- Cortinarius fistularis (Roestbruine dwerggordijnzwam), status: uiterst zeldzaam
- Cortinarius flos-paludis (Valse gordelsteelgordijnzwam), status: niet bekend
- Cortinarius fulmineus (Vosrode knolgordijnzwam), status: niet bekend
- Cortinarius fulvescens (Oranje mosbosgordijnzwam), status: zeldzaam
- Cortinarius fusisporus (Zandpadgordijnzwam), status: vrij algemeen
- Cortinarius glandicolor (Eikelkleurige gordijnzwam), status: vrij zeldzaam
- Cortinarius glaucopus (Blauwsteelgordijnzwam), status: zeer zeldzaam
- Cortinarius haematochaelis (Roodvelumgordijnzwam), status: uiterst zeldzaam
- Cortinarius helobius (Kleine moerasgordijnzwam), status: matig algemeen
- Cortinarius helvelloides (Geelvlokkige gordijnzwam), status: matig algemeen
- Cortinarius helvolus (Oranje eikengordijnzwam), status: vrij algemeen
- Cortinarius hemitrichus (Witschubbige gordijnzwam), status: algemeen
- Cortinarius heterosporus (Slanksporige gordijnzwam), status: niet bekend
- Cortinarius hinnuleus (Muffe gordijnzwam), status: algemeen
- Cortinarius hinnuloides (Zoetgeurende gordijnzwam), status: uiterst zeldzaam
- Cortinarius holophaeus (Bruine beukengordijnzwam), status: zeer zeldzaam
- Cortinarius huronensis (Valse veenmosgordijnzwam), status: zeldzaam
- Cortinarius illuminus (Vage gordijnzwam), status: uiterst zeldzaam
- Cortinarius imbutus (Valse kaarslichtgordijnzwam), status: zeer zeldzaam
- Cortinarius incisus (Streephoedgordijnzwam), status: vrij algemeen
- Cortinarius infractus (Olijfkleurige gordijnzwam), status: matig algemeen
- Cortinarius ionophyllus (Paarsplaatgordijnzwam), status: uiterst zeldzaam
- Cortinarius jubarinus (Kleine witsteelgordijnzwam), status: niet bekend
- Cortinarius junghuhnii (Franjeplaatgordijnzwam), status: zeldzaam
- Cortinarius lanatus (Bruingele wolgordijnzwam), status: zeldzaam
- Cortinarius laniger (Kaneelkleurige knolgordijnzwam), status: uiterst zeldzaam
- Cortinarius largus (Bruine kleibosgordijnzwam), status: matig algemeen
- Cortinarius lilacinopusillus (Kleinste elzengordijnzwam), status: vrij zeldzaam
- Cortinarius lividoochraceus (Rimpelige gordijnzwam), status: matig algemeen
- Cortinarius luci (Levendige gordijnzwam), status: uiterst zeldzaam
- Cortinarius lucorum (Peppelgordijnzwam), status: uiterst zeldzaam
- Cortinarius malachius (Donkerlila gordijnzwam), status: zeldzaam
- Cortinarius melanotus (Schubbige peterseliegordijnzwam), status: uiterst zeldzaam
- Cortinarius melleopallens (Honingbruine gordijnzwam), status: niet bekend
- Cortinarius miniatopus (Vlamsteelgordijnzwam), status: uiterst zeldzaam
- Cortinarius miraculosus (Roodvezelgordijnzwam), status: matig algemeen
- Cortinarius mucosus (Slijmige gordijnzwam), status: zeer zeldzaam
- Cortinarius multicolor (Wijnrode siersteelgordijnzwam), status: niet bekend
- Cortinarius multiformis (Zaagplaatgordijnzwam), status: niet bekend
- Cortinarius napus (Roodbruine knolgordijnzwam), status: niet bekend
- Cortinarius obtusobrunneus (Radijsgordijnzwam), status: niet bekend
- Cortinarius obtusus (Jodoformgordijnzwam), status: vrij algemeen
- Cortinarius ochrophyllus (Okervezelgordijnzwam), status: zeer zeldzaam
- Cortinarius olearioides (Saffraangordijnzwam), status: niet bekend
- Cortinarius olivaceofuscus (Haagbeukgordijnzwam), status: zeldzaam
- Cortinarius orellanus (Giftige gordijnzwam), status: niet bekend
- Cortinarius paleaceus (Gewone pelargoniumgordijnzwam), status: algemeen
- Cortinarius paleifer (Paarse pelargoniumgordijnzwam), status: vrij algemeen
- Cortinarius paracephalixus (Blozende gordijnzwam), status: niet bekend
- Cortinarius parvannulatus (Cederhoutgordijnzwam), status: vrij algemeen
- Cortinarius pauperculus (Conische dwergwilggordijnzwam), status: zeldzaam
- Cortinarius pearsonii, status: uiterst zeldzaam
- Cortinarius pholideus (Bruinschubbige gordijnzwam), status: vrij zeldzaam
- Cortinarius pluviorum (Oranjebruine galgordijnzwam), status: niet bekend
- Cortinarius pluvius (Honingkleurige galgordijnzwam), status: vrij zeldzaam
- Cortinarius porphyropus (Purpersteelgordijnzwam), status: vrij zeldzaam
- Cortinarius praestigiosus (Kleine roodbandgordijnzwam), status: zeer zeldzaam
- Cortinarius pratensis (Boomloze gordijnzwam), status: vrij zeldzaam
- Cortinarius privignoides (Knollige gordelsteelgordijnzwam), status: zeer zeldzaam
- Cortinarius privignus (Vale gordelsteelgordijnzwam), status: vrij zeldzaam
- Cortinarius procax, status: niet bekend
- Cortinarius psammocephalus (Fijnschubbige gordijnzwam), status: vrij zeldzaam
- Cortinarius pseudomalachius (Valse knolgordijnzwam), status: niet bekend
- Cortinarius pseudoprivignus (Bleke gordelsteelgordijnzwam), status: uiterst zeldzaam
- Cortinarius pulchripes (Prachtsteelgordijnzwam), status: zeldzaam
- Cortinarius purpurascens (Purperen gordijnzwam), status: matig algemeen
- Cortinarius purpureus (Bloedplaatgordijnzwam), status: zeldzaam
- Cortinarius quarciticus (Kwartsietgordijnzwam), status: uiterst zeldzaam
- Cortinarius raphanoides (Groene berkengordijnzwam), status: vrij zeldzaam
- Cortinarius rheubarbarinus (Kruidige gordijnzwam), status: niet bekend
- Cortinarius rigens (Wortelende gordijnzwam), status: matig algemeen
- Cortinarius romagnesii (Voorjaarsgordijnzwam), status: vrij zeldzaam
- Cortinarius roseipes (Stekelsporige gordijnzwam), status: niet bekend
- Cortinarius rubellopes (Rozestelige gordijnzam), status: niet bekend
- Cortinarius rubellus (Fraaie gifgordijnzwam), status: matig algemeen
- Cortinarius rubrovioleipes (Roodvlokkige paarssteelgordijnzwam), status: niet bekend
- Cortinarius rufoolivaceus, status: uiterst zeldzaam
- Cortinarius sacchariosmus (Oranjebloesemgordijnzwam), status: zeer zeldzaam
- Cortinarius safranopes (Wijdplaatgordijnzwam), status: zeldzaam
- Cortinarius sanguineus (Bloedrode gordijnzwam), status: zeldzaam
- Cortinarius saniosus (Bleke geelvezelgordijnzwam), status: algemeen
- Cortinarius saturninus (Kousevoetgordijnzwam), status: vrij algemeen
- Cortinarius scaurotraganoides (Geurige knolgordijnzwam), status: uiterst zeldzaam
- Cortinarius scaurus (Olijfplaatgordijnzwam), status: matig algemeen
- Cortinarius sciophyllus (Omberplaatgordijnzwam), status: niet bekend
- Cortinarius scutulatus (Bruinviolette gordijnzwam), status: uiterst zeldzaam
- Cortinarius semisanguineus (Pagemantel), status: vrij algemeen
- Cortinarius septentrionalis (Noordelijke slijmsteelgordijnzwam), status: uiterst zeldzaam
- Cortinarius simulatus (Bedrieglijke gordijnzwam), status: zeldzaam
- Cortinarius sodagnitus (Bittere knolgordijnzwam), status: uiterst zeldzaam
- Cortinarius spadicellus (Sparrengordijnzwam), status: uiterst zeldzaam
- Cortinarius spilomeus (Kopervloksteelgordijnzwam), status: uiterst zeldzaam
- Cortinarius splendens (Gele beukengordijnzwam), status: niet bekend
- Cortinarius stemmatus (Saaie gordijnzwam), status: zeldzaam
- Cortinarius subbalaustinus (Roodbruine gordijnzwam), status: algemeen
- Cortinarius subhygrophanicus (Hygrofane zaagplaatgordijnzwam), status: niet bekend
- Cortinarius sublatisporus (Eisporige gordijnzwam), status: zeldzaam
- Cortinarius subporphyropus (Grijze purpersteelgordijnzwam), status: zeldzaam
- Cortinarius subtortus (Olijfkleurige sparrengordijnzwam), status: zeer zeldzaam
- Cortinarius subtorvus (Sombere wilgengordijnzwam), status: uiterst zeldzaam
- Cortinarius suburaceus (Pitsporige gordijnzwam), status: niet bekend
- Cortinarius subviolascens (Geringde gordijnzwam), status: niet bekend
- Cortinarius suillus (Diksteelgordijnzwam), status: zeer zeldzaam
- Cortinarius tabularis (Okergrijze fraaisteelgordijnzwam), status: vrij zeldzaam
- Cortinarius talus (Bleke honinggordijnzwam), status: zeer zeldzaam
- Cortinarius terpsichores (Paarse knolgordijnzwam), status: uiterst zeldzaam
- Cortinarius tortuosus (Kaarslichtgordijnzwam), status: niet bekend
- Cortinarius torvus (Gelaarsde gordijnzwam), status: matig algemeen
- Cortinarius traganus (Stinkgordijnzwam), status: uiterst zeldzaam
- Cortinarius triformis (Roestbruine gordelsteelgordijnzwam), status: uiterst zeldzaam
- Cortinarius triumphans, status: zeer zeldzaam
- Cortinarius trivialis (Gegordelde gordijnzwam), status: vrij algemeen
- Cortinarius tubarius (Veenmosgordijnzwam), status: vrij zeldzaam
- Cortinarius turgidus (Witte zijdegordijnzwam), status: zeldzaam
- Cortinarius turmalis (Bleke zijdegordijnzwam), status: niet bekend
- Cortinarius uliginosus (Koperrode gordijnzwam), status: algemeen
- Cortinarius umbrinolens (Bietengordijnzwam), status: algemeen
- Cortinarius unimodus (Valse grootspoorgordijnzwam), status: uiterst zeldzaam
- Cortinarius uraceus (Aangebrande gordijnzwam), status: zeldzaam
- Cortinarius urbicus (Bleke wilgengordijnzwam), status: vrij algemeen
- Cortinarius valgus (Verborgen gordijnzwam), status: vrij zeldzaam
- Cortinarius variegatus (Bleekplaatgordijnzwam), status: niet bekend
- Cortinarius variicolor (Veranderlijke gordijnzwam), status: zeer zeldzaam
- Cortinarius vernus (Lilastelige gordijnzwam), status: algemeen
- Cortinarius vibratilis (Gele galgordijnzwam), status: matig algemeen
- Cortinarius violaceocinereus (Violetgrijze gordijnzwam), status: niet bekend
- Cortinarius violaceus (Violette gordijnzwam), status: vrij zeldzaam
- Cortinarius violilamellatus (Smalsporige pelargoniumgordijnzwam), status: vrij zeldzaam
- Corynascus sepedonium (Piekhaarspleetbolletje), status: niet bekend
- Cosmospora coccinea (Wratsporig meniezwammetje), status: uiterst zeldzaam
- Cosmospora consors (Robijnmeniezwammetje), status: niet bekend
- Cosmospora flavoviridis (Geelgroen meniezwammetje), status: uiterst zeldzaam
- Cosmospora leptosphaeriae (Netelmeniezwammetje), status: vrij zeldzaam
- Cosmospora magnusiana (Schorsschijfjesmeniezwammetje), status: zeldzaam
- Cosmospora purtonii (Gelatineus meniezwammetje), status: zeer zeldzaam
- Cosmospora vilior (Groenwordend meniezwammetje), status: zeer zeldzaam
- Cotylidia carpatica (Dwergkorsttrechtertje), status: uiterst zeldzaam
- Cotylidia pannosa (Bundelkorsttrechtertje), status: niet bekend
- Cotylidia undulata (Franjekorsttrechtertje), status: zeldzaam
- Craterellus cornucopioides (Hoorn-van-overvloed), status: zeer zeldzaam
- Craterium aureomagnum (Goudgeel kalkbekertje), status: uiterst zeldzaam
- Craterium aureonucleatum (Goudhartkalkbekertje), status: uiterst zeldzaam
- Craterium aureum (Citroengeel kalkbekertje), status: zeer zeldzaam
- Craterium concinnum (Bruin kalkbekertje), status: uiterst zeldzaam
- Craterium dictyosporum (Purperbruin kalkbekertje), status: niet bekend
- Craterium leucocephalum (Conisch kalkbekertje), status: vrij zeldzaam
- Craterium minutum (Witdekselkalkbekertje), status: matig algemeen
- Craterium obovatum (Netkalkbekertje), status: uiterst zeldzaam
- Craterocolla cerasi (Kersentrilzwam), status: uiterst zeldzaam
- Crepidotus applanatus (Gestreept oorzwammetje), status: matig algemeen
- Crepidotus autochthonus (Grauw oorzwammetje), status: zeer zeldzaam
- Crepidotus brunneoroseus (Bruinroze oorzwammetje), status: zeer zeldzaam
- Crepidotus caspari (Bleek oorzwammetje), status: algemeen
- Crepidotus cesatii (Rondsporig oorzwammetje), status: zeer algemeen
- Crepidotus cristatus (Geelgroen oorzwammetje), status: niet bekend
- Crepidotus epibryus (Klein oorzwammetje), status: algemeen
- Crepidotus luteolus (Gelig oorzwammetje), status: algemeen
- Crepidotus mollis (Week oorzwammetje), status: algemeen
- Crepidotus roseoornatus (Roze oorzwammetje), status: uiterst zeldzaam
- Crepidotus subverrucisporus (Ruwsporig oorzwammetje), status: vrij zeldzaam
- Crepidotus variabilis (Wit oorzwammetje), status: zeer algemeen
- Crepidotus versutus (Grootsporig oorzwammetje), status: vrij zeldzaam
- Crepidotus villosus (Behaard oorzwammetje), status: niet bekend
- Cribraria argillacea (Zandkleurig lantaarntje), status: vrij zeldzaam
- Cribraria aurantiaca (Goudgeel lantaarntje), status: vrij zeldzaam
- Cribraria cancellata (Knikkend lantaarntje), status: vrij zeldzaam
- Cribraria ferruginea (Roestkleurig lantaarntje), status: niet bekend
- Cribraria intricata (Stervormig lantaarntje), status: niet bekend
- Cribraria lepida (Purperen lantaarntje), status: niet bekend
- Cribraria macrocarpa (Zwartnetlantaarntje), status: uiterst zeldzaam
- Cribraria martinii (Veelribbig lantaarntje), status: niet bekend
- Cribraria microcarpa (Deltamazig lantaarntje), status: zeer zeldzaam
- Cribraria mirabilis (Prachtlantaarntje), status: niet bekend
- Cribraria oregana (Berglantaarntje), status: uiterst zeldzaam
- Cribraria persoonii (Hazelnootkleurig lantaarntje), status: uiterst zeldzaam
- Cribraria rubiginosa (Oranjerood lantaarntje), status: uiterst zeldzaam
- Cribraria rufa (Wijdmazig lantaarntje), status: vrij zeldzaam
- Cribraria splendens (Stralend lantaarntje), status: niet bekend
- Cribraria tenella (Teer lantaarntje), status: uiterst zeldzaam
- Cribraria violacea (Violet lantaarntje), status: uiterst zeldzaam
- Cribraria vulgaris (Hoeksporig lantaarntje), status: zeer zeldzaam
- Crinipellis scabella (Piekhaarzwammetje), status: algemeen
- Cristinia gallica (Getand krentenbrijkorstje), status: uiterst zeldzaam
- Cristinia helvetica (Klein krentenbrijkorstje), status: vrij zeldzaam
- Cristinia rhenana (Middelst krentenbrijkorstje), status: zeer zeldzaam
- Crocicreas amenti (Wilgenkatschoteltje), status: vrij zeldzaam
- Crocicreas complicatum (Bremgeleikelkje), status: niet bekend
- Crocicreas coronatum (Gekroond geleikelkje), status: vrij algemeen
- Crocicreas culmicola (Slijmspoorkelkje), status: zeer zeldzaam
- Crocicreas cyathoideum (Gewoon geleikelkje), status: vrij algemeen
- Crocicreas dolosellum (Getand geleikelkje), status: zeldzaam
- Crocicreas fraxinophilum (Essengeleikelkje), status: zeer zeldzaam
- Crocicreas marchantiae (Levermoskelkje), status: zeldzaam
- Crocicreas maydis (Maïsgeleikelkje), status: uiterst zeldzaam
- Crocicreas pallidum (Esdoorngeleikelkje), status: zeer zeldzaam
- Crocicreas paludosum (Berenklauwgeleikelkje), status: niet bekend
- Crocicreas stramineum (Geel geleikelkje), status: niet bekend
- Crocicreas striatum (Gestreept geleikelkje), status: vrij zeldzaam
- Crocicreas subhyalinum (Doorschijnend geleikelkje), status: zeer zeldzaam
- Crocicreas tomentosum (Viltig geleikelkje), status: uiterst zeldzaam
- Cronartium flaccidum (Grove-dennenblaasroest), status: niet bekend
- Cronartium ribicola (Weymouth-dennenblaasroest), status: niet bekend
- Crucibulum crucibuliforme (Geel nestzwammetje), status: algemeen
- Crumenulopsis pinicola (Smalsporig dennengroepsschoteltje), status: niet bekend
- Crumenulopsis sororia (Breedsporig dennengroepsschoteltje), status: niet bekend
- Crustoderma corneum (Hoornachtige aderzwam), status: uiterst zeldzaam
- Cryptendoxyla hypophloia (Esdoorncambiumbolletje), status: niet bekend
- Cryptodiaporthe aubertii (Gageluitbreekkogeltje), status: uiterst zeldzaam
- Cryptodiaporthe lirella (Spirea-uitbreekkogeltje), status: uiterst zeldzaam
- Cryptodiaporthe populea (Populierenuitbreekkogeltje), status: zeer zeldzaam
- Cryptodiaporthe pulchella (Peppelbladuitbreekkogeltje), status: uiterst zeldzaam
- Cryptodiaporthe pyrrhocystis (Tandsporig uitbreekkogeltje), status: uiterst zeldzaam
- Cryptodiaporthe salicina (Breedsporig uitbreekkogeltje), status: zeer zeldzaam
- Cryptodiscus rhopaloides (Grillig houtputje), status: vrij zeldzaam
- Cryptosphaeria eunomia (Taklijnkogeltje), status: zeldzaam
- Cryptosphaeria ligniota (Populierenlijnkogeltje), status: zeer zeldzaam
- Cryptosporella betulae (Berkennestbolletje), status: uiterst zeldzaam
- Cryptosporella hypodermia (Iepencollectiefzwammetje), status: uiterst zeldzaam
- Cryptosporella suffusa (Elzennestbolletje), status: zeer zeldzaam
- Cryptovalsa protracta (Essenspaanzakje), status: uiterst zeldzaam
- Cucurbidothis pityophila (Sparrenmuurspoorbolletje), status: niet bekend
- Cucurbitaria berberidis (Zuurbesmuurspoorbolletje), status: zeldzaam
- Cucurbitaria elongata (Robiniamuurspoorbolletje), status: zeer zeldzaam
- Cucurbitaria obducens (Essenmuurspoorbolletje), status: niet bekend
- Cucurbitaria spartii, status: zeer zeldzaam
- Cudoniella acicularis (Houtknoopje), status: algemeen
- Cudoniella clavus (Waterknoopje), status: vrij algemeen
- Cudoniella rubicunda (Dennenknoopje), status: zeer zeldzaam
- Cudoniella tenuispora (Landknoopje), status: uiterst zeldzaam
- Cumminsiella mirabilissima (Mahonieroest), status: niet bekend
- Cyathus olla (Bleek nestzwammetje), status: algemeen
- Cyathus stercoreus (Mestnestzwammetje), status: vrij zeldzaam
- Cyathus striatus (Gestreept nestzwammetje), status: algemeen
- Cylindrobasidium laeve (Donzige korstzwam), status: zeer algemeen
- Cymadothea trifolii (Klaver-roetstreepzwammetje), status: niet bekend
- Cyrtidula quercus (Eikenpantoffelkorst), status: uiterst zeldzaam
- Cystobasidium fimetarium (Mesttrilkorstje), status: uiterst zeldzaam
- Cystoderma amianthinum (Okergele korrelhoed), status: algemeen
- Cystoderma carcharias (Vleeskleurige korrelhoed), status: vrij zeldzaam
- Cystoderma cinnabarinum (Rode korrelhoed), status: zeldzaam
- Cystoderma granulosum (Bruine korrelhoed), status: zeer zeldzaam
- Cystoderma jasonis (Oranjebruine korrelhoed), status: algemeen
- Cystoderma simulatum (Winterkorrelhoed), status: zeer zeldzaam
- Cystoderma tricholomoides (Reuzenkorrelhoed), status: niet bekend
- Cystolepiota adulterina (Smalsporige poederparasol), status: uiterst zeldzaam
- Cystolepiota bucknallii (Violetstelige poederparasol), status: vrij zeldzaam
- Cystolepiota cystidiosa (Geelcellige poederparasol), status: zeldzaam
- Cystolepiota hetieri (Vlekkende poederparasol), status: matig algemeen
- Cystolepiota icterina (Gele poederparasol), status: niet bekend
- Cystolepiota moelleri (Roze poederparasol), status: vrij zeldzaam
- Cystolepiota pulverulenta (Kegelpoederparasol), status: zeldzaam
- Cystolepiota seminuda (Kleine poederparasol), status: vrij algemeen

## D
- Dacrymyces capitatus (Gesteelde druppelzwam), status: matig algemeen
- Dacrymyces minor (Olijfgroene druppelzwam), status: vrij zeldzaam
- Dacrymyces stillatus (Oranje druppelzwam), status: zeer algemeen
- Dacrymyces tortus (Vale druppelzwam), status: zeer zeldzaam
- Dacryobolus karstenii (Papilkorstzwam), status: matig algemeen
- Dacryobolus sudans (Harstandzwam), status: uiterst zeldzaam
- Daedalea quercina (Doolhofzwam), status: algemeen
- Daedaleopsis confragosa (Roodporiehoutzwam), status: zeer algemeen
- Daedaleopsis tricolor (Roodplaathoutzwam), status: vrij zeldzaam
- Daldinia concentrica (Kogelhoutskoolzwam), status: algemeen
- Daldinia decipiens (Berkenhoutskoolzwam), status: niet bekend
- Daldinia loculata (Sokkelhoutskoolzwam), status: uiterst zeldzaam
- Daldinia petriniae (Elzenhoutskoolzwam), status: niet bekend
- Daldinia vernicosa (Glanzende houtskoolzwam), status: zeldzaam
- Dasyscyphella claviculata (Stralend franjekelkje), status: uiterst zeldzaam
- Dasyscyphella crystallina (Kristalfranjekelkje), status: zeer zeldzaam
- Dasyscyphella dryina (Roodachtig franjekelkje), status: niet bekend
- Dasyscyphella nivea (Sneeuwwit franjekelkje), status: vrij algemeen
- Datronia mollis (Wijdporiekurkzwam), status: algemeen
- Davidiella rosigena (Rozenpuntkogeltje), status: niet bekend
- Deconica castanella (Droog kaalkopje), status: uiterst zeldzaam
- Deconica coprophila (Mestkaalkopje), status: vrij algemeen
- Deconica crobula (Franjekaalkopje), status: vrij algemeen
- Deconica flocculosa (Vlokkig kaalkopje), status: zeer zeldzaam
- Deconica horizontalis (Leerkaalkopje), status: vrij algemeen
- Deconica inquilina (Halmkaalkopje), status: vrij algemeen
- Deconica magica (Weidekaalkopje), status: niet bekend
- Deconica merdaria (Meststropharia), status: matig algemeen
- Deconica merdicola (Keutelkaalkopje), status: vrij zeldzaam
- Deconica micropora (Kleinporig kaalkopje), status: uiterst zeldzaam
- Deconica moelleri (Geringd mestkaalkopje), status: zeer zeldzaam
- Deconica montana (Zandkaalkopje), status: algemeen
- Deconica philipsii (Schelpkaalkopje), status: vrij algemeen
- Deconica phyllogena (Ruitsporig kaalkopje), status: vrij zeldzaam
- Deconica pratensis (Duinkaalkopje), status: uiterst zeldzaam
- Deconica subcoprophila (Grootsporig mestkaalkopje), status: matig algemeen
- Deconica subviscida (Graskaalkopje), status: vrij zeldzaam
- Delicatula integrella (Plooiplaatzwammetje), status: vrij algemeen
- Delitschia didyma (Scheefsporig mesthaarbolletje), status: uiterst zeldzaam
- Delitschia pachylospora (Schamel mesthaarbolletje), status: niet bekend
- Delitschia patagonica (Kaal mesthaarbolletje), status: uiterst zeldzaam
- Delitschia winteri (Konijnenmesthaarbolletje), status: zeldzaam
- Dematioscypha dematiicola (Donker franjekelkje), status: vrij zeldzaam
- Dematioscypha richonis (Donkerrood franjekelkje), status: uiterst zeldzaam
- Dendrocollybia racemosa (Vertakte collybia), status: zeldzaam
- Dendrothele acerina (Esdoornpuzzelkorstje), status: vrij zeldzaam
- Dendrothele alliacea (Loofhoutpuzzelkorstje), status: uiterst zeldzaam
- Dendrothele griseocana (Klein puzzelkorstje), status: zeer zeldzaam
- Dennisiodiscus prasinus (Zwartgroen franjekelkje), status: zeldzaam
- Dermea ariae (Lijsterbesleerschijfzwam), status: uiterst zeldzaam
- Dermea cerasi (Boomgaardleerschijfzwam), status: zeer zeldzaam
- Dermea padi (Vogelkersleerschijfzwam), status: uiterst zeldzaam
- Dermea tulasnei (Essenleerschijfzwam), status: niet bekend
- Dermoloma cuneifolium (Grauwe barsthoed), status: vrij zeldzaam
- Dermoloma josserandii (Variabele barsthoed), status: zeldzaam
- Dermoloma magicum (Verkleurende barsthoed), status: uiterst zeldzaam
- Dermoloma pseudocuneifolium (Kleine barsthoed), status: zeldzaam
- Desmazierella acicola (Harige knoopzwam), status: zeer zeldzaam
- Desmazierella piceicola (Sparrenknoopzwam), status: uiterst zeldzaam
- Diachea leucopodia (Witpootglinsterkopje), status: zeldzaam
- Diacheopsis laxifila (Grijs teernetje), status: uiterst zeldzaam
- Dialonectria episphaeria (Kogelmeniezwammetje), status: algemeen
- Dianema depressum (Grijsbruin zijdekussentje), status: zeldzaam
- Dianema harveyi (Rood zijdekussentje), status: uiterst zeldzaam
- Diaporthe angelicae (Schermbloemuitbreekkogeltje), status: zeer zeldzaam
- Diaporthe araliae (Aralia-uitbreekkogeltje), status: uiterst zeldzaam
- Diaporthe arctii (Klituitbreekkogeltje), status: vrij zeldzaam
- Diaporthe circumscripta (Vlieruitbreekkogeltje), status: uiterst zeldzaam
- Diaporthe crataegi (Meidoornuitbreekkogeltje), status: uiterst zeldzaam
- Diaporthe decedens (Hazelaaruitbreekkogeltje), status: zeer zeldzaam
- Diaporthe decorticans (Twijguitbreekkogeltje), status: uiterst zeldzaam
- Diaporthe detrusa (Verzakkend uitbreekkogeltje), status: uiterst zeldzaam
- Diaporthe dulcamarae (Bitterzoetuitbreekkogeltje), status: uiterst zeldzaam
- Diaporthe eres (Gewoon uitbreekkogeltje), status: vrij zeldzaam
- Diaporthe hederae (Klimopuitbreekkogeltje), status: uiterst zeldzaam
- Diaporthe impulsa (Lijsterbesuitbreekkogeltje), status: uiterst zeldzaam
- Diaporthe inaequalis (Bremuitbreekkogeltje), status: zeer zeldzaam
- Diaporthe incarcerata (Rozenuitbreekkogeltje), status: uiterst zeldzaam
- Diaporthe intermedia (Vaag uitbreekkogeltje), status: uiterst zeldzaam
- Diaporthe juglandina (Walnootuitbreekkogeltje), status: uiterst zeldzaam
- Diaporthe linearis (Lijnuitbreekkogeltje), status: uiterst zeldzaam
- Diaporthe oncostoma (Robinia-uitbreekkogeltje), status: uiterst zeldzaam
- Diaporthe pardalota (Vlekkend uitbreekkogeltje), status: uiterst zeldzaam
- Diaporthe perniciosa (Vogelkersuitbreekkogeltje), status: uiterst zeldzaam
- Diaporthe pustulata (Esdoornuitbreekkogeltje), status: zeer zeldzaam
- Diaporthe scobina (Essenuitbreekkogeltje), status: uiterst zeldzaam
- Diaporthe seposita (Apart uitbreekkogeltje), status: niet bekend
- Diaporthe spissa (Gedrongen uitbreekkogeltje), status: uiterst zeldzaam
- Diaporthe strumella (Ribesuitbreekkogeltje), status: zeer zeldzaam
- Diaporthe trinucleata (Driekernig uitbreekkogeltje), status: zeer zeldzaam
- Diaporthe woodii (Lupine-uitbreekkogeltje), status: niet bekend
- Diatrype bullata (Wilgenschorsschijfje), status: vrij algemeen
- Diatrype disciformis (Hoekig schorsschijfje), status: algemeen
- Diatrype stigma (Korstvormig schorsschijfje), status: zeer algemeen
- Diatrypella favacea (Berkenschorsschijfje), status: algemeen
- Diatrypella pulvinata (Kussenvormig schorsschijfje), status: uiterst zeldzaam
- Diatrypella quercina (Eikenschorsschijfje), status: algemeen
- Diatrypella verruciformis (Elzenschorsschijfje), status: matig algemeen
- Dichomitus campestris (Hazelaarhoutzwam), status: zeldzaam
- Dichostereum effuscatum (Geweicelkorstzwam), status: zeldzaam
- Dictydiaethalium plumbeum (Loodkleurig netplaatje), status: matig algemeen
- Diderma asteroides (Sterkalkschaaltje), status: niet bekend
- Diderma brunneobasale (Bruin kalkschaaltje), status: niet bekend
- Diderma carneum (Roze kalkschaaltje), status: uiterst zeldzaam
- Diderma chondrioderma (Vliezig kalkschaaltje), status: uiterst zeldzaam
- Diderma cinereum (Parelgrijs kalkschaaltje), status: uiterst zeldzaam
- Diderma cingulatum (Knotskalkschaaltje), status: uiterst zeldzaam
- Diderma circumdissilens (Vaal kalkschaaltje), status: uiterst zeldzaam
- Diderma deplanatum (Plat kalkschaaltje), status: zeer zeldzaam
- Diderma donkii (Dof kalkschaaltje), status: vrij zeldzaam
- Diderma effusum (Versmolten kalkschaaltje), status: vrij zeldzaam
- Diderma floriforme (Tulpvormig kalkschaaltje), status: zeldzaam
- Diderma globosum (Bol kalkschaaltje), status: zeldzaam
- Diderma hemisphaericum (Schijfvormig kalkschaaltje), status: vrij zeldzaam
- Diderma montanum (Dunstelig kalkschaaltje), status: zeldzaam
- Diderma ochraceum (Okerkleurig kalkschaaltje), status: niet bekend
- Diderma radiatum (Bruinwit kalkschaaltje), status: zeer zeldzaam
- Diderma rimosum (Bros kalkschaaltje), status: niet bekend
- Diderma rufostriatum (Roodgevlekt kalkschaaltje), status: niet bekend
- Diderma rufum (Roodbruin kalkschaaltje), status: niet bekend
- Diderma saundersii (Papierdun kalkschaaltje), status: uiterst zeldzaam
- Diderma simplex (Vuilgeel kalkschaaltje), status: niet bekend
- Diderma spumarioides (Witvoetig kalkschaaltje), status: zeldzaam
- Diderma subviridifuscum (Groenvliezig kalkschaaltje), status: niet bekend
- Diderma testaceum (Kussenkalkschaaltje), status: zeldzaam
- Diderma umbilicatum (Robuust kalkschaaltje), status: zeldzaam
- Didymella applanata (Braamporiebultje), status: uiterst zeldzaam
- Didymella bryoniae (Heggenrankporiebultje), status: niet bekend
- Didymella caricis (Langsporig zeggeporiebultje), status: uiterst zeldzaam
- Didymella equisetina (Paardenstaartporiebultje), status: uiterst zeldzaam
- Didymella eupyrena (Netelbladporiebultje), status: niet bekend
- Didymella exigua (Kruidenporiebultje), status: zeer zeldzaam
- Didymella glacialis (Grasporiebultje), status: uiterst zeldzaam
- Didymella lycopersici (Tomatenporiebultje), status: niet bekend
- Didymella praestabilis (Beemdgrasporiebultje), status: uiterst zeldzaam
- Didymella prominula (Varenporiebultje), status: uiterst zeldzaam
- Didymella proximella (Zeggeporiebultje), status: uiterst zeldzaam
- Didymella urticicola (Brandnetelporiebultje), status: niet bekend
- Didymium anellus (Ringvormig kristalkopje), status: uiterst zeldzaam
- Didymium annulisporum (Ringspoorkristalkopje), status: uiterst zeldzaam
- Didymium bahiense (Spitsstelig kristalkopje), status: vrij zeldzaam
- Didymium clavodecus (Sierspoorkristalkopje), status: uiterst zeldzaam
- Didymium clavus (Spijkerkristalkopje), status: vrij zeldzaam
- Didymium comatum (Spiraaldradig kristalkopje), status: uiterst zeldzaam
- Didymium difforme (Glad kristalkopje), status: matig algemeen
- Didymium dubium (Netvormig kristalkopje), status: zeer zeldzaam
- Didymium eximium (Okersteelkristalkopje), status: zeer zeldzaam
- Didymium floccoides (Mozaïekkristalkopje), status: uiterst zeldzaam
- Didymium karstensii (Dubbelwandig kristalkopje), status: uiterst zeldzaam
- Didymium leptotrichum (Schubbig kristalkopje), status: uiterst zeldzaam
- Didymium megalosporum (Oranjestelig kristalkopje), status: zeer zeldzaam
- Didymium melanospermum (Vlekkig kristalkopje), status: vrij zeldzaam
- Didymium minus (Kleinvlekkig kristalkopje), status: zeldzaam
- Didymium muscorum (Grijsbruin kristalkopje), status: niet bekend
- Didymium nigripes (Zwartstelig kristalkopje), status: zeer zeldzaam
- Didymium ochroideum (Tweekleurig kristalkopje), status: niet bekend
- Didymium ovoideum (Eivormig kristalkopje), status: niet bekend
- Didymium pertusum (Spikkelstelig kristalkopje), status: uiterst zeldzaam
- Didymium projectile (Trechterdraadkristalkopje), status: uiterst zeldzaam
- Didymium quitense (Ruw kristalkopje), status: uiterst zeldzaam
- Didymium serpula (Blazig kristalkopje), status: uiterst zeldzaam
- Didymium squamulosum (Variabel kristalkopje), status: vrij algemeen
- Didymium trachysporum (Grofsporig kristalkopje), status: uiterst zeldzaam
- Didymium vaccinum (Napvormig kristalkopje), status: niet bekend
- Didymium verrucosporum (Knikkend kristalkopje), status: uiterst zeldzaam
- Didymosphaeria conoidea (Vulkaantjesporiebultje), status: vrij zeldzaam
- Didymosphaeria futilis (Harig poriebultje), status: zeer zeldzaam
- Didymosphaeria massarioides (Streepsporig poriebultje), status: uiterst zeldzaam
- Didymosphaeria oblitescens (Variabel poriebultje), status: zeldzaam
- Diehliomyces microsporus (Champignontruffel), status: uiterst zeldzaam
- Diplocarpon rosae (Rozenbladkringenzwam), status: niet bekend
- Diplomitoporus flavescens (Duindennenzwam), status: vrij zeldzaam
- Diplonaevia bresadolae (Smalsporig splijtbekertje), status: zeldzaam
- Diplonaevia exigua (Russensplijtbekertje), status: niet bekend
- Discina ancilis (Grote voorjaarsbekerzwam), status: zeldzaam
- Discinella boudieri (Bruin grondschijfje), status: zeer zeldzaam
- Discinella margarita (Parelgrijs grondschijfje), status: zeer zeldzaam
- Disciotis maturescens (Roze aderbekerzwam), status: niet bekend
- Disciotis venosa (Grote aderbekerzwam), status: matig algemeen
- Disciseda bovista (Grote kop-op-schotel), status: zeer zeldzaam
- Disciseda candida (Kleine kop-op-schotel), status: uiterst zeldzaam
- Discohainesia oenotherae (Loverschoteltje), status: uiterst zeldzaam
- Discosphaerina cytisi (Brembladstipje), status: uiterst zeldzaam
- Discostroma tostum (Wilgenroosjeskogelzwam), status: vrij zeldzaam
- Ditiola peziziformis (Grote druppelzwam), status: vrij zeldzaam
- Ditiola radicata (Wortelende druppelzwam), status: niet bekend
- Ditopella ditopa (Elzenstippelkringzwam), status: zeer zeldzaam
- Donkioporia expansa (Bruine poria), status: niet bekend
- Dothidea noxia (Eikenspeldenkussenzwam), status: niet bekend
- Dothidotthia ramulicola (Variabel stromadruifje), status: uiterst zeldzaam
- Dothiora ribesia (Ribesuitbreekschijfje), status: uiterst zeldzaam
- Dothiora sphaerioides (Peppeluitbreekschijfje), status: niet bekend
- Drepanopeziza ribis (Ribesbladpukkel), status: niet bekend
- Drepanopeziza sphaeroides (Wilgenbladpukkel), status: niet bekend
- Dumontinia tuberosa (Anemonenbekerzwam), status: matig algemeen
- Durella atrocyanea (Zwartblauw roetschoteltje), status: uiterst zeldzaam
- Durella commutata (Eikenroetschoteltje), status: zeer zeldzaam
- Durella connivens (Beukenroetschoteltje), status: uiterst zeldzaam
- Durella macrospora (Grootsporig roetschoteltje), status: uiterst zeldzaam
- Durella melanochlora (Tweekleurig roetschoteltje), status: uiterst zeldzaam

## E
- Echinosphaeria canescens (Bruingrijs ruigkogeltje), status: matig algemeen
- Echinosphaeria strigosa (Schraal ruigkogeltje), status: vrij zeldzaam
- Echinostelium brooksii (Gekraagd dwerglantaarntje), status: niet bekend
- Echinostelium cribrarioides (Netvormig dwerglantaarntje), status: niet bekend
- Echinostelium fragile (Teer dwerglantaarntje), status: uiterst zeldzaam
- Echinostelium minutum (Bleek dwerglantaarntje), status: zeer zeldzaam
- Echinula asteriadiformis (Slangsterzwammetje), status: zeer zeldzaam
- Efibulobasidium albescens (Regendruppelzwam), status: uiterst zeldzaam
- Eichleriella alliciens (Bruingerande waskorstzwam), status: zeer zeldzaam
- Eichleriella deglubens (Wrattige waskorstzwam), status: uiterst zeldzaam
- Elaeomyxa cerifera (Gesteeld weerschijnbolletje), status: niet bekend
- Elaphocordyceps capitata (Ronde truffelknotszwam), status: zeldzaam
- Elaphocordyceps longisegmentis (Grootsporige truffelknotszwam), status: matig algemeen
- Elaphocordyceps ophioglossoides (Zwarte truffelknotszwam), status: vrij algemeen
- Elaphomyces asperulus (Sluiersporige hertentruffel), status: uiterst zeldzaam
- Elaphomyces granulatus (Korrelige hertentruffel), status: matig algemeen
- Elaphomyces maculatus (Gevlekte hertentruffel), status: uiterst zeldzaam
- Elaphomyces muricatus (Stekelige hertentruffel), status: vrij algemeen
- Eleutherascus tuberculatus (Knobbelig thermozwammetje), status: niet bekend
- Emericella nidulans (Roodsporig knophaarbolletje), status: niet bekend
- Emericellopsis glabra (Glad vleugelspoorbolletje), status: niet bekend
- Emericellopsis robusta (Fors vleugelspoorbolletje), status: niet bekend
- Emericellopsis terricola (Grondvleugelspoorbolletje), status: niet bekend
- Enchnoa infernalis (Eikenwebbolletje), status: uiterst zeldzaam
- Encoelia fascicularis (Populierenschijfzwam), status: vrij zeldzaam
- Encoelia fuckelii (Sleedoornschijfzwam), status: uiterst zeldzaam
- Encoelia furfuracea (Hazelaarschijfzwam), status: matig algemeen
- Encoelia glauca (Blauwgroene schijfzwam), status: niet bekend
- Encoelia petrakii (Dennenschijfzwam), status: niet bekend
- Encoeliopsis rhododendri (Rododendronschijfzwam), status: niet bekend
- Endocronartium pini (Dennenroest), status: niet bekend
- Endogone lactiflua (Melkende wiertruffel), status: uiterst zeldzaam
- Endoperplexa enodulosa (Nietig waskorstje), status: niet bekend
- Endophyllum sempervivi (Huislookroest), status: niet bekend
- Enerthenema papillatum (Papilparapluutje), status: vrij zeldzaam
- Entoleuca mammata (Bultige kogelzwam), status: vrij zeldzaam
- Entoloma acidophilum (Streepsteelheidesatijnzwam), status: zeldzaam
- Entoloma aethiops (Zwarte satijnzwam), status: uiterst zeldzaam
- Entoloma albotomentosum (Zeggesatijnzwam), status: zeldzaam
- Entoloma alcedicolor (IJsvogelsatijnzwam), status: uiterst zeldzaam
- Entoloma allochroum (Bleke stippelsteelsatijnzwam), status: zeer zeldzaam
- Entoloma ameides (Zoetgeurende satijnzwam), status: zeldzaam
- Entoloma amygdalinum (Amandelsatijnzwam), status: uiterst zeldzaam
- Entoloma anatinum (Schubbige satijnzwam), status: zeer zeldzaam
- Entoloma aprile (Slanke voorjaarssatijnzwam), status: zeldzaam
- Entoloma araneosum (Spinnenwebsatijnzwam), status: zeldzaam
- Entoloma argenteostriatum (Zilverige heidesatijnzwam), status: zeldzaam
- Entoloma asprellum (Schubbig staalsteeltje), status: zeer zeldzaam
- Entoloma atrocoeruleum (Zwartblauwe satijnzwam), status: zeer zeldzaam
- Entoloma atromarginatum (Bruingerand staalsteeltje), status: uiterst zeldzaam
- Entoloma bisporigerum (Tweesporige satijnzwam), status: matig algemeen
- Entoloma bloxamii (Blauwe molenaarssatijnzwam), status: zeer zeldzaam
- Entoloma brunneoflocculosum (Bruinvlokkige satijnzwam), status: uiterst zeldzaam
- Entoloma byssisedum (Schelpsatijnzwam), status: zeldzaam
- Entoloma caccabus (Ranzige elzensatijnzwam), status: matig algemeen
- Entoloma caesiocinctum (Bruine zwartsneesatijnzwam), status: matig algemeen
- Entoloma calaminare (Zinksatijnzwam), status: zeer zeldzaam
- Entoloma callirhodon (Rozesneesatijnzwam), status: uiterst zeldzaam
- Entoloma calthionis (Hooilandsatijnzwam), status: zeer zeldzaam
- Entoloma carbonicola (Brandpleksatijnzwam), status: niet bekend
- Entoloma cephalotrichum (Hagelwitte satijnzwam), status: matig algemeen
- Entoloma cetratum (Dennensatijnzwam), status: vrij algemeen
- Entoloma chalybaeum (Blauwplaatstaalsteeltje), status: matig algemeen
- Entoloma chlorophyllum (Groenplaatsatijnzwam), status: uiterst zeldzaam
- Entoloma chloropolium (Citroensteelsatijnzwam), status: uiterst zeldzaam
- Entoloma clandestinum (Dikplaatsatijnzwam), status: zeer zeldzaam
- Entoloma clypeatum (Harde voorjaarssatijnzwam), status: vrij algemeen
- Entoloma cocles (Genavelde cystidesatijnzwam), status: zeer zeldzaam
- Entoloma coeruleoflocculosum (Blauwvlokkige satijnzwam), status: uiterst zeldzaam
- Entoloma conferendum (Sterspoorsatijnzwam), status: algemeen
- Entoloma corvinum (Blauwzwarte satijnzwam), status: zeldzaam
- Entoloma costatum (Grote trechtersatijnzwam), status: zeldzaam
- Entoloma cruentatum (Blozend staalsteeltje), status: niet bekend
- Entoloma cryptocystidiatum (Fijngestreepte satijnzwam), status: zeldzaam
- Entoloma cuneatum (Geeltepelsatijnzwam), status: vrij zeldzaam
- Entoloma cuniculorum (Konijnenholsatijnzwam), status: zeer zeldzaam
- Entoloma cuspidiferum (Knophaarsatijnzwam), status: zeldzaam
- Entoloma cyanulum (Grootsporig staalsteeltje), status: zeer zeldzaam
- Entoloma defibulatum (Rondsporige heidesatijnzwam), status: zeldzaam
- Entoloma depluens (Bleke schelpsatijnzwam), status: uiterst zeldzaam
- Entoloma dichroum (Blauwe stippelsteelsatijnzwam), status: zeer zeldzaam
- Entoloma dysthales (Vloksteelsatijnzwam), status: vrij zeldzaam
- Entoloma dysthaloides (Kleinsporige vloksteelsatijnzwam), status: zeldzaam
- Entoloma elodes (Veenmossatijnzwam), status: vrij zeldzaam
- Entoloma euchroum (Violette satijnzwam), status: matig algemeen
- Entoloma excentricum (Vaalhoedsatijnzwam), status: zeer zeldzaam
- Entoloma exile (Roodvoetstaalsteeltje), status: zeldzaam
- Entoloma farinasprellum (Melig staalsteeltje), status: zeer zeldzaam
- Entoloma farinogustus (Ranzige dennensatijnzwam), status: zeldzaam
- Entoloma favrei (Moerassatijnzwam), status: zeldzaam
- Entoloma fernandae (Heidesatijnzwam), status: vrij algemeen
- Entoloma festivum (Jubileumsatijnzwam), status: uiterst zeldzaam
- Entoloma flocculosum (Vlokkige trechtersatijnzwam), status: uiterst zeldzaam
- Entoloma formosum (Gele satijnzwam), status: zeldzaam
- Entoloma fuscomarginatum (Bruingerande satijnzwam), status: zeldzaam
- Entoloma fuscotomentosum (Fijnbehaarde satijnzwam), status: uiterst zeldzaam
- Entoloma gerriae (Gedrongen satijnzwam), status: zeldzaam
- Entoloma globuliferum (Ballonsatijnzwam), status: niet bekend
- Entoloma griseocyaneum (Grijsblauwe satijnzwam), status: zeldzaam
- Entoloma griseosinuatum (Grijze bossatijnzwam), status: zeer zeldzaam
- Entoloma hebes (Dunsteelsatijnzwam), status: vrij algemeen
- Entoloma hirtipes (Vissige satijnzwam), status: vrij zeldzaam
- Entoloma hirtum (Harige satijnzwam), status: uiterst zeldzaam
- Entoloma hispidulum (Vezelkopsatijnzwam), status: vrij zeldzaam
- Entoloma huijsmanii (Tweesporig staalsteeltje), status: zeldzaam
- Entoloma incanum (Groensteelsatijnzwam), status: vrij zeldzaam
- Entoloma incarnatofuscescens (Bosstaalsteeltje), status: matig algemeen
- Entoloma indutoides (Cystidetrechtersatijnzwam), status: uiterst zeldzaam
- Entoloma infula (Helmsatijnzwam), status: vrij zeldzaam
- Entoloma insolitum (Trechtersatijnzwam), status: niet bekend
- Entoloma inusitatum (Cystidesatijnzwam), status: zeldzaam
- Entoloma inutile (Donkere kegelsatijnzwam), status: zeldzaam
- Entoloma iodiolens (Jodoformsatijnzwam), status: uiterst zeldzaam
- Entoloma jahnii (Geknopte dwergsatijnzwam), status: zeer zeldzaam
- Entoloma jubatum (Fijnschubbige satijnzwam), status: zeldzaam
- Entoloma juncinum (Rondsporige satijnzwam), status: matig algemeen
- Entoloma juniperinum (Jeneverbessatijnzwam), status: niet bekend
- Entoloma kallioi (Rouwsatijnzwam), status: niet bekend
- Entoloma kitsii (Geaderde satijnzwam), status: niet bekend
- Entoloma kuehnerianum (Stopverfsatijnzwam), status: zeldzaam
- Entoloma lanuginosipes (Wolvoetsatijnzwam), status: vrij zeldzaam
- Entoloma lepidissimum (Fraaie satijnzwam), status: zeldzaam
- Entoloma leucocarpum (Witte satijnzwam), status: zeer zeldzaam
- Entoloma lilacinoroseum (Lilaroze satijnzwam), status: uiterst zeldzaam
- Entoloma linkii (Donkere zwartsneesatijnzwam), status: niet bekend
- Entoloma lividoalbum (Geelbruine satijnzwam), status: matig algemeen
- Entoloma lividocyanulum (Bleek staalsteeltje), status: zeldzaam
- Entoloma longistriatum (Vaalgeel staalsteeltje), status: matig algemeen
- Entoloma lucidum (Zijdeglanssatijnzwam), status: zeer zeldzaam
- Entoloma majaloides (Bleekgele bossatijnzwam), status: zeer zeldzaam
- Entoloma minutum (Kleine satijnzwam), status: vrij algemeen
- Entoloma moliniophilum (Pijpenstrosatijnzwam), status: uiterst zeldzaam
- Entoloma moserianum (Geelverkleurende satijnzwam), status: zeer zeldzaam
- Entoloma mougeotii (Lilagrijze satijnzwam), status: vrij zeldzaam
- Entoloma myrmecophilum (Donkere bossatijnzwam), status: matig algemeen
- Entoloma nausiosme (Stinkende trechtersatijnzwam), status: uiterst zeldzaam
- Entoloma neglectum (Bleekgele satijnzwam), status: zeldzaam
- Entoloma nigellum (Zwarte trechtersatijnzwam), status: niet bekend
- Entoloma niphoides (Witte voorjaarssatijnzwam), status: uiterst zeldzaam
- Entoloma nitens (Raapsatijnzwam), status: zeer zeldzaam
- Entoloma nitidum (Blauwe satijnzwam), status: zeldzaam
- Entoloma occultipigmentatum (Onaanzienlijke satijnzwam), status: zeldzaam
- Entoloma ollare (Bloempotsatijnzwam), status: niet bekend
- Entoloma olorinum (Gestreepte sneeuwvloksatijnzwam), status: zeldzaam
- Entoloma opacum (Matte voorjaarssatijnzwam), status: uiterst zeldzaam
- Entoloma ortonii (Meelgeursatijnzwam), status: zeldzaam
- Entoloma pachydermum (Fraaie elzensatijnzwam), status: niet bekend
- Entoloma pallens (Bleke trechtersatijnzwam), status: niet bekend
- Entoloma pallescens (Verblekende satijnzwam), status: uiterst zeldzaam
- Entoloma papillatum (Tepelsatijnzwam), status: matig algemeen
- Entoloma parasiticum (Grootsporige schelpsatijnzwam), status: zeldzaam
- Entoloma percandidum (Kleine sneeuwvloksatijnzwam), status: zeer zeldzaam
- Entoloma phaeocyathus (Grauwe trechtersatijnzwam), status: zeldzaam
- Entoloma placidum (Beukenstaalsteeltje), status: uiterst zeldzaam
- Entoloma plebeioides (Schubbige bossatijnzwam), status: uiterst zeldzaam
- Entoloma plebejum (Glimmerige voorjaarssatijnzwam), status: zeldzaam
- Entoloma pleopodium (Citroengele satijnzwam), status: vrij algemeen
- Entoloma poliopus (Somber staalsteeltje), status: vrij zeldzaam
- Entoloma politum (Nitreuze elzensatijnzwam), status: vrij algemeen
- Entoloma porphyrofibrillum (Gesnavelde porfiersatijnzwam), status: zeer zeldzaam
- Entoloma porphyrophaeum (Porfiersatijnzwam), status: zeldzaam
- Entoloma proterum (Vroege satijnzwam), status: zeer zeldzaam
- Entoloma prunuloides (Molenaarssatijnzwam), status: zeldzaam
- Entoloma pseudocoelestinum (Blauwbruin staalsteeltje), status: vrij zeldzaam
- Entoloma pseudoexcentricum (Bleke bossatijnzwam), status: uiterst zeldzaam
- Entoloma pseudoturci (Grauwbruin staalsteeltje), status: vrij zeldzaam
- Entoloma pulvereum (Bruinrode vloksteelsatijnzwam), status: niet bekend
- Entoloma pygmaeopapillatum (Kleine tepelsatijnzwam), status: uiterst zeldzaam
- Entoloma queletii (Roze moerasbossatijnzwam), status: zeer zeldzaam
- Entoloma querquedula (Olijfgroene zwartsneesatijnzwam), status: zeldzaam
- Entoloma reginae (Plooiplaatsatijnzwam), status: niet bekend
- Entoloma resutum (Grauwsteelsatijnzwam), status: zeer zeldzaam
- Entoloma rhodocylix (Dwergsatijnzwam), status: vrij algemeen
- Entoloma rhodopolium (Grauwe bossatijnzwam), status: algemeen
- Entoloma rhombisporum (Kubusspoorsatijnzwam), status: zeldzaam
- Entoloma romagnesii (Lichte vloksteelsatijnzwam), status: niet bekend
- Entoloma roseoalbum (Witte moerasbossatijnzwam), status: uiterst zeldzaam
- Entoloma roseum (Roze satijnzwam), status: uiterst zeldzaam
- Entoloma rusticoides (Kortstelige satijnzwam), status: vrij zeldzaam
- Entoloma sacchariolens (Karamelsatijnzwam), status: zeer zeldzaam
- Entoloma sarcitum (Navelsatijnzwam), status: uiterst zeldzaam
- Entoloma saundersii (Zilverige satijnzwam), status: matig algemeen
- Entoloma scabiosum (Gespleten satijnzwam), status: matig algemeen
- Entoloma scabrosum (Grofschubbig staalsteeltje), status: uiterst zeldzaam
- Entoloma sepium (Sleedoornsatijnzwam), status: vrij zeldzaam
- Entoloma sericatum (Moerasbossatijnzwam), status: algemeen
- Entoloma sericellum (Sneeuwvloksatijnzwam), status: vrij algemeen
- Entoloma sericeoides (Bruine trechtersatijnzwam), status: zeldzaam
- Entoloma sericeonitens (Glanzende satijnzwam), status: uiterst zeldzaam
- Entoloma sericeum (Bruine satijnzwam), status: zeer algemeen
- Entoloma serrulatum (Zwartsneesatijnzwam), status: vrij algemeen
- Entoloma sinuatum (Giftige satijnzwam), status: vrij zeldzaam
- Entoloma sodale (Bleekbruin staalsteeltje), status: vrij zeldzaam
- Entoloma solstitiale (Grauwstelige helmsatijnzwam), status: uiterst zeldzaam
- Entoloma sordidulum (Groezelige satijnzwam), status: algemeen
- Entoloma speculum (Witte bossatijnzwam), status: vrij zeldzaam
- Entoloma sphaerocystis (Kleine ballonsatijnzwam), status: niet bekend
- Entoloma sphagneti (Grote veenmossatijnzwam), status: zeldzaam
- Entoloma sphagnorum (Veenmosstaalsteeltje), status: niet bekend
- Entoloma strigosissimum (Rode vloksteelsatijnzwam), status: zeldzaam
- Entoloma subpusillum (Berijpte trechtersatijnzwam), status: niet bekend
- Entoloma subradiatum (Gestreepte satijnzwam), status: matig algemeen
- Entoloma testaceum (Steenrode satijnzwam), status: uiterst zeldzaam
- Entoloma tibiicystidiatum (Kegelcelsatijnzwam), status: zeldzaam
- Entoloma tjallingiorum (Stippelsteelsatijnzwam), status: uiterst zeldzaam
- Entoloma transvenosum (Broze satijnzwam), status: uiterst zeldzaam
- Entoloma triste (Sombere satijnzwam), status: zeer zeldzaam
- Entoloma turbidum (Zilversteelsatijnzwam), status: vrij algemeen
- Entoloma turci (Rozevoetsatijnzwam), status: zeldzaam
- Entoloma undatum (Geribbelde satijnzwam), status: vrij algemeen
- Entoloma undulatosporum (Knobbelspoorsatijnzwam), status: zeer zeldzaam
- Entoloma velenovskyi (Klokhoedsatijnzwam), status: zeldzaam
- Entoloma ventricosum (Breedplaatsatijnzwam), status: zeldzaam
- Entoloma verecundum (Rozegele satijnzwam), status: niet bekend
- Entoloma vernum (Vroege dennensatijnzwam), status: vrij zeldzaam
- Entoloma versatile (Groene satijnzwam), status: zeer zeldzaam
- Entoloma vinaceum (Okervoetsatijnzwam), status: vrij zeldzaam
- Entoloma violaceoviride (Violetgroene satijnzwam), status: uiterst zeldzaam
- Entoloma xanthocaulon (Geelsteelsatijnzwam), status: vrij zeldzaam
- Entoloma xanthochroum (Geelplaatstaalsteeltje), status: zeldzaam
- Eocronartium muscicola (Slank mossenknotsje), status: uiterst zeldzaam
- Epichloë baconii (Struisgrasverstikker), status: uiterst zeldzaam
- Epichloë typhina (Halmverstikker), status: matig algemeen
- Epiphegia microcarpa (Klein stippelkogeltje), status: niet bekend
- Episphaeria fraxinicola (Essenpestschijfje), status: zeldzaam
- Epithele typhae (Zeggekorstje), status: vrij zeldzaam
- Eriopezia caesia (Krentenpapspinragschijfje), status: vrij zeldzaam
- Erysiphe adunca, status: zeer zeldzaam
- Erysiphe alphitoides (Eikenmeeldauw), status: uiterst zeldzaam op volwassen bomen, maar komt veel voor op zaailingen en jonge bomen
- Erysiphe aquilegiae, status: uiterst zeldzaam
- Erysiphe berberidis, status: uiterst zeldzaam
- Erysiphe convolvuli, status: uiterst zeldzaam
- Erysiphe cruciferarum (Koolmeeldauw), status: uiterst zeldzaam
- Erysiphe divaricata (Vuilboommeeldauw), status: uiterst zeldzaam
- Erysiphe euonymi (Kardinaalsmutsmeeldauw), status: uiterst zeldzaam
- Erysiphe graminis (Echte meeldauw), status: algemeen
- Erysiphe heraclei (Schermbloemmeeldauw), status: uiterst zeldzaam
- Erysiphe hyperici (Hertshooimeeldauw), status: uiterst zeldzaam
- Erysiphe lythri, status: uiterst zeldzaam
- Erysiphe mayorii, status: uiterst zeldzaam
- Erysiphe necator, status: uiterst zeldzaam
- Erysiphe ornata, status: uiterst zeldzaam
- Erysiphe penicillata (Elzenmeeldauw), status: uiterst zeldzaam
- Erysiphe pisi, status: uiterst zeldzaam
- Erysiphe polygoni (Duizendknoopmeeldauw), status: uiterst zeldzaam
- Erysiphe tortilis (Kornoeljemeeldauw), status: uiterst zeldzaam
- Erysiphe trifoliorum (Klavermeeldauw), status: uiterst zeldzaam
- Erysiphe urticae (Brandnetelmeeldauw), status: uiterst zeldzaam
- Erysiphe viburni, status: uiterst zeldzaam
- Erythricium laetum (Vroege zalmkorstzwam), status: zeldzaam
- Euepixylon udum (Verzonken kogelzwam), status: zeer zeldzaam
- Eupenicillium baarnense (Breedsporige kogelzakjeszwam), status: niet bekend
- Eupenicillium brefeldianum (Rondsporige kogelzakjeszwam), status: niet bekend
- Eupenicillium ochrosalmoneum (Zalmkleurige kogelzakjeszwam), status: niet bekend
- Eupenicillium osmophilum (Smalsporige kogelzakjeszwam), status: niet bekend
- Eupropolella britannica (Laurierkersbladstipje), status: niet bekend
- Eurotium amstelodami (Ruwsporige kogelzakjeszwam), status: niet bekend
- Eurotium halophilicum (Bleke kogelzakjeszwam), status: niet bekend
- Eurotium herbariorum (Groenpoederige kogelzakjeszwam), status: niet bekend
- Eurotium intermedium (Middelste kogelzakjeszwam), status: niet bekend
- Eurotium pseudoglaucum, status: niet bekend
- Eutypa flavovirens (Geelkernig schorsschijfje), status: zeldzaam
- Eutypa lata (Glanzende korstkogelzwam), status: vrij zeldzaam
- Eutypa maura (Kraterkorstkogelzwam), status: vrij algemeen
- Eutypa sparsa (Espenkorstkogelzwam), status: uiterst zeldzaam
- Eutypa spinosa (Stekelige korstkogelzwam), status: matig algemeen
- Eutypella dissepta (Grootsporig iepenschorsschijfje), status: zeer zeldzaam
- Eutypella leprosa (Esdoornschorsschijfje), status: zeldzaam
- Eutypella prunastri (Prunusschorsschijfje), status: zeer zeldzaam
- Eutypella quaternata (Kwartetschorsschijfje), status: zeldzaam
- Eutypella stellulata (Kleinsporig iepenschorsschijfje), status: uiterst zeldzaam
- Exarmidium hemisphaericum (Vlierstippelkogeltje), status: uiterst zeldzaam
- Exidia cartilaginea (Kraakbeentrilzwam), status: vrij zeldzaam
- Exidia nucleata (Klontjestrilzwam), status: zeer algemeen
- Exidia pithya (Teervlekkentrilzwam), status: zeer zeldzaam
- Exidia plana (Zwarte trilzwam), status: algemeen
- Exidia recisa (Toltrilzwam), status: zeldzaam
- Exidia repanda (Gekartelde trilzwam), status: zeldzaam
- Exidia saccharina (Bruinesuikerzwam), status: vrij zeldzaam
- Exidia thuretiana (Stijfselzwam), status: algemeen
- Exidia truncata (Eikentrilzwam), status: zeer algemeen
- Exidiopsis calcea (Kalkwaskorstje), status: zeldzaam
- Exidiopsis effusa (Rozeblauwig waskorstje), status: matig algemeen
- Exidiopsis fungicola (Discowaskorstje), status: uiterst zeldzaam
- Exidiopsis griseobrunnea (Grijsbruin waskorstje), status: zeer zeldzaam
- Exidiopsis laccata (Gelakte trilzwam), status: uiterst zeldzaam
- Exobasidium japonicum (Azaleabladgast), status: zeldzaam
- Exobasidium karstenii (Lavendelheidebladgast), status: niet bekend
- Exobasidium myrtilli (Bosbesbladgast), status: uiterst zeldzaam
- Exobasidium rostrupii (Veenbesbladgast), status: zeer zeldzaam
- Exobasidium vaccinii (Vossenbesbladgast), status: vrij zeldzaam

## F
- Faerberia carbonaria (Brandplekribbelzwam), status: zeer zeldzaam
- Fayodia anthracobia (Houtskooltrechtertje), status: niet bekend
- Fayodia bisphaerigera (Rondsporig trechtertje), status: niet bekend
- Fenestella fenestrata (Clustermuurspoorbolletje), status: uiterst zeldzaam
- Fenestella salicis (Wilgenmuurspoorbolletje), status: uiterst zeldzaam
- Fibriciellum silvae-ryae (Dimitisch dwergkorstje), status: niet bekend
- Fibroporia vaillantii (Kelderstrookzwam), status: niet bekend
- Filobasidiella lutea (Elfendoekjeswaszwam), status: niet bekend
- Fistulina hepatica (Biefstukzwam), status: algemeen
- Flagelloscypha libertiana (Roze zweephaarschijfje), status: uiterst zeldzaam
- Flagelloscypha minutissima (Klein zweephaarschijfje), status: vrij algemeen
- Flagelloscypha niveola (Wit zweephaarschijfje), status: uiterst zeldzaam
- Flagelloscypha oblongispora (Langsporig zweephaarschijfje), status: uiterst zeldzaam
- Flagelloscypha pilatii (Zeggezweephaarschijfje), status: zeldzaam
- Flammula alnicola (Elzenbundelzwam), status: algemeen
- Flammula pinicola (Dennenbundelzwam), status: niet bekend
- Flammulaster carpophilus (Kruipwilgvloksteeltje), status: matig algemeen
- Flammulaster ferrugineus (Roestbruin vloksteeltje), status: zeldzaam
- Flammulaster gracilis (Tenger vloksteeltje), status: uiterst zeldzaam
- Flammulaster granulosus (Bruinkorrelig vloksteeltje), status: vrij zeldzaam
- Flammulaster limulatus (Gouden vloksteeltje), status: zeer zeldzaam
- Flammulaster muricatus (Franjevloksteeltje), status: uiterst zeldzaam
- Flammulaster rhombosporus (Ruitsporig vloksteeltje), status: niet bekend
- Flammulaster speireoides (Klein kleivloksteeltje), status: zeer zeldzaam
- Flammulaster subincarnatus (Beukendopvloksteeltje), status: matig algemeen
- Flammulaster wieslandri (Okerbruin vloksteeltje), status: niet bekend
- Flammulina elastica (Langsporig fluweelpootje), status: vrij zeldzaam
- Flammulina fennae (Zomerfluweelpootje), status: matig algemeen
- Flammulina velutipes (Gewoon fluweelpootje), status: zeer algemeen
- Flaviporus brownii (Zwartgeel elfenbankje), status: uiterst zeldzaam
- Fomes fomentarius (Echte tonderzwam), status: zeer algemeen
- Fomitiporia hippophaëicola (Duindoornvuurzwam), status: vrij algemeen
- Fomitiporia punctata (Vlakke vuurzwam), status: zeldzaam
- Fomitiporia robusta (Eikenvuurzwam), status: matig algemeen
- Fomitopsis officinalis (Larikszwam), status: zeer zeldzaam
- Fomitopsis pinicola (Roodgerande houtzwam), status: vrij algemeen
- Frommeëlla tormentillae (Eenporige ganzerikroest), status: niet bekend
- Fuligo cinerea (Grijs kalkkussen), status: uiterst zeldzaam
- Fuligo intermedia (Dunwandig kalkkussen), status: niet bekend
- Fuligo laevis (Dikwandig kalkkussen), status: zeer zeldzaam
- Fuligo leviderma (Glad kalkkussen), status: zeldzaam
- Fuligo licentii (Kristalkalkkussen), status: uiterst zeldzaam
- Fuligo luteonitens (Peppelkalkkussen), status: uiterst zeldzaam
- Fuligo septica (Heksenboter), status: algemeen
- Fuscolachnum dumorum (Bramenfranjekelkje), status: zeldzaam
- Fuscolachnum misellum (Klein franjekelkje), status: uiterst zeldzaam
- Fuscolachnum pteridis (Varenfranjekelkje), status: uiterst zeldzaam
- Fuscoporia contigua (Werkhoutvuurzwam), status: matig algemeen
- Fuscoporia ferrea (Langsporige korstvuurzwam), status: algemeen
- Fuscoporia ferruginosa (Gewone korstvuurzwam), status: algemeen
- Fuscoporia torulosa (Viltige vuurzwam), status: niet bekend

## G
- Gaeumannomyces caricis (Zeggehalmdoder), status: uiterst zeldzaam
- Gaeumannomyces graminis (Grashalmdoder), status: zeldzaam
- Galerina allospora (Geelplaatmosklokje), status: matig algemeen
- Galerina alluviana (Zandmosklokje), status: zeldzaam
- Galerina ampullaceocystis (Ampulmosklokje), status: matig algemeen
- Galerina atkinsoniana (Behaard barnsteenmosklokje), status: algemeen
- Galerina autumnalis (Kraagmosklokje), status: vrij algemeen
- Galerina badipes (Bruinvoetmosklokje), status: vrij zeldzaam
- Galerina calyptrata (Oranje mosklokje), status: vrij algemeen
- Galerina calyptrospora (Vezelig mosklokje), status: zeer zeldzaam
- Galerina camerina (Dennenmosklokje), status: vrij algemeen
- Galerina carbonicola (Brandplekmosklokje), status: uiterst zeldzaam
- Galerina cascadensis (Smalplaatmosklokje), status: niet bekend
- Galerina caulocystidiata (Harig mosklokje), status: zeer zeldzaam
- Galerina cephalotricha (Okermosklokje), status: matig algemeen
- Galerina cerina (Roestbruin mosklokje), status: vrij zeldzaam
- Galerina cinctula (Strooiselmosklokje), status: matig algemeen
- Galerina clavata (Groot mosklokje), status: algemeen
- Galerina clavus (Dwergmosklokje), status: zeldzaam
- Galerina embolus (Plat mosklokje), status: zeldzaam
- Galerina farinacea (Melig mosklokje), status: vrij zeldzaam
- Galerina graminea (Grasmosklokje), status: algemeen
- Galerina heimansii (Elzenmosklokje), status: zeldzaam
- Galerina hygrophila (Beemdmosklokje), status: zeer zeldzaam
- Galerina hypnorum (Geelbruin mosklokje), status: zeer algemeen
- Galerina inundata (Beekmosklokje), status: niet bekend
- Galerina jaapii (Witgeringd mosklokje), status: matig algemeen
- Galerina karstenii (Donssteelmosklokje), status: uiterst zeldzaam
- Galerina lacustris (Wilgenmosklokje), status: matig algemeen
- Galerina marginata (Bundelmosklokje), status: vrij algemeen
- Galerina mniophila (Vaal mosklokje), status: vrij algemeen
- Galerina nana (Kristalmosklokje), status: matig algemeen
- Galerina nordmanniana (Bermmosklokje), status: niet bekend
- Galerina norvegica (Gebocheld mosklokje), status: niet bekend
- Galerina paludosa (Vlokkig veenmosklokje), status: vrij algemeen
- Galerina perplexa (Ruig mosklokje), status: uiterst zeldzaam
- Galerina pumila (Honinggeel mosklokje), status: algemeen
- Galerina rugisperma (Zaksporig mosklokje), status: uiterst zeldzaam
- Galerina salicicola (Broekbosmosklokje), status: zeer zeldzaam
- Galerina septentrionalis (Slank veenmosklokje), status: niet bekend
- Galerina sideroides (Naaldbosmosklokje), status: vrij algemeen
- Galerina sphagnorum (Hoogveenmosklokje), status: zeldzaam
- Galerina stordalii (Turfmosklokje), status: uiterst zeldzaam
- Galerina subbadipes (Moerasmosklokje), status: zeldzaam
- Galerina subcerina (Heidemosklokje), status: zeer zeldzaam
- Galerina subclavata (Tweesporig mosklokje), status: matig algemeen
- Galerina subochracea (Vals bundelmosklokje), status: uiterst zeldzaam
- Galerina subtruncata (Diksteelmosklokje), status: niet bekend
- Galerina tibiicystis (Kaal veenmosklokje), status: matig algemeen
- Galerina triscopa (Puntig mosklokje), status: zeer zeldzaam
- Galerina uncialis (Duinmosklokje), status: vrij algemeen
- Galerina unicolor (Weidemosklokje), status: vrij algemeen
- Galerina viscida (Jeneverbesmosklokje), status: niet bekend
- Galerina vittiformis (Barnsteenmosklokje), status: algemeen
- Galzinia incrustans (Berijpt reprosteeltje), status: uiterst zeldzaam
- Gamundia striatula (Kleverig trechtertje), status: zeldzaam
- Ganoderma adspersum (Dikrandtonderzwam), status: algemeen
- Ganoderma cupreolaccatum (Waslakzwam), status: matig algemeen
- Ganoderma lipsiense (Platte tonderzwam), status: zeer algemeen
- Ganoderma lucidum (Gesteelde lakzwam), status: vrij algemeen
- Ganoderma resinaceum (Harslakzwam), status: vrij algemeen
- Gautieria morchelliformis (Grove sponstruffel), status: zeer zeldzaam
- Gautieria otthii (Stinkende sponstruffel), status: niet bekend
- Geastrum berkeleyi (Grote ruwe aardster), status: uiterst zeldzaam
- Geastrum campestre (Ruwe aardster), status: vrij zeldzaam
- Geastrum corollinum (Tepelaardster), status: vrij zeldzaam
- Geastrum coronatum (Forse aardster), status: vrij zeldzaam
- Geastrum elegans (Bruine aardster), status: zeldzaam
- Geastrum fimbriatum (Gewimperde aardster), status: vrij algemeen
- Geastrum floriforme (Bloemaardster), status: zeldzaam
- Geastrum fornicatum (Grote vierslippige aardster), status: zeer zeldzaam
- Geastrum lageniforme (Slanke aardster), status: zeer zeldzaam
- Geastrum minimum (Kleine aardster), status: matig algemeen
- Geastrum pectinatum (Grote aardster), status: matig algemeen
- Geastrum pseudolimbatum (Krulaardster), status: zeer zeldzaam
- Geastrum quadrifidum (Vierslippige aardster), status: zeldzaam
- Geastrum rufescens (Roze aardster), status: zeldzaam
- Geastrum saccatum (Viltige aardster), status: zeldzaam
- Geastrum schmiedelii (Heideaardster), status: matig algemeen
- Geastrum smardae (Tuinaardster), status: uiterst zeldzaam
- Geastrum striatum (Baretaardster), status: matig algemeen
- Geastrum triplex (Gekraagde aardster), status: algemeen
- Gelasinospora calospora (Putjeskraterspoorzwam), status: uiterst zeldzaam
- Gelasinospora cerealis (Graankraterspoorzwam), status: niet bekend
- Gelasinospora retispora (Lijntjeskraterspoorzwam), status: niet bekend
- Gelatoporia pannocincta (Gelatineuze poria), status: zeldzaam
- Genea fragrans (Wrattige manteltruffel), status: niet bekend
- Genea hispidula (Harige manteltruffel), status: uiterst zeldzaam
- Geoglossum arenarium (Zandaardtong), status: zeer zeldzaam
- Geoglossum cookeanum (Brede aardtong), status: matig algemeen
- Geoglossum difforme (Veelseptige aardtong), status: zeer zeldzaam
- Geoglossum elongatum (Kortsporige aardtong), status: niet bekend
- Geoglossum fallax (Fijngeschubde aardtong), status: matig algemeen
- Geoglossum glutinosum (Kleverige aardtong), status: vrij algemeen
- Geoglossum simile (Langstelige aardtong), status: uiterst zeldzaam
- Geoglossum umbratile (Slanke aardtong), status: vrij algemeen
- Geopora arenicola (Zandputje), status: vrij algemeen
- Geopora foliacea (Bleke grondbekerzwam), status: zeer zeldzaam
- Geopora semi-immersa (Halfverzonken grondbekerzwam), status: uiterst zeldzaam
- Geopora sumneriana (Cedergrondbekerzwam), status: matig algemeen
- Geopora tenuis (Afgeplatte grondbekerzwam), status: matig algemeen
- Geopyxis carbonaria (Gewoon brandplekkelkje), status: zeer zeldzaam
- Geopyxis majalis (Vroeg brandplekkelkje), status: uiterst zeldzaam
- Gerhardtia borealis (Okerbruine pronkridder), status: uiterst zeldzaam
- Gibberella pulicaris (Variabel gitklompje), status: vrij zeldzaam
- Gibberella zeae (Grasgitklompje), status: zeldzaam
- Gibellula leiopus (Geelwitte spinnendoder), status: niet bekend
- Gibellula pulchra (Fraaie spinnendoder), status: niet bekend
- Gloeocystidiellum porosum (Roomkleurige oliecelkorst), status: matig algemeen
- Gloeopeniophorella convolvens (Ruwe oliecelkorst), status: niet bekend
- Gloeophyllum abietinum (Sparrenplaatjeshoutzwam), status: matig algemeen
- Gloeophyllum sepiarium (Geelbruine plaatjeshoutzwam), status: algemeen
- Gloeophyllum trabeum (Dunplaathoutzwam), status: matig algemeen
- Gloeoporus dichrous (Tweekleurig elfenbankje), status: vrij algemeen
- Gloiocephala menieri (Schelpjestaailing), status: zeer zeldzaam
- Gloiothele citrina (Citroenhuidje), status: zeer zeldzaam
- Gloiothele lactescens (Gewone melkkorstzwam), status: vrij algemeen
- Glomerella cingulata (Kruidenwimpertolletje), status: uiterst zeldzaam
- Glomerella lagenaria (Komkommerwimpertolletje), status: niet bekend
- Glomerella tucumanensis (Graswimpertolletje), status: niet bekend
- Glomus macrocarpum (Grootsporige korreltruffel), status: niet bekend
- Glomus microcarpum (Kleinsporige korreltruffel), status: uiterst zeldzaam
- Gloniella moliniae (Pijpenstrootjesspleetlip), status: uiterst zeldzaam
- Gloniopsis praelonga (Braamspleetlip), status: vrij zeldzaam
- Gloniopsis smilacis (Streepsporige spleetlip), status: uiterst zeldzaam
- Gnomonia amoena (Hazelaarsnavelkogeltje), status: uiterst zeldzaam
- Gnomonia carpinicola (Haagbeuksnavelkogeltje), status: uiterst zeldzaam
- Gnomonia cerastis, status: matig algemeen
- Gnomonia comari (Kruidensnavelkogeltje), status: uiterst zeldzaam
- Gnomonia gnomon (Naaldsporig snavelkogeltje), status: uiterst zeldzaam
- Gnomonia riparia (Viersporig snavelkogeltje), status: niet bekend
- Gnomonia rubi (Braamsnavelkogeltje), status: zeer zeldzaam
- Gnomoniella rubicola (Eencellig braamsnavelkogeltje), status: uiterst zeldzaam
- Gnomoniopsis tormentillae (Ganzerikknikkertje), status: uiterst zeldzaam
- Godronia callunigena (Heidezwermkommetje), status: uiterst zeldzaam
- Godronia cassandrae (Grootsporig zwermkommetje), status: niet bekend
- Godronia fuliginosa (Wilgenzwermkommetje), status: niet bekend
- Godronia ribis (Ribeszwermkommetje), status: uiterst zeldzaam
- Godronia uberiformis (Zwarte bessenzwermkommetje), status: zeer zeldzaam
- Golovinomyces artemisiae (Bijvoetmeeldauw), status: uiterst zeldzaam
- Golovinomyces biocellatus (Muntmeeldauw), status: uiterst zeldzaam
- Golovinomyces cichoracearum (Composietenmeeldauw), status: niet bekend
- Golovinomyces cynoglossi (Smeerwortelmeeldauw), status: uiterst zeldzaam
- Golovinomyces depressus (Klitmeeldauw), status: uiterst zeldzaam
- Golovinomyces fischeri, status: uiterst zeldzaam
- Golovinomyces sordidus (Grote weegbreemeeldauw), status: uiterst zeldzaam
- Gomphidius glutinosus (Slijmige spijkerzwam), status: vrij zeldzaam
- Gomphidius maculatus (Lariksspijkerzwam), status: uiterst zeldzaam
- Gomphidius roseus (Roze spijkerzwam), status: vrij algemeen
- Gorgoniceps aridula (Dennentolbekertje), status: uiterst zeldzaam
- Granulobasidium vellereum (Winterelfendoekje), status: vrij zeldzaam
- Gremmeniella abietina (Naaldhoutzwermkommetje), status: niet bekend
- Grifola frondosa (Eikhaas), status: algemeen
- Grovesinia pyramidalis (Esdoornknolkelkje), status: niet bekend
- Guignardia philoprina (Hulstbladstipje), status: zeer zeldzaam
- Guignardia punctoidea (Eikenbladstipje), status: uiterst zeldzaam
- Gymnopilus decipiens (Geurloze bosbrandvlamhoed), status: zeer zeldzaam
- Gymnopilus flavus (Grasvlamhoed), status: vrij zeldzaam
- Gymnopilus fulgens (Veenvlamhoed), status: vrij algemeen
- Gymnopilus josserandii (Rondsporige vlamhoed), status: uiterst zeldzaam
- Gymnopilus junonius (Prachtvlamhoed), status: zeer algemeen
- Gymnopilus neerlandicus (Witspoorvlamhoed), status: uiterst zeldzaam
- Gymnopilus odini (Bosbrandvlamhoed), status: vrij zeldzaam
- Gymnopilus penetrans (Dennenvlamhoed), status: algemeen
- Gymnopilus picreus (Oranjebruine vlamhoed), status: zeer zeldzaam
- Gymnopilus pseudofulgens (Brandplekvlamhoed), status: uiterst zeldzaam
- Gymnopilus sapineus (Vezelige vlamhoed), status: uiterst zeldzaam
- Gymnopilus stabilis (Vlezige vlamhoed), status: zeldzaam
- Gymnopus acervatus (Kale bundelcollybia), status: uiterst zeldzaam
- Gymnopus androsaceus (Paardenhaartaailing), status: zeer algemeen
- Gymnopus aquosus (Vroeg eikenbladzwammetje), status: matig algemeen
- Gymnopus brassicolens (Koolstinktaailing), status: zeer zeldzaam
- Gymnopus confluens (Bundelcollybia), status: algemeen
- Gymnopus dryophilus (Gewoon eikenbladzwammetje), status: zeer algemeen
- Gymnopus erythropus (Kale roodsteelcollybia), status: vrij algemeen
- Gymnopus fagiphilus (Behaarde roodsteelcollybia), status: matig algemeen
- Gymnopus foetidus (Takjesstinktaailing), status: vrij zeldzaam
- Gymnopus fusipes (Spoelvoetcollybia), status: vrij algemeen
- Gymnopus hariolorum (Bleke collybia), status: uiterst zeldzaam
- Gymnopus impudicus (Stinkende collybia), status: uiterst zeldzaam
- Gymnopus inodorus (Geurloze collybia), status: zeldzaam
- Gymnopus luxurians (Compostcollybia), status: vrij zeldzaam
- Gymnopus obscuroides (Sombere collybia), status: uiterst zeldzaam
- Gymnopus ocior (Donker eikenbladzwammetje), status: vrij algemeen
- Gymnopus perforans (Sparrenstinktaailing), status: algemeen
- Gymnopus peronatus (Scherpe collybia), status: zeer algemeen
- Gymnopus quercophilus (Witte paardenhaartaailing), status: vrij algemeen
- Gymnopus terginus (Wolsteelcollybia), status: zeer zeldzaam
- Gymnosporangium clavariiforme (Meidoorn-jeneverbesroest), status: niet bekend
- Gymnosporangium confusum (Afgeronde jeneverbesroest), status: niet bekend
- Gymnosporangium sabinae (Peer-jeneverbesroest), status: niet bekend
- Gymnosporangium tremelloides (Kussentjesjeneverbesroest), status: niet bekend
- Gyrodon lividus (Elzenboleet), status: vrij zeldzaam
- Gyromitra esculenta (Voorjaarskluifzwam), status: matig algemeen
- Gyromitra gigas (Reuzenkluifzwam), status: uiterst zeldzaam
- Gyromitra infula (Bisschopsmuts), status: niet bekend
- Gyrophanopsis polonensis (Ruwharig elfendoekje), status: zeer zeldzaam
- Gyroporus castaneus (Kaneelboleet), status: vrij algemeen
- Gyroporus cyanescens (Indigoboleet), status: matig algemeen

## H
- Haasiella venustissima (Prachttrechtertje), status: uiterst zeldzaam
- Haematonectria haematococca (Parasietmeniezwammetje), status: niet bekend
- Haematonectria ipomoeae, status: niet bekend
- Hamatocanthoscypha laricionis (Larikswaterkelkje), status: vrij zeldzaam
- Hamigera avellanea (Bruine kogelzakjeszwam), status: niet bekend
- Hamigera reticulata (Netvormige kogelzakjeszwam), status: niet bekend
- Hapalopilus croceus (Prachthoutzwam), status: niet bekend
- Hapalopilus rutilans (Kussenvormige houtzwam), status: algemeen
- Hebeloma aestivale (Zomervaalhoed), status: zeer zeldzaam
- Hebeloma birrus (Dwergvaalhoed), status: matig algemeen
- Hebeloma bruchetii (Eenkleurige vaalhoed), status: uiterst zeldzaam
- Hebeloma candidipes (Witsteelvaalhoed), status: uiterst zeldzaam
- Hebeloma cavipes (Holsteelvaalhoed), status: zeldzaam
- Hebeloma collariatum (Geringde wilgenvaalhoed), status: vrij zeldzaamen
- Hebeloma crustuliniforme (Radijsvaalhoed), status: algemeen
- Hebeloma cylindrosporum (Smalsporige vaalhoed), status: zeldzaam
- Hebeloma fragilipes (Witte vaalhoed), status: vrij zeldzaam
- Hebeloma fusipes (Spoelvoetvaalhoed), status: uiterst zeldzaam
- Hebeloma fusisporum (Spoelsporige vaalhoed), status: vrij zeldzaam
- Hebeloma gigaspermum (Grootsporige vaalhoed), status: vrij zeldzaam
- Hebeloma helodes (Moerasvaalhoed), status: vrij algemeen
- Hebeloma hetieri (Viltige vaalhoed), status: matig algemeen
- Hebeloma hiemale (Kleine vaalhoed), status: vrij zeldzaam
- Hebeloma ingratum (Peperige vaalhoed), status: niet bekend
- Hebeloma laterinum (Zoete vaalhoed), status: zeer zeldzaam
- Hebeloma lutense (Valse radijsvaalhoed), status: vrij zeldzaam
- Hebeloma marginatulum (Bergvaalhoed), status: zeldzaam
- Hebeloma mesophaeum (Tweekleurige vaalhoed), status: zeer algemeen
- Hebeloma nigellum (Kruipwilgvaalhoed), status: zeer zeldzaam
- Hebeloma oculatum (Haarcelvaalhoed), status: uiterst zeldzaam
- Hebeloma populinum (Populierenvaalhoed), status: matig algemeen
- Hebeloma psammophilum (Duinvaalhoed), status: zeldzaam
- Hebeloma pusillum (Wilgenvaalhoed), status: vrij algemeen
- Hebeloma radicosum (Geringde vaalhoed), status: matig algemeen
- Hebeloma sacchariolens (Oranjebloesemzwam), status: algemeen
- Hebeloma sarcophyllum (Rozeplaatvaalhoed), status: niet bekend
- Hebeloma sinapizans (Grote vaalhoed), status: vrij algemeen
- Hebeloma sordescens (Zwartsteelvaalhoed), status: vrij zeldzaam
- Hebeloma stenocystis (Sombere vaalhoed), status: niet bekend
- Hebeloma theobrominum (Rossige vaalhoed), status: zeldzaam
- Hebeloma vaccinum (Ruderale vaalhoed), status: matig algemeen
- Hebeloma velutipes (Opaalvaalhoed), status: algemeen
- Helicobasidium brebissonii (Violet wasviltje), status: vrij zeldzaam
- Helicogloea farinacea (Viltmatje), status: zeldzaam
- Helicogloea lagerheimii (Berijpt spiraalkorstje), status: zeldzaam
- Helicogloea vestita (Vaag trilkorstje), status: zeldzaam
- Helminthosphaeria corticiorum (Korstzwamparasietkogeltje), status: zeer zeldzaam
- Helvella acetabulum (Bokaalkluifzwam), status: vrij algemeen
- Helvella atra (Roetkluifzwam), status: matig algemeen
- Helvella confusa (Aangebrande kluifzwam), status: zeer zeldzaam
- Helvella corium (Zwarte schotelkluifzwam), status: vrij zeldzaam
- Helvella costifera (Geribde kluifzwam), status: uiterst zeldzaam
- Helvella crispa (Witte kluifzwam), status: algemeen
- Helvella cupuliformis (Okerbruine schotelkluifzwam), status: zeldzaam
- Helvella elastica (Holsteelkluifzwam), status: vrij algemeen
- Helvella ephippium (Zadelkluifzwam), status: matig algemeen
- Helvella fibrosa (Gladstelige schotelkluifzwam), status: vrij algemeen
- Helvella fusca (Geaderde kluifzwam), status: zeer zeldzaam
- Helvella lactea (Melkwitte kluifzwam), status: zeer zeldzaam
- Helvella lacunosa (Zwarte kluifzwam), status: algemeen
- Helvella latispora (Witstelige zadelkluifzwam), status: vrij zeldzaam
- Helvella leucomelaena (Zwartwitte bokaalkluifzwam), status: vrij zeldzaam
- Helvella macropus (Schotelkluifzwam), status: vrij algemeen
- Helvella queletii (Grote schotelkluifzwam), status: matig algemeen
- Helvella spadicea (Nonnenkapkluifzwam), status: vrij zeldzaam
- Helvella stevensii (Bleke zadelkluifzwam), status: zeer zeldzaam
- Helvella unicolor (Viltige bokaalkluifzwam), status: uiterst zeldzaam
- Hemimycena angustispora (Grijsvoetmycena), status: niet bekend
- Hemimycena candida (Smeerwortelmycena), status: vrij algemeen
- Hemimycena crispata (Witte kaalkopmycena), status: vrij zeldzaam
- Hemimycena crispula (Golfhoedmycena), status: zeer zeldzaam
- Hemimycena cryptomeriae (Naaldhoutschijnmycena), status: niet bekend
- Hemimycena cucullata (Gipsmycena), status: vrij zeldzaam
- Hemimycena delectabilis (Witte stinkmycena), status: matig algemeen
- Hemimycena epichloë (Grashalmmycena), status: zeldzaam
- Hemimycena gracilis (Smalspoormycena), status: zeer zeldzaam
- Hemimycena ignobilis (Trechtermycena), status: zeer zeldzaam
- Hemimycena lactea (Sneeuwwitte mycena), status: vrij algemeen
- Hemimycena mairei (Wasplaatmycena), status: matig algemeen
- Hemimycena mauretanica (Druppelmycena), status: zeer zeldzaam
- Hemimycena nitriolens (Nitreuze schijnmycena), status: uiterst zeldzaam
- Hemimycena pseudocrispata (Tweesporige schijnmycena), status: zeer zeldzaam
- Hemimycena pseudocrispula (Stengelmycena), status: zeldzaam
- Hemimycena pseudogibba (Kleinste schijnmycena), status: niet bekend
- Hemimycena pseudogracilis (Witte gladsteelmycena), status: uiterst zeldzaam
- Hemimycena pseudolactea (Sparrennaaldmycena), status: uiterst zeldzaam
- Hemimycena sordida (Groezelige schijnmycena), status: uiterst zeldzaam
- Hemimycena subimmaculata (Matkopmycena), status: niet bekend
- Hemimycena substellata (Witte donsmycena), status: uiterst zeldzaam
- Hemimycena subtilis (Kleine schijnmycena), status: niet bekend
- Hemimycena tortuosa (Kurkentrekkermycena), status: zeer zeldzaam
- Hemipholiota heteroclita (Berkenbundelzwam), status: uiterst zeldzaam
- Hemipholiota populnea (Wollige bundelzwam), status: vrij algemeen
- Hemitrichia calyculata (Groot langdraadwatje), status: vrij zeldzaam
- Hemitrichia clavata (Doorschijnend langdraadwatje), status: vrij zeldzaam
- Hemitrichia intorta (Stekelig langdraadwatje), status: niet bekend
- Hemitrichia leiocarpa (Spiraalvormig netwatje), status: niet bekend
- Hemitrichia leiotricha (Bolrond langdraadwatje), status: uiterst zeldzaam
- Hemitrichia minor (Dwerglangdraadwatje), status: niet bekend
- Hemitrichia pardina (Wrattig langdraadwatje), status: uiterst zeldzaam
- Hemitrichia serpula (Netvormig langdraadwatje), status: zeer zeldzaam
- Hemitrichia vesiculosa (Blaasvormig langdraadwatje), status: uiterst zeldzaam
- Henningsomyces candidus (Wit gaffelhaarbuisje), status: vrij zeldzaam
- Henningsomyces puber (Donzig gaffelhaarbuisje), status: uiterst zeldzaam
- Hericium cirrhatum (Gelobde pruikzwam), status: vrij zeldzaam
- Hericium coralloides (Kammetjesstekelzwam), status: zeldzaam
- Hericium erinaceus (Pruikzwam), status: matig algemeen
- Hericium flagellum (Koraalstekelzwam), status: zeer zeldzaam
- Herpotrichia herpotrichoides (Bramenpluisbolletje), status: zeer zeldzaam
- Herpotrichia macrotricha (Kruidenpluisbolletje), status: zeer zeldzaam
- Heterobasidion annosum (Dennenmoorder), status: zeer algemeen
- Heterosphaeria patella (Gewoon kogelbekertje), status: zeer zeldzaam
- Heyderia abietis (Sparrenmijtertje), status: zeer zeldzaam
- Heyderia sclerotipus (Knolmijtertje), status: zeer zeldzaam
- Hilberina caudata (Verzonken ruigkogeltje), status: vrij zeldzaam
- Hohenbuehelia atrocoerulea (Gewone harpoenzwam), status: matig algemeen
- Hohenbuehelia auriscalpium (Spatelharpoenzwam), status: zeldzaam
- Hohenbuehelia culmicola (Helmharpoenzwam), status: zeldzaam
- Hohenbuehelia cyphelliformis (Schelpharpoenzwam), status: matig algemeen
- Hohenbuehelia fluxilis (Harige harpoenzwam), status: matig algemeen
- Hohenbuehelia grisea (Grijze harpoenzwam), status: zeer zeldzaam
- Hohenbuehelia mastrucata (Bleke harpoenzwam), status: vrij algemeen
- Hohenbuehelia petaloides (Grote harpoenzwam), status: zeldzaam
- Hohenbuehelia tremula (Sparrenharpoenzwam), status: niet bekend
- Hohenbuehelia unguicularis (Kleine harpoenzwam), status: zeer zeldzaam
- Holwaya mucida (Kleverig lindebekertje), status: uiterst zeldzaam
- Humaria hemisphaerica (Kleine bruine bekerzwam), status: algemeen
- Humaria solsequia (Humusbekerzwam), status: uiterst zeldzaam
- Hyalopeziza ciliata (Esdoornpiekhaarkelkje), status: zeldzaam
- Hyalopeziza corticicola (Gagelpiekhaarkelkje), status: uiterst zeldzaam
- Hyalopeziza niveocincta (Zonnig piekhaarkelkje), status: uiterst zeldzaam
- Hyalopeziza trichodea (Dennenpiekhaarkelkje), status: niet bekend
- Hyalorbilia berberidis (Zuurbeswasbekertje), status: uiterst zeldzaam
- Hyalorbilia erythrostigma (Kogelsporig wasbekertje), status: uiterst zeldzaam
- Hyalorbilia fusispora (Spoelspoorwasbekertje), status: uiterst zeldzaam
- Hyalorbilia inflatula (Ankerwasbekertje), status: matig algemeen
- Hyaloscypha albohyalina (Wit waterkelkje), status: vrij zeldzaam
- Hyaloscypha aureliella (Harsig waterkelkje), status: vrij zeldzaam
- Hyaloscypha daedaleae (Wigsporig waterkelkje), status: zeer zeldzaam
- Hyaloscypha fuckelii (Gewoon waterkelkje), status: vrij zeldzaam
- Hyaloscypha hepaticicola (Levermoswaterkelkje), status: uiterst zeldzaam
- Hyaloscypha herbarum (Spireawaterkelkje), status: zeer zeldzaam
- Hyaloscypha intacta (Maagdelijk waterkelkje), status: uiterst zeldzaam
- Hyaloscypha leuconica (Langharig waterkelkje), status: vrij zeldzaam
- Hyaloscypha paludosa (Moeraswaterkelkje), status: zeer zeldzaam
- Hyaloscypha quercicola (Cambiumwaterkelkje), status: zeldzaam
- Hyaloscypha salicina (Wilgenwaterkelkje), status: uiterst zeldzaam
- Hyaloscypha vitreola (Haakcelwaterkelkje), status: zeer zeldzaam
- Hydnangium carneum (Vleeskleurige mozaïektruffel), status: niet bekend
- Hydnellum aurantiacum (Oranje stekelzwam), status: niet bekend
- Hydnellum caeruleum (Blauwgestreepte stekelzwam), status: niet bekend
- Hydnellum compactum (Scherpe stekelzwam), status: zeldzaam
- Hydnellum concrescens (Gezoneerde stekelzwam), status: vrij algemeen
- Hydnellum cumulatum (Vergroeide stekelzwam), status: niet bekend
- Hydnellum ferrugineum (Roodbruine stekelzwam), status: niet bekend
- Hydnellum peckii (Bloeddruppelstekelzwam), status: niet bekend
- Hydnellum spongiosipes (Fluwelige stekelzwam), status: vrij algemeen
- Hydnellum suaveolens (Anijsstekelzwam), status: niet bekend
- Hydnotrya cerebriformis (Bleke hersentruffel), status: uiterst zeldzaam
- Hydnotrya confusa (Flapsporige doolhoftruffel), status: uiterst zeldzaam
- Hydnotrya michaelis (Olieboltruffel), status: zeer zeldzaam
- Hydnotrya tulasnei (Rosse doolhoftruffel), status: zeldzaam
- Hydnum repandum (Gele stekelzwam), status: vrij algemeen
- Hydnum rufescens (Rossige stekelzwam), status: vrij zeldzaam
- Hydropisphaera arenula (Goudgeel meniezwammetje), status: vrij zeldzaam
- Hydropisphaera erubescens (Hulstmeniezwammetje), status: uiterst zeldzaam
- Hydropisphaera peziza (Ingedeukt meniezwammetje), status: matig algemeen
- Hydropisphaera suffulta (Gekroond meniezwammetje), status: niet bekend
- Hydropus marginellus (Gerande sapsteel), status: niet bekend
- Hydropus moserianus (Trechtersapsteel), status: uiterst zeldzaam
- Hydropus scabripes (Bruingrijze sapsteel), status: uiterst zeldzaam
- Hydropus subalpinus (Geelbruine sapsteel), status: uiterst zeldzaam
- Hygrocybe acutoconica (Puntmutswasplaat), status: vrij algemeen
- Hygrocybe aurantia (Dwergwasplaat), status: uiterst zeldzaam
- Hygrocybe aurantiosplendens (Prachtwasplaat), status: zeer zeldzaam
- Hygrocybe calciphila (Kalkvuurzwammetje), status: zeldzaam
- Hygrocybe calyptriformis (Rozerode wasplaat), status: uiterst zeldzaam
- Hygrocybe cantharellus (Trechterwasplaat), status: matig algemeen
- Hygrocybe ceracea (Elfenwasplaat), status: vrij algemeen
- Hygrocybe chlorophana (Gele wasplaat), status: matig algemeen
- Hygrocybe citrinovirens (Groengele wasplaat), status: niet bekend
- Hygrocybe coccinea (Scharlaken wasplaat), status: matig algemeen
- Hygrocybe coccineocrenata (Veenmosvuurzwammetje), status: matig algemeen
- Hygrocybe colemanniana (Bruine wasplaat), status: vrij zeldzaam
- Hygrocybe conica (Zwartwordende wasplaat), status: algemeen
- Hygrocybe conicoides (Duinwasplaat), status: vrij zeldzaam
- Hygrocybe constrictospora (Vermiljoenwasplaat), status: zeldzaam
- Hygrocybe flavipes (Geelvoetwasplaat), status: zeldzaam
- Hygrocybe fornicata (Ridderwasplaat), status: vrij zeldzaam
- Hygrocybe glutinipes (Hooilandwasplaat), status: vrij zeldzaam
- Hygrocybe helobia (Broos vuurzwammetje), status: matig algemeen
- Hygrocybe ingrata (Blozende wasplaat), status: uiterst zeldzaam
- Hygrocybe insipida (Kabouterwasplaat), status: matig algemeen
- Hygrocybe intermedia (Vezelige wasplaat), status: uiterst zeldzaam
- Hygrocybe irrigata (Grauwe wasplaat), status: vrij zeldzaam
- Hygrocybe konradii (Gebochelde wasplaat), status: zeldzaam
- Hygrocybe lacmus (Violetgrijze wasplaat), status: zeldzaam
- Hygrocybe laeta (Slijmwasplaat), status: matig algemeen
- Hygrocybe marchii (Beemdwasplaat), status: zeldzaam
- Hygrocybe miniata (Gewoon vuurzwammetje), status: algemeen
- Hygrocybe monteverdae (Witte woudwasplaat), status: uiterst zeldzaam
- Hygrocybe mucronella (Bittere wasplaat), status: zeldzaam
- Hygrocybe nitrata (Apothekerswasplaat), status: zeldzaam
- Hygrocybe obrussea (Wantsenwasplaat), status: vrij zeldzaam
- Hygrocybe ortoniana (Kleverige wasplaat), status: vrij zeldzaam
- Hygrocybe ovina (Sombere wasplaat), status: zeer zeldzaam
- Hygrocybe perplexa (Bruinrode wasplaat), status: zeer zeldzaam
- Hygrocybe phaeococcinea (Karmozijnwasplaat), status: vrij zeldzaam
- Hygrocybe pratensis (Weidewasplaat), status: vrij algemeen
- Hygrocybe psittacina (Papegaaizwammetje), status: algemeen
- Hygrocybe punicea (Granaatbloemwasplaat), status: zeldzaam
- Hygrocybe radiata (Bruingestreepte wasplaat), status: zeer zeldzaam
- Hygrocybe reidii (Honingwasplaat), status: zeldzaam
- Hygrocybe russocoriacea (Geurende wasplaat), status: matig algemeen
- Hygrocybe splendidissima (Klaprooswasplaat), status: uiterst zeldzaam
- Hygrocybe subglobispora (Spitse wasplaat), status: zeldzaam
- Hygrocybe subpapillata (Vroege wasplaat), status: uiterst zeldzaam
- Hygrocybe substrangulata (Glad vuurzwammetje), status: zeer zeldzaam
- Hygrocybe viola (Viooltjeswasplaat), status: uiterst zeldzaam
- Hygrocybe virginea (Sneeuwzwammetje), status: algemeen
- Hygrocybe vitellina (Verblekende wasplaat), status: vrij zeldzaam
- Hygrophoropsis aurantiaca (Valse hanenkam), status: zeer algemeen
- Hygrophoropsis fuscosquamula (Fijnschubbige schijncantharel), status: zeldzaam
- Hygrophoropsis macrospora (Grootsporige schijncantharel), status: zeldzaam
- Hygrophoropsis morganii (Geurende schijncantharel), status: niet bekend
- Hygrophorus agathosmus (Amandelslijmkop), status: zeer zeldzaam
- Hygrophorus chrysodon (Goudgerande slijmkop), status: uiterst zeldzaam
- Hygrophorus cossus (Eikenslijmkop), status: uiterst zeldzaam
- Hygrophorus discoideus (Roodbruine slijmkop), status: niet bekend
- Hygrophorus discoxanthus (Verkleurende slijmkop), status: zeldzaam
- Hygrophorus eburneus (Ivoorzwam), status: zeldzaam
- Hygrophorus hypothejus (Dennenslijmkop), status: vrij algemeen
- Hygrophorus lucorum (Lorkenslijmkop), status: uiterst zeldzaam
- Hygrophorus mesotephrus (Tengere slijmkop), status: zeer zeldzaam
- Hygrophorus nemoreus (Viltige slijmkop), status: uiterst zeldzaam
- Hygrophorus olivaceoalbus (Sparrenslijmkop), status: niet bekend
- Hygrophorus penarius (Droge slijmkop), status: zeer zeldzaam
- Hygrophorus persoonii (Olijfkleurige slijmkop), status: zeldzaam
- Hygrophorus purpurascens (Purpervlekslijmkop), status: niet bekend
- Hygrophorus pustulatus (Stippelsteelslijmkop), status: zeer zeldzaam
- Hygrophorus russula (Roze slijmkop), status: niet bekend
- Hygrophorus unicolor (Bleekrandslijmkop), status: uiterst zeldzaam
- Hymenochaete cinnamomea (Kaneelkleurige borstelzwam), status: zeldzaam
- Hymenochaete corrugata (Ruwe borstelzwam), status: zeer zeldzaam
- Hymenochaete cruenta (Rode borstelzwam), status: uiterst zeldzaam
- Hymenochaete rubiginosa (Roestkleurige borstelzwam), status: vrij algemeen
- Hymenogaster arenarius (Grijze zijdetruffel), status: vrij zeldzaam
- Hymenogaster calosporus (Sierspoorzijdetruffel), status: uiterst zeldzaam
- Hymenogaster hessei (Dunwandige zijdetruffel), status: uiterst zeldzaam
- Hymenogaster luteus (Gele zijdetruffel), status: zeldzaam
- Hymenogaster megasporus (Muffe zijdetruffel), status: niet bekend
- Hymenogaster olivaceus (Olijfbruine zijdetruffel), status: zeldzaam
- Hymenogaster populetorum (Populierzijdetruffel), status: zeldzaam
- Hymenogaster rehsteineri (Lichte zijdetruffel), status: zeldzaam
- Hymenogaster tener (Witte zijdetruffel), status: zeldzaam
- Hymenogaster verrucosus (Vage zijdetruffel), status: uiterst zeldzaam
- Hymenogaster vulgaris (Gewone zijdetruffel), status: zeldzaam
- Hymenoscyphus albidus (Essenvlieskelkje), status: matig algemeen
- Hymenoscyphus albopunctus (Kortsporig bladvlieskelkje), status: zeer zeldzaam
- Hymenoscyphus bryophilus (Mosvoetvlieskelkje), status: zeer zeldzaam
- Hymenoscyphus calyculus (Geel houtvlieskelkje), status: vrij algemeen
- Hymenoscyphus caudatus (Gewoon vlieskelkje), status: vrij algemeen
- Hymenoscyphus epiphyllus (Oranje bladvlieskelkje), status: matig algemeen
- Hymenoscyphus fagineus (Beukennapvlieskelkje), status: vrij algemeen
- Hymenoscyphus fastidiosus (Langsporig vlieskelkje), status: niet bekend
- Hymenoscyphus fructigenus (Eikeldopzwam), status: zeer algemeen
- Hymenoscyphus fucatus (Duizendknoopvlieskelkje), status: uiterst zeldzaam
- Hymenoscyphus fulvus (Mosvlieskelkje), status: niet bekend
- Hymenoscyphus humuli (Hopvlieskelkje), status: zeldzaam
- Hymenoscyphus imberbis (Verkleurend vlieskelkje), status: vrij algemeen
- Hymenoscyphus immutabilis (Ruitsporig vlieskelkje), status: vrij zeldzaam
- Hymenoscyphus kathiae (Vochtlievend vlieskelkje), status: uiterst zeldzaam
- Hymenoscyphus laetus (Vrolijk vlieskelkje), status: zeldzaam
- Hymenoscyphus limonium (Geel kruidenvlieskelkje), status: uiterst zeldzaam
- Hymenoscyphus lutescens (Kegelschubvlieskelkje), status: zeer zeldzaam
- Hymenoscyphus macroguttatus (Hakig kruidenvlieskelkje), status: niet bekend
- Hymenoscyphus menthae (Gewoon kruidenvlieskelkje), status: matig algemeen
- Hymenoscyphus nitidulus (Smelevlieskelkje), status: niet bekend
- Hymenoscyphus phyllogenus (Klein bladvlieskelkje), status: vrij zeldzaam
- Hymenoscyphus phyllophilus (Beukenbladvlieskelkje), status: zeldzaam
- Hymenoscyphus pileatus (Schijnknoopje), status: zeldzaam
- Hymenoscyphus pseudoalbidus (Vals essenvlieskelkje), status: niet bekend
- Hymenoscyphus repandus (Slank vlieskelkje), status: matig algemeen
- Hymenoscyphus rhodoleucus (Roze vlieskelkje), status: zeer zeldzaam
- Hymenoscyphus rhytidiadelphi (Haakmosvlieskelkje), status: zeer zeldzaam
- Hymenoscyphus robustior (Rietvlieskelkje), status: uiterst zeldzaam
- Hymenoscyphus salicellus (Wilgentwijgvlieskelkje), status: matig algemeen
- Hymenoscyphus salicinus (Wilgenhoutvlieskelkje), status: algemeen
- Hymenoscyphus scutula (Wimpersporig vlieskelkje), status: vrij algemeen
- Hymenoscyphus scutuloides (Veelwimperig vlieskelkje), status: uiterst zeldzaam
- Hymenoscyphus seminis-alni (Elzenzaadvlieskelkje), status: zeer zeldzaam
- Hymenoscyphus serotinus (Laat vlieskelkje), status: zeldzaam
- Hymenoscyphus sparsus (Breedsporig bladvlieskelkje), status: uiterst zeldzaam
- Hymenoscyphus strangulatus (Populierenvlieskelkje), status: uiterst zeldzaam
- Hymenoscyphus suspectus (Grootsporig vlieskelkje), status: zeldzaam
- Hymenoscyphus syringicolor (Lila vlieskelkje), status: zeer zeldzaam
- Hymenoscyphus vernus (Vroeg vlieskelkje), status: matig algemeen
- Hymenoscyphus vitellinus (Spireavlieskelkje), status: zeer zeldzaam
- Hymenoscyphus whitei (Doorschijnend bladvlieskelkje), status: uiterst zeldzaam
- Hyphoderma "Hentic 9312" (Urncelharskorstje), status: zeer zeldzaam
- Hyphoderma argillaceum (Fijnharig harskorstje), status: vrij algemeen
- Hyphoderma capitatum, status: uiterst zeldzaam
- Hyphoderma clavigerum (Knotsharig harskorstje), status: niet bekend
- Hyphoderma cremeoalbum (Crèmekleurig harskorstje), status: uiterst zeldzaam
- Hyphoderma cryptocallimon (Verborgen harskorstje), status: zeer zeldzaam
- Hyphoderma definitum (Witgrauw harskorstje), status: uiterst zeldzaam
- Hyphoderma deviatum (Nathalskorstje), status: uiterst zeldzaam
- Hyphoderma lapponicum (Onopvallend harskorstje), status: uiterst zeldzaam
- Hyphoderma macedonicum (Smalsporig harskorstje), status: niet bekend
- Hyphoderma medioburiense (Langsporig harskorstje), status: zeldzaam
- Hyphoderma mutatum (Plakkaatharskorstje), status: vrij zeldzaam
- Hyphoderma nemorale (Bosharskorstje), status: uiterst zeldzaam
- Hyphoderma obtusiforme (Stompharig harskorstje), status: zeer zeldzaam
- Hyphoderma occidentale (Dun harskorstje), status: vrij zeldzaam
- Hyphoderma orphanellum, status: uiterst zeldzaam
- Hyphoderma roseocremeum (Blozend harskorstje), status: vrij zeldzaam
- Hyphoderma setigerum (Barstend harskorstje), status: algemeen
- Hyphodermella corrugata (Kalktandjeszwam), status: zeldzaam
- Hyphodiscus gemmarum (Peppelknoprijpkelkje), status: matig algemeen
- Hyphodiscus hymeniophilus (Buisjeszwamrijpkelkje), status: zeer zeldzaam
- Hyphodiscus incrustatus (Kogelzwamrijpkelkje), status: zeer zeldzaam
- Hyphodiscus theiodeus (Schorszwamrijpkelkje), status: uiterst zeldzaam
- Hyphodontia alutacea (Smalsporige tandjeszwam), status: zeldzaam
- Hyphodontia alutaria (Grootsporige wrattandjeszwam), status: vrij algemeen
- Hyphodontia arguta (Priemtandjeszwam), status: matig algemeen
- Hyphodontia barba-jovis (Franjetandjeszwam), status: vrij algemeen
- Hyphodontia breviseta (Naaldhouttandjeszwam), status: vrij algemeen
- Hyphodontia crustosa (Korrelige tandjeszwam), status: matig algemeen
- Hyphodontia detritica (Spatelharig elfendoekje), status: vrij zeldzaam
- Hyphodontia floccosa (Naaldhouttandjeszwam), status: uiterst zeldzaam
- Hyphodontia gossypina (Muizentandkorstje), status: zeer zeldzaam
- Hyphodontia granulosa (Ruwe tandjeszwam), status: vrij zeldzaam
- Hyphodontia microspora (Nietigsporige tandjeszwam), status: zeer zeldzaam
- Hyphodontia nespori (Penseeltandjeszwam), status: algemeen
- Hyphodontia pallidula (Kleinsporige wrattandjeszwam), status: vrij algemeen
- Hyphodontia pruni (Roomkleurige tandjeszwam), status: uiterst zeldzaam
- Hyphodontia quercina (Eikentandjeszwam), status: matig algemeen
- Hyphodontia rimosissima (Muizentandjeszwam), status: uiterst zeldzaam
- Hyphodontia sambuci (Witte vlierschorszwam), status: zeer algemeen
- Hyphodontia subalutacea (Wimpertandjeszwam), status: matig algemeen
- Hyphodontiella multiseptata (Veelseptig korstje), status: zeer zeldzaam
- Hypholoma capnoides (Dennenzwavelkop), status: algemeen
- Hypholoma dispersum (Zilversteelzwavelkop), status: vrij algemeen
- Hypholoma elongatum (Bleke moeraszwavelkop), status: algemeen
- Hypholoma ericaeoides (Gele moeraszwavelkop), status: matig algemeen
- Hypholoma ericaeum (Heidezwavelkop), status: matig algemeen
- Hypholoma fasciculare (Gewone zwavelkop), status: zeer algemeen
- Hypholoma laeticolor (Smalsporige moeraszwavelkop), status: uiterst zeldzaam
- Hypholoma lateritium (Rode zwavelkop), status: zeer algemeen
- Hypholoma olivaceotinctum (Olijfbruine zwavelkop), status: zeer zeldzaam
- Hypholoma polytrichi (Haarmoszwavelkop), status: vrij zeldzaam
- Hypholoma radicosum (Stinkzwavelkop), status: vrij zeldzaam
- Hypholoma subericaeum (Modderzwavelkop), status: vrij algemeen
- Hypholoma tuberosum (Knolzwavelkop), status: uiterst zeldzaam
- Hypholoma udum (Bruine moeraszwavelkop), status: vrij algemeen
- Hypochnella violacea (Violet troskorstje), status: uiterst zeldzaam
- Hypochniciellum coprophilum (Mestvliesje), status: zeer zeldzaam
- Hypochniciellum molle (Bleekgeel plooivlies), status: zeer zeldzaam
- Hypochniciellum ovoideum (Crème plooivlies), status: uiterst zeldzaam
- Hypochniciellum subillaqueatum (Naaldhoutplooivlies), status: uiterst zeldzaam
- Hypochnicium albostramineum (Grootsporig elfendoekje), status: vrij zeldzaam
- Hypochnicium bombycinum (Harlekijnkorstje), status: vrij algemeen
- Hypochnicium eichleri (Ruwsporig elfendoekje), status: matig algemeen
- Hypochnicium geogenium (Smalsporig elfendoekje), status: matig algemeen
- Hypochnicium lundellii (Gestreken elfendoekje), status: zeer zeldzaam
- Hypochnicium punctulatum (Kleinsporig elfendoekje), status: matig algemeen
- Hypochnicium subrigescens (Gelatineus elfendoekje), status: niet bekend
- Hypochnicium wakefieldiae (Duidelijk elfendoekje), status: niet bekend
- Hypocopra pachyalax (Kortspletig mesturntje), status: uiterst zeldzaam
- Hypocrea alutacea (Knotskussentjeszwam), status: uiterst zeldzaam
- Hypocrea argillacea (Takkussentjeszwam), status: vrij zeldzaam
- Hypocrea aureoviridis (Gele kussentjeszwam), status: zeer algemeen
- Hypocrea citrina (Platte kussentjeszwam), status: vrij algemeen
- Hypocrea epimyces (Steenrode kussentjeszwam), status: uiterst zeldzaam
- Hypocrea farinosa (Melige kussentjeszwam), status: zeer zeldzaam
- Hypocrea gelatinosa (Weke kussentjeszwam), status: vrij algemeen
- Hypocrea lixii (Donkergroene kussentjeszwam), status: uiterst zeldzaam
- Hypocrea minutispora (Kleinsporige kussentjeszwam), status: uiterst zeldzaam
- Hypocrea pilulifera (Lilliputkussentjeszwam), status: uiterst zeldzaam
- Hypocrea placentula (Rietkussentjeszwam), status: zeldzaam
- Hypocrea platypulvinata (Poederachtige kussentjeszwam), status: uiterst zeldzaam
- Hypocrea pulvinata (Poederige kussentjeszwam), status: algemeen
- Hypocrea rufa (Rossige kussentjeszwam), status: vrij algemeen
- Hypocrea schweinitzii (Donkerbruine kussentjeszwam), status: zeldzaam
- Hypocrea spinulosa (Grassenkussentjeszwam), status: uiterst zeldzaam
- Hypocrea splendens (Oranje kussentjeszwam), status: uiterst zeldzaam
- Hypocrea strictipilosa (Zwameterkussentjeszwam), status: uiterst zeldzaam
- Hypocreopsis lichenoides (Rozetkussentjeszwam), status: zeldzaam
- Hypoderma commune (Kruidenbootje), status: zeer zeldzaam
- Hypoderma hederae (Klimopbootje), status: uiterst zeldzaam
- Hypoderma ilicinum (Eikenbladbootje), status: uiterst zeldzaam
- Hypoderma rubi (Bramenbootje), status: vrij zeldzaam
- Hypomyces albidus (Dennenbloedzwameter), status: uiterst zeldzaam
- Hypomyces armeniacus (Russulazwameter), status: zeldzaam
- Hypomyces aurantius (Oranje zwameter), status: vrij algemeen
- Hypomyces broomeanus (Dennenmoorderzwameter), status: uiterst zeldzaam
- Hypomyces cervinigenus (Kluifzwameter), status: uiterst zeldzaam
- Hypomyces chrysospermus (Goudgele zwameter), status: algemeen
- Hypomyces lateritius (Bleke zwameter), status: uiterst zeldzaam
- Hypomyces leotiicola (Glibberzwameter), status: niet bekend
- Hypomyces linkii (Champignonzwameter), status: niet bekend
- Hypomyces microspermus (Kleinsporige zwameter), status: niet bekend
- Hypomyces odoratus (Kamferzwameter), status: uiterst zeldzaam
- Hypomyces papulasporae (Aardtongzwameter), status: niet bekend
- Hypomyces rosellus (Hangende zwameter), status: vrij zeldzaam
- Hypomyces spadiceus (Roodbruine melkzwameter), status: uiterst zeldzaam
- Hypomyces stephanomatis (Bekerzwameter), status: niet bekend
- Hypomyces viridis (Groene zwameter), status: vrij zeldzaam
- Hypospilina bifrons (Eikenbladsnavelkogeltje), status: uiterst zeldzaam
- Hypospilina pustula (Eikenbladknikkertje), status: uiterst zeldzaam
- Hypoxylon ferrugineum (Oranjebruine kogelzwam), status: vrij zeldzaam
- Hypoxylon fragiforme (Roestbruine kogelzwam), status: zeer algemeen
- Hypoxylon fraxinophilum (Essenkogelzwam), status: zeer zeldzaam
- Hypoxylon fuscum (Gladde kogelzwam), status: algemeen
- Hypoxylon howeanum (Kleinsporige kogelzwam), status: algemeen
- Hypoxylon mediterraneum (Zwarte korstkogelzwam), status: zeer zeldzaam
- Hypoxylon perforatum (Rossige korstkogelzwam), status: uiterst zeldzaam
- Hypoxylon petriniae (Vlakke essenkogelzwam), status: uiterst zeldzaam
- Hypoxylon rubiginosum (Rode korstkogelzwam), status: vrij algemeen
- Hypoxylon rutilum (Blozende korstkogelzwam), status: zeldzaam
- Hypsizygus ulmarius (Iepenzwam), status: vrij zeldzaam
- Hysterangium clathroides (Grote worteltruffel), status: niet bekend
- Hysterium acuminatum (Naaldhoutspleetkooltje), status: uiterst zeldzaam
- Hysterium angustatum (Schorsspleetkooltje), status: matig algemeen
- Hysterium pulicare (Loofbosspleetkooltje), status: vrij zeldzaam
- Hysterographium fraxini (Essenspleetkooltje), status: uiterst zeldzaam
- Hysterographium mori (Muursporig spleetkooltje), status: zeer zeldzaam
- Hysterostegiella dumeti (Bramendekselbekertje), status: uiterst zeldzaam

## I
- Ijuhya parilis (Stekelsporig meniezwammetje), status: uiterst zeldzaam
- Imleria badia (Kastanjeboleet), status: zeer algemeen
- Immersiella caudata (Verzonken piekhaartonnetje), status: zeer zeldzaam
- Immotthia hypoxylon (Kogelzwampapilbolletje), status: niet bekend
- Incrucipulum capitatum (Kristalkopfranjekelkje), status: zeldzaam
- Incrucipulum ciliare (Langharig franjekelkje), status: matig algemeen
- Incrucipulum sulphurellum (Gagelfranjekelkje), status: vrij zeldzaam
- Incrupila aspidii (Varenkorsthaarkelkje), status: uiterst zeldzaam
- Inermisia pilifera (Flets mosschijfje), status: niet bekend
- Inocutis rheades (Vosrode weerschijnzwam), status: zeldzaam
- Inocybe acuta (Spitse moerasvezelkop), status: vrij zeldzaam
- Inocybe adaequata (Wijnrode vezelkop), status: matig algemeen
- Inocybe aeruginascens (Groenverkleurende vezelkop), status: uiterst zeldzaam
- Inocybe agardhii (Geringde viltkop), status: matig algemeen
- Inocybe albomarginata (Kleinsporige knolvezelkop), status: vrij zeldzaam
- Inocybe albovelutipes (Bleeksteelvezelkop), status: zeldzaam
- Inocybe alnea (Elzenvezelkop), status: zeldzaam
- Inocybe ambigua (Kastanjebruin poedersteeltje), status: niet bekend
- Inocybe amethystina (Paarssteelvezelkop), status: vrij zeldzaam
- Inocybe appendiculata (Franjevezelkop), status: vrij zeldzaam
- Inocybe arenicola (Duinspleetvezelkop), status: zeldzaam
- Inocybe arthrocystis (Bedrieglijke viltkop), status: niet bekend
- Inocybe assimilata (Kleine knolvezelkop), status: vrij algemeen
- Inocybe asterospora (Sterspoorvezelkop), status: vrij algemeen
- Inocybe aurea (Goudgele vezelkop), status: zeer zeldzaam
- Inocybe auricoma (Gele witsteelvezelkop), status: zeldzaam
- Inocybe bongardii (Geurende vezelkop), status: vrij zeldzaam
- Inocybe bresadolae (Rossige vezelkop), status: vrij zeldzaam
- Inocybe brunneotomentosa (Valse zwartvoetvezelkop), status: uiterst zeldzaam
- Inocybe calamistrata (Groenvoetvezelkop), status: zeldzaam
- Inocybe calida (Kleine sterspoorvezelkop), status: vrij zeldzaam
- Inocybe calospora (Stekelspoorvezelkop), status: vrij zeldzaam
- Inocybe cervicolor (Muffe vezelkop), status: zeer zeldzaam
- Inocybe cincinnata (Violetbruine vezelkop), status: algemeen
- Inocybe cookei (Gladde knolvezelkop), status: vrij algemeen
- Inocybe corydalina (Groenige perenvezelkop), status: vrij zeldzaam
- Inocybe cryptocystis (Verborgen vezelkop), status: zeldzaam
- Inocybe curvipes (Zilversteelvezelkop), status: algemeen
- Inocybe decipiens (Bedrieglijke vezelkop), status: zeldzaam
- Inocybe dulcamara (Gewone viltkop), status: algemeen
- Inocybe dunensis (Geelbruine duinvezelkop), status: vrij zeldzaam
- Inocybe duriuscula (Grote bleeksteelvezelkop), status: niet bekend
- Inocybe erubescens (Giftige vezelkop), status: zeldzaam
- Inocybe exilis (Slanke roodpootvezelkop), status: uiterst zeldzaam
- Inocybe fibrosoides (Ivoorvezelkop), status: zeldzaam
- Inocybe flavella (Spitse spleetvezelkop), status: matig algemeen
- Inocybe flocculosa (Vlokkige vezelkop), status: algemeen
- Inocybe fraudans (Perenvezelkop), status: zeer zeldzaam
- Inocybe fuligineoatra (Zwarte knolvezelkop), status: zeer zeldzaam
- Inocybe furfurea, status: zeldzaam
- Inocybe fuscidula (Sombere vezelkop), status: vrij algemeen
- Inocybe fuscomarginata (Bruinsnedeviltkop), status: zeer zeldzaam
- Inocybe geophylla (Witte satijnvezelkop), status: zeer algemeen
- Inocybe glabrescens (Gladde vezelkop), status: zeldzaam
- Inocybe glabripes (Kleinsporige vezelkop), status: matig algemeen
- Inocybe glabrodisca (Sombere knobbelspoorvezelkop), status: vrij zeldzaam
- Inocybe godeyi (Blozende knolvezelkop), status: zeldzaam
- Inocybe grammata (Stinkvezelkop), status: matig algemeen
- Inocybe griseolilacina (Lilagrijze vezelkop), status: vrij algemeen
- Inocybe griseovelata (Grijsbruine vezelkop), status: zeer zeldzaam
- Inocybe haemacta (Blozende stinkvezelkop), status: matig algemeen
- Inocybe heimii (Duinviltkop), status: niet bekend
- Inocybe hirtella (Amandelvezelkop), status: vrij algemeen
- Inocybe hirtelloides (Okergele vezelkop), status: zeer zeldzaam
- Inocybe huijsmanii (Bleeklila vezelkop), status: uiterst zeldzaam
- Inocybe hystrix (Schubbige vezelkop), status: vrij zeldzaam
- Inocybe impexa (Grauwe zandvezelkop), status: niet bekend
- Inocybe incarnata (Vleeskleurige perenvezelkop), status: uiterst zeldzaam
- Inocybe inodora (Geurloze vezelkop), status: zeldzaam
- Inocybe involuta (Bruine dennenvezelkop), status: niet bekend
- Inocybe jacobi (Vals poedersteeltje), status: matig algemeen
- Inocybe lacera (Zandpadvezelkop), status: zeer algemeen
- Inocybe langei (Grijsplaatvezelkop), status: vrij zeldzaam
- Inocybe lanuginosa (Gewone wolvezelkop), status: vrij algemeen
- Inocybe leiocephala (Gladhoedvezelkop), status: zeldzaam
- Inocybe leptophylla (Purperbruine wolvezelkop), status: vrij zeldzaam
- Inocybe leucoblema (Bleekhoedviltkop), status: uiterst zeldzaam
- Inocybe lilacina (Lila satijnvezelkop), status: algemeen
- Inocybe maculata (Gevlekte vezelkop), status: algemeen
- Inocybe margaritispora (Schubbige knobbelspoorvezelkop), status: vrij zeldzaam
- Inocybe melanopus (Vleksteelvezelkop), status: zeer zeldzaam
- Inocybe mixtilis (Gele knolvezelkop), status: algemeen
- Inocybe muricellata (Geelschubbige vezelkop), status: vrij zeldzaam
- Inocybe mycenoides (Tengere vezelkop), status: niet bekend
- Inocybe napipes (Bruine knolvezelkop), status: algemeen
- Inocybe nitidiuscula (Glanzende vezelkop), status: matig algemeen
- Inocybe oblectabilis (Forse vezelkop), status: vrij zeldzaam
- Inocybe obscurobadia (Bruine pelargoniumvezelkop), status: vrij zeldzaam
- Inocybe obsoleta (Bleke spleetvezelkop), status: zeer zeldzaam
- Inocybe ochroalba (Bleekgele vezelkop), status: vrij zeldzaam
- Inocybe olivaceobrunnea (Olijfbruine vezelkop), status: niet bekend
- Inocybe paludinella (Valse satijnvezelkop), status: vrij zeldzaam
- Inocybe pargasensis (Tengere knolvezelkop), status: uiterst zeldzaam
- Inocybe pelargonium (Gele pelargoniumvezelkop), status: matig algemeen
- Inocybe perbrevis (Smalplaatviltkop), status: uiterst zeldzaam
- Inocybe perlata (Grijsbruine spleetvezelkop), status: uiterst zeldzaam
- Inocybe petiginosa (Poedersteeltje), status: vrij algemeen
- Inocybe phaeodisca (Tweekleurige vezelkop), status: vrij zeldzaam
- Inocybe posterula (Vergelende vezelkop), status: uiterst zeldzaam
- Inocybe praetervisa (Gewone knolvezelkop), status: vrij algemeen
- Inocybe pruinosa (Bleke zandvezelkop), status: zeer zeldzaam
- Inocybe pseudoasterospora (Valse sterspoorvezelkop), status: zeldzaam
- Inocybe pseudodestricta (Glanzende spleetvezelkop), status: vrij zeldzaam
- Inocybe pseudohiulca (Gevlekte knolvezelkop), status: uiterst zeldzaam
- Inocybe pseudoreducta (Sombere knolvezelkop), status: uiterst zeldzaam
- Inocybe pusio (Paarssteelspleetvezelkop), status: vrij algemeen
- Inocybe putilla, status: niet bekend
- Inocybe queletii (Voorjaarsvezelkop), status: uiterst zeldzaam
- Inocybe quietiodor (Wantsenvezelkop), status: zeer zeldzaam
- Inocybe reisneri (Paarssteelknolvezelkop), status: uiterst zeldzaam
- Inocybe rennyi (Roodbruine knobbelvezelkop), status: niet bekend
- Inocybe rimosa (Geelbruine spleetvezelkop), status: algemeen
- Inocybe saliceticola (Valse wilgenvezelkop), status: uiterst zeldzaam
- Inocybe salicis (Wilgenvezelkop), status: matig algemeen
- Inocybe sambucina (Witte heidevezelkop), status: zeldzaam
- Inocybe serotina (Grote duinvezelkop), status: vrij zeldzaam
- Inocybe similis (Grootsporige vezelkop), status: uiterst zeldzaam
- Inocybe sindonia (Blonde vezelkop), status: algemeen
- Inocybe soluta (Bleeksporige vezelkop), status: matig algemeen
- Inocybe splendens (Aarddrager), status: vrij algemeen
- Inocybe squamata (Populiervezelkop), status: algemeen
- Inocybe squarrosa (Dwergvezelkop), status: vrij zeldzaam
- Inocybe stangliana (Rondsporige vezelkop), status: uiterst zeldzaam
- Inocybe stellatospora (Valse wolvezelkop), status: vrij algemeen
- Inocybe subcarpta (Bruine zandvezelkop), status: matig algemeen
- Inocybe subnudipes (Gladsteelvezelkop), status: niet bekend
- Inocybe subporospora (Roodbruine zandvezelkop), status: uiterst zeldzaam
- Inocybe tenebrosa (Zwartvoetvezelkop), status: zeldzaam
- Inocybe terrigena (Schubbige viltkop), status: zeer zeldzaam
- Inocybe tjallingiorum (Kastanjebruine vezelkop), status: zeer zeldzaam
- Inocybe umbrinella (Sombere spleetvezelkop), status: niet bekend
- Inocybe undulatospora (Geelbruine knobbelspoorvezelkop), status: uiterst zeldzaam
- Inocybe vaccina (Oranjebruine vezelkop), status: uiterst zeldzaam
- Inocybe vulpinella (Kleine duinvezelkop), status: matig algemeen
- Inocybe whitei (Blozende dennenvezelkop), status: matig algemeen
- Inocybe xanthomelas (Vale knolvezelkop), status: vrij algemeen
- Inonotus cuticularis (Dunne weerschijnzwam), status: vrij algemeen
- Inonotus hispidus (Ruige weerschijnzwam), status: vrij algemeen
- Inonotus obliquus (Berkenweerschijnzwam), status: vrij algemeen
- Insolibasidium deformans (Kamperfoeliewasviltje), status: niet bekend
- Iodophanus carneus (Roze mestschijfje), status: matig algemeen
- Iodophanus testaceus, status: uiterst zeldzaam
- Ionomidotis fulvotingens (Geplooide schijfzwam), status: zeldzaam
- Irpex lacteus (Melkwitte irpex), status: zeldzaam
- Isaria farinosa (Bepoederde rupsendoder), status: algemeen
- Isaria fumosorosea (Grijsroze rupsendoder), status: uiterst zeldzaam
- Isaria tenuipes (Grofpoederige insectendoder), status: uiterst zeldzaam
- Ischnoderma benzoinum (Teervlekkenzwam), status: algemeen

## J
- Jaapia argillacea (Krimpsporig broekboskorstje), status: zeldzaam
- Jaapia ochroleuca (Langharig broekboskorstje), status: zeldzaam
- Jafneadelphus amethystinus (Amethistbekertje), status: uiterst zeldzaam
- Jobellisia saliciluticola (Wilgenkussenbolletje), status: uiterst zeldzaam
- Junghuhnia lacera (Raspachtige poria), status: uiterst zeldzaam
- Junghuhnia nitida (Zalmkleurige poria), status: zeldzaam

## K
- Kalmusia clivensis (Okersporig ballonnetje), status: zeer zeldzaam
- Karschia bloxamii (Breedsporig somberschoteltje), status: uiterst zeldzaam
- Karstenia idaei (Schorskratertje), status: uiterst zeldzaam
- Karstenia lonicerae (Kamperfoeliekratertje), status: uiterst zeldzaam
- Karstenula shepherdiae (Meidoornmuurspoorbolletje), status: niet bekend
- Kavinia alboviridis (Koraalspoorstekelzwam), status: zeer zeldzaam
- Keissleriella alpina (Alpenkrulhaarbolletje), status: niet bekend
- Keissleriella cladophila (Bremkruinhaarbolletje), status: niet bekend
- Keissleriella culmifida (Graskruinhaarbolletje), status: uiterst zeldzaam
- Keissleriella ocellata (Hertshooikruinhaarbolletje), status: zeer zeldzaam
- Keissleriella pinicola (Dennenkruinhaarbolletje), status: uiterst zeldzaam
- Kernia nitida (Glanzend tentakelzwammetje), status: uiterst zeldzaam
- Kirschsteiniothelia aethiops (Loofhoutpapilbolletje), status: uiterst zeldzaam
- Kirschsteiniothelia maritima (Drijfhoutpapilbolletje), status: uiterst zeldzaam
- Kotlabaea deformis (Geel zandbekertje), status: zeldzaam
- Kretzschmaria deusta (Korsthoutskoolzwam), status: algemeen
- Kuehneola uredinis (Eencellige braamroest), status: niet bekend
- Kuehneromyces mutabilis (Stobbezwammetje), status: zeer algemeen

## L
- Laccaria amethystina (Amethistzwam), status: zeer algemeen
- Laccaria bicolor (Tweekleurige fopzwam), status: algemeen
- Laccaria fraterna (Steenrode fopzwam), status: zeer zeldzaam
- Laccaria laccata (Gewone fopzwam), status: zeer algemeen
- Laccaria maritima (Duinfopzwam), status: zeer zeldzaam
- Laccaria proxima (Schubbige fopzwam), status: zeer algemeen
- Laccaria pumila (Kleine fopzwam), status: zeer zeldzaam
- Laccaria purpureobadia (Purperbruine fopzwam), status: matig algemeen
- Laccaria tortilis (Gekroesde fopzwam), status: algemeen
- Lachnella alboviolascens (Dofpaars wolschijfje), status: vrij algemeen
- Lachnella villosa (Wit wolschijfje), status: vrij algemeen
- Lachnellula calyciformis (Fijn viltkelkje), status: zeldzaam
- Lachnellula calycina (Dennenharsviltkelkje), status: zeldzaam
- Lachnellula occidentalis (Lariksviltkelkje), status: zeldzaam
- Lachnellula resinaria (Sparrenharsviltkelkje), status: uiterst zeldzaam
- Lachnellula subtilissima (Dennenviltkelkje), status: vrij zeldzaam
- Lachnellula willkommii (Larikskankerviltkelkje), status: zeldzaam
- Lachnum apalum (Pitrusfranjekelkje), status: vrij algemeen
- Lachnum brevipilosum (Kortharig franjekelkje), status: vrij zeldzaam
- Lachnum callimorphum (Prachtig zeggefranjekelkje), status: niet bekend
- Lachnum carneolum (Blozend franjekelkje), status: matig algemeen
- Lachnum controversum (Rietfranjekelkje), status: vrij algemeen
- Lachnum diminutum (Russenfranjekelkje), status: vrij zeldzaam
- Lachnum eburneum (Ivoorfranjekelkje), status: uiterst zeldzaam
- Lachnum humuli (Hopfranjekelkje), status: uiterst zeldzaam
- Lachnum imbecille (Oranje veenpluisfranjekelkje), status: uiterst zeldzaam
- Lachnum impudicum (Loofhoutfranjekelkje), status: zeer zeldzaam
- Lachnum juncinum (Mattenbiesfranjekelkje), status: uiterst zeldzaam
- Lachnum nudipes (Spireafranjekelkje), status: zeldzaam
- Lachnum papyraceum (Naaldhoutfranjekelkje), status: niet bekend
- Lachnum patulum (Geelwit franjekelkje), status: zeer zeldzaam
- Lachnum pudibundum (Wilgenfranjekelkje), status: zeldzaam
- Lachnum pulverulentum (Oliedruppelfranjekelkje), status: zeer zeldzaam
- Lachnum pygmaeum (Wortelstokfranjekelkje), status: niet bekend
- Lachnum rhodoleucum (Grasfranjekelkje), status: niet bekend
- Lachnum rhytismatis (Esdoornfranjekelkje), status: zeldzaam
- Lachnum roseum (Roze franjekelkje), status: uiterst zeldzaam
- Lachnum salicariae (Kattenstaartfranjekelkje), status: zeldzaam
- Lachnum soppittii (Bladfranjekelkje), status: zeer zeldzaam
- Lachnum subvirgineum (Vals franjekelkje), status: niet bekend
- Lachnum sydowii (Wit veenpluisfranjekelkje), status: niet bekend
- Lachnum tenuissimum (Teer franjekelkje), status: matig algemeen
- Lachnum virgineum (Gewoon franjekelkje), status: algemeen
- Lacrymaria glareosa (Kleine traanfranjehoed), status: zeer zeldzaam
- Lacrymaria lacrymabunda (Tranende franjehoed), status: zeer algemeen
- Lacrymaria pyrotricha (Vurige franjehoed), status: zeer zeldzaam
- Lactarius acerrimus (Gekroesde melkzwam), status: vrij zeldzaam
- pLactarius acris (Kleverige fluweelmelkzwam), status: niet bekend
- Lactarius aspideus (Violetvlekkende moerasmelkzwam), status: vrij zeldzaam
- Lactarius aurantiacus (Oranje melkzwam), status: vrij algemeen
- Lactarius azonites (Bleke fluweelmelkzwam), status: vrij zeldzaam
- Lactarius blennius (Grijsgroene melkzwam), status: algemeen
- Lactarius camphoratus (Kruidige melkzwam), status: algemeen
- Lactarius chrysorrheus (Zwavelmelkzwam), status: algemeen
- Lactarius circellatus (Haagbeukmelkzwam), status: vrij algemeen
- Lactarius controversus (Populiermelkzwam), status: algemeen
- Lactarius cyathuliformis (Kortsteelelzenmelkzwam), status: zeer zeldzaam
- Lactarius decipiens (Pelargoniummelkzwam), status: matig algemeen
- Lactarius deliciosus (Smakelijke melkzwam), status: vrij algemeen
- Lactarius deterrimus (Peenrode melkzwam), status: vrij algemeen
- Lactarius evosmus (Vaaggegordelde melkzwam), status: matig algemeen
- Lactarius flavidus (Gele melkzwam), status: uiterst zeldzaam
- Lactarius fluens (Beukenmelkzwam), status: matig algemeen
- Lactarius fuliginosus (Donkere fluweelmelkzwam), status: zeldzaam
- Lactarius fulvissimus (Rode kleibosmelkzwam), status: matig algemeen
- Lactarius glyciosmus (Kokosmelkzwam), status: algemeen
- Lactarius helvus (Viltige maggizwam), status: algemeen
- Lactarius hepaticus (Levermelkzwam), status: zeer algemeen
- Lactarius hysginus (Roodbruine melkzwam), status: zeldzaam
- Lactarius lacunarum (Greppelmelkzwam), status: vrij algemeen
- Lactarius lilacinus (Lila melkzwam), status: matig algemeen
- Lactarius mairei (Ruige melkzwam), status: zeer zeldzaam
- Lactarius mammosus (Donkere kokosmelkzwam), status: vrij zeldzaam
- Lactarius necator (Zwartgroene melkzwam), status: zeer algemeen
- Lactarius obscuratus (Groenige elzenmelkzwam), status: algemeen
- Lactarius omphaliformis (Rossige elzenmelkzwam), status: vrij algemeen
- Lactarius pallidus (Bleke melkzwam), status: vrij zeldzaam
- Lactarius pterosporus (Vleugelspoormelkzwam), status: zeer zeldzaam
- Lactarius pubescens (Donzige melkzwam), status: algemeen
- Lactarius pyrogalus (Vuurmelkzwam), status: vrij algemeen
- Lactarius quieticolor (Vaaloranje melkzwam), status: vrij zeldzaam
- Lactarius quietus (Kaneelkleurige melkzwam), status: zeer algemeen
- Lactarius resimus (Gewimperde melkzwam), status: uiterst zeldzaam
- Lactarius rubrocinctus (Roodgegordelde melkzwam), status: uiterst zeldzaam
- Lactarius rufus (Rossige melkzwam), status: zeer algemeen
- Lactarius ruginosus (Gekartelde fluweelmelkzwam), status: zeer zeldzaam
- Lactarius sanguifluus (Wijnrode melkzwam), status: uiterst zeldzaam
- Lactarius scoticus (Kleine donsmelkzwam), status: niet bekend
- Lactarius semisanguifluus (Vaalrode melkzwam), status: vrij zeldzaam
- Lactarius serifluus (Donkere watermelkzwam), status: matig algemeen
- Lactarius sphagneti (Veenmosmelkzwam), status: niet bekend
- Lactarius subdulcis (Bitterzoete melkzwam), status: algemeen
- Lactarius subumbonatus (Lichte watermelkzwam), status: vrij zeldzaam
- Lactarius tabidus (Rimpelende melkzwam), status: zeer algemeen
- Lactarius torminosus (Baardige melkzwam), status: vrij algemeen
- Lactarius trivialis (Forse melkzwam), status: vrij zeldzaam
- Lactarius uvidus (Violetvlekkende melkzwam), status: zeer zeldzaam
- Lactarius vietus (Roodgrijze melkzwam), status: vrij algemeen
- Lactarius violascens (Sombere violetmelkzwam), status: niet bekend
- Lactarius zonarius (Fijngegordelde melkzwam), status: matig algemeen
- Lactifluus glaucescens (Groenvlekkende melkzwam), status: uiterst zeldzaam
- Lactifluus piperatus (Gepeperde melkzwam), status: zeldzaam
- Lactifluus vellereus (Schaapje), status: vrij algemeen
- Lactifluus volemus (Vissige melkzwam), status: uiterst zeldzaam
- Laetinaevia carneoflavida (Brandnetelsplijtbekertje), status: zeldzaam
- Laetinaevia erythrostigma (Monnikskapsplijtbekertje), status: uiterst zeldzaam
- Laetinaevia pustulata (Eikenbladsplijtbekertje), status: uiterst zeldzaam
- Laetiporus sulphureus (Zwavelzwam), status: zeer algemeen
- Laetisaria fuciformis (Warrige graskorstzwam), status: zeer zeldzaam
- Lambertella tetrica (Klimopkelkje), status: niet bekend
- Lamproderma arcyrioides (Purper parelmoerkopje), status: zeldzaam
- Lamproderma collinsii (Dof parelmoerkopje), status: niet bekend
- Lamproderma columbinum (Groot parelmoerkopje), status: niet bekend
- Lamproderma gulielmae (Bruingevlekt parelmoerkopje), status: uiterst zeldzaam
- Lamproderma scintillans (Witkruinparelmoerkopje), status: vrij zeldzaam
- Lamprospora arvensis (Maansporig mosschijfje), status: uiterst zeldzaam
- Lamprospora campylopodis (Kronkelsteeltjesschijfje), status: niet bekend
- Lamprospora carbonicola (Krulmosschijfje), status: vrij zeldzaam
- Lamprospora dicranellae (Pluisjesmosschijfje), status: uiterst zeldzaam
- Lamprospora dictydiola (Muursterretjesmosschijfje), status: uiterst zeldzaam
- Lamprospora faroensis (Richelsporig mosschijfje), status: uiterst zeldzaam
- Lamprospora hanffii (Donkerrood mosschijfje), status: niet bekend
- Lamprospora maireana (Rastersporig mosschijfje), status: uiterst zeldzaam
- Lamprospora miniata (Netsporig mosschijfje), status: vrij zeldzaam
- Lamprospora retinosa (Honingraatmosschijfje), status: zeldzaam
- Lamprospora retispora (Mazenmosschijfje), status: zeldzaam
- Lamprospora seaveri (Purpersteelmosschijfje), status: vrij zeldzaam
- Lamprospora tortulae-ruralis (Duinsterretjesmosschijfje), status: zeer zeldzaam
- Lamprospora tuberculata (Bultsporig mosschijfje), status: uiterst zeldzaam
- Lamprospora tuberculatella, status: niet bekend
- Lamprospora wrightii (Pluisdraadmosschijfje), status: vrij zeldzaam
- Lanzia vacini (Bosstromakelkje), status: uiterst zeldzaam
- Lasiobelonium belanense (Geleedsporig franjekelkje), status: niet bekend
- Lasiobelonium corticale (Schorsfranjekelkje), status: vrij zeldzaam
- Lasiobelonium variegatum (Witbruin franjekelkje), status: zeer zeldzaam
- Lasiobolus cuniculi, status: uiterst zeldzaam
- Lasiobolus papillatus (Dwergborstelbekertje), status: vrij algemeen
- Lasiobolus ruber, status: uiterst zeldzaam
- Lasiosphaeria ovina (Eivormig ruigkogeltje), status: algemeen
- Lasiosphaeria phyllophila (Stralend ruigkogeltje), status: zeer zeldzaam
- Lasiosphaeris hirsuta (Harig ruigkogeltje), status: matig algemeen
- Lasiosphaeris hispida (Echt ruigkogeltje), status: uiterst zeldzaam
- Laxitextum bicolor (Tweekleurige korstzwam), status: vrij zeldzaam
- Lecanidion atratum (Foprouwschoteltje), status: matig algemeen
- Leccinum albostipitatum (Oranje populierboleet), status: niet bekend
- Leccinum aurantiacum (Rosse populierboleet), status: vrij algemeen
- Leccinum crocipodium (Gelige ruigsteelboleet), status: uiterst zeldzaam
- Leccinum cyaneobasileucum (Bruingrijze berkenboleet), status: vrij algemeen
- Leccinum duriusculum (Harde populierboleet), status: vrij algemeen
- Leccinum melaneum (Zwarte berkenboleet), status: matig algemeen
- Leccinum niveum (Witte berkenboleet), status: matig algemeen
- Leccinum olivaceosum (Olijfgetinte berkenboleet), status: niet bekend
- Leccinum pseudoscabrum (Haagbeukboleet), status: vrij zeldzaam
- Leccinum quercinum (Eikenboleet), status: vrij algemeen
- Leccinum roseotinctum (Bleke berkenboleet), status: niet bekend
- Leccinum scabrum (Gewone berkenboleet), status: algemeen
- Leccinum schistophilum (Kleine berkenboleet), status: zeldzaam
- Leccinum variicolor (Bonte berkenboleet), status: algemeen
- Leccinum versipelle (Oranje berkenboleet), status: matig algemeen
- Lemalis aurea (Gouden dwaalschijfje), status: niet bekend
- Lentinellus auricula (Witte zaagplaat), status: niet bekend
- Lentinellus cochleatus (Bruine anijszwam), status: vrij algemeen
- Lentinellus flabelliformis (Trechterzaagplaat), status: uiterst zeldzaam
- Lentinellus ursinus (Fluweelzaagplaat), status: uiterst zeldzaam
- Lentinellus vulpinus (Bundelzaagplaat), status: niet bekend
- Lentinula edodes (Shiitake), status: zeer zeldzaam
- Lentinus strigosus (Ruige taaiplaat), status: uiterst zeldzaam
- Lentinus tigrinus (Tijgertaaiplaat), status: vrij algemeen
- Lentomitella cirrhosa (Ampulhoutmoffelzwam), status: zeldzaam
- Lenzites betulinus (Fopelfenbankje), status: algemeen
- Lenzites warnieri (Vorkplaathoutzwam), status: uiterst zeldzaam
- Leocarpus fragilis (Glanzend druivenpitje), status: matig algemeen
- Leotia lubrica (Groene glibberzwam), status: algemeen
- Lepidoderma tigrinum (Prachtsneeuwvlokje), status: zeer zeldzaam
- Lepidoderma trevelyanii (Kelkvormig kalkschaaltje), status: niet bekend
- Lepidomyces subcalceus (Ruwharige wasvlek), status: niet bekend
- Lepiota aspera (Spitsschubbige parasolzwam), status: vrij algemeen
- Lepiota boertmannii (Buitenbeenstekelparasolzwam), status: uiterst zeldzaam
- Lepiota boudieri (Oranjebruine parasolzwam), status: vrij algemeen
- Lepiota brunneoincarnata (Gegordelde parasolzwam), status: matig algemeen
- Lepiota brunneolilacea (Zandparasolzwam), status: uiterst zeldzaam
- Lepiota calcicola (Kalkstekelparasolzwam), status: zeer zeldzaam
- Lepiota carinii (Bruingele stekelparasolzwam), status: vrij zeldzaam
- Lepiota castanea (Kastanjeparasolzwam), status: vrij algemeen
- Lepiota cingulum (Gordelsteelparasolzwam), status: zeldzaam
- Lepiota clypeolaria (Bosparasolzwam), status: vrij zeldzaam
- Lepiota cortinarius (Gordijnparasolzwam), status: vrij zeldzaam
- Lepiota cristata (Stinkparasolzwam), status: zeer algemeen
- Lepiota cristatoides (Valse stinkparasolzwam), status: uiterst zeldzaam
- Lepiota echinacea (Fijnschubbige parasolzwam), status: matig algemeen
- Lepiota echinella (Piekhaarparasolzwam), status: vrij zeldzaam
- Lepiota efibulis (Kasstekelparasolzwam), status: niet bekend
- Lepiota erminea (Duinparasolzwam), status: vrij algemeen
- Lepiota felina (Panterparasolzwam), status: vrij zeldzaam
- Lepiota forquignonii (Olijfparasolzwam), status: zeer zeldzaam
- Lepiota fuscovinacea (Purperbruine parasolzwam), status: vrij zeldzaam
- Lepiota grangei (Groenschubbige parasolzwam), status: vrij zeldzaam
- Lepiota griseovirens (Grijsgroene parasolzwam), status: matig algemeen
- Lepiota hymenoderma (Ringloze stinkparasolzwam), status: zeldzaam
- Lepiota ignicolor (Vuurparasolzwam), status: zeldzaam
- Lepiota jacobi (Wollige stekelparasolzwam), status: matig algemeen
- Lepiota lilacea (Lila parasolzwam), status: zeldzaam
- Lepiota magnispora (Geelbruine wolsteelparasolzwam), status: matig algemeen
- Lepiota ochraceofulva (Okerbruine parasolzwam), status: zeldzaam
- Lepiota oreadiformis (Gladde wolsteelparasolzwam), status: matig algemeen
- Lepiota parvannulata (Witte dwergparasolzwam), status: uiterst zeldzaam
- Lepiota perplexa (Egelparasolzwam), status: vrij zeldzaam
- Lepiota pilodes (Valse viltparasolzwam), status: zeldzaam
- Lepiota poliochloodes (Grauwgroene parasolzwam), status: uiterst zeldzaam
- Lepiota pseudoasperula (Kleine stekelparasolzwam), status: zeldzaam
- Lepiota pseudolilacea (Valse lila parasolzwam), status: vrij zeldzaam
- Lepiota pyrochroa (Oranje parasolzwam), status: uiterst zeldzaam
- Lepiota rubella (Rode dwergparasolzwam), status: zeldzaam
- Lepiota rufipes (Kale parasolzwam), status: zeldzaam
- Lepiota subalba (Bleke parasolzwam), status: matig algemeen
- Lepiota subgracilis (Slanke wolsteelparasolzwam), status: zeer zeldzaam
- Lepiota subincarnata (Vaalroze parasolzwam), status: vrij algemeen
- Lepiota tomentella (Viltparasolzwam), status: zeldzaam
- Lepiota xanthophylla (Geelplaatparasolzwam), status: zeer zeldzaam
- Lepista flaccida (Roodbruine schijnridderzwam), status: zeer algemeen
- Lepista irina (Geurige schijnridderzwam), status: matig algemeen
- Lepista martiorum (Blozende schijnridderzwam), status: niet bekend
- Lepista nuda (Paarse schijnridderzwam), status: zeer algemeen
- Lepista ovispora (Bundelschijnridderzwam), status: vrij zeldzaam
- Lepista panaeolus (Vale schijnridderzwam), status: matig algemeen
- Lepista rickenii (Gemarmerde schijnridderzwam), status: zeldzaam
- Lepista saeva (Paarssteelschijnridderzwam), status: vrij algemeen
- Lepista sordida (Vaalpaarse schijnridderzwam), status: algemeen
- Lepista tomentosa (Wollige schijnridderzwam), status: uiterst zeldzaam
- Lepteutypa hederae (Klimopschoorsteentje), status: uiterst zeldzaam
- Leptocorticium utribasidiatum (Urncellig slankhaarkorstje), status: uiterst zeldzaam
- Leptoporus mollis (Zachte kaaszwam), status: uiterst zeldzaam
- Leptosphaeria acuta (Brandnetelvulkaantje), status: algemeen
- Leptosphaeria agnita (Koninginnenkruidvulkaantje), status: vrij zeldzaam
- Leptosphaeria asparagi (Aspergevulkaantje), status: uiterst zeldzaam
- Leptosphaeria calvescens (Kruidenmuurspoorbolletje), status: uiterst zeldzaam
- Leptosphaeria coniothyrium (Braamvulkaantje), status: zeldzaam
- Leptosphaeria culmifraga (Pluizig vulkaantje), status: zeer zeldzaam
- Leptosphaeria derasa (Jacobskruiskruidvulkaantje), status: zeer zeldzaam
- Leptosphaeria doliolum (Kruidenvulkaantje), status: vrij algemeen
- Leptosphaeria galiorum (Grootsporig kleefkruidvulkaantje), status: zeer zeldzaam
- Leptosphaeria macrospora (Breedsporig composietvulkaantje), status: uiterst zeldzaam
- Leptosphaeria maculans (Zwartvlekkig vulkaantje), status: vrij zeldzaam
- Leptosphaeria ogilviensis (Composietvulkaantje), status: zeldzaam
- Leptosphaeria planiuscula (Guldenroedevulkaantje), status: uiterst zeldzaam
- Leptosphaeria praetermissa (Frambozenvulkaantje), status: uiterst zeldzaam
- Leptosphaeria purpurea (Purpervlekkig vulkaantje), status: vrij zeldzaam
- Leptosphaeria rivularis (Vaag vulkaantje), status: uiterst zeldzaam
- Leptosphaeria rubicunda (Naaldsporig vulkaantje), status: zeer zeldzaam
- Leptosphaeria rusci (Ruscusvulkaantje), status: uiterst zeldzaam
- Leptosphaeria salicaria (Kattenstaartvulkaantje), status: uiterst zeldzaam
- Leptosphaeria scitula (Kleefkruidvulkaantje), status: zeer zeldzaam
- Leptosphaeria trifolii (Klavervulkaantje), status: uiterst zeldzaam
- Leptosphaerulina australis (Verzonken muurspoorbolletje), status: niet bekend
- Leptospora rubella (Purperrood inktpuntje), status: matig algemeen
- Leptosporomyces fuscostratus (Bruinwit matje), status: niet bekend
- Leptosporomyces galzinii (Groenig dwergvliesje), status: vrij zeldzaam
- Leptosporomyces montanus (Grootsporig dwergvliesje), status: uiterst zeldzaam
- Leptosporomyces mutabilis (Vergelende vlieszwam), status: vrij zeldzaam
- Leptosporomyces raunkiaeri (Langsporig dwergvliesje), status: zeer zeldzaam
- Leptosporomyces septentrionalis (Noordelijk dwergvliesje), status: uiterst zeldzaam
- Leptotrochila cerastiorum (Hoornbloembladschijfje), status: uiterst zeldzaam
- Leptotrochila porri (Preibladschijfje), status: niet bekend
- Leptotrochila ranunculi (Boterbloemschijfje), status: uiterst zeldzaam
- Leratiomyces ceres (Oranjerode stropharia), status: algemeen
- Leratiomyces laetissimus (Oranjegeel kaalkopje), status: vrij zeldzaam
- Leratiomyces percevalii (Houtsnipperstropharia), status: matig algemeen
- Leratiomyces squamosus (Geschubde stropharia), status: matig algemeen
- Letendraea helminthicola (Parasietbleekhoofdje), status: uiterst zeldzaam
- Leucoagaricus americanus (Gebundelde champignonparasol), status: zeer zeldzaam
- Leucoagaricus badhamii (Bloedende champignonparasol), status: vrij zeldzaam
- Leucoagaricus barssii (Wortelende champignonparasol), status: zeldzaam
- Leucoagaricus croceovelutinus (Verkleurende champignonparasol), status: zeer zeldzaam
- Leucoagaricus crystallifer (Kristalchampignonparasol), status: uiterst zeldzaam
- Leucoagaricus gauguei (Lilavezelige champignonparasol), status: zeer zeldzaam
- Leucoagaricus georginae (Glinsterende champignonparasol), status: matig algemeen
- Leucoagaricus ionidicolor (Violette champignonparasol), status: niet bekend
- Leucoagaricus leucothites (Blanke champignonparasol), status: algemeen
- Leucoagaricus marriagei (Gespikkelde champignonparasol), status: zeer zeldzaam
- Leucoagaricus melanotrichus (Elegante champignonparasol), status: vrij zeldzaam
- Leucoagaricus meleagris (Compostchampignonparasol), status: zeer zeldzaam
- Leucoagaricus menieri (Zandchampignonparasol), status: zeer zeldzaam
- Leucoagaricus nympharum (Witschubbige parasolzwam), status: zeer zeldzaam
- Leucoagaricus pilatianus (Blozende champignonparasol), status: uiterst zeldzaam
- Leucoagaricus purpureolilacinus (Purperen champignonparasol), status: zeer zeldzaam
- Leucoagaricus serenus (Witte champignonparasol), status: matig algemeen
- Leucoagaricus sericifer (Zijdechampignonparasol), status: vrij zeldzaam
- Leucoagaricus sublittoralis (Duinboschampignonparasol), status: vrij zeldzaam
- Leucoagaricus tener (Tere champignonparasol), status: zeldzaam
- Leucoagaricus wichanskyi (Knolchampignonparasol), status: zeer zeldzaam
- Leucocoprinus birnbaumii (Goudgele plooiparasol), status: vrij zeldzaam
- Leucocoprinus brebissonii (Spikkelplooiparasol), status: algemeen
- Leucocoprinus cepistipes (Dikvoetplooiparasol), status: zeldzaam
- Leucocoprinus cretaceus (Krijtwitte plooiparasol), status: zeldzaam
- Leucocoprinus cygneus (Gladde plooiparasol), status: uiterst zeldzaam
- Leucocoprinus heinemannii (Kleine plooiparasol), status: uiterst zeldzaam
- Leucocoprinus ianthinus (Lilakorrelige plooiparasol), status: zeldzaam
- Leucocoprinus magnusianus (Variabele plooiparasol), status: niet bekend
- Leucocoprinus straminellus (Zwavelgele plooiparasol), status: zeldzaam
- Leucogyrophana mollusca (Knolletjesplooivlies), status: uiterst zeldzaam
- Leucogyrophana olivascens (Olijfkleurig plooivlies), status: niet bekend
- Leucogyrophana pinastri (Getand plooivlies), status: uiterst zeldzaam
- Leucogyrophana romellii (Weke aderzwam), status: matig algemeen
- Leucogyrophana sororia (Grillig plooivlies), status: uiterst zeldzaam
- Leucopaxillus cutefractus (Roomkleurige dikhoed), status: zeer zeldzaam
- Leucopaxillus giganteus (Reuzendikhoed), status: zeldzaam
- Leucoscypha leucotricha (Wit viltkogeltje), status: matig algemeen
- Leucoscypha patavina (Bruin viltkogeltje), status: zeldzaam
- Leucostoma cinctum (Kersennestbolletje), status: niet bekend
- Leucostoma curreyi (Lorkennestbolletje), status: uiterst zeldzaam
- Leucostoma persoonii (Lijsterbesnestbolletje), status: uiterst zeldzaam
- Leucostoma translucens (Doorschijnend nestbolletje), status: niet bekend
- Lewia infectoria (Gewoon muurspoorbolletje), status: uiterst zeldzaam
- Lewia scrophulariae (Krulharig muurspoorbolletje), status: vrij zeldzaam
- Licea belmontiana (Dwergsporendoosje), status: niet bekend
- Licea biforis (Afgeplat sporendoosje), status: uiterst zeldzaam
- Licea bryophila (Zilverkleurig sporendoosje), status: uiterst zeldzaam
- Licea castanea (Kastanjebruin sporendoosje), status: uiterst zeldzaam
- Licea chelonoides (Grootsporig sporendoosje), status: niet bekend
- Licea eleanorae (Kristalsporendoosje), status: uiterst zeldzaam
- Licea floriformis (Kortstelig sporendoosje), status: zeer zeldzaam
- Licea kleistobolus (Zilveren sporendoosje), status: uiterst zeldzaam
- Licea marginata (Rouwrandsporendoosje), status: uiterst zeldzaam
- Licea minima (Roestsporig sporendoosje), status: zeer zeldzaam
- Licea operculata (Gesteeld sporendoosje), status: uiterst zeldzaam
- Licea parasitica (Parasietsporendoosje), status: uiterst zeldzaam
- Licea pedicellata (Diksteelsporendoosje), status: uiterst zeldzaam
- Licea pusilla (Zwartbruin sporendoosje), status: zeer zeldzaam
- Licea pygmaea (Klein sporendoosje), status: uiterst zeldzaam
- Licea sambucina (Algensporendoosje), status: uiterst zeldzaam
- Licea scyphoides (Evenaarsporendoosje), status: uiterst zeldzaam
- Licea testudinacea (Ritssporendoosje), status: uiterst zeldzaam
- Licea variabilis (Groot sporendoosje), status: zeldzaam
- Lichenomphalia hudsoniana (Paarssteelveentrechtertje), status: uiterst zeldzaam
- Lichenomphalia umbellifera (Gewoon veentrechtertje), status: vrij zeldzaam
- Lichenomphalia velutina (Grauw veentrechtertje), status: uiterst zeldzaam
- Lichenopeltella alpestris (Grassenrotondezwammetje), status: uiterst zeldzaam
- Lichenopeltella pinophylla (Dennenrotondezwammetje), status: uiterst zeldzaam
- Lichenopeltella salicis (Wilgenrotondezwammetje), status: uiterst zeldzaam
- Limacella delicata (Tengere kleefparasol), status: zeer zeldzaam
- Limacella glioderma (Oranjebruine kleefparasol), status: zeldzaam
- Limacella guttata (Grote kleefparasol), status: zeldzaam
- Limacella illinita (Witte kleefparasol), status: niet bekend
- Limacella ochraceolutea (Gele kleefparasol), status: zeldzaam
- Limacella vinosorubescens (Wijnrode kleefparasol), status: zeer zeldzaam
- Limonomyces roseipellis (Roze graskorstje), status: niet bekend
- Lindbladia tubulina (Geelbruin neplantaarntje), status: zeldzaam
- Lindtneria flava (Kleine vleugelspoorkorstzwam), status: niet bekend
- Lindtneria leucobryophila (Viltige vleugelspoorkorstzwam), status: uiterst zeldzaam
- Lindtneria panphyliensis (Getande vleugelspoorkorstzwam), status: zeer zeldzaam
- Lindtneria trachyspora (Grote vleugelspoorkorstzwam), status: uiterst zeldzaam
- Linospora capreae (Wilgenbladsnavelbolletje), status: niet bekend
- Listerella paradoxa (Cladoniakralensnoerdoosje), status: niet bekend
- Litschauerella clematitis (Bosrankkorstje), status: uiterst zeldzaam
- Lopharia cinerascens (Zuidelijke korstzwam), status: niet bekend
- Lophiostoma angustilabrum (Brandnetelknapzakje), status: zeer zeldzaam
- Lophiostoma aquaticum (Vochtminnend knapzakje), status: uiterst zeldzaam
- Lophiostoma arundinaceum (Rietstippelkogeltje), status: matig algemeen
- Lophiostoma arundinis (Grootsporig rietknapzakje), status: vrij zeldzaam
- Lophiostoma caulium (Veranderlijk knapzakje), status: zeer zeldzaam
- Lophiostoma compressum (Muurspoorknapzakje), status: uiterst zeldzaam
- Lophiostoma corticola (Schorsstippelkogeltje), status: uiterst zeldzaam
- Lophiostoma fuckelii (Bramenknapzakje), status: vrij zeldzaam
- Lophiostoma macrostomum (Ruim knapzakje), status: vrij zeldzaam
- Lophiostoma myriocarpum (Clusterknapzakje), status: zeer zeldzaam
- Lophiostoma origani (Kruidenknapzakje), status: vrij zeldzaam
- Lophiostoma semiliberum (Rietknapzakje), status: matig algemeen
- Lophiostoma vagabundum (Zwerversknapzakje), status: zeldzaam
- Lophiotrema culmifragum (Halmknapzakje), status: uiterst zeldzaam
- Lophiotrema curreyi (Frambozenknapzakje), status: uiterst zeldzaam
- Lophiotrema nucula (Loofhoutknapzakje), status: zeldzaam
- Lophiotrema rubi (Bramenstippelkogeltje), status: zeer zeldzaam
- Lophium mytilinum (Grote kokkelzwam), status: zeer zeldzaam
- Lophodermium arundinaceum (Rietspleetlip), status: matig algemeen
- Lophodermium caricinum (Zeggespleetlip), status: uiterst zeldzaam
- Lophodermium conigenum (Kegelspleetlip), status: zeldzaam
- Lophodermium gramineum (Grasspleetlip), status: zeldzaam
- Lophodermium juniperinum (Jenerverbesspleetlip), status: uiterst zeldzaam
- Lophodermium maculare (Bosbesspleetlip), status: uiterst zeldzaam
- Lophodermium petiolicola (Eikenbladspleetlip), status: zeldzaam
- Lophodermium piceae (Sparrenspleetlip), status: uiterst zeldzaam
- Lophodermium pinastri (Dennennaaldspleetlip), status: matig algemeen
- Lophodermium pini-excelsae (Grijze spleetlip), status: zeer zeldzaam
- Lophodermium seditiosum (Dennentakspleetlip), status: zeldzaam
- Lophodermium typhinum (Lisdoddespleetlip), status: zeer zeldzaam
- Lophotrichus bartlettii (Langharig mestvulkaantje), status: uiterst zeldzaam
- Loreleia marchantiae (Levermostrechtertje), status: matig algemeen
- Loreleia postii (Oranjerood trechtertje), status: matig algemeen
- Loweomyces wynneae (Stinkende kaaszwam), status: zeldzaam
- Lycogala confusum (Gekamerde boomwrat), status: uiterst zeldzaam
- Lycogala conicum (Dwergboomwrat), status: zeldzaam
- Lycogala epidendrum (Gewone boomwrat), status: zeer algemeen
- Lycogala exiguum (Kleine boomwrat), status: zeer zeldzaam
- Lycogala flavofuscum (Reuzenboomwrat), status: uiterst zeldzaam
- Lycoperdon echinatum (Stekelige stuifzwam), status: zeldzaam
- Lycoperdon ericaeum (Dopheistuifzwam), status: uiterst zeldzaam
- Lycoperdon lividum (Melige stuifzwam), status: algemeen
- Lycoperdon mammaeforme (Vlokkige stuifzwam), status: uiterst zeldzaam
- Lycoperdon marginatum (Viltige stuifzwam), status: niet bekend
- Lycoperdon molle (Zachtstekelige stuifzwam), status: vrij algemeen
- Lycoperdon nigrescens (Zwartwordende stuifzwam), status: algemeen
- Lycoperdon perlatum (Parelstuifzwam), status: zeer algemeen
- Lycoperdon pyriforme (Peervormige stuifzwam), status: algemeen
- Lycoperdon umbrinum (Donkerbruine stuifzwam), status: vrij zeldzaam
- Lyophyllum ambustum (Knobbelsporig pekzwammetje), status: matig algemeen
- Lyophyllum anthracophilum (Rondsporig pekzwammetje), status: matig algemeen
- Lyophyllum atratum (Gladsporig pekzwammetje), status: matig algemeen
- Lyophyllum baeospermum (Stijve grauwkop), status: zeldzaam
- Lyophyllum boudieri (Vloksteelgrauwkop), status: zeer zeldzaam
- Lyophyllum caerulescens (Blauwverkleurende rouwridderzwam), status: uiterst zeldzaam
- Lyophyllum cessans (Plathoedgrauwkop), status: niet bekend
- Lyophyllum cinerascens (Sombere bundelridderzwam), status: vrij zeldzaam
- Lyophyllum confusum (Bruine grauwkop), status: vrij zeldzaam
- Lyophyllum coracinum (Sombere grauwkop), status: uiterst zeldzaam
- Lyophyllum decastes (Bruine bundelridderzwam), status: algemeen
- Lyophyllum deliberatum (Taaie rouwridderzwam), status: zeer zeldzaam
- Lyophyllum fumosum (Bruinplaatbundelridderzwam), status: matig algemeen
- Lyophyllum fusisporum (Grootsporige grauwkop), status: niet bekend
- Lyophyllum gangraenosum (Blauwvlekkende rouwridderzwam), status: matig algemeen
- Lyophyllum graminicola (Graslandgrauwkop), status: uiterst zeldzaam
- Lyophyllum inolens (Gebochelde grauwkop), status: niet bekend
- Lyophyllum konradianum (Berijpte rouwridderzwam), status: niet bekend
- Lyophyllum mephiticum (Kleinsporige grauwkop), status: zeer zeldzaam
- Lyophyllum oldae (Zwartwordende grauwkop), status: zeer zeldzaam
- Lyophyllum osmophorum (Geurende grauwkop), status: uiterst zeldzaam
- Lyophyllum ozes (Zijdesteelgrauwkop), status: zeldzaam
- Lyophyllum paelochroum (Leemkleurige rouwridderzwam), status: uiterst zeldzaam
- Lyophyllum palustre (Veenmosgrauwkop), status: vrij algemeen
- Lyophyllum platypus (Late grauwkop), status: uiterst zeldzaam
- Lyophyllum putidum (Riddergrauwkop), status: niet bekend
- Lyophyllum rancidum (Wortelende grauwkop), status: zeldzaam
- Lyophyllum semitale (Zwartvlekkende rouwridderzwam), status: zeldzaam
- Lyophyllum striipileum (Streephoedgrauwkop), status: vrij zeldzaam
- Lyophyllum tenebrosum (Glanzende rouwridderzwam), status: niet bekend
- Lyophyllum tomentellum (Harige grauwkop), status: zeldzaam
- Lyophyllum tylicolor (Kleine grauwkop), status: algemeen
- Lysurus cruciatus (Sterkopstinkzwam), status: niet bekend

## M
- Macbrideola cornea (Dwergholsteeltje), status: niet bekend
- Macbrideola reticulospora (Ovaal holsteeltje), status: uiterst zeldzaam
- Macrocystidia cucumis (Levertraanzwam), status: vrij algemeen
- Macrolepiota excoriata (Rafelige parasolzwam), status: matig algemeen
- Macrolepiota fuliginosa (Grijsbruine parasolzwam), status: zeldzaam
- Macrolepiota mastoidea (Tepelparasolzwam), status: matig algemeen
- Macrolepiota procera (Grote parasolzwam), status: algemeen
- Macrotyphula fistulosa (Pijpknotszwam), status: zeer algemeen
- Macrotyphula juncea (Draadknotszwam), status: algemeen
- Maireina afibulata (Gesploos hangkommetje), status: niet bekend
- Maireina ferruginea (Roestig hangkommetje), status: niet bekend
- Marasmiellus candidus (Wit ruitertje), status: zeldzaam
- Marasmiellus lateralis (Schelpjesruitertje), status: niet bekend
- Marasmiellus pachycraspedum (Dikrandruitertje), status: uiterst zeldzaam
- Marasmiellus ramealis (Takruitertje), status: algemeen
- Marasmiellus trabutii (Zeerusruitertje), status: zeer zeldzaam
- Marasmiellus tricolor (Driekleurig ruitertje), status: vrij zeldzaam
- Marasmiellus vaillantii (Halmruitertje), status: zeer algemeen
- Marasmius anomalus (Duintaailing), status: matig algemeen
- Marasmius bulliardii (Dwergwieltje), status: vrij algemeen
- Marasmius cohaerens (Hoornsteeltaailing), status: vrij algemeen
- Marasmius curreyi (Oranje grastaailing), status: algemeen
- Marasmius epiphylloides (Klimoptaailing), status: vrij algemeen
- Marasmius epiphyllus (Witte taailing), status: vrij algemeen
- Marasmius hudsonii (Hulsttaailing), status: niet bekend
- Marasmius limosus (Rietwieltje), status: algemeen
- Marasmius minutus (Populierentaailing), status: matig algemeen
- Marasmius oreades (Weidekringzwam), status: zeer algemeen
- Marasmius rotula (Wieltje), status: zeer algemeen
- Marasmius setosus (Tengere beukentaailing), status: algemeen
- Marasmius torquescens (Behaarde roodsteeltaailing), status: matig algemeen
- Marasmius wynneae (Beukentaailing), status: vrij zeldzaam
- Marcelleina persoonii (Ruwsporig viooltjesschijfje), status: zeer zeldzaam
- Marthamyces phacidioides (Grijswit houtschijfje), status: vrij zeldzaam
- Massaria inquinans (Esdoornjoekelspoorzwam), status: uiterst zeldzaam
- Massaria zanthoxyli (Kleine joekelspoorzwam), status: uiterst zeldzaam
- Massarina eburnea (Beukenstippelkogeltje), status: uiterst zeldzaam
- Massariosphaeria typhicola (Moerasvulkaantje), status: uiterst zeldzaam
- Megacollybia platyphylla (Breedplaatstreephoed), status: zeer algemeen
- Megalocystidium leucoxanthum (Grootsporige melkkorstzwam), status: zeldzaam
- Megalocystidium luridum (Dunne melkkorstzwam), status: zeldzaam
- Melampsora allii-fragilis (Look-wilgenroest), status: niet bekend
- Melampsora amygdalinae (Amandelwilgroest), status: niet bekend
- Melampsora caprearum (Lariks-wilgenroest), status: niet bekend
- Melampsora epitea (Waardrijke wilgenroest), status: niet bekend
- Melampsora euphorbiae (Wolfsmelkroest), status: niet bekend
- Melampsora hypericorum (Hertshooiroest), status: niet bekend
- Melampsora larici-populina (Lariks-populierenroest), status: niet bekend
- Melampsora laricis-pentandrae (Kraakwilgroest), status: niet bekend
- Melampsora lini (Vlasroest), status: niet bekend
- Melampsora populnea (Veelzijdige populierenroest), status: niet bekend
- Melampsora ribesii-viminalis (Ribes-katwilgroest), status: niet bekend
- Melampsora salicis-albae (Daslook-schietwilgroest), status: niet bekend
- Melampsorella caryophyllacearum (Zilverspar-hoornbloemroest), status: niet bekend
- Melampsorella symphyti (Smeerwortelroest), status: niet bekend
- Melampsoridium betulinum (Berk-en-elsroest), status: niet bekend
- Melampsoridium hiratsukanum (Elsroest), status: niet bekend
- Melanconis flavovirens (Geelgroen rijszwammetje), status: uiterst zeldzaam
- Melanconis modonia (Kastanjerijszwammetje), status: uiterst zeldzaam
- Melanconis ribis (Ribesrijszwammetje), status: uiterst zeldzaam
- Melanogaster ambiguus (Gewone inkttruffel), status: vrij zeldzaam
- Melanogaster broomeanus (Welriekende inkttruffel), status: zeldzaam
- Melanogaster intermedius (Rossige inkttruffel), status: uiterst zeldzaam
- Melanogaster tuberiformis (Roodbruine inkttruffel), status: uiterst zeldzaam
- Melanoleuca atripes (Donkere veldridderzwam), status: zeer zeldzaam
- Melanoleuca brevipes (Kortstelige veldridderzwam), status: vrij algemeen
- Melanoleuca cinereifolia (Duinveldridderzwam), status: matig algemeen
- Melanoleuca cognata (Okerkleurige veldridderzwam), status: vrij algemeen
- Melanoleuca exscissa (Grijze veldridderzwam), status: vrij algemeen
- Melanoleuca friesii (Witplaatveldridderzwam), status: vrij zeldzaam
- Melanoleuca grammopodia (Streepsteelveldridderzwam), status: matig algemeen
- Melanoleuca melaleuca sensu Kühner (Kale veldridderzwam), status: matig algemeen
- Melanoleuca nivea (Witte veldridderzwam), status: zeldzaam
- Melanoleuca polioleuca (Zwartwitte veldridderzwam), status: zeer algemeen
- Melanoleuca politoinaequalipes (Olijfbruine veldridderzwam), status: zeldzaam
- Melanoleuca rasilis (Tengere veldridderzwam), status: matig algemeen
- Melanoleuca strictipes (Bleke veldridderzwam), status: zeldzaam
- Melanoleuca subpulverulenta (Berijpte veldridderzwam), status: uiterst zeldzaam
- Melanoleuca turrita (Bundelveldridderzwam), status: zeer zeldzaam
- Melanoleuca verrucipes (Spikkelsteelveldridderzwam), status: matig algemeen
- Melanomma fuscidulum (Rijzende kruitzwam), status: vrij zeldzaam
- Melanomma pulvis-pyrius (Zwarte kruitzwam), status: vrij algemeen
- Melanomma subdispersum (Berkenkruitzwam), status: uiterst zeldzaam
- Melanophyllum eyrei (Groenplaatzwammetje), status: uiterst zeldzaam
- Melanophyllum haematospermum (Verkleurzwammetje), status: vrij algemeen
- Melanopsamma pomiformis (Collapsstekelbolletje), status: zeer zeldzaam
- Melanopsammella vermicularioides (Gebroken tweespanzwam), status: niet bekend
- Melanospora brevirostris (Bekerpoliepzwammetje), status: niet bekend
- Melanospora fallax (Knolpoliepzwammetje), status: niet bekend
- Melanospora leucotricha (Bleek poliepzwammetje), status: uiterst zeldzaam
- Melanospora zobelii (Truffelpoliepzwammetje), status: niet bekend
- Melastiza chateri (Gewoon korthaarschijfje), status: vrij algemeen
- Melastiza cornubiensis (Groot korthaarschijfje), status: uiterst zeldzaam
- Melastiza flavorubens (Knobbelsporig korthaarschijfje), status: zeer zeldzaam
- Mellitiosporium pteridinum (Varenspleetschijfje), status: uiterst zeldzaam
- Melogramma campylosporum (Maansikkelsporig korstschijfje), status: zeldzaam
- Melomastia mastoidea (Loofhoutrijszwammetje), status: uiterst zeldzaam
- Mensularia hastifera (Korstweerschijnzwam), status: zeer zeldzaam
- Mensularia nodulosa (Beukenweerschijnzwam), status: matig algemeen
- Mensularia radiata (Elzenweerschijnzwam), status: zeer algemeen
- Meottomyces dissimulans (Donsvoetbundelzwam), status: vrij algemeen
- Meripilus giganteus (Reuzenzwam), status: zeer algemeen
- Merismodes anomala (Breedsporig hangkommetje), status: vrij algemeen
- Merismodes bresadolae (Rozebruin hangbekertje), status: zeer zeldzaam
- Merismodes confusa (Smalsporig hangkommetje), status: vrij algemeen
- Meruliopsis taxicola (Rode plakkaatzwam), status: matig algemeen
- Metameris osmundae (Koningsvarenspleetbolletje), status: uiterst zeldzaam
- Metasphaeria coccodes (Rietspleetbolletje), status: uiterst zeldzaam
- Metasphaeria rustica (Stengelspleetbolletje), status: uiterst zeldzaam
- Metatrichia floriformis (Donkerbruin kelkpluisje), status: vrij zeldzaam
- Metatrichia vesparia (Gebundeld kelkpluisje), status: zeldzaam
- Microglossum nudipes (Gladde groene aardtong), status: niet bekend
- Microglossum olivaceum (Olijfgroene aardtong), status: uiterst zeldzaam
- Microglossum viride (Groene aardtong), status: uiterst zeldzaam
- Micropeziza cornea (Getande mollisia), status: niet bekend
- Micropeziza karstenii (Schildmollisia), status: uiterst zeldzaam
- Micropodia arenula (Varenschijfje), status: uiterst zeldzaam
- Micropodia pteridina (Adelaarsschijfje), status: zeldzaam
- Microporus vernicipes (Kashoutzwam), status: niet bekend
- Microscypha ellisii (Zeggepuntschoteltje), status: uiterst zeldzaam
- Microscypha grisella (Varenpuntschoteltje), status: zeer zeldzaam
- Microstroma juglandis (Walnootbladgast), status: uiterst zeldzaam
- Microthyrium ciliatum (Hulstrotondezwammetje), status: zeer zeldzaam
- Microthyrium macrosporum (Buxusrotondezwammetje), status: uiterst zeldzaam
- Microthyrium microscopicum (Eikenrotondezwammetje), status: uiterst zeldzaam
- Microthyrium pinophyllum (Franjerotondezwammetje), status: uiterst zeldzaam
- Mitrophora semilibera (Kapjesmorielje), status: vrij algemeen
- Mitrula paludosa (Beekmijtertje), status: vrij zeldzaam
- Miyagia pseudosphaeria (Melkdistelroest), status: niet bekend
- Mniaecia jungermanniae (Blauw levermosschoteltje), status: zeldzaam
- Mollisia amenticola (Elzenpropmollisia), status: matig algemeen
- Mollisia aquosa (Stronkmollisia), status: zeer zeldzaam
- Mollisia caespiticia (Sombere mollisia), status: vrij zeldzaam
- Mollisia caricina (Kromsporige mollisia), status: uiterst zeldzaam
- Mollisia chionea (Witte zeggemollisia), status: uiterst zeldzaam
- Mollisia cinerea (Gedrongen mollisia), status: algemeen
- Mollisia cinerella (Dwergmollisia), status: vrij zeldzaam
- Mollisia cirsiicola (Verheven distelmollisia), status: zeer zeldzaam
- Mollisia clavata (Viltige mollisia), status: matig algemeen
- Mollisia coerulans (Koninginnenkruidmollisia), status: matig algemeen
- Mollisia dilutella, status: uiterst zeldzaam
- Mollisia discolor (Bleke mollisia), status: vrij algemeen
- Mollisia escharodes (Kruidenmollisia), status: zeldzaam
- Mollisia evilescens (Kleinsporige grasviltmollisia), status: uiterst zeldzaam
- Mollisia fusca (Grijze viltmollisia), status: vrij algemeen
- Mollisia humidicola (Zeggemollisia), status: zeer zeldzaam
- Mollisia hydrophila (Oeverviltmollisia), status: matig algemeen
- Mollisia juncina (Biezenmollisia), status: zeer zeldzaam
- Mollisia ligni (Witrandmollisia), status: vrij algemeen
- Mollisia lividofusca (Smoezelige viltmollisia), status: zeldzaam
- Mollisia luctuosa (LIesgrasmollisia), status: niet bekend
- Mollisia lycopi (Wolfspootmollisia), status: zeldzaam
- Mollisia melaleuca (Zwartwitte mollisia), status: vrij algemeen
- Mollisia palustris (Moerasmollisia), status: matig algemeen
- Mollisia perelegans (Bruinharige mollisia), status: zeer zeldzaam
- Mollisia phalaridis (Rietgrasmollisia), status: zeer zeldzaam
- Mollisia pilosa (Grootsporige zeggemollisia), status: zeldzaam
- Mollisia plantaginis (Weegbreeuitbreekkommetje), status: niet bekend
- Mollisia poaeoides (Beemdgrasmollisia), status: uiterst zeldzaam
- Mollisia polygoni (Duizendknoopmollisia), status: zeer zeldzaam
- Mollisia ramealis (Oranje mollisia), status: zeer zeldzaam
- Mollisia rosae (Rozenviltmollisia), status: zeldzaam
- Mollisia sarmentorum (Bramenmollisia), status: uiterst zeldzaam
- Mollisia spectabilis (Grootsporige eikenbladmollisia), status: uiterst zeldzaam
- Mollisia strobilicola (Kegelviltmollisia), status: zeer zeldzaam
- Mollisia stromaticola (Stromamollisia), status: uiterst zeldzaam
- Mollisia typhae (Donkere lisdoddemollisia), status: uiterst zeldzaam
- Mollisia ventosa (Geelgroene mollisia), status: matig algemeen
- Mollisina acerina (Esdoornglaskelkje), status: zeer zeldzaam
- Mollisina oedema (Roestglaskelkje), status: zeer zeldzaam
- Mollisina rubi (Bramenglaskelkje), status: zeer zeldzaam
- Mollisiopsis lanceolata (Spireamollisia), status: zeer zeldzaam
- Monascostroma innumerosum (Russenslijmspoorzwam), status: niet bekend
- Monilinia aucupariae (Lijsterbesrotkelkje), status: niet bekend
- Monilinia baccarum (Bosbesrotkelkje), status: niet bekend
- Monilinia corni (Kornoeljerotkelkje), status: niet bekend
- Monilinia fructicola (Perzikrotkelkje), status: uiterst zeldzaam
- Monilinia fructigena (Appelrotkelkje), status: zeer zeldzaam
- Monilinia johnsonii (Meidoornrotkelkje), status: vrij zeldzaam
- Monilinia laxa (Pruimenrotkelkje), status: niet bekend
- Monilinia mespili (Mispelrotkelkje), status: niet bekend
- Monilinia oxycocci (Veenbesrotkelkje), status: niet bekend
- Monilinia padi (Vogelkersrotkelkje), status: uiterst zeldzaam
- Morchella elata (Kegelmorielje), status: vrij zeldzaam
- Morchella esculenta (Gewone morielje), status: vrij algemeen
- Morchella vaporaria (Tuinmorielje), status: uiterst zeldzaam
- Mucilago crustacea (Groot kalkschuim), status: matig algemeen
- Mucronella calva (Witte dwergpegelzwam), status: matig algemeen
- Mucronella flava (Gele dwergpegelzwam), status: uiterst zeldzaam
- Mucronella styriaca (Spinnenwebdwergpegelzwam), status: uiterst zeldzaam
- Multiclavula vernalis (Lenteknotszwam), status: zeldzaam
- Murispora rubicunda (Bloedvlekmuurspoorbolletje), status: niet bekend
- Muscinupta laevis (Schijnmosoortje), status: zeldzaam
- Mutinus caninus (Kleine stinkzwam), status: algemeen
- Mutinus elegans (Spitse stinkzwam), status: zeer zeldzaam
- Mutinus ravenelii (Roze stinkzwam), status: vrij algemeen
- Mycena abramsii (Voorjaarsmycena), status: algemeen
- Mycena acicula (Oranje dwergmycena), status: zeer algemeen
- Mycena aciculata (Langhaarmycena), status: uiterst zeldzaam
- Mycena adonis (Adonismycena), status: vrij algemeen
- Mycena adscendens (Suikermycena), status: zeer algemeen
- Mycena aetites (Grijsbruine grasmycena), status: algemeen
- Mycena alba (Witte schorsmycena), status: zeer zeldzaam
- Mycena albidolilacea (Lila mycena), status: vrij zeldzaam
- Mycena alphitophora (Kasmycena), status: zeer zeldzaam
- Mycena amicta (Donzige mycena), status: algemeen
- Mycena arcangeliana (Bundelmycena), status: zeer algemeen
- Mycena aurantiomarginata (Goudrandmycena), status: zeldzaam
- Mycena belliae (Rietmycena), status: vrij zeldzaam
- Mycena bulbosa (Biezenmycena), status: vrij algemeen
- Mycena capillaripes (Stinkende roodsnedemycena), status: matig algemeen
- Mycena capillaris (Kleine beukenbladmycena), status: vrij algemeen
- Mycena cecidiophila (Knoppergalmycena), status: zeldzaam
- Mycena chlorantha (Groene mycena), status: vrij algemeen
- Mycena cinerella (Grijze mycena), status: algemeen
- Mycena citrinomarginata (Citroensnedemycena), status: vrij zeldzaam
- Mycena clavata (Bruinplaatmycena), status: niet bekend
- Mycena clavicularis (Palingsteelmycena), status: matig algemeen
- Mycena clavularis (Kleverige schorsmycena), status: matig algemeen
- Mycena concolor (Veenmosmycena), status: niet bekend
- Mycena corrugans (Gerimpelde mycena), status: uiterst zeldzaam
- Mycena crocata (Prachtmycena), status: zeldzaam
- Mycena cyanorhiza (Blauwvoetmycena), status: uiterst zeldzaam
- Mycena decora (Sierlijke mycena), status: niet bekend
- Mycena diosma (Donker elfenschermpje), status: vrij zeldzaam
- Mycena dura (Bruin elfenschermpje), status: niet bekend
- Mycena epipterygia (Graskleefsteelmycena), status: algemeen
- Mycena epipterygioides (Dennenkleefsteelmycena), status: vrij algemeen
- Mycena erminea (Witte chloormycena), status: zeer zeldzaam
- Mycena erubescens (Bittere mycena), status: vrij zeldzaam
- Mycena fagetorum (Beukenbladmycena), status: zeldzaam
- Mycena filopes (Draadsteelmycena), status: zeer algemeen
- Mycena flavescens (Geelsnedemycena), status: algemeen
- Mycena flavoalba (Bleekgele mycena), status: algemeen
- Mycena galericulata (Helmmycena), status: zeer algemeen
- Mycena galopus (Melksteelmycena), status: zeer algemeen
- Mycena haematopus (Grote bloedsteelmycena), status: zeer algemeen
- Mycena hiemalis (Stronkmycena), status: algemeen
- Mycena inclinata (Fraaisteelmycena), status: algemeen
- Mycena laevigata (Ivoormycena), status: zeer zeldzaam
- Mycena latifolia (Glanzende mycena), status: uiterst zeldzaam
- Mycena leptocephala (Stinkmycena), status: zeer algemeen
- Mycena leptophylla (Rozegele mycena), status: uiterst zeldzaam
- Mycena limonia (Citroengele mycena), status: niet bekend
- Mycena maculata (Gevlekte mycena), status: zeldzaam
- Mycena megaspora (Veenmycena), status: vrij algemeen
- Mycena meliigena (Lilabruine schorsmycena), status: zeldzaam
- Mycena metata (Dennenmycena), status: algemeen
- Mycena mirata (Gestreepte schorsmycena), status: vrij zeldzaam
- Mycena mitis (Blozende mycena), status: uiterst zeldzaam
- Mycena mucor (Pantoffelmycena), status: zeldzaam
- Mycena niveipes (Rivierbosmycena), status: vrij zeldzaam
- Mycena olida (Ranzige mycena), status: vrij zeldzaam
- Mycena olivaceomarginata (Bruinsnedemycena), status: zeer algemeen
- Mycena pearsoniana (Vals elfenschermpje), status: vrij algemeen
- Mycena pelianthina (Purpersnedemycena), status: vrij zeldzaam
- Mycena pelliculosa (Heidekleefsteelmycena), status: vrij algemeen
- Mycena picta (Tonnetjesmycena), status: zeldzaam
- Mycena pilosella (Schapenpootmycena), status: niet bekend
- Mycena polyadelpha (Witte eikenbladmycena), status: vrij algemeen
- Mycena polygramma (Streepsteelmycena), status: zeer algemeen
- Mycena pseudocorticola (Blauwgrijze schorsmycena), status: vrij algemeen
- Mycena pseudopicta (Kalkgraslandmycena), status: niet bekend
- Mycena pterigena (Varenmycena), status: zeldzaam
- Mycena pura (Gewoon elfenschermpje), status: zeer algemeen
- Mycena purpureofusca (Purperbruine mycena), status: matig algemeen
- Mycena rapiolens (Raapmycena), status: zeer zeldzaam
- Mycena renati (Geelsteelmycena), status: niet bekend
- Mycena rhenana (Plooirokmycena), status: niet bekend
- Mycena rosea (Heksenschermpje), status: vrij algemeen
- Mycena rubromarginata (Roodsnedemycena), status: vrij zeldzaam
- Mycena sanguinolenta (Kleine bloedsteelmycena), status: zeer algemeen
- Mycena sepia (Donkerbruine mycena), status: vrij algemeen
- Mycena seynesii (Zeedenmycena), status: matig algemeen
- Mycena silvae-nigrae (Tweesporige chloormycena), status: zeer zeldzaam
- Mycena smithiana (Roze peutermycena), status: matig algemeen
- Mycena speirea (Kleine breedplaatmycena), status: zeer algemeen
- Mycena stipata (Bundelchloormycena), status: matig algemeen
- Mycena stylobates (Schijfsteelmycena), status: algemeen
- Mycena tenuispinosa (Stekeltjesmycena), status: uiterst zeldzaam
- Mycena tintinnabulum (Wintermycena), status: zeldzaam
- Mycena tubarioides (Lisdoddemycena), status: niet bekend
- Mycena viridimarginata (Groensnedemycena), status: uiterst zeldzaam
- Mycena vitilis (Papilmycena), status: zeer algemeen
- Mycena vulgaris (Kleefsnedemycena), status: zeldzaam
- Mycena xantholeuca (Geelgrijze mycena), status: uiterst zeldzaam
- Mycena zephirus (Roestvlekkenmycena), status: zeer zeldzaam
- Mycenastrum corium (Lederster), status: zeer zeldzaam
- Mycenella bryophila (Tweesporig taaisteeltje), status: vrij zeldzaam
- Mycenella lasiosperma (Wortelend taaisteeltje), status: zeer zeldzaam
- Mycenella margaritispora (Grijs taaisteeltje), status: zeldzaam
- Mycenella salicina (Gladsporig taaisteeltje), status: zeldzaam
- Mycenella trachyspora (Gezellig taaisteeltje), status: zeldzaam
- Mycetinis alliaceus (Grote knoflooktaailing), status: zeer zeldzaam
- Mycetinis querceus (Bleke knoflooktaailing), status: vrij zeldzaam
- Mycetinis scorodonius (Kale knoflooktaailing), status: vrij algemeen
- Mycoacia aurea (Bleke stekelkorstzwam), status: matig algemeen
- Mycoacia fuscoatra (Bruinzwarte stekelkorstzwam), status: matig algemeen
- Mycoacia uda (Gele stekelkorstzwam), status: algemeen
- Mycoaciella bispora (Fraaie stekelkorstzwam), status: zeer zeldzaam
- Mycocalia denudata (Bleke dwergnestzwam), status: zeldzaam
- Mycocalia duriaeana (Donkere dwergnestzwam), status: niet bekend
- Mycosphaerella brassicicola (Koolpuntkogeltje), status: niet bekend
- Mycosphaerella brunneola (Lelietjespuntkogeltje), status: uiterst zeldzaam
- Mycosphaerella caricicola (Zeggepuntkogeltje), status: niet bekend
- Mycosphaerella chrysanthemi (Chrysantporiebultje), status: niet bekend
- Mycosphaerella cirsii-arvensis (Akkerdistelpuntkogeltje), status: uiterst zeldzaam
- Mycosphaerella equiseticola (Paardenstaartpuntkogeltje), status: uiterst zeldzaam
- Mycosphaerella fagi (Beukenpuntkogeltje), status: niet bekend
- Mycosphaerella grossulariae (Bessenpuntkogeltje), status: niet bekend
- Mycosphaerella iridis (Lispuntkogeltje), status: niet bekend
- Mycosphaerella latebrosa (Esdoornpuntkogeltje), status: uiterst zeldzaam
- Mycosphaerella maculiformis (Vlekpuntkogeltje), status: uiterst zeldzaam
- Mycosphaerella pinodes (Erwtenpuntkogeltje), status: niet bekend
- Mycosphaerella podagrariae (Zevenbladpuntkogeltje), status: uiterst zeldzaam
- Mycosphaerella punctiformis (Gewoon puntkogeltje), status: vrij zeldzaam
- Mycosphaerella pyri (Perenpuntkogeltje), status: niet bekend
- Mycosphaerella recutita (Kleinsporig graspuntkogeltje), status: uiterst zeldzaam
- Mycosphaerella rubella (Engelwortelpuntkogeltje), status: niet bekend
- Mycosphaerella superflua (Brandnetelpuntkogeltje), status: matig algemeen
- Mycosphaerella tassiana (Kruidenpuntkogeltje), status: zeer zeldzaam
- Mycosphaerella typhae (Lisdoddepuntkogeltje), status: uiterst zeldzaam
- Myriosclerotinia curreyana (Russenknolkelkje), status: matig algemeen
- Myriosclerotinia dennisii (Wollegrasknolkelkje), status: uiterst zeldzaam
- Myriosclerotinia duriaeana (Groot zeggeknolkelkje), status: uiterst zeldzaam
- Myriostoma coliforme (Peperbus), status: vrij zeldzaam
- Mytilinidion mytilinellum (Kleine kokkelzwam), status: uiterst zeldzaam
- Myxomphalia maura (Splijtplaat), status: matig algemeen

## N
- Naemacyclus fimbriatus (Dennenappelspleetlip), status: uiterst zeldzaam
- Naemacyclus minor (Opgezwollen spleetlip), status: vrij zeldzaam
- Naevala perexigua (Eikenbladschijfje), status: uiterst zeldzaam
- Naeviopsis carneopallida (Bleekroze schoteltje), status: uiterst zeldzaam
- Naohidemyces vacciniorum (Hemlockspar-bosbesroest), status: niet bekend
- Navicella pileata (Grootsporig knapzakje), status: zeer zeldzaam
- Nectria cinnabarina (Gewoon meniezwammetje), status: zeer algemeen
- Nectria desmazieri (Buxusmeniezwammetje), status: niet bekend
- Nectria ellisii (Moerasmeniezwammetje), status: uiterst zeldzaam
- Nectria funicola (Kartonmeniezwammetje), status: uiterst zeldzaam
- Nectria inventa (Grondmeniezwammetje), status: uiterst zeldzaam
- Nectria lamyi (Zuurbesmeniezwammetje), status: uiterst zeldzaam
- Nectria lugdunensis (Noachs meniezwammetje), status: niet bekend
- Nectria pseudopeziza (Bleek meniezwammetje), status: vrij zeldzaam
- Nectria sinopica (Groot klimopmeniezwammetje), status: zeer zeldzaam
- Nectriella bloxamii (Week kruidenmeniezwammetje), status: uiterst zeldzaam
- Nectriella dacrymycella (Ingebed meniezwammetje), status: zeer zeldzaam
- Nectriella paludosa (Ruig meniezwammetje), status: uiterst zeldzaam
- Nectriopsis candicans (Bleke korrelwebzwam), status: niet bekend
- Nectriopsis exigua (Myxokorrelwebzwam), status: niet bekend
- Nectriopsis lecanodes (Korstmoskorrelwebzwam), status: uiterst zeldzaam
- Nectriopsis oropensoides (Zwametende korrelwebzwam), status: uiterst zeldzaam
- Nectriopsis tubariicola (Donsvoetjeskorrelwebzwam), status: niet bekend
- Nectriopsis violacea (Heksenboterkorrelwebzwam), status: uiterst zeldzaam
- Nemania aenea (Kortspleetkorstkogelzwam), status: uiterst zeldzaam
- Nemania chestersii (Streepsporige korstkogelzwam), status: zeldzaam nd
- Nemania confluens (Vlekkige korstkogelzwam), status: zeer zeldzaam
- Nemania effusa (Langgerekte korstkogelzwam), status: zeer zeldzaam
- Nemania serpens (Grijze korstkogelzwam), status: vrij algemeen
- Neobarya aurantiaca (Koekoeksmoederkoren), status: uiterst zeldzaam
- Neobulgaria pura (Roze knoopzwam), status: vrij algemeen
- Neodasyscypha cerina (Wasgeel franjekelkje), status: zeer zeldzaam
- Neoerysiphe galeopsidis (Hennepnetelmeeldauw), status: uiterst zeldzaam
- Neoerysiphe galii (Walstromeeldauw), status: uiterst zeldzaam
- Neofabraea alba (Boomgaardschorsbekertje), status: niet bekend
- Neofabraea malicorticis (Appelschorsbekertje), status: niet bekend
- Neolentinus adhaerens (Harsige taaiplaat), status: zeldzaam
- Neolentinus lepideus (Schubbige taaiplaat), status: matig algemeen
- Neolentinus schaefferi (Korrelige taaiplaat), status: zeer zeldzaam
- Neomassariosphaeria typhicola (Oevervulkaantje), status: uiterst zeldzaam
- Neonectria coccinea (Bloedrood meniezwammetje), status: vrij algemeen
- Neonectria discophora (Stippelmeniezwammetje), status: zeer zeldzaam
- Neonectria ditissima (Boomkankermeniezwammetje), status: vrij zeldzaam
- Neonectria fuckeliana (Naaldhoutmeniezwammetje), status: zeldzaam
- Neonectria hederae (Klein klimopmeniezwammetje), status: zeer zeldzaam
- Neonectria neomacrospora (Zilversparmeniezwammetje), status: niet bekend
- Neonectria punicea (Vuilboommeniezwammetje), status: zeldzaam
- Neonectria radicicola (Knolmeniezwammetje), status: niet bekend
- Neopeckia fulcita (Stijf pluisbolletje), status: uiterst zeldzaam
- Neosartorya fischeri (Oogziektenkogelzakjeszwam), status: niet bekend
- Neosartorya glabra, status: niet bekend
- Neottiella albocincta (Rimpelmosbekertje), status: uiterst zeldzaam
- Neottiella hetieri (Gladsporig mosbekertje), status: zeer zeldzaam
- Neottiella ithacaensis (Brandplekmosschijfje), status: zeer zeldzaam
- Neottiella rutilans (Oranje mosbekertje), status: vrij algemeen
- Neottiella vivida (Wratsporig mosbekertje), status: vrij zeldzaam
- Neurospora sitophila (Flessenhalskogelmatje), status: niet bekend
- Nidularia deformis (Eierzakje), status: matig algemeen
- Niesslia aemula (Moerasstekelbolletje), status: niet bekend
- Niesslia exigua (Klein stekelbolletje), status: niet bekend
- Niesslia exilis (Naaldboomstekelbolletje), status: uiterst zeldzaam
- Niesslia exosporioides (Grasstekelbolletje), status: zeer zeldzaam
- Nigrosabulum globosum (Kogelrond mestbolletje), status: niet bekend
- Nimbomollisia eriophori, status: uiterst zeldzaam
- Niptera lacustris, status: uiterst zeldzaam
- Niptera melatephra (Russenweekbekertje), status: uiterst zeldzaam
- Niptera ramincola (Houtweekbekertje), status: zeer zeldzaam
- Nitschkia collapsa (Gedeukt pokzwammetje), status: zeldzaam
- Nitschkia confertula (Essenpokzwammetje), status: uiterst zeldzaam
- Nitschkia cupularis (Papilpokzwammetje), status: vrij zeldzaam
- Nitschkia grevillei (Zwart pokzwammetje), status: matig algemeen
- Nitschkia parasitans (Meniepokzwammetje), status: zeer zeldzaam
- Nodulosphaeria dolioloides (Composieteninktpuntje), status: zeldzaam
- Nodulosphaeria pontica (Knoopkruidinktpuntje), status: uiterst zeldzaam
- Nummularia lutea (Geelvlekkende kogelzwam), status: zeldzaam

## O
- Ochropsora ariae (Bosanemoon-lijsterbesroest), status: niet bekend
- Octaviania asterosperma (Welriekende sterspoortruffel), status: zeer zeldzaam
- Octospora axillaris (Spoelsporig mosschijfje), status: vrij zeldzaam
- Octospora bridei (Eendagsmosschijfje), status: uiterst zeldzaam
- Octospora bryi-argentei (Kleinsporig zilvermosschijfje), status: vrij zeldzaam
- Octospora coccinea (Knikmosschijfje), status: zeldzaam
- Octospora crosslandii (Kleimosschijfje), status: vrij zeldzaam
- Octospora fissidentis (Ruwsporig vedermosschijfje), status: niet bekend
- Octospora gemmicola (Korrelknikmosschijfje), status: zeldzaam
- Octospora humosa (Groot oranje mosschijfje), status: vrij algemeen
- Octospora leucoloma (Zilvermosschijfje), status: matig algemeen
- Octospora lilacina (Vleeskleurig mosschijfje), status: zeldzaam
- Octospora melina (Wratsporig mosschijfje), status: vrij zeldzaam
- Octospora musci-muralis (Muurmosschijfje), status: matig algemeen
- Octospora neerlandica (Duinsterretjesschijfje), status: niet bekend
- Octospora nemoralis (Gladsporig vedermosschijfje), status: niet bekend
- Octospora orthotricha (Haarmutsmosschijfje), status: zeldzaam
- Octospora phagospora (Matjesmosschijfje), status: uiterst zeldzaam
- Octospora roxheimii (Breedsporig mosschijfje), status: vrij zeldzaam
- Octospora rubens (Regenboogmosschijfje), status: zeer zeldzaam
- Octospora rustica (Vals mosschijfje), status: vrij zeldzaam
- Odonticium septocystidiatum (Vlekkenfluweelkorstje), status: uiterst zeldzaam
- Oligonema aurantium (Oranje goudbolletje), status: uiterst zeldzaam
- Oligonema flavidum (Wrattig goudbolletje), status: uiterst zeldzaam
- Oligonema fulvum (Bruingeel goudbolletje), status: uiterst zeldzaam
- Oligonema schweinitzii (Dwerggoudbolletje), status: uiterst zeldzaam
- Oliveonia citrispora (Citroensporig waswebje), status: zeldzaam
- Oliveonia nodosa (Kortsporig waswebje), status: zeer zeldzaam
- Oliveonia pauxilla (Glazig waswebje), status: zeldzaam
- Olla cirrhata (Gefranjerd piekhaarkelkje), status: zeldzaam
- Olla costata (Russenwaterkelkje), status: zeer zeldzaam
- Olla millepunctata (Zwermwaterkelkje), status: vrij algemeen
- Olla transiens (Zaagvlakpiekhaarkelkje), status: zeer zeldzaam
- Ombrophila ambigua (Vlotgrasknoopje), status: uiterst zeldzaam
- Ombrophila janthina (Kegelknoopje), status: zeer zeldzaam
- Ombrophila lilacina (Opaalknoopzwam), status: zeer zeldzaam
- Ombrophila violacea (Violet elzenknoopje), status: zeldzaam
- Omphaliaster asterosporus (Stersporige trechterzwam), status: matig algemeen
- Omphalina acerosa (Schelptrechtertje), status: matig algemeen
- Omphalina baeospora (Kleinsporig trechtertje), status: vrij zeldzaam
- Omphalina chlorocyanea (Blauwgroen trechtertje), status: matig algemeen
- Omphalina cyathella (Moerastrechtertje), status: uiterst zeldzaam
- Omphalina demissa (Purpertrechtertje), status: niet bekend
- Omphalina galericolor (Duinmostrechtertje), status: matig algemeen
- Omphalina gerardiana (Schubbig veenmostrechtertje), status: uiterst zeldzaam
- Omphalina griseopallida (Bleekgrijs trechtertje), status: vrij zeldzaam
- Omphalina mutila (Wit heidetrechtertje), status: zeldzaam
- Omphalina obscurata (Somber trechtertje), status: vrij algemeen
- Omphalina onisca (Donker veenmostrechtertje), status: niet bekend
- Omphalina peltigerina (Leermostrechtertje), status: niet bekend
- Omphalina philonotis (Gestreept veenmostrechtertje), status: uiterst zeldzaam
- Omphalina praticola (Weidetrechtertje), status: uiterst zeldzaam
- Omphalina pyxidata (Roodbruin trechtertje), status: algemeen
- Omphalina rickenii (Muurtrechtertje), status: zeer zeldzaam
- Omphalina rustica (Vorkplaattrechtertje), status: zeldzaam
- Omphalina velutipes (Pelargoniumtrechtertje), status: vrij algemeen
- Omphalotus illudens (Lantaarnzwam), status: zeer zeldzaam
- Onnia tomentosa (Dennenvoetweerschijnzwam), status: niet bekend
- Onygena corvina (Vogelveerzwam), status: vrij algemeen
- Onygena equina (Hoefzwam), status: uiterst zeldzaam
- Ophiobolus acuminatus (Distelinktpuntje), status: vrij zeldzaam
- Ophiobolus disseminans (Brandnetelinktpuntje), status: zeldzaam
- Ophiobolus mathieui (Excentrisch inktpuntje), status: uiterst zeldzaam
- Ophiobolus niesslii (Kruideninktpuntje), status: zeer zeldzaam
- Ophioceras leptosporum (Schermbloeminktpuntje), status: zeer zeldzaam
- Ophiocordyceps forquignonii (Vliegendoder), status: zeldzaam
- Ophiocordyceps gracilis (Larvendoder), status: niet bekend
- Ophiocordyceps sphecocephala (Wespendoder), status: uiterst zeldzaam
- Ophiognomonia intermedia (Berkenbladinktputje), status: uiterst zeldzaam
- Ophiognomonia melanostyla (Lindebladinktpuntje), status: uiterst zeldzaam
- Ophiognomonia padicola (Prunussnavelkogeltje), status: niet bekend
- Ophiognomonia setacea (Berkensnavelkogeltje), status: zeer zeldzaam
- Ophiostoma megalobrunneum (Eikenkogelbuiszwam), status: niet bekend
- Ophiostoma olivaceum (Punkkogelbuiszwam), status: niet bekend
- Ophiostoma piceae (Sparrenkogelbuiszwam), status: uiterst zeldzaam
- Ophiostoma stenoceras (Spinthoutkogelbuiszwam), status: niet bekend
- Ophiovalsa corylina (Hazelaarnestbolletje), status: uiterst zeldzaam
- Orbicula parietina (Gladsporig troepzwammetje), status: uiterst zeldzaam
- Orbilia alnea (Rood wasbekertje), status: algemeen
- Orbilia aprilis (Vroeg wasbekertje), status: uiterst zeldzaam
- Orbilia aurantiorubra (Wormsporig wasbekertje), status: niet bekend
- Orbilia auricolor (Kromsporig wasbekertje), status: matig algemeen
- Orbilia cardui (Stengelwasbekertje), status: zeldzaam
- Orbilia carpoboloides (Speerwasbekertje), status: niet bekend
- Orbilia clavuliformis (Knotsvormig wasbekertje), status: uiterst zeldzaam
- Orbilia comma (Kommasporig wasbekertje), status: uiterst zeldzaam
- Orbilia cyathea (Trechterwasbekertje), status: matig algemeen
- Orbilia decipiens (Oranjebruin wasbekertje), status: uiterst zeldzaam
- Orbilia delicatula (Niersporig wasbekertje), status: algemeen
- Orbilia epipora (Melkwasbekertje), status: uiterst zeldzaam
- Orbilia euonymi (Rondsporig wasbekertje), status: uiterst zeldzaam
- Orbilia leucostigma (Bleek wasbekertje), status: zeldzaam
- Orbilia luteorubella (Verkleurwasbekertje), status: vrij zeldzaam
- Orbilia quaestiformis (Vraagtekenwasbekertje), status: uiterst zeldzaam
- Orbilia rubella (Rood sterwasbekertje), status: uiterst zeldzaam
- Orbilia rubrovacuolata (Avondroodwasbekertje), status: uiterst zeldzaam
- Orbilia sarraziniana (Doorzichtig wasbekertje), status: vrij algemeen
- Orbilia vinosa (Langsporig wasbekertje), status: uiterst zeldzaam
- Osmoporus odoratus (Korianderzwam), status: matig algemeen
- Ossicaulis lignatilis (Fraaie houttrechterzwam), status: zeldzaam
- Otidea alutacea (Zeemkleurig hazenoor), status: vrij algemeen
- Otidea apophysata (Zwart hazenoor), status: uiterst zeldzaam
- Otidea bufonia (Donker hazenoor), status: algemeen
- Otidea cantharella (Geel varkensoor), status: zeer zeldzaam
- Otidea cochleata (Gedrongen hazenoor), status: vrij zeldzaam
- Otidea leporina (Echt hazenoor), status: vrij zeldzaam
- Otidea onotica (Gewoon varkensoor), status: vrij algemeen
- Otidea platyspora (Warrig hazenoor), status: zeer zeldzaam
- Oudemansiella mucida (Porseleinzwam), status: algemeen
- Ovulinia azaleae (Rododendronknolkelkje), status: niet bekend
- Oxyporus corticola (Weke poria), status: zeldzaam
- Oxyporus latemarginatus (Breedgerande poria), status: vrij zeldzaam
- Oxyporus obducens (Fijne poria), status: zeldzaam
- Oxyporus populinus (Witte populierzwam), status: vrij algemeen
- Oxyporus ravidus (Hoedjesporia), status: niet bekend

## P
- Pachnocybe ferruginea (Roestig rijpkopje), status: uiterst zeldzaam
- Pachydisca fulvidula (Blozend modderbekertje), status: uiterst zeldzaam
- Pachyella babingtonii (Okerbruin beekschijfje), status: vrij zeldzaam
- Pachyella violaceonigra (Donker beekschijfje), status: uiterst zeldzaam
- Pachyphloeus citrinus (Olijfbruine kratertruffel), status: uiterst zeldzaam
- Pachyphloeus conglomeratus (Gele kratertruffel), status: niet bekend
- Pachythyrium parasiticum (Stromabesje), status: zeldzaam
- Panaeolina foenisecii (Gazonvlekplaat), status: zeer algemeen
- Panaeolus acuminatus (Spitse vlekplaat), status: algemeen
- Panaeolus antillarum (Tropische vlekplaat), status: zeldzaam
- Panaeolus ater (Zwartbruine vlekplaat), status: vrij algemeen
- Panaeolus cinctulus (Gezoneerde vlekplaat), status: vrij algemeen
- Panaeolus fimicola (Grauwe vlekplaat), status: algemeen
- Panaeolus guttulatus (Kleinsporige vlekplaat), status: zeldzaam
- Panaeolus papilionaceus (Franjevlekplaat), status: algemeen
- Panaeolus semiovatus (Geringde vlekplaat), status: vrij algemeen
- Panaeolus subfirmus (Grote vlekplaat), status: zeldzaam
- Panellus mitis (Dennenschelpzwam), status: algemeen
- Panellus stipticus (Scherpe schelpzwam), status: zeer algemeen
- Panus conchatus (Trechtertaaiplaat), status: zeldzaam
- Paradiachea caespitosa (Kortsteelglinsterkopje), status: uiterst zeldzaam
- Paradiacheopsis cribrata (Gesloten dwergkroeskopje), status: niet bekend
- Paradiacheopsis fimbriata (Knotsdwergkroeskopje), status: uiterst zeldzaam
- Paradiacheopsis longipes (Langstelig dwergkroeskopje), status: uiterst zeldzaam
- Paradiacheopsis microcarpa (Dikharig kroeskopje), status: uiterst zeldzaam
- Paradiacheopsis rigida (Open dwergkroeskopje), status: zeer zeldzaam
- Paradiacheopsis solitaria (Eenzaam dwergkroeskopje), status: zeer zeldzaam
- Paradidymella clarkii (Braamkogeltje), status: uiterst zeldzaam
- Paradidymella holci (Graskogeltje), status: uiterst zeldzaam
- Paranectria oropensis (Verdwaald meniezwammetje), status: niet bekend
- Paraphaeosphaeria michotii (Grasvulkaantje), status: zeer zeldzaam
- Parascutellinia carneosanguinea (Roze pelsbekertje), status: uiterst zeldzaam
- Parasola auricoma (Kastanje-inktzwam), status: vrij algemeen
- Parasola galericuliformis (Rondsporig plooirokje), status: zeer zeldzaam
- Parasola hercules (Herculesplooirokje), status: vrij zeldzaam
- Parasola kuehneri (Kleinsporig plooirokje), status: vrij algemeen
- Parasola leiocephala (Geelbruin plooirokje), status: algemeen
- Parasola lilatincta (Lilakleurig plooirokje), status: zeldzaam
- Parasola megasperma (Groot mestplooirokje), status: uiterst zeldzaam
- Parasola misera (Klein mestplooirokje), status: vrij algemeen
- Parasola plicatilis (Gewoon plooirokje), status: algemeen
- Parasola schroeteri (Mestplooirokje), status: matig algemeen
- Paratrichophaea macrocystis (Langwimperpelsbekertje), status: uiterst zeldzaam
- Paratrichophaea michiganensis (Dwergpelsbekertje), status: uiterst zeldzaam
- Parmastomyces mollissimus (Geelverkleurende duplexporia), status: uiterst zeldzaam
- Patellariopsis atrovinosa (Hazelaarroetschoteltje), status: zeer zeldzaam
- Paullicorticium delicatissimum (Lilliputveegje), status: uiterst zeldzaam
- Paullicorticium pearsonii (Knikspoorveegje), status: zeer zeldzaam
- Paxillus filamentosus (Elzenkrulzoom), status: vrij algemeen
- Paxillus involutus (Gewone krulzoom), status: zeer algemeen
- Paxillus obscurosporus (Donkersporige krulzoom), status: niet bekend
- Paxillus validus (Grote krulzoom), status: uiterst zeldzaam
- Pellidiscus pallidus (Medusaschijfje), status: matig algemeen
- Peniophora cinerea (Asgrauwe schorszwam), status: algemeen
- Peniophora erikssonii (Elzenschorszwam), status: zeldzaam
- Peniophora incarnata (Oranjerode schorszwam), status: zeer algemeen
- Peniophora laeta (Haagbeukschorszwam), status: zeldzaam
- Peniophora limitata (Essenschorszwam), status: matig algemeen
- Peniophora lycii (Berijpte schorszwam), status: algemeen
- Peniophora nuda (Roodgrijze schorszwam), status: zeer zeldzaam
- Peniophora piceae (Zilversparschorszwam), status: zeer zeldzaam
- Peniophora pini (Roze dennenschorszwam), status: zeldzaam
- Peniophora pithya (Arduinschorszwam), status: zeldzaam
- Peniophora polygonia (Roze populierenschorszwam), status: matig algemeen
- Peniophora pseudoversicolor (Bonte schorszwam), status: uiterst zeldzaam
- Peniophora quercina (Paarse eikenschorszwam), status: zeer algemeen
- Peniophora rufa (Gelatineuze schorszwam), status: zeer zeldzaam
- Peniophora rufomarginata (Lindeschorszwam), status: matig algemeen
- Peniophora versicolor (Veranderlijke schorszwam), status: niet bekend
- Peniophora violaceolivida (Grauwviolette schorszwam), status: matig algemeen
- Peniophorella pallida (Spitscellig harskorstje), status: vrij zeldzaam
- Peniophorella praetermissa (Kransbekerharskorstje), status: algemeen
- Peniophorella pubera (Fluwelig harskorstje), status: algemeen
- Peniophorella tsugae (Breedsporig harskorstje), status: vrij zeldzaam
- Perenniporia fraxinea (Essenzwam), status: vrij zeldzaam
- Perenniporia medulla-panis (Gelaagde poria), status: zeldzaam
- Perichaena chrysosperma (Variabel goudkussentje), status: uiterst zeldzaam
- Perichaena corticalis (Dekselgoudkussentje), status: vrij zeldzaam
- Perichaena depressa (Plat goudkussentje), status: vrij zeldzaam
- Perichaena pedata (Gesteeld goudkussentje), status: uiterst zeldzaam
- Perichaena vermicularis (Wormvormig goudkussentje), status: zeldzaam
- Peridiothelia fuliguncta (Klein lindestipje), status: uiterst zeldzaam
- Peroneutypa scoparia (Harig schorsschijfje), status: vrij algemeen
- Perrotia distincta (Vleeskleurig franjekelkje), status: uiterst zeldzaam
- Perrotia flammea (Vlammend franjekelkje), status: uiterst zeldzaam
- Pezicula acericola (Esdoornschorsbekertje), status: uiterst zeldzaam
- Pezicula amoena (Fraai schorsbekertje), status: niet bekend
- Pezicula carpinea (Beukenschorsbekertje), status: zeldzaam
- Pezicula cinnamomea (Geel schorsbekertje), status: matig algemeen
- Pezicula corticola (Perenschorsbekertje), status: uiterst zeldzaam
- Pezicula eucrita (Dennenschorsbekertje), status: uiterst zeldzaam
- Pezicula frangulae (Vuilboomschorsbekertje), status: uiterst zeldzaam
- Pezicula hamamelidis (Toverschorsbekertje), status: niet bekend
- Pezicula ocellata (Oranje oogbekertje), status: zeer zeldzaam
- Pezicula rubi (Bramenschorsbekertje), status: vrij zeldzaam
- Pezicula sepium (Meidoornschorsbekertje), status: niet bekend
- Pezicula sporulosa (Veelsporig schorsbekertje), status: niet bekend
- Peziza ammophila (Zandtulpje), status: vrij zeldzaam
- Peziza ampelina (Wijnrode bosbekerzwam), status: zeldzaam
- Peziza ampliata (Voddenbekerzwam), status: matig algemeen
- Peziza arvernensis (Bruine bosbekerzwam), status: vrij zeldzaam
- Peziza atrospora (Geplooide brandplekbekerzwam), status: zeer zeldzaam
- Peziza badia (Bruine bekerzwam), status: algemeen
- Peziza badioconfusa (Olijfbruine bosbekerzwam), status: zeldzaam
- Peziza badiofusca (Adellijke bosbekerzwam), status: vrij zeldzaam
- Peziza badiofuscoides (Opaalmelkbekerzwam), status: zeer zeldzaam
- Peziza boltonii (Violette duinbekerzwam), status: uiterst zeldzaam
- Peziza boudieri (Zemelige bekerzwam), status: uiterst zeldzaam
- Peziza bovina (Koemestbekerzwam), status: zeldzaam
- Peziza brunneoatra (Zwartbruine bekerzwam), status: niet bekend
- Peziza buxea (Tuinbekerzwam), status: zeldzaam
- Peziza celtica (Purperen bosbekerzwam), status: zeldzaam
- Peziza cerea (Wasgele bekerzwam), status: vrij algemeen
- Peziza depressa (Terneergeslagen bekerzwam), status: matig algemeen
- Peziza domiciliana (Bleke bosbekerzwam), status: uiterst zeldzaam
- Peziza echinospora (Zemelige brandplekbekerzwam), status: vrij zeldzaam
- Peziza emileia (Veelkleurige bosbekerzwam), status: vrij zeldzaam
- Peziza epixyla (Kleine houtbekerzwam), status: uiterst zeldzaam
- Peziza fimeti (Mestbekerzwam), status: zeer zeldzaam
- Peziza gerardii (Violette modderbekerzwam), status: niet bekend
- Peziza granularis (Olijfkleurige bekerzwam), status: vrij zeldzaam
- Peziza limnaea (Bruine modderbekerzwam), status: vrij algemeen
- Peziza lividula (Loodgrijze bosbekerzwam), status: zeer zeldzaam
- Peziza michelii (Zwavelmelkbekerzwam), status: algemeen
- Peziza micropus (Molmbekerzwam), status: vrij algemeen
- Peziza moravecii (Stippelsporige mestbekerzwam), status: niet bekend
- Peziza moseri (Paarse brandplekbekerzwam), status: zeldzaam
- Peziza obtusapiculata (Stompsporige bekerzwam), status: uiterst zeldzaam
- Peziza ostracoderma (Champignonbekerzwam), status: niet bekend
- Peziza petersii (Dadelbruine brandplekbekerzwam), status: zeldzaam
- Peziza proteana (Sponsbekerzwam), status: zeer zeldzaam
- Peziza recedens (Zwartviolette bekerzwam), status: uiterst zeldzaam
- Peziza repanda (Bleekbruine bekerzwam), status: vrij algemeen
- Peziza retiderma (Rimpelige bekerzwam), status: uiterst zeldzaam
- Peziza saniosa (Blauwe melkbekerzwam), status: uiterst zeldzaam
- Peziza sepiatra (Kleine brandplekbekerzwam), status: zeldzaam
- Peziza subisabellina (Kardinaalsbekerzwam), status: zeldzaam
- Peziza subumbrina (Bruinachtige bekerzwam), status: uiterst zeldzaam
- Peziza subviolacea (Violette brandplekbekerzwam), status: vrij zeldzaam
- Peziza succosa (Gewone melkbekerzwam), status: vrij algemeen
- Peziza succosella (Valse melkbekerzwam), status: zeldzaam
- Peziza varia (Grote houtbekerzwam), status: vrij zeldzaam
- Peziza vesiculosa (Vroege bekerzwam), status: algemeen
- Pezizella chionea (Dennenkegelschoteltje), status: zeldzaam
- Pezizella ericae (Heidewortelschoteltje), status: niet bekend
- Pezizella fairmanii (Naaldhoutschoteltje), status: uiterst zeldzaam
- Pezizella incerta (Zandzeggeschoteltje), status: uiterst zeldzaam
- Pezizella leucostigma (Glazig schoteltje), status: uiterst zeldzaam
- Pezizella punctoidea (Wilgenroosschoteltje), status: uiterst zeldzaam
- Pezizella rozei (Rozenschoteltje), status: niet bekend
- Pezizella subtilis (Sparrennaaldschoteltje), status: uiterst zeldzaam
- Pezoloma iodocyanescens (Veenmosknoopje), status: niet bekend
- Phacidium coniferarum (Dennenschoteltje), status: niet bekend
- Phacidium multivalve (Hulstschoteltje), status: vrij zeldzaam
- Phacidium vaccinii (Bosbesschoteltje), status: niet bekend
- Phacidium vincae (Maagdenpalmschoteltje), status: niet bekend
- Phaeocollybia arduennensis (Tengere boorwortelzwam), status: zeer zeldzaam
- Phaeodothis winteri (Vochtminnend vulkaantje), status: uiterst zeldzaam
- Phaeogalera stagnina (Geringd veenmosklokje), status: uiterst zeldzaam
- Phaeohelotium carneum (Vleeskleurig sapbekertje), status: matig algemeen
- Phaeohelotium extumescens (Ecru sapbekertje), status: zeer zeldzaam
- Phaeohelotium geogenum (Wit sapbekertje), status: zeer zeldzaam
- Phaeohelotium italicum (Schorssapbekertje), status: zeer zeldzaam
- Phaeohelotium lilacinum (Lila sapbekertje), status: uiterst zeldzaam
- Phaeohelotium monticola (Bruinsporig sapbekertje), status: zeldzaam
- Phaeohelotium nobile (Edel sapbekertje), status: zeer zeldzaam
- Phaeohelotium umbilicatum (Genaveld sapbekertje), status: matig algemeen
- Phaeolepiota aurea (Goudhoed), status: vrij zeldzaam
- Phaeolus schweinitzii (Dennenvoetzwam), status: algemeen
- Phaeomarasmius erinaceus (Egelzwammetje), status: vrij zeldzaam
- Phaeonematoloma myosotis (Grote moeraszwavelkop), status: matig algemeen
- Phaeosolenia densa (Bruinsporig hangbuisje), status: zeer zeldzaam
- Phaeosphaeria avenaria (Graanvulkaantje), status: uiterst zeldzaam
- Phaeosphaeria caricis (Zeggevulkaantje), status: uiterst zeldzaam
- Phaeosphaeria culmorum (Stengelvulkaantje), status: uiterst zeldzaam
- Phaeosphaeria epicalamia (Veldbiesvulkaantje), status: uiterst zeldzaam
- Phaeosphaeria eustoma (Vierdelig grasvulkaantje), status: vrij zeldzaam
- Phaeosphaeria fuckelii (Kortcelvulkaantje), status: zeldzaam
- Phaeosphaeria graminis (Meercellig grasvulkaantje), status: zeldzaam
- Phaeosphaeria herpotrichoides (Braillevulkaantje), status: zeldzaam
- Phaeosphaeria juncina (Kleinsporig vulkaantje), status: uiterst zeldzaam
- Phaeosphaeria licatensis (Smalsporig lisdoddevulkaantje), status: uiterst zeldzaam
- Phaeosphaeria luctuosa (Rijvormig vulkaantje), status: zeldzaam
- Phaeosphaeria nigrans (Gewoon grasvulkaantje), status: zeer zeldzaam
- Phaeosphaeria nodorum (Halmvulkaantje), status: zeldzaam
- Phaeosphaeria norfolcia (Ruwsporig vulkaantje), status: uiterst zeldzaam
- Phaeosphaeria parvula (Kleinst vulkaantje), status: uiterst zeldzaam
- Phaeosphaeria pontiformis (Knopsporig vulkaantje), status: zeer zeldzaam
- Phaeosphaeria tenuispora (Fijnsporig vulkaantje), status: uiterst zeldzaam
- Phaeosphaeria typharum (Breedsporig lisdoddevulkaantje), status: uiterst zeldzaam
- Phaeosphaeria vagans (Grasmuurspoorbolletje), status: zeldzaam
- Phallus hadriani (Duinstinkzwam), status: matig algemeen
- Phallus impudicus (Grote stinkzwam), status: zeer algemeen
- Phanerochaete bubalina (Kippenvelzwam), status: uiterst zeldzaam
- Phanerochaete filamentosa (Karamelhuidje), status: vrij zeldzaam
- Phanerochaete jose-ferreirae (Kaal huidje), status: zeer zeldzaam
- Phanerochaete laevis (Gebarsten huidje), status: zeldzaam
- Phanerochaete magnoliae (Getand huidje), status: vrij zeldzaam
- Phanerochaete martelliana (Grootsporig huidje), status: uiterst zeldzaam
- Phanerochaete sanguinea (Bloedhuidje), status: vrij zeldzaam
- Phanerochaete sordida (Groezelig huidje), status: algemeen
- Phanerochaete tuberculata (Wrattig huidje), status: matig algemeen
- Phanerochaete velutina (Ruig huidje), status: algemeen
- Phellinus conchatus (Bruinzwarte vuurzwam), status: vrij algemeen
- Phellinus igniarius (Echte vuurzwam), status: vrij algemeen
- Phellinus populicola (Populierenvuurzwam), status: uiterst zeldzaam
- Phellinus tremulae (Espenvuurzwam), status: uiterst zeldzaam
- Phellinus tuberculosus (Boomgaardvuurzwam), status: vrij algemeen
- Phellodon confluens (Wollige stekelzwam), status: matig algemeen
- Phellodon melaleucus (Tengere stekelzwam), status: matig algemeen
- Phellodon niger (Blauwzwarte stekelzwam), status: vrij zeldzaam
- Phellodon tomentosus (Dennenstekelzwam), status: uiterst zeldzaam
- Phellopilus nigrolimitatus (Zwartgestreepte vuurzwam), status: uiterst zeldzaam
- Phialina flaveola (Varenkerriekelkje), status: zeer zeldzaam
- Phialina foliicola (Bladkerriekelkje), status: uiterst zeldzaam
- Phialina lachnobrachya (Bleek kerriekelkje), status: zeldzaam
- Phialina pseudopuberula (Eikenkerriekelkje), status: uiterst zeldzaam
- Phialina separabilis (Braamkerriekelkje), status: zeer zeldzaam
- Phialina ulmariae (Spireakerriekelkje), status: zeer zeldzaam
- Phlebia cremeoochracea (Groenige aderzwam), status: uiterst zeldzaam
- Phlebia deflectens (Okerlila aderzwam), status: uiterst zeldzaam
- Phlebia expallens (Verblekende aderzwam), status: niet bekend
- Phlebia lilascens (Lila aderzwam), status: matig algemeen
- Phlebia livida (Veranderlijke aderzwam), status: vrij zeldzaam
- Phlebia ochraceofulva (Okerbruine aderzwam), status: zeldzaam
- Phlebia radiata (Oranje aderzwam), status: zeer algemeen
- Phlebia rufa (Porieaderzwam), status: algemeen
- Phlebia subcretacea (Smalspooraderzwam), status: zeldzaam
- Phlebia subochracea (Roodgele aderzwam), status: vrij zeldzaam
- Phlebia tremellosa (Spekzwoerdzwam), status: zeer algemeen
- Phlebiella allantospora (Grauw wasje), status: matig algemeen
- Phlebiella ardosiaca (Kogelsporig wasje), status: uiterst zeldzaam
- Phlebiella aurora (Schemerwasje), status: uiterst zeldzaam
- Phlebiella bourdotii (Wazig wasje), status: uiterst zeldzaam
- Phlebiella christiansenii (Wit schorsnetje), status: zeldzaam
- Phlebiella fibrillosa (Rafelig wasje), status: uiterst zeldzaam
- Phlebiella filicina (Varenwasje), status: vrij zeldzaam
- Phlebiella grisella (Albastwasje), status: uiterst zeldzaam
- Phlebiella pseudotsugae (Naaldhoutwasje), status: vrij algemeen
- Phlebiella tulasnelloidea (Wissewasje), status: vrij zeldzaam
- Phlebiella vaga (Zwavelschorszwam), status: vrij algemeen
- Phlebiopsis gigantea (Dennenharszwam), status: vrij algemeen
- Phlebiopsis ravenelii (Loofhoutharszwam), status: zeldzaam
- Phleogena faginea (Beukenkorrelkopje), status: vrij zeldzaam
- Pholiota adiposa (Goudvliesbundelzwam), status: zeer zeldzaam
- Pholiota astragalina (Goudvinkzwam), status: vrij algemeen
- Pholiota cerifera (Wilgenbundelzwam), status: vrij zeldzaam
- Pholiota conissans (Stoffige bundelzwam), status: algemeen
- Pholiota flammans (Goudgele bundelzwam), status: vrij algemeen
- Pholiota gummosa (Bleekgele bundelzwam), status: algemeen
- Pholiota henningsii (Veenmosbundelzwam), status: zeer zeldzaam
- Pholiota highlandensis (Brandplekbundelzwam), status: vrij algemeen
- Pholiota jahnii (Spitsschubbige bundelzwam), status: uiterst zeldzaam
- Pholiota lenta (Slijmerige blekerik), status: vrij algemeen
- Pholiota limonella (Dubbelgangerbundelzwam), status: zeer zeldzaam
- Pholiota lubrica (Witvlokkige bundelzwam), status: vrij zeldzaam
- Pholiota lucifera (Fijnschubbige bundelzwam), status: vrij zeldzaam
- Pholiota mixta (Bospadbundelzwam), status: zeldzaam
- Pholiota pityrodes (Rietbundelzwam), status: niet bekend
- Pholiota scamba (Zijige bundelzwam), status: uiterst zeldzaam
- Pholiota spumosa (Sparrenbundelzwam), status: zeldzaam
- Pholiota squarrosa (Schubbige bundelzwam), status: zeer algemeen
- Pholiota subochracea (Kleine sparrenbundelzwam), status: niet bekend
- Pholiota tuberculosa (Oranjegele bundelzwam), status: vrij algemeen
- Pholiotina aberrans (Bepoederd breeksteeltje), status: zeldzaam
- Pholiotina aeruginosa (Blauwgroen breeksteeltje), status: niet bekend
- Pholiotina aporos (Voorjaarsbreeksteeltje), status: vrij algemeen
- Pholiotina arnoldsii (Ranzig breeksteeltje), status: niet bekend
- Pholiotina arrhenii (Geringd breeksteeltje), status: vrij algemeen
- Pholiotina brunnea (Getand breeksteeltje), status: vrij zeldzaam
- Pholiotina coprophila (Mestbreeksteeltje), status: zeldzaam
- Pholiotina cyanopus (Blauwvoetbreeksteeltje), status: uiterst zeldzaam
- Pholiotina dasypus (Vlokkig breeksteeltje), status: matig algemeen
- Pholiotina dentatomarginata (Pelargoniumbreeksteeltje), status: matig algemeen
- Pholiotina exannulata (Rafelig breeksteeltje), status: vrij zeldzaam
- Pholiotina hadrocystis (Knotscelbreeksteeltje), status: vrij zeldzaam
- Pholiotina mairei (Kleibreeksteeltje), status: matig algemeen
- Pholiotina nemoralis (Kerkhofbreeksteeltje), status: zeer zeldzaam
- Pholiotina parvula (Langharig breeksteeltje), status: niet bekend
- Pholiotina pygmaeoaffinis (Gedrongen breeksteeltje), status: vrij zeldzaam
- Pholiotina rugosa (Rimpelig breeksteeltje), status: vrij algemeen
- Pholiotina striipes (Bundelbreeksteeltje), status: vrij zeldzaam
- Pholiotina sulcata (Geplooid breeksteeltje), status: uiterst zeldzaam
- Pholiotina teneroides (Gekraagd breeksteeltje), status: matig algemeen
- Pholiotina utricystidiata (Rietbreeksteeltje), status: uiterst zeldzaam
- Pholiotina velata (Franjebreeksteeltje), status: vrij algemeen
- Pholiotina vestita (Kleibosbreeksteeltje), status: vrij zeldzaam
- Pholiotina vexans (Manchetbreeksteeltje), status: zeldzaam
- Phomatospora berkeleyi (Lenteknikkertje), status: zeldzaam
- Phomatospora coprophila (Mestknikkertje), status: uiterst zeldzaam
- Phomatospora dinemasporium (Grasknikkertje), status: matig algemeen
- Phomatospora endopteris (Varenknikkertje), status: uiterst zeldzaam
- Phomatospora hyalina (Glazig knikkertje), status: niet bekend
- Phragmidium bulbosum (Papilbraamroest), status: niet bekend
- Phragmidium fragariae (Bosaardbeiroest), status: niet bekend
- Phragmidium mucronatum (Grofwrattige papilroosroest), status: niet bekend
- Phragmidium rosae-pimpinellifoliae (Gladde roosroest), status: niet bekend
- Phragmidium rubi-idaei (Framboosroest), status: niet bekend
- Phragmidium sanguisorbae (Kleine-pimpernelroest), status: niet bekend
- Phragmidium tuberculatum (Fijnwrattige papilroosroest), status: niet bekend
- Phragmidium violaceum (Veelcellige braamroest), status: niet bekend
- Phragmoporthe conformis (Elzenstippelkogeltje), status: uiterst zeldzaam
- Phyllachora graminis (Graszwartkorstje), status: zeer zeldzaam
- Phyllachora junci (Russenzwartkorstje), status: uiterst zeldzaam
- Phyllachora therophila (Russenknikkertje), status: uiterst zeldzaam
- Phyllactinia fraxini (Essenmeeldauw), status: uiterst zeldzaam
- Phyllactinia guttata (Hazelaarmeeldauw), status: uiterst zeldzaam
- Phyllactinia mali (Appelmeeldauw), status: uiterst zeldzaam
- Phylloporia ribis (Bessenvuurzwam), status: matig algemeen
- Phyllotopsis nidulans (Oranje oesterzwam), status: zeer zeldzaam
- Physalacria cryptomeriae (Wit speldenknopje), status: uiterst zeldzaam
- Physarum album (Knikkend kalkkopje), status: vrij algemeen
- Physarum auriscalpium (Oranjegeel kalkkopje), status: uiterst zeldzaam
- Physarum bethelii (Gedeukt kalkkopje), status: zeer zeldzaam
- Physarum bitectum (Niervormig kalkkopje), status: zeldzaam
- Physarum bivalve (Opensplijtend kalkkopje), status: vrij zeldzaam
- Physarum cinereum (Grijs kalkkopje), status: zeldzaam
- Physarum compressum (Samengedrukt kalkkopje), status: zeldzaam
- Physarum confertum (Geaderd kalkkopje), status: uiterst zeldzaam
- Physarum conglomeratum (Geklonterd kalkkopje), status: uiterst zeldzaam
- Physarum contextum (Bros kalkkopje), status: zeer zeldzaam
- Physarum daamsii (Vliesstelig kalkkopje), status: uiterst zeldzaam
- Physarum didermoides (Strokalkkopje), status: zeldzaam
- Physarum equatorisporium (Saturnuskalkkopje), status: uiterst zeldzaam
- Physarum flavicomum (Fijn kalkkopje), status: uiterst zeldzaam
- Physarum flavidum (Tolkalkkopje), status: niet bekend
- Physarum galbeum (Goudgeel kalkkopje), status: niet bekend
- Physarum globuliferum (Bol kalkkopje), status: zeer zeldzaam
- Physarum gyrosum (Rozetvormig kalkkopje), status: niet bekend
- Physarum lateritium (Scharlaken kalkkopje), status: niet bekend
- Physarum lenticulare (Lensvormig kalkkopje), status: uiterst zeldzaam
- Physarum leucophaeum (Grijswit kalkkopje), status: matig algemeen
- Physarum leucopus (Witsteelkalkkopje), status: zeldzaam
- Physarum licheniforme (Korstmoskalkkopje), status: zeer zeldzaam
- Physarum murinum (Vuil kalkkopje), status: niet bekend
- Physarum mutabile (Withartkalkkopje), status: uiterst zeldzaam
- Physarum nudum (Naakt kalkkopje), status: zeer zeldzaam
- Physarum oblatum (Peervormig kalkkopje), status: uiterst zeldzaam
- Physarum perfectum (Somber kalkkopje), status: verdwenen
- Physarum psittacinum (Oranjesteelkalkkopje), status: zeer zeldzaam
- Physarum pulcherripes (Fraaisteelkalkkopje), status: verdwenen
- Physarum pusillum (Bruinstelig kalkkopje), status: zeldzaam
- Physarum reniforme (Meerstelig kalkkopje), status: zeer zeldzaam
- Physarum robustum (Fors kalkkopje), status: vrij zeldzaam
- Physarum schroeteri (Reuzenhartkalkkopje), status: zeer zeldzaam
- Physarum straminipes (Vlaksporig kalkkopje), status: uiterst zeldzaam
- Physarum vernum (Vroeg kalkkopje), status: zeer zeldzaam
- Physarum virescens (Grijsgroen kalkkopje), status: zeldzaam
- Physarum viride (Geelgroen kalkkopje), status: vrij zeldzaam
- Physisporinus sanguinolentus (Bloedende buisjeszwam), status: algemeen
- Physisporinus vitreus (Glazige buisjeszwam), status: algemeen
- Piloderma byssinum (Wit franjevlies), status: zeer zeldzaam
- Piloderma fallax (Goudfranjevlies), status: uiterst zeldzaam
- Piptoporus betulinus (Berkenzwam), status: zeer algemeen
- Pirottaea brevipila (Kortharig kommetje), status: uiterst zeldzaam
- Pirottaea nigrostriata (Bruinhaarkommetje), status: vrij zeldzaam
- Pirottaea symphyti (Smeerwortelkommetje), status: zeldzaam
- Pisolithus arhizus (Verfstuifzwam), status: zeldzaam
- Pithya cupressina (Jeneverbesbekertje), status: zeer zeldzaam
- Plagiosphaera immersa (Netelknikkertje), status: zeldzaam
- Plagiosphaera umbelliferarum (Schermbloemknikkertje), status: uiterst zeldzaam
- Plagiostoma aesculi (Kastanjeuitbreekkogeltje), status: zeer zeldzaam
- Plagiostoma alneum (Elzenknikkertje), status: uiterst zeldzaam
- Plagiostoma devexum (Duizendknoopknikkertje), status: uiterst zeldzaam
- Plagiostoma euphorbiae (Wolfsmelkknikkertje), status: verdwenen
- Plagiostoma inclinatum (Draadsporig knikkertje), status: zeer zeldzaam
- Plagiostoma salicellum (Wilgenuitbreekkogeltje), status: zeer zeldzaam
- Plagiostoma solidaginis (Guldenroedeuitbreekkogeltje), status: zeer zeldzaam
- Platychora ulmi (Iepenholtekussentje), status: uiterst zeldzaam
- Platygloea effusa (Vlak trilkorstje), status: zeer zeldzaam
- Plectania melastoma (Zwarte matjesbekerzwam), status: verdwenen
- Pleomassaria siparia (Berkenmuurspoorbolletje), status: uiterst zeldzaam
- Pleospora abscondita (Rietbladmuurspoorbolletje), status: uiterst zeldzaam
- Pleospora cytisi, status: uiterst zeldzaam
- Pleospora herbarum (Kaal muurspoorbolletje), status: matig algemeen
- Pleospora penicillus (Ruig muurspoorbolletje), status: vrij zeldzaam
- Pleospora rubelloides (Purpervlekkig muurspoorbolletje), status: uiterst zeldzaam
- Pleospora straminis (Strogeel muurspoorbolletje), status: uiterst zeldzaam
- Pleurotus calyptratus (Grauwe oesterzwam), status: uiterst zeldzaam
- Pleurotus cornucopiae (Trechteroesterzwam), status: matig algemeen
- Pleurotus dryinus (Schubbige oesterzwam), status: vrij algemeen
- Pleurotus eryngii (Kruisdisteloesterzwam), status: zeldzaam
- Pleurotus ostreatus (Gewone oesterzwam), status: zeer algemeen
- Pleurotus pulmonarius (Bleke oesterzwam), status: algemeen
- Plicaria anthracina (Zwarte brandplekbekerzwam), status: zeer zeldzaam
- Plicaria endocarpoides (Beroete brandplekbekerzwam), status: zeldzaam
- Plicaria trachycarpa (Purperbruine brandplekbekerzwam), status: zeldzaam
- Plicaturopsis crispa (Plooivlieswaaiertje), status: algemeen
- Ploettnera solidaginis (Guldenroedebladschijfje), status: uiterst zeldzaam
- Pluteus atromarginatus (Zwartsnedehertenzwam), status: zeldzaam
- Pluteus aurantiorugosus (Oranjerode hertenzwam), status: zeldzaam
- Pluteus cervinus (Gewone hertenzwam), status: zeer algemeen
- Pluteus chrysophaeus (Gele aderhertenzwam), status: vrij zeldzaam
- Pluteus cinereofuscus (Grondhertenzwam), status: algemeen
- Pluteus cyanopus (Blauwvoethertenzwam), status: uiterst zeldzaam
- Pluteus dietrichii (Krakhoedhertenzwam), status: zeer zeldzaam
- Pluteus ephebeus (Splijthoedhertenzwam), status: vrij algemeen
- Pluteus exiguus (Verborgen hertenzwam), status: zeldzaam
- Pluteus hispidulus (Pluishoedhertenzwam), status: matig algemeen
- Pluteus inquilinus (Witte rimpelhertenzwam), status: zeldzaam
- Pluteus insidiosus (Zwaardvishertenzwam), status: zeldzaam
- Pluteus leoninus (Goudgele hertenzwam), status: matig algemeen
- Pluteus luctuosus (Bruinsnedehertenzwam), status: matig algemeen
- Pluteus nanus (Dwerghertenzwam), status: algemeen
- Pluteus pallescens (Gevoorde hertenzwam), status: zeldzaam
- Pluteus pellitus (Sneeuwwitte hertenzwam), status: vrij zeldzaam
- Pluteus petasatus (Zaagselhertenzwam), status: matig algemeen
- Pluteus phlebophorus (Geaderde hertenzwam), status: algemeen
- Pluteus plautus (Donkere knolvoethertenzwam), status: vrij zeldzaam
- Pluteus podospileus (Fluweelhertenzwam), status: vrij algemeen
- Pluteus pouzarianus (Naaldhouthertenzwam), status: matig algemeen
- Pluteus pusillulus (Kleinste hertenzwam), status: uiterst zeldzaam
- Pluteus romellii (Geelsteelhertenzwam), status: vrij algemeen
- Pluteus salicinus (Grauwgroene hertenzwam), status: algemeen
- Pluteus semibulbosus (Bleke knolvoethertenzwam), status: vrij zeldzaam
- Pluteus thomsonii (Roetkleurige hertenzwam), status: vrij algemeen
- Pluteus umbrosus (Pronkhertenzwam), status: matig algemeen
- Podophacidium xanthomelum (Linzenschoteltje), status: uiterst zeldzaam
- Podosordaria tulasnei (Konijnenmesturntje), status: zeldzaam
- Podosphaera aphanis, status: verdwenen
- Podosphaera aucupariae, status: uiterst zeldzaam
- Podosphaera clandestina, status: uiterst zeldzaam
- Podosphaera epilobii (Basterdwederikmeeldauw), status: uiterst zeldzaam
- Podosphaera fugax (Ooievaarsbekmeeldauw), status: uiterst zeldzaam
- Podosphaera fusca (Zonnebloemmeeldauw), status: uiterst zeldzaam
- Podosphaera plantaginis (Smalle weegbreemeeldauw), status: uiterst zeldzaam
- Podosphaera tridactyla (Kersenmeeldauw), status: uiterst zeldzaam
- Podospora aloides (Kuifmenhirzwammetje), status: uiterst zeldzaam
- Podospora appendiculata (Witkopmenhirzwammetje), status: zeer zeldzaam
- Podospora argentinensis (Maximamenhirzwammetje), status: verdwenen
- Podospora collapsa (Knikkerzakmenhirzwammetje), status: zeer zeldzaam
- Podospora communis (Kromharig menhirzwammetje), status: uiterst zeldzaam
- Podospora curvicolla (Veelsporig menhirzwammetje), status: zeer zeldzaam
- Podospora curvula (Baardig menhirzwammetje), status: vrij zeldzaam
- Podospora dakotensis (Keutelmenhirzwammetje), status: zeer zeldzaam
- Podospora decipiens (Flapsporig menhirzwammetje), status: zeldzaam
- Podospora excentrica (Kwastharig menhirzwammetje), status: zeer zeldzaam
- Podospora fimicola (Ruig menhirzwammetje), status: zeer zeldzaam
- Podospora globosa (Kaal menhirzwammetje), status: uiterst zeldzaam
- Podospora glutinans (Grootsporig menhirzwammetje), status: uiterst zeldzaam
- Podospora intestinacea (Langhalsmenhirzwammetje), status: zeer zeldzaam
- Podospora leporina (Schemermenhirzwammetje), status: verdwenen
- Podospora miniglutinans (Kortharig menhirzwammetje), status: zeer zeldzaam
- Podospora pauciseta (Kalend menhirzwammetje), status: uiterst zeldzaam
- Podospora perplexans (Spitsharig menhirzwammetje), status: zeer zeldzaam
- Podospora pleiospora (Befmenhirzwammetje), status: zeer zeldzaam
- Podospora setosa (Stijfharig menhirzwammetje), status: zeer zeldzaam
- Podospora tetraspora (Viersporig menhirzwammetje), status: vrij zeldzaam
- Podospora unicaudata (Onbedekt menhirzwammetje), status: verdwenen
- Podospora vesticola (Kortborstelig menhirzwammetje), status: zeldzaam
- Polycoccum peltigerae (Leermosgalschijfje), status: zeldzaam
- Polydesmia pruinosa (Kernzwamknopje), status: algemeen
- Polyporus arcularius (Grootporiehoutzwam), status: vrij zeldzaam
- Polyporus badius (Peksteel), status: algemeen
- Polyporus brumalis (Winterhoutzwam), status: zeer algemeen
- Polyporus ciliatus (Vroege houtzwam), status: algemeen
- Polyporus melanopus (Druppelvlekhoutzwam), status: zeldzaam
- Polyporus squamosus (Zadelzwam), status: zeer algemeen
- Polyporus tuberaster (Franjeporiezwam), status: vrij algemeen
- Polyporus umbellatus (Schermpjeseikhaas), status: zeldzaam
- Polyporus varius (Waaierbuisjeszwam), status: zeer algemeen
- Porodaedalea pini (Dennenvuurzwam), status: zeer zeldzaam
- Poronia erici (Kleine speldenprikzwam), status: vrij zeldzaam
- Poronia punctata (Grote speldenprikzwam), status: vrij zeldzaam
- Porostereum spadiceum (Leerachtige korstzwam), status: vrij algemeen
- Porpoloma spinulosum (Fijnstekelige ridderhoed), status: verdwenen
- Postia balsamea (Jeneverbeskaaszwam), status: zeer zeldzaam
- Postia caesia (Blauwe kaaszwam), status: zeer algemeen
- Postia ceriflua (Holleboomkaaszwam), status: zeldzaam
- Postia floriformis (Rozetkaaszwam), status: uiterst zeldzaam
- Postia fragilis (Vlekkende kaaszwam), status: vrij zeldzaam
- Postia leucomallela (Krijtachtige kaaszwam), status: vrij algemeen
- Postia lowei (Dunne kaaszwam), status: verdwenen
- Postia ptychogaster (Boompuist), status: algemeen
- Postia rennyi (Bestoven kaaszwam), status: zeldzaam
- Postia sericeomollis (Kruipende kaaszwam), status: zeldzaam
- Postia stiptica (Bittere kaaszwam), status: algemeen
- Postia subcaesia (Vaalblauwe kaaszwam), status: zeer algemeen
- Postia tephroleuca (Asgrauwe kaaszwam), status: zeer algemeen
- Postia undosa (Wijdporiekaaszwam), status: uiterst zeldzaam
- Postia wakefieldiae (Gezoneerde kaaszwam), status: zeldzaam
- Potebniamyces discolor (Perenvlechtkussentje), status: verdwenen
- Preussia aemulans (Klaversegmentatiezwam), status: verdwenen
- Preussia fleischhakii (Gewone segmentatiezwam), status: uiterst zeldzaam
- Proliferodiscus pulveraceus (Melig franjekelkje), status: zeldzaam
- Prosthecium platanoidis (Esdoornperforeerzwam), status: uiterst zeldzaam
- Protocrea delicatula (Tere kussentjeszwam), status: uiterst zeldzaam
- Protocrea pallida (Bleke kussentjeszwam), status: uiterst zeldzaam
- Prototrichia metallica (Klein doorschijnpluisje), status: zeldzaam
- Psathyrella almerensis (Polderfranjehoed), status: zeer zeldzaam
- Psathyrella amarescens (Bittere franjehoed), status: uiterst zeldzaam
- Psathyrella ammophila (Duinfranjehoed), status: matig algemeen
- Psathyrella artemisiae (Wollige franjehoed), status: algemeen
- Psathyrella atrolaminata (Zwartplaatfranjehoed), status: zeldzaam
- Psathyrella badia (Kastanjebruine franjehoed), status: niet bekend
- Psathyrella badiophylla (Bruinplaatfranjehoed), status: vrij zeldzaam
- Psathyrella basii (Rietfranjehoed), status: zeer zeldzaam
- Psathyrella bernhardii (Donkerbruine franjehoed), status: niet bekend
- Psathyrella berolinensis (Harige mestfranjehoed), status: uiterst zeldzaam
- Psathyrella bifrons (Okerbruine franjehoed), status: zeer zeldzaam
- Psathyrella bipellis (Purperrode franjehoed), status: matig algemeen
- Psathyrella borgensis (Afgeplatte franjehoed), status: niet bekend
- Psathyrella candolleana (Bleke franjehoed), status: zeer algemeen
- Psathyrella canoceps (Conische wolfranjehoed), status: vrij zeldzaam
- Psathyrella capitatocystis (Knopcelfranjehoed), status: zeer zeldzaam
- Psathyrella caput-medusae (Bruinschubbige franjehoed), status: niet bekend
- Psathyrella casca (Holsteelfranjehoed), status: vrij zeldzaam
- Psathyrella cernua (Verblekende franjehoed), status: vrij zeldzaam
- Psathyrella clivensis (Kalkfranjehoed), status: vrij zeldzaam
- Psathyrella connata (Toefige franjehoed), status: zeer zeldzaam
- Psathyrella conopilus (Langsteelfranjehoed), status: algemeen
- Psathyrella corrugis (Sierlijke franjehoed), status: algemeen
- Psathyrella cortinarioides (Roodbruine franjehoed), status: matig algemeen
- Psathyrella cotonea (Geelvoetfranjehoed), status: matig algemeen
- Psathyrella dennyensis (Moerasfranjehoed), status: uiterst zeldzaam
- Psathyrella dicrani (Gaffeltandfranjehoed), status: vrij zeldzaam
- Psathyrella dunarum (Zandfranjehoed), status: niet bekend
- Psathyrella dunensis (Blozende zandfranjehoed), status: uiterst zeldzaam
- Psathyrella effibulata (Ruderale franjehoed), status: uiterst zeldzaam
- Psathyrella epimyces (Kostgangerfranjehoed), status: niet bekend
- Psathyrella fagetophila (Kale beukenfranjehoed), status: uiterst zeldzaam
- Psathyrella fatua (Lentefranjehoed), status: vrij zeldzaam
- Psathyrella flexispora (Duinmosfranjehoed), status: uiterst zeldzaam
- Psathyrella fragrans (Zoetgeurende franjehoed), status: niet bekend
- Psathyrella friesii (Vezelige franjehoed), status: zeldzaam
- Psathyrella fulvescens (Bruinwordende franjehoed), status: uiterst zeldzaam
- Psathyrella fusca (Beukenfranjehoed), status: vrij zeldzaam
- Psathyrella globosivelata (Korreltjesfranjehoed), status: uiterst zeldzaam
- Psathyrella gossypina (Bruinbultige franjehoed), status: matig algemeen
- Psathyrella granulosa (Korrelige mestfranjehoed), status: uiterst zeldzaam
- Psathyrella hirta (Vlokkige mestfranjehoed), status: vrij zeldzaam
- Psathyrella hydrophiloides (Gedrongen witsteelfranjehoed), status: vrij zeldzaam
- Psathyrella impexa (Rozewordende franjehoed), status: niet bekend
- Psathyrella infida (Wijdplaatfranjehoed), status: niet bekend
- Psathyrella lacuum (Bezemfranjehoed), status: niet bekend
- Psathyrella laevissima (Kleinsporige franjehoed), status: vrij zeldzaam
- Psathyrella leucotephra (Geringde franjehoed), status: zeldzaam
- Psathyrella longicauda (Penwortelfranjehoed), status: vrij zeldzaam
- Psathyrella lutensis (Satijnsteelfranjehoed), status: vrij algemeen
- Psathyrella maculata (Gevlekte franjehoed), status: zeer zeldzaam
- Psathyrella marcescibilis (Spaanderfranjehoed), status: vrij algemeen
- Psathyrella melanophylloides (Wiprandfranjehoed), status: niet bekend
- Psathyrella melanthina (Fijnschubbige franjehoed), status: uiterst zeldzaam
- Psathyrella mesobromionis (Kalkgraslandfranjehoed), status: uiterst zeldzaam
- Psathyrella microrrhiza (Kortwortelfranjehoed), status: algemeen
- Psathyrella minutissima (Lilliputfranjehoed), status: niet bekend
- Psathyrella mookensis (Grijsbruine bermfranjehoed), status: niet bekend
- Psathyrella mucrocystis (Puntcelfranjehoed), status: niet bekend
- Psathyrella multicystidiata (Donkere franjehoed), status: uiterst zeldzaam
- Psathyrella multipedata (Bundelfranjehoed), status: vrij algemeen
- Psathyrella narcotica (Stinkfranjehoed), status: vrij zeldzaam
- Psathyrella niveobadia (Witrandfranjehoed), status: zeldzaam
- Psathyrella noli-tangere (Oeverfranjehoed), status: matig algemeen
- Psathyrella obtusata (Stompe franjehoed), status: matig algemeen
- Psathyrella ocellata (Vale franjehoed), status: zeldzaam
- Psathyrella ochracea (Okergele franjehoed), status: uiterst zeldzaam
- Psathyrella olympiana (Kroontjesfranjehoed), status: matig algemeen
- Psathyrella opaca (Saaie franjehoed), status: uiterst zeldzaam
- Psathyrella orbicularis (Tengere franjehoed), status: zeer zeldzaam
- Psathyrella panaeoloides (Bermfranjehoed), status: matig algemeen
- Psathyrella pannucioides (Zijdefranjehoed), status: vrij zeldzaam
- Psathyrella pennata (Brandplekfranjehoed), status: zeldzaam
- Psathyrella perpusilla (Nietige franjehoed), status: zeldzaam
- Psathyrella pertinax (Naaldhoutfranjehoed), status: niet bekend
- Psathyrella pervelata (Bleke vlokfranjehoed), status: zeldzaam
- Psathyrella piluliformis (Witsteelfranjehoed), status: zeer algemeen
- Psathyrella polycystis (Spatelcelfranjehoed), status: vrij zeldzaam
- Psathyrella populina (Peppelfranjehoed), status: zeer zeldzaam
- Psathyrella prona (Kleine grasfranjehoed), status: algemeen
- Psathyrella pseudocorrugis (Roodsneefranjehoed), status: matig algemeen
- Psathyrella pseudogracilis (Dubbelgangerfranjehoed), status: matig algemeen
- Psathyrella purpureobadia (Purperbruine franjehoed), status: uiterst zeldzaam
- Psathyrella pygmaea (Dwergfranjehoed), status: vrij algemeen
- Psathyrella rannochii (Broekbosfranjehoed), status: uiterst zeldzaam
- Psathyrella reticulata (Gelobde franjehoed), status: niet bekend
- Psathyrella rhombispora (Ruitsporige franjehoed), status: niet bekend
- Psathyrella ridicula (Roodbruine wortelfranjehoed), status: niet bekend
- Psathyrella romagnesii (Halmfranjehoed), status: uiterst zeldzaam
- Psathyrella romseyensis (Breedplaatfranjehoed), status: niet bekend
- Psathyrella saponacea (Paardenmestfranjehoed), status: zeer zeldzaam
- Psathyrella scheppingensis (Pitrusfranjehoed), status: uiterst zeldzaam
- Psathyrella seymourensis (Beemdfranjehoed), status: vrij zeldzaam
- Psathyrella spadicea (Dadelfranjehoed), status: vrij algemeen
- Psathyrella spadiceogrisea (Vroege franjehoed), status: algemeen
- Psathyrella sphaerocystis (Bepoederde mestfranjehoed), status: niet bekend
- Psathyrella spintrigera (Vloksteelfranjehoed), status: zeer zeldzaam
- Psathyrella stellata (Platte franjehoed), status: niet bekend
- Psathyrella stercoraria (Kleine mestfranjehoed), status: uiterst zeldzaam
- Psathyrella tephrophylla (Conische franjehoed), status: vrij algemeen
- Psathyrella trivialis (Heidefranjehoed), status: vrij algemeen
- Psathyrella twickelensis (Rossige franjehoed), status: zeldzaam
- Psathyrella typhae (Lisdoddefranjehoed), status: matig algemeen
- Psathyrella umbrina (Kleine puntcelfranjehoed), status: uiterst zeldzaam
- Psathyrella variata (Donsrandfranjehoed), status: uiterst zeldzaam
- Psathyrella vestita (Witte franjehoed), status: zeer zeldzaam
- Psathyrella vinosofulva (Wijnrode franjehoed), status: vrij zeldzaam
- Psathyrella waverenii (Dwergmestfranjehoed), status: niet bekend
- Pseudaleuria fibrillosa (Zandborstelbekertje), status: zeer zeldzaam
- Pseudeurotium ovale (Mestruitenballetje), status: niet bekend
- Pseudobaeospora albidula (Bleek porfierzwammetje), status: uiterst zeldzaam
- Pseudobaeospora argentea (Zilverig porfierzwammetje), status: uiterst zeldzaam
- Pseudobaeospora frieslandica (Fors porfierzwammetje), status: uiterst zeldzaam
- Pseudobaeospora pyrifera (Wijnrood porfierzwammetje), status: uiterst zeldzaam
- Pseudoboletus parasiticus (Kostgangerboleet), status: algemeen
- Pseudochaete tabacina (Tabakborstelzwam), status: vrij algemeen
- Pseudoclitocybe cyathiformis (Bruine schijntrechterzwam), status: vrij zeldzaam
- Pseudoclitocybe expallens (Roetkleurige schijntrechterzwam), status: vrij zeldzaam
- Pseudocraterellus undulatus (Kleine trompetzwam), status: matig algemeen
- Pseudohelotium pineti (Naaldhoutstipschoteltje), status: uiterst zeldzaam
- Pseudohelotium sordidulum (Vaal stipschoteltje), status: uiterst zeldzaam
- Pseudohydnum gelatinosum (Stekeltrilzwam), status: algemeen
- Pseudoinonotus dryadeus (Eikenweerschijnzwam), status: matig algemeen
- Pseudomassaria chondrospora (Lindezoolspoortje), status: zeer zeldzaam
- Pseudomassaria polystigma (Eikenbladzoolspoortje), status: uiterst zeldzaam
- Pseudomassaria sepincolaeformis (Rozenzoolspoortje), status: uiterst zeldzaam
- Pseudombrophila cervaria (Purperbruin mestbekertje), status: zeer zeldzaam
- Pseudombrophila hepatica (Grootsporig mestbekertje), status: vrij zeldzaam
- Pseudombrophila leporum (Bleek mestbekertje), status: zeer zeldzaam
- Pseudombrophila merdaria (Bruinspikkelig mestbekertje), status: uiterst zeldzaam
- Pseudombrophila porcina (Kleinsporig mestbekertje), status: niet bekend
- Pseudombrophila ripensis (Sclerotiummestbekertje), status: niet bekend
- Pseudombrophila theioleuca (Geel mestbekertje), status: zeer zeldzaam
- Pseudomerulius aureus (Gulden plooivlies), status: zeer zeldzaam
- Pseudonectria ciliata (Gewimperd meniezwammetje), status: niet bekend
- Pseudonectria pachysandricola (Schaduwkruidmeniezwammetje), status: niet bekend
- Pseudonectria rousseliana (Stijfharig meniezwammetje), status: uiterst zeldzaam
- Pseudoomphalina pachyphylla (Bittere trechterzwam), status: vrij zeldzaam
- Pseudopeziza calthae (Dotterbloemschijnbekertje), status: uiterst zeldzaam
- Pseudopeziza medicaginis (Rupsklaverschijnbekertje), status: uiterst zeldzaam
- Pseudopeziza morthieri (Bramenschijnbekertje), status: uiterst zeldzaam
- Pseudopeziza trifolii (Klaverschijnbekertje), status: zeer zeldzaam
- Pseudoplectania nigrella (Zwarte bekerzwam), status: uiterst zeldzaam
- Pseudotomentella mucidula (Okerbruin rouwvliesje), status: uiterst zeldzaam
- Pseudotomentella tristis (Bruin rouwvliesje), status: zeer zeldzaam
- Pseudovalsa lanciformis (Berkenkerfzwammetje), status: zeer zeldzaam
- Pseudovalsa longipes (Langvoetkerfzwammetje), status: uiterst zeldzaam
- Pseudovalsa umbonata (Eikenkerfzwammetje), status: uiterst zeldzaam
- Pseudovalsella thelebola (Elzenkerfzwammetje), status: uiterst zeldzaam
- Psilachnum acutum (Witbolfranjekelkje), status: zeer zeldzaam
- Psilachnum asemum (Broekfranjekelkje), status: zeldzaam
- Psilachnum chrysostigmum (Berijpt varenschoteltje), status: vrij zeldzaam
- Psilachnum eburneum (Grasschoteltje), status: zeldzaam
- Psilachnum inquilinum (Paardenstaartfranjekelkje), status: zeldzaam
- Psilachnum lanceolatoparaphysatum (Lancetfranjekelkje), status: uiterst zeldzaam
- Psilachnum lateritioalbum (Zeggefranjekelkje), status: uiterst zeldzaam
- Psilachnum rubrotinctum (Moerasspireafranjekelkje), status: uiterst zeldzaam
- Psilocistella conincola (Dennenappelrijpkelkje), status: uiterst zeldzaam
- Psilocybe cyanescens (Blauwwordend kaalkopje), status: matig algemeen
- Psilocybe fimetaria (Blauwvoetkaalkopje), status: vrij zeldzaam
- Psilocybe glutinosa (Glibberig kaalkopje), status: uiterst zeldzaam
- Psilocybe liniformans (Slijmrandkaalkopje), status: vrij zeldzaam
- Psilocybe puberula (Harig kaalkopje), status: vrij zeldzaam
- Psilocybe semilanceata (Puntig kaalkopje), status: algemeen
- Psilocybe strictipes (Vlak kaalkopje), status: vrij zeldzaam
- Psilocybe turficola (Slank kaalkopje), status: zeldzaam
- Pterula gracilis (Kruidveertje), status: matig algemeen
- Pterula multifida (Sparrenveertje), status: matig algemeen
- Pterula rigida (Houtveertje), status: uiterst zeldzaam
- Puccinia acetosae (Tweecellige veldzuringroest), status: niet bekend
- Puccinia adoxae (Eenkennige muskuskruidroest), status: niet bekend
- Puccinia aegopodii (Zevenbladroest), status: niet bekend
- Puccinia allii (Lookroest), status: niet bekend
- Puccinia angelicae (Schermbloemenroest), status: niet bekend
- Puccinia annularis (Valse-salieroest), status: niet bekend
- Puccinia antirrhini (Leeuwenbekroest), status: niet bekend
- Puccinia apii (Selderijroest), status: niet bekend
- Puccinia arenariae (Anjerfamilieroest), status: niet bekend
- Puccinia argentata (Muskuskruid-springzaadroest), status: niet bekend
- Puccinia asarina (Mansoorroest), status: niet bekend
- Puccinia asparagi (Aspergeroest), status: niet bekend
- Puccinia betonicae (Betonieroest), status: niet bekend
- Puccinia bistortae (Naakte adderwortelroest), status: niet bekend
- Puccinia brachypodii (Kortsteelroest), status: niet bekend
- Puccinia bulbocastani (Aardkastanjeroest), status: niet bekend
- Puccinia calcitrapae (Distelroest), status: niet bekend
- Puccinia caricina (Ribes-Zeggeroest), status: niet bekend
- Puccinia chaerophylli (Ribzaadroest), status: niet bekend
- Puccinia cicutae (Waterscheerlingroest), status: niet bekend
- Puccinia circaeae (Tweecellige heksenkruidroest), status: niet bekend
- Puccinia cnici (Vederdistelroest), status: niet bekend
- Puccinia commutata (Tweecellige valeriaanroest), status: niet bekend
- Puccinia conii (Scheerlingroest), status: niet bekend
- Puccinia convolvuli (Winderoest), status: niet bekend
- Puccinia coronata (Kroonroest), status: niet bekend
- Puccinia cyani (Korenbloemroest), status: niet bekend
- Puccinia difformis (Kleefkruidroest), status: niet bekend
- Puccinia dioicae (Composieten-zeggeroest), status: niet bekend
- Puccinia distincta (Madeliefjesroest), status: niet bekend
- Puccinia elymi (Helmroest), status: niet bekend
- Puccinia festucae (Zwenkgrasroest), status: niet bekend
- Puccinia glechomatis (Hondsdrafroest), status: niet bekend
- Puccinia glomerata (Kruiskruidroest), status: niet bekend
- Puccinia graminis (Zwarte roest), status: niet bekend
- Puccinia heraclei (Berenklauwroest), status: niet bekend
- Puccinia hieracii (Cichoreiroest), status: niet bekend
- Puccinia hordei (Dwergroest), status: niet bekend
- Puccinia horiana (Japanse roest), status: niet bekend
- Puccinia hydrocotyles (Waternavelroest), status: niet bekend
- Puccinia hysterium (Morgensterroest), status: niet bekend
- Puccinia iridis (Irisroest), status: niet bekend
- Puccinia komarovii (Klein-springzaadroest), status: niet bekend
- Puccinia lagenophorae (Australische composietenroest), status: niet bekend
- Puccinia lapsanae (Akkerkoolroest), status: niet bekend
- Puccinia liliacearum (Vogelmelkroest), status: niet bekend
- Puccinia longissima (Vetkruid-fakkelgrasroest), status: niet bekend
- Puccinia luzulae (Veldbiesroest), status: niet bekend
- Puccinia magnusiana (Boterbloem-rietroest), status: niet bekend
- Puccinia malvacearum (Kaasjeskruidroest), status: niet bekend
- Puccinia menthae (Muntroest), status: niet bekend
- Puccinia moliniae (Pijpenstrootjesroest), status: niet bekend
- Puccinia morthieri, status: niet bekend
- Puccinia nitida (Hondspeterselieroest), status: niet bekend
- Puccinia obscura (Madeliefjes-veldbiesroest), status: niet bekend
- Puccinia opizii (Sla-zeggeroest), status: niet bekend
- Puccinia oxalidis (Klaverzuringroest), status: niet bekend
- Puccinia pelargonii-zonalis (Pelargoniumroest), status: niet bekend
- Puccinia phragmitis (Zuring-rietroest), status: niet bekend
- Puccinia poarum (Klein hoefblad-beemdgrasroest), status: niet bekend
- Puccinia polygoni-amphibii (Ooievaarsbek-veenwortelroest), status: niet bekend
- Puccinia praecox (Streepzaadroest), status: niet bekend
- Puccinia primulae (Sleutelbloemroest), status: niet bekend
- Puccinia pulverulenta (Veelvormige basterdwederikroest), status: niet bekend
- Puccinia punctata (Veelvormige walstroroest), status: niet bekend
- Puccinia punctiformis (Akkerdistelroest), status: niet bekend
- Puccinia pygmaea (Duinrietroest), status: niet bekend
- Puccinia recondita (Bruine roest), status: niet bekend
- Puccinia ribis (Ribesroest), status: niet bekend
- Puccinia scirpi (Watergentiaan-mattenbiesroest), status: niet bekend
- Puccinia sessilis (Rietgrasroest), status: niet bekend
- Puccinia sorghi (Maïsroest), status: niet bekend
- Puccinia striiformis (Streeproest), status: niet bekend
- Puccinia tanaceti (Boerenwormkruidroest), status: niet bekend
- Puccinia thlaspeos (Boerenkersroest), status: niet bekend
- Puccinia urticata (Brandnetel-zeggeroest), status: niet bekend
- Puccinia variabilis (Paardenbloemroest), status: niet bekend
- Puccinia vincae (Grote-maagdenpalmroest), status: niet bekend
- Puccinia violae (Viooltjesroest), status: niet bekend
- Puccinia vulpinae (Voszeggeroest), status: niet bekend
- Pucciniastrum agrimoniae (Agrimonieroest), status: niet bekend
- Pucciniastrum areolatum (Fijnspar-prunusroest), status: niet bekend
- Pucciniastrum circeae (Oranje heksenkruidroest), status: niet bekend
- Pucciniastrum epilobii (Wilgenroosjeroest), status: niet bekend
- Pucciniastrum goodyerae (Dennenorchisroest), status: niet bekend
- Pucciniastrum guttatum (Onverdikte walstroroest), status: niet bekend
- Pulvinula convexella (Groot moskussentje), status: matig algemeen
- Pulvinula haemastigma (Klein moskussentje), status: zeldzaam
- Pulvinula niveoalba (Bleek moskussentje), status: uiterst zeldzaam
- Pulvinula salmonicolor (Zalmkleurig moskussentje), status: uiterst zeldzaam
- Pycnopeziza pachyderma (Eikenbladstromabekertje), status: uiterst zeldzaam
- Pycnoporus cinnabarinus (Vermiljoenhoutzwam), status: algemeen
- Pyrenopeziza adenostylidis (Composietuitbreekkommetje), status: niet bekend
- Pyrenopeziza arctii (Grootsporig uitbreekkommetje), status: uiterst zeldzaam
- Pyrenopeziza arenivaga (Helmuitbreekkommetje), status: niet bekend
- Pyrenopeziza artemisiae (Bijvoetuitbreekkommetje), status: zeer zeldzaam
- Pyrenopeziza benesuada (Takuitbreekkommetje), status: zeldzaam
- Pyrenopeziza betulicola (Berkenuitbreekkommetje), status: uiterst zeldzaam
- Pyrenopeziza carduorum (Disteluitbreekkommetje), status: vrij zeldzaam
- Pyrenopeziza chailletii (Berenklauwuitbreekkommetje), status: zeer zeldzaam
- Pyrenopeziza chamaenerii (Wilgenroosuitbreekkommetje), status: zeldzaam
- Pyrenopeziza depressuloides (Kleinsporig uitbreekkommetje), status: uiterst zeldzaam
- Pyrenopeziza digitalina (Vingerhoedskruiduitbreekkommetje), status: zeer zeldzaam
- Pyrenopeziza foliicola (Elzenuitbreekkommetje), status: niet bekend
- Pyrenopeziza fuckelii (Wilgenuitbreekkommetje), status: uiterst zeldzaam
- Pyrenopeziza inapiculata (Stomp uitbreekkommetje), status: uiterst zeldzaam
- Pyrenopeziza inornata (Klisuitbreekkommetje), status: uiterst zeldzaam
- Pyrenopeziza karstenii (Grasuitbreekkommetje), status: uiterst zeldzaam
- Pyrenopeziza lychnidis (Sileneuitbreekkommetje), status: zeldzaam
- Pyrenopeziza lycopincola (Wolfspootuitbreekkommetje), status: zeer zeldzaam
- Pyrenopeziza maculata, status: uiterst zeldzaam
- Pyrenopeziza millegrana (Roodbruin uitbreekkommetje), status: uiterst zeldzaam
- Pyrenopeziza nervicola (Nerfuitbreekkommetje), status: zeldzaam
- Pyrenopeziza pastinacae (Pastinaakuitbreekkommetje), status: zeldzaam
- Pyrenopeziza petiolaris (Esdoornuitbreekkommetje), status: matig algemeen
- Pyrenopeziza pulveracea (Zwart uitbreekkommetje), status: zeer zeldzaam
- Pyrenopeziza revincta (Gewoon uitbreekkommetje), status: matig algemeen
- Pyrenopeziza rubi (Frambozenuitbreekkommetje), status: zeer zeldzaam
- Pyrenopeziza urticicola (Brandneteluitbreekkommetje), status: vrij zeldzaam
- Pyrenophora parvula (Klein muurspoorbolletje), status: uiterst zeldzaam
- Pyrenophora trichostoma (Roggemuurspoorbolletje), status: zeer zeldzaam
- Pyrenophora typhicola (Lisdoddemuurspoorbolletje), status: zeer zeldzaam
- Pyronema domesticum (Grootsporig kuddeschijfje), status: zeldzaam
- Pyronema omphalodes (Spinragkuddeschijfje), status: zeldzaam
- Pyxidiophora grovei (Bleke kapspoorzwam), status: zeer zeldzaam

## R
- Radulomyces confluens (Ziekenhuisboomkorst), status: zeer algemeen
- Radulomyces hiemalis (Mammoetboomkorst), status: zeldzaam
- Radulomyces molaris (Getande boomkorst), status: vrij algemeen
- Radulomyces rickii (Bolsporige boomkorst), status: niet bekend
- Ramaria abietina (Groenwordende koraalzwam), status: matig algemeen
- Ramaria aurea (Goudgele koraalzwam), status: zeer zeldzaam
- Ramaria botrytis (Bloemkoolzwam), status: zeer zeldzaam
- Ramaria condensata (Roodbruine koraalzwam), status: niet bekend
- Ramaria decurrens (Stoere koraalzwam), status: zeer zeldzaam
- Ramaria eumorpha (Naaldboskoraalzwam), status: vrij zeldzaam
- Ramaria fennica (Paarsbruine koraalzwam), status: zeer zeldzaam
- Ramaria flava (Gele koraalzwam), status: niet bekend
- Ramaria flavoides (Alleekoraalzwam), status: niet bekend
- Ramaria formosa (Fraaie koraalzwam), status: zeldzaam
- Ramaria gracilis (Anijskoraalzwam), status: zeer zeldzaam
- Ramaria myceliosa (Dwergkoraalzwam), status: vrij zeldzaam
- Ramaria pallida (Bleke koraalzwam), status: uiterst zeldzaam
- Ramaria spinulosa (Stinkende koraalzwam), status: uiterst zeldzaam
- Ramaria stricta (Rechte koraalzwam), status: algemeen
- Ramaria subbotrytis (Roze beukenkoraalzwam), status: vrij zeldzaam
- Ramaria subdecurrens (Lilatoppige koraalzwam), status: niet bekend
- Ramaria suecica (Bleekroze koraalzwam), status: niet bekend
- Ramariopsis crocea (Oranjegeel koraaltje), status: vrij zeldzaam
- Ramariopsis kunzei (Ivoorkoraaltje), status: vrij zeldzaam
- Ramariopsis pulchella (Lila koraaltje), status: zeer zeldzaam
- Ramariopsis tenuicula (Fijnvertakt koraaltje), status: uiterst zeldzaam
- Ramariopsis tenuiramosa (Bezemkoraaltje), status: matig algemeen
- Ramgea annulispora (Spiraalspoorschijfje), status: uiterst zeldzaam
- Ramsbottomia asperior (Verdronken mosschijfje), status: uiterst zeldzaam
- Ramsbottomia crechqueraultii (Stekelsporig mosschijfje), status: vrij zeldzaam
- Ramsbottomia macracantha (Stersporig mosschijfje), status: zeldzaam
- Rebentischia massalongoi (Schorsstaartspoorzwam), status: zeer zeldzaam
- Renatobasidium notabile (Berijpte waslaagtrilzwam), status: uiterst zeldzaam
- Repetobasidium americanum (Breedsporig repeteerkorstje), status: zeer zeldzaam
- Repetobasidium vile (Boogsporig repeteerkorstje), status: uiterst zeldzaam
- Resinicium bicolor (Kristalstertandjeszwam), status: vrij algemeen
- Resinomycena saccharifera (Zeggemycena), status: vrij algemeen
- Resupinatus applicatus (Kaal dwergoortje), status: vrij algemeen
- Resupinatus kavinii (Wit dwergoortje), status: uiterst zeldzaam
- Resupinatus trichotis (Harig dwergoortje), status: vrij algemeen
- Resupinatus urceolatus (Melig aspicbekertje), status: zeldzaam
- Reticularia aurea (Geel boomkussen), status: niet bekend
- Reticularia intermedia (Dunwandig boomkussen), status: zeldzaam
- Reticularia jurana (Witrandboomkussen), status: zeldzaam
- Reticularia liceoides (Wormvormig boomkussen), status: niet bekend
- Reticularia lobata (Miniboomkussen), status: niet bekend
- Reticularia lycoperdon (Zilveren boomkussen), status: algemeen
- Reticularia olivacea (Olijfkleurig boomkussen), status: zeer zeldzaam
- Reticularia simulans (Groen boomkussen), status: niet bekend
- Reticularia splendens (Rossig boomkussen), status: zeldzaam
- Rhabdocline pseudotsugae (Douglasnaaldenvlek), status: niet bekend
- Rhamphoria pyriformis (Zwart peerzwammetje), status: uiterst zeldzaam
- Rhamphoria separata (Takpeerzwammetje), status: niet bekend
- Rhizina undulata (Oliebolzwam), status: matig algemeen
- Rhizodiscina lignyota (Houtdropjeszwam), status: zeldzaam
- Rhizopogon luteolus (Okerkleurige vezeltruffel), status: vrij algemeen
- Rhizopogon luteorubescens (Geelroze vezeltruffel), status: zeer zeldzaam
- Rhizopogon villosulus (Douglasvezeltruffel), status: niet bekend
- Rhizopogon vulgaris (Bruine vezeltruffel), status: uiterst zeldzaam
- Rhodocollybia butyracea (Botercollybia), status: zeer algemeen
- Rhodocollybia maculata (Roestvlekkenzwam), status: zeer algemeen
- Rhodocollybia prolixa (Rossige collybia), status: vrij zeldzaam
- Rhodofomes roseus (Roze sparrenhoutzwam), status: uiterst zeldzaam
- Rhodonia placenta (Roze kaaszwam), status: niet bekend
- Rhodotarzetta rosea (Roze brandbekerzwam), status: niet bekend
- Rhodotus palmatus (Zalmzwam), status: matig algemeen
- Rhopographus filicinus (Varenstreepzwam), status: vrij algemeen
- Rhytisma acerinum (Esdoornvlekkenzwam), status: algemeen
- Rhytisma salicinum (Wilgenvlekkenzwam), status: zeer zeldzaam
- Rickenella fibula (Oranjegeel trechtertje), status: zeer algemeen
- Rickenella mellea (Honingkleurig trechtertje), status: uiterst zeldzaam
- Rickenella swartzii (Paarsharttrechtertje), status: zeer algemeen
- Rigidoporus ulmarius (Iepenbuisjeszwam), status: zeldzaam
- Rimbachia arachnoidea (Glad mosoortje), status: vrij zeldzaam
- Rimbachia bryophila (Sterrenmosoortje), status: zeer zeldzaam
- Rimbachia neckerae (Kringmosoortje), status: zeer zeldzaam
- Ripartites tricholoma (Gewoon vilthoedje), status: vrij algemeen
- Rodwayella citrinula (Zeggevlieskelkje), status: uiterst zeldzaam
- Roesleria subterranea (Parasietpoederkopje), status: niet bekend
- Roridomyces roridus (Slijmsteelmycena), status: algemeen
- Rosellinia aquila (Lentetepelkogeltje), status: algemeen
- Rosellinia britannica (Afgeplat tepelkogeltje), status: zeldzaam
- Rosellinia corticium (Slijmsporig tepelkogeltje), status: vrij zeldzaam
- Rosellinia mammiformis (Glad tepelkogeltje), status: vrij algemeen
- Rosellinia thelena (Spits tepelkogeltje), status: vrij zeldzaam
- Roseodiscus formosus (Roze grondschijfje), status: zeldzaam
- Roumegueriella rufula (Wratsporig troepzwammetje), status: uiterst zeldzaam
- Russula acrifolia (Scherpe grauwhoedrussula), status: zeldzaam
- Russula adusta (Rookrussula), status: vrij zeldzaam
- Russula aeruginea (Groene berkenrussula), status: algemeen
- Russula albonigra (Zwartwitte russula), status: vrij zeldzaam
- Russula alnetorum (Elzenrussula), status: matig algemeen
- Russula amethystina (Amethistrussula), status: niet bekend
- Russula amoenicolor (Valse pastelrussula), status: niet bekend
- Russula amoenoides (Vissige fluweelrussula), status: zeer zeldzaam
- Russula amoenolens (Scherpe kamrussula), status: zeer algemeen
- Russula anatina (Gazonrussula), status: zeer zeldzaam
- Russula anthracina (Antracietrussula), status: zeldzaam
- Russula aquosa (Waterige russula), status: vrij zeldzaam
- Russula atrorubens (Zwartrode russula), status: algemeen
- Russula aurantiaca (Oranje russula), status: zeer zeldzaam
- Russula azurea (Azuren russula), status: niet bekend
- Russula betularum (Roze berkenrussula), status: zeer algemeen
- Russula brunneoviolacea (Gewolkte russula), status: vrij algemeen
- Russula caerulea (Papilrussula), status: vrij algemeen
- Russula carminipes (Karmijnrussula), status: uiterst zeldzaam
- Russula carpini (Haagbeukrussula), status: uiterst zeldzaam
- Russula cessans (Duinbosrussula), status: vrij zeldzaam
- Russula chloroides (Smalplaatrussula), status: matig algemeen
- Russula clariana (Tweegeurrussula), status: vrij zeldzaam
- Russula claroflava (Gele berkenrussula), status: algemeen
- Russula clavipes (Vissige knotsvoetrussula), status: matig algemeen
- Russula cretata (Kleurkrijtrussula), status: uiterst zeldzaam
- Russula cuprea (Donkere geelplaatrussula), status: zeldzaam
- Russula curtipes (Kortsteelrussula), status: zeer zeldzaam
- Russula cyanoxantha (Regenboogrussula), status: zeer algemeen
- Russula deceptiva (Verraderlijke russula), status: niet bekend
- Russula decipiens (Roze geelplaatrussula), status: matig algemeen
- Russula decolorans (Grauwstelige russula), status: zeer zeldzaam
- Russula delica (Witte russula), status: vrij algemeen
- Russula densifolia (Fijnplaatrussula), status: algemeen
- Russula elegans (Vergelende netspoorrussula), status: zeer zeldzaam
- Russula emetica (Naaldbosbraakrussula), status: matig algemeen
- Russula exalbicans (Verblekende russula), status: vrij algemeen
- Russula faginea (Vissige beukenrussula), status: zeldzaam
- Russula farinipes (Bleekgele russula), status: matig algemeen
- Russula fellea (Beukenrussula), status: algemeen
- Russula foetens (Stinkende russula), status: matig algemeen
- Russula font-queri (Zalmsteelrussula), status: zeer zeldzaam
- Russula fragilis (Broze russula), status: zeer algemeen
- Russula fragrantissima (Odeurrussula), status: niet bekend
- Russula gracillima (Sierlijke russula), status: matig algemeen
- Russula grata (Amandelrussula), status: matig algemeen
- Russula graveolens (Vissige eikenrussula), status: algemeen
- Russula grisea (Duifrussula), status: vrij algemeen
- Russula helodes (Moerasrussula), status: uiterst zeldzaam
- Russula heterophylla (Vorkplaatrussula), status: vrij algemeen
- Russula illota (Spikkelsneerussula), status: zeer zeldzaam
- Russula insignis (Verkleurende kamrussula), status: vrij zeldzaam
- Russula intermedia (Grote berkenrussula), status: niet bekend
- Russula ionochlora (Violetgroene russula), status: algemeen
- Russula laccata (Geurige wilgenrussula), status: matig algemeen
- Russula laeta (Okerroze russula), status: zeer zeldzaam
- Russula lepida (Potloodrussula), status: vrij zeldzaam
- Russula lepidicolor (Valse potloodrussula), status: uiterst zeldzaam
- Russula lilacea (Lila russula), status: uiterst zeldzaam
- Russula lutensis (Modderrussula), status: niet bekend
- Russula luteotacta (Geelvlekkende russula), status: matig algemeen
- Russula maculata (Gevlekte russula), status: vrij zeldzaam
- Russula mairei (Stevige braakrussula), status: algemeen
- Russula medullata (Mergrussula), status: uiterst zeldzaam
- Russula melitodes (Populierrussula), status: uiterst zeldzaam
- Russula melliolens (Honingrussula), status: uiterst zeldzaam
- Russula melzeri (Pluche russula), status: uiterst zeldzaam
- Russula minutula (Dwergrussula), status: uiterst zeldzaam
- Russula nauseosa (Kleine sparrenrussula), status: vrij zeldzaam
- Russula nigricans (Grofplaatrussula), status: zeer algemeen
- Russula nitida (Kleine berkenrussula), status: algemeen
- Russula ochroleuca (Geelwitte russula), status: zeer algemeen
- Russula odorata (Geurige russula), status: algemeen
- Russula olivacea (Gerimpelde russula), status: zeldzaam
- Russula paludosa (Appelrussula), status: vrij algemeen
- Russula parazurea (Berijpte russula), status: zeer algemeen
- Russula pectinata (Bittere kamrussula), status: vrij zeldzaam
- Russula pectinatoides (Onsmakelijke kamrussula), status: algemeen
- Russula pelargonia (Geraniumrussula), status: vrij zeldzaam
- Russula persicina (Kruipwilgrussula), status: vrij algemeen
- Russula plumbeobrunnea (Grijsbruine russula), status: niet bekend
- Russula pseudoaeruginea (Valse groene berkenrussula), status: uiterst zeldzaam
- Russula pseudodelica (Valse witte russula), status: uiterst zeldzaam
- Russula pseudointegra (Kleibosrussula), status: matig algemeen
- Russula puellaris (Vergelende russula), status: matig algemeen
- Russula puellula (Milde braakrussula), status: zeer zeldzaam
- Russula queletii (Purperrode russula), status: vrij zeldzaam
- Russula raoultii (Citroengele russula), status: vrij zeldzaam
- Russula rhodella (Steenrode russula), status: uiterst zeldzaam
- Russula rhodopus (Roodsteelrussula), status: uiterst zeldzaam
- Russula risigallina (Abrikozenrussula), status: vrij algemeen
- Russula romellii (Geelplaatregenboogrussula), status: zeer zeldzaam
- Russula rutila (Rode geelplaatrussula), status: zeer zeldzaam
- Russula sanguinea (Bloedrode russula), status: vrij zeldzaam
- Russula sardonia (Duivelsbroodrussula), status: algemeen
- Russula silvestris (Loofbosbraakrussula), status: algemeen
- Russula solaris (Zonnerussula), status: vrij algemeen
- Russula sororia (Forse kamrussula), status: zeldzaam
- Russula sphagnophila (Veenmosrussula), status: zeldzaam
- Russula stenotricha (Olijfgroene russula), status: niet bekend
- Russula subcristulata (Stompcellige geelplaatrussula), status: uiterst zeldzaam
- Russula subfoetens (Vergelende stinkrussula), status: vrij zeldzaam
- Russula subrubens (Wilgenrussula), status: vrij algemeen
- Russula subterfurcata (Valse vorkplaatrussula), status: niet bekend
- Russula terenopus (Slanke russula), status: niet bekend
- Russula torulosa (Appelgeurrussula), status: zeer zeldzaam
- Russula turci (Jodoformrussula), status: vrij zeldzaam
- Russula undulata (Zwartpurperen russula), status: zeer algemeen
- Russula urens (Groene peperrussula), status: zeldzaam
- Russula velenovskyi (Schotelrussula), status: algemeen
- Russula velutipes (Roze russula), status: zeldzaam
- Russula versatilis (Bonte dwergrussula), status: uiterst zeldzaam
- Russula versicolor (Bonte berkenrussula), status: vrij algemeen
- Russula vesca (Smakelijke russula), status: algemeen
- Russula veternosa (Tweekleurige russula), status: matig algemeen
- Russula vinosobrunnea (Wijnbruine russula), status: uiterst zeldzaam
- Russula vinosopurpurea (Wijnpurperen russula), status: zeldzaam
- Russula violacea (Violette russula), status: zeldzaam
- Russula violeipes (Paarsstelige pastelrussula), status: matig algemeen
- Russula virescens (Ruwe russula), status: matig algemeen
- Russula viscida (Plompe russula), status: zeldzaam
- Russula xerampelina (Roodvoetrussula), status: matig algemeen
- Russula zonatula (Kruisbesrussula), status: niet bekend
- Russula zvarae (Robijnrussula), status: uiterst zeldzaam
- Rutstroemia bolaris (Geel stromakelkje), status: zeldzaam
- Rutstroemia calopus (Grasstromakelkje), status: zeldzaam
- Rutstroemia conformata (Elzenstromakelkje), status: matig algemeen
- Rutstroemia echinophila (Kastanjestromakelkje), status: vrij algemeen
- Rutstroemia firma (Eikentakstromakelkje), status: zeer algemeen
- Rutstroemia fruticeti (Bramenstromakelkje), status: zeer zeldzaam
- Rutstroemia lindaviana (Moerasstromakelkje), status: zeldzaam
- Rutstroemia luteovirescens (Esdoornstromakelkje), status: vrij algemeen
- Rutstroemia maritima (Helmstromakelkje), status: uiterst zeldzaam
- Rutstroemia myricae (Gagelstromakelkje), status: niet bekend
- Rutstroemia petiolorum (Beukenbladstromakelkje), status: zeldzaam
- Rutstroemia plana (Waterbiesstromakelkje), status: uiterst zeldzaam
- Rutstroemia sydowiana (Eikenbladstromakelkje), status: matig algemeen
- Ruzenia spermoides (Stronkruigkogeltje), status: matig algemeen

## S
- Saccobolus beckii (Knobbelsporig spikkelschijfje), status: uiterst zeldzaam
- Saccobolus caesariatus (Geschubd spikkelschijfje), status: uiterst zeldzaam
- Saccobolus citrinus (Stekelsporig spikkelschijfje), status: zeer zeldzaam
- Saccobolus depauperatus (Kleinsporig spikkelschijfje), status: vrij zeldzaam
- Saccobolus glaber (Dwergspikkelschijfje), status: zeldzaam
- Saccobolus obscurus (Donker spikkelschijfje), status: uiterst zeldzaam
- Saccobolus truncatus (Vals dwergspikkelschijfje), status: zeer zeldzaam
- Saccobolus versicolor (Violet spikkelschijfje), status: vrij zeldzaam
- Saccothecium sepincola (Rozenspleetbolletje), status: zeer zeldzaam
- Sarcodon joeides (Avondroodstekelzwam), status: matig algemeen
- Sarcodon lepidus (Fraaie stekelzwam), status: zeldzaam
- Sarcodon leucopus (Plompe stekelzwam), status: niet bekend
- Sarcodon scabrosus (Blauwvoetstekelzwam), status: vrij algemeen
- Sarcodon squamosus (Geschubde stekelzwam), status: zeer zeldzaam
- Sarcodon underwoodii (Eikenstekelzwam), status: uiterst zeldzaam
- Sarcodontia crocea (Boomgaardstekelkorstzwam), status: zeer zeldzaam
- Sarcoleotia platypus (Gesteeld veenknoopje), status: niet bekend
- Sarcoleotia turficola (Violet veenknoopje), status: uiterst zeldzaam
- Sarcomyxa serotina (Groene schelpzwam), status: algemeen
- Sarcoscypha austriaca (Krulhaarkelkzwam), status: vrij algemeen
- Sarcoscypha coccinea (Rode kelkzwam), status: matig algemeen
- Sarea difformis (Zwart harsbekertje), status: zeer zeldzaam
- Sarea resinae (Gewoon harsbekertje), status: vrij zeldzaam
- Sawadaea bicornis (Spaanse aakmeeldauw), status: zeer zeldzaam
- Sawadaea tulasnei (Esdoornmeeldauw), status: uiterst zeldzaam
- Schizophyllum amplum (Vals judasoor), status: algemeen
- Schizophyllum commune (Waaiertje), status: zeer algemeen
- Schizopora flavipora (Abrikozenbuisjeszwam), status: zeer algemeen
- Schizopora paradoxa (Witte tandzwam), status: zeer algemeen
- Schizopora radula (Splijtende tandzwam), status: vrij algemeen
- Schizothecium hispidulum (Borstelig menhirzwammetje), status: zeldzaam
- Schizothecium nanum (Langschubbig menhirzwammetje), status: uiterst zeldzaam
- Schizothecium squamulosum (Geschubd menhirzwammetje), status: zeer zeldzaam
- Schizothyrium pomi (Wisselvallig schildkorstje), status: niet bekend
- Schizoxylon ligustri (Twijgkratertje), status: niet bekend
- Schmitzomia radiata (Loofhoutkratertje), status: zeer zeldzaam
- Scirrhia aspidiorum (Varensplijtmondje), status: uiterst zeldzaam
- Scleroderma areolatum (Kleine aardappelbovist), status: zeer algemeen
- Scleroderma bovista (Kale aardappelbovist), status: vrij algemeen
- Scleroderma cepa (Uiige aardappelbovist), status: vrij zeldzaam
- Scleroderma citrinum (Gele aardappelbovist), status: zeer algemeen
- Scleroderma verrucosum (Wortelende aardappelbovist), status: zeer algemeen
- Scleromitrula calthicola (Dotterdwergmijtertje), status: uiterst zeldzaam
- Scleromitrula spiraeicola (Spireadwergmijtertje), status: uiterst zeldzaam
- Sclerophora pallida (Gewoon poederkopje), status: uiterst zeldzaam
- Sclerotinia homoeocarpa (Grasknolkelkje), status: niet bekend
- Sclerotinia kirschsteineriana (Veenmosknolkelkje), status: niet bekend
- Sclerotinia minor (Kruidknolkelkje), status: niet bekend
- Sclerotinia sclerotiorum (Gewoon knolkelkje), status: vrij zeldzaam
- Sclerotinia sulcata (Klein zeggeknolkelkje), status: zeer zeldzaam
- Sclerotinia trifoliorum (Klaverknolkelkje), status: zeldzaam
- Scoleconectria cucurbitula (Dennenmeniezwammetje), status: uiterst zeldzaam
- Scopinella caulincola (Eikeldoppoliepzwammetje), status: uiterst zeldzaam
- Scopinella solani (Strooiselpoliepzwammetje), status: uiterst zeldzaam
- Scopuloides hydnoides (Wastandjeszwam), status: vrij algemeen
- Scopuloides leprosa (Wildharige wastandjeszwam), status: uiterst zeldzaam
- Scutellinia barlae (Kalkgraslandwimperzwam), status: zeldzaam
- Scutellinia cejpii (Smalsporige wimperzwam), status: zeer zeldzaam
- Scutellinia heterosculpturata (Wratsporige wimperzwam), status: uiterst zeldzaam
- Scutellinia legaliae (Stersporige wimperzwam), status: zeldzaam
- Scutellinia minor (Graslandwimperzwam), status: zeldzaam
- Scutellinia minutella (Kleine wimperzwam), status: zeldzaam
- Scutellinia mirabilis (Verdwaalde wimperzwam), status: niet bekend
- Scutellinia nigrohirtula (Zwarthaarwimperzwam), status: zeldzaam
- Scutellinia olivascens (Grootsporige wimperzwam), status: niet bekend
- Scutellinia paludicola (Moeraswimperzwam), status: niet bekend
- Scutellinia patagonica (Pukkelsporige wimperzwam), status: zeer zeldzaam
- Scutellinia pseudotrechispora (Netsporige wimperzwam), status: zeer zeldzaam
- Scutellinia scutellata (Gewone wimperzwam), status: zeer algemeen
- Scutellinia setosa (Borstelhaarwimperzwam), status: uiterst zeldzaam
- Scutellinia subhirtella sensu Kullman (Broekboswimperzwam), status: vrij zeldzaam
- Scutellinia subhirtella sensu Svrcek (Fijnharige wimperzwam), status: vrij zeldzaam
- Scutellinia superba sensu Le Gal (Breedsporige wimperzwam), status: zeldzaam
- Scutellinia superba sensu T. Schumach. (Prachtwimperzwam), status: uiterst zeldzaam
- Scutellinia torrentis (Gerande wimperzwam), status: zeer zeldzaam
- Scutellinia trechisperma (Kortstekelige wimperzwam), status: uiterst zeldzaam
- Scutellinia trechispora (Stekelsporige wimperzwam), status: zeldzaam
- Scutellinia umbrorum (Rietlandwimperzwam), status: matig algemeen
- Scutellinia vitreola (Kleinsporige wimperzwam), status: niet bekend
- Scutoscypha fagina (Beukendonsschijfje), status: uiterst zeldzaam
- Scytinostroma hemidichophyticum (Rondsporige stinkkorstzwam), status: matig algemeen
- Scytinostroma portentosum (Onvertakte stinkkorstzwam), status: vrij zeldzaam
- Seaverinia geranii (Geraniumknolkelkje), status: niet bekend
- Sebacina epigaea (Opaalwaskorstje), status: vrij zeldzaam
- Sebacina grisea (Grijs waskorstje), status: vrij zeldzaam
- Sebacina incrustans (Kruipend waskorstje), status: vrij zeldzaam
- Selenaspora guernisacii (Maantjesbekertje), status: niet bekend
- Selinia pulchra (Mestkussentjeszwam), status: zeer zeldzaam
- Septotinia podophyllina (Strooiselknolkelkje), status: niet bekend
- Septotinia populiperda (Abelenknolkelkje), status: niet bekend
- Serpula himantioides (Dakloze huiszwam), status: vrij algemeen
- Serpula lacrymans (Echte huiszwam), status: vrij zeldzaam
- Sillia ferruginea (Hazelaardraadspoorzwam), status: uiterst zeldzaam
- Simocybe centunculus (Olijfkleurig matkopje), status: vrij algemeen
- Simocybe haustellaris (Gewoon matkopje), status: algemeen
- Simocybe laevigata (Moerasmatkopje), status: zeer zeldzaam
- Simocybe maritima (Duinmatkopje), status: zeer zeldzaam
- Simocybe quebecensis (Bleek matkopje), status: uiterst zeldzaam
- Simocybe reducta (Halmmatkopje), status: zeer zeldzaam
- Simocybe sumptuosa (Groot matkopje), status: matig algemeen
- Sirotrema translucens (Dennenspleetliptrilzwam), status: uiterst zeldzaam
- Sistotrema binucleosporum (Tweekernige urnkorstzwam), status: uiterst zeldzaam
- Sistotrema brinkmannii (Melige urnkorstzwam), status: vrij algemeen
- Sistotrema confluens (Stinktolletje), status: zeer zeldzaam
- Sistotrema coroniferum (Sneeuwwitte urnkorstzwam), status: zeer zeldzaam
- Sistotrema dennisii (Poroïde urnkorstzwam), status: zeer zeldzaam
- Sistotrema diademiferum (Gekroonde urnkorstzwam), status: zeer zeldzaam
- Sistotrema efibulatum (Gesploze urnkorstzwam), status: zeldzaam
- Sistotrema hirschii (Lila urnkorstzwam), status: uiterst zeldzaam
- Sistotrema hispanicum (Viersporige urnkorstzwam), status: zeldzaam
- Sistotrema lagenosporum (Flessporige urnkorstzwam), status: uiterst zeldzaam
- Sistotrema muscicola (Mosurnkorstzwam), status: zeldzaam
- Sistotrema oblongisporum (Grijze urnkorstzwam), status: vrij algemeen
- Sistotrema octosporum (Gewone urnkorstzwam), status: vrij zeldzaam
- Sistotrema pistilliferum (Geknopte urnkorstzwam), status: niet bekend
- Sistotrema sernanderi (Smalhalsurnkorstzwam), status: zeldzaam
- Sistotrema subangulisporum (Gele urnkorstzwam), status: niet bekend
- Sistotrema subtrigonospermum (Triangelurnkorstzwam), status: niet bekend
- Sistotremastrum niveocremeum (Grote urnkorstzwam), status: matig algemeen
- Sistotremastrum suecicum (Kandelaarurnkorstzwam), status: niet bekend
- Sistotremella hauerslevii (Geelharige urnkorstzwam), status: uiterst zeldzaam
- Skeletocutis amorpha (Witwollige dennenzwam), status: algemeen
- Skeletocutis carneogrisea (Grauwroze dennenzwam), status: matig algemeen
- Skeletocutis kuehneri (Boordloze dennenzwam), status: uiterst zeldzaam
- Skeletocutis nivea (Kleine kaaszwam), status: algemeen
- Skeletocutis subincarnata (Vaalroze dennenzwam), status: niet bekend
- Smardaea planchonis (Gladsporig viooltjesschijfje), status: uiterst zeldzaam
- Sordaria fimicola (Gezellig mestvaasje), status: vrij zeldzaam
- Sordaria macrospora (Grootsporig mestvaasje), status: zeldzaam
- Sordaria minima (Klein mestvaasje), status: uiterst zeldzaam
- Sordaria superba (Franjemestvaasje), status: zeer zeldzaam
- Sowerbyella brevispora (Kortsporige wortelbekerzwam), status: niet bekend
- Sowerbyella imperialis (Oranje wortelbekerzwam), status: uiterst zeldzaam
- Sowerbyella radiculata (Gele wortelbekerzwam), status: vrij zeldzaam
- Sparassis crispa (Grote sponszwam), status: algemeen
- Sparassis spathulata (Breedbladige sponszwam), status: niet bekend
- Spathularia flavida (Spatelzwam), status: uiterst zeldzaam
- Sphaerobasidium minutum (Knopharig nevelkorstje), status: uiterst zeldzaam
- Sphaerobolus stellatus (Kogelwerper), status: algemeen
- Sphaeronaemella fimicola (Mestpoliepzwammetje), status: zeer zeldzaam
- Sphaeronaemella humicola (Humuspoliepzwammetje), status: niet bekend
- Sphaerosporella brunnea (Bruin ballonbekertje), status: vrij zeldzaam
- Sphaerosporella hinnulea (Rossig ballonbekertje), status: vrij zeldzaam
- Sphaerostilbella aureonitens (Goudgele korrelwebzwam), status: uiterst zeldzaam
- Sphaerostilbella berkeleyana (Korstgastmeniezwammetje), status: uiterst zeldzaam
- Spiculogloea occulta (Verborgen kapselzwam), status: uiterst zeldzaam
- Splanchnonema argus (Berkenkruikje), status: uiterst zeldzaam
- Splanchnonema foedans (Iepenkruikje), status: uiterst zeldzaam
- Splanchnonema loricatum (Beukenkruikje), status: uiterst zeldzaam
- Splanchnonema platani (Plataankruikje), status: uiterst zeldzaam
- Splanchnonema pupula (Esdoornkruikje), status: uiterst zeldzaam
- Spongipellis pachyodon (Getande kaaszwam), status: uiterst zeldzaam
- Spongipellis spumeus (Sponzige kaaszwam), status: zeer zeldzaam
- Sporormia lageniformis (Spitsporige brokkelspoorzwam), status: zeer zeldzaam
- Sporormia lignicola (Houtbrokkelspoorzwam), status: niet bekend
- Sporormiella affinis (Achtcellige brokkelspoorzwam), status: niet bekend
- Sporormiella australis (Viercellige brokkelspoorzwam), status: zeldzaam
- Sporormiella bipartis (Taillebrokkelspoorzwam), status: uiterst zeldzaam
- Sporormiella dubia (Rechtseptige brokkelspoorzwam), status: niet bekend
- Sporormiella intermedia (Kromspletige brokkelspoorzwam), status: vrij zeldzaam
- Sporormiella leporina (Gesteelde brokkelspoorzwam), status: uiterst zeldzaam
- Sporormiella megalospora (Donkersporige brokkelspoorzwam), status: uiterst zeldzaam
- Sporormiella minima (Gewone brokkelspoorzwam), status: zeldzaam
- Sporormiella minimoides (Breedsporige brokkelspoorzwam), status: niet bekend
- Sporormiella octonalis (Keutelbrokkelspoorzwam), status: niet bekend
- Sporormiella ovina (Grootsporige brokkelspoorzwam), status: niet bekend
- Sporormiella pilosa (Harige brokkelspoorzwam), status: uiterst zeldzaam
- Sporormiella pulchella (Sierlijke brokkelspoorzwam), status: uiterst zeldzaam
- Sporormiella teretispora (Parallelspletige brokkelspoorzwam), status: uiterst zeldzaam
- Squamanita contortipes (Glad dikpootje), status: uiterst zeldzaam
- Squamanita odorata (Odeurzwam), status: zeldzaam
- Squamanita paradoxa (Korrelig dikpootje), status: zeer zeldzaam
- Stamnaria persoonii (Paardenstaartkraagbekertje), status: uiterst zeldzaam
- Steccherinum bourdotii (Grootsporige raspzwam), status: algemeen
- Steccherinum fimbriatum (Geveerde raspzwam), status: matig algemeen
- Steccherinum laeticolor (Zalmraspzwam), status: niet bekend
- Steccherinum litschaueri (Witte raspzwam), status: uiterst zeldzaam
- Steccherinum ochraceum (Roze raspzwam), status: algemeen
- Steccherinum oreophilum (Doolhofraspzwam), status: zeer zeldzaam
- Steccherinum robustius (Grote raspzwam), status: zeldzaam
- Steccherinum subcrinale (Gesploze raspzwam), status: uiterst zeldzaam
- Stemonaria longa (Slap hoornpluimpje), status: niet bekend
- Stemonitis axifera (Roodbruin netpluimpje), status: matig algemeen
- Stemonitis flavogenita (Schijfnetpluimpje), status: zeer zeldzaam
- Stemonitis fusca (Gebundeld netpluimpje), status: matig algemeen
- Stemonitis herbatica (Glad netpluimpje), status: zeer zeldzaam
- Stemonitis inconspicua (Klein netpluimpje), status: niet bekend
- Stemonitis marjana (Clustervormig netpluimpje), status: uiterst zeldzaam
- Stemonitis mussooriensis (Doornnetpluimpje), status: uiterst zeldzaam
- Stemonitis pallida (Stekelig netpluimpje), status: zeldzaam
- Stemonitis splendens (Grootmazig netpluimpje), status: zeer zeldzaam
- Stemonitis virginiensis (Bruin netpluimpje), status: zeer zeldzaam
- Stemonitopsis aequalis (Teer kroeskopje), status: niet bekend
- Stemonitopsis amoena (Roestbruin schijnpluimpje), status: zeer zeldzaam
- Stemonitopsis gracilis (Golfdradig schijnpluimpje), status: uiterst zeldzaam
- Stemonitopsis hyperopta (Fier schijnpluimpje), status: zeldzaam
- Stemonitopsis microspora (Kleinsporig schijnpluimpje), status: niet bekend
- Stemonitopsis peritricha (Hoekmazig schijnpluimpje), status: niet bekend
- Stemonitopsis subcaespitosa (Zeefvoetschijnpluimpje), status: uiterst zeldzaam
- Stemonitopsis typhina (Zilveren schijnpluimpje), status: vrij zeldzaam
- Stenocybe pullatula (Kleinst smalsteeltje), status: uiterst zeldzaam
- Stephensia bombycina (Harige plooitruffel), status: zeer zeldzaam
- Stephensia crocea (Oranje plooitruffel), status: uiterst zeldzaam
- Stereopsis vitellina (Gele grondkorstzwam), status: uiterst zeldzaam
- Stereum gausapatum (Eikenbloedzwam), status: zeer algemeen
- Stereum hirsutum (Gele korstzwam), status: zeer algemeen
- Stereum ochraceoflavum (Twijgkorstzwam), status: zeer algemeen
- Stereum rugosum (Gerimpelde korstzwam), status: zeer algemeen
- Stereum sanguinolentum (Dennenbloedzwam), status: zeer algemeen
- Stereum subtomentosum (Waaierkorstzwam), status: zeer algemeen
- Stictis arundinacea (Graskratertje), status: zeer zeldzaam
- Stictis dissociativus (Rietkratertje), status: niet bekend
- Stictis elevata (Russenkratertje), status: uiterst zeldzaam
- Stictis friabilis (Berijpt kratertje), status: uiterst zeldzaam
- Stictis minor (Kortsporig kratertje), status: uiterst zeldzaam
- Stictis pusilla (Zeggekratertje), status: uiterst zeldzaam
- Stictis stellata (Kruidenkratertje), status: matig algemeen
- Stigmatomyces majewskii (Fruitvliegsegmentzwammetje), status: uiterst zeldzaam
- Stomiopeltis betulae (Berkenstofzwammetje), status: uiterst zeldzaam
- Stomiopeltis pinastri (Dennenstofzwammetje), status: niet bekend
- Strattonia carbonaria (Brandplekpunthoofdje), status: uiterst zeldzaam
- Strattonia minor (Klein punthoofdje), status: uiterst zeldzaam
- Strobilomyces strobilaceus (Geschubde boleet), status: zeer zeldzaam
- Strobilurus esculentus (Sparrenkegelzwam), status: algemeen
- Strobilurus stephanocystis (Gewone dennenkegelzwam), status: vrij algemeen
- Strobilurus tenacellus (Bittere dennenkegelzwam), status: vrij algemeen
- Stromatinia gladioli (Gladiolenstromabekertje), status: niet bekend
- Stromatinia narcissi (Narcisstromabekertje), status: niet bekend
- Stromatinia rapulum (Salomonsstromabekertje), status: zeldzaam
- Stropharia aeruginosa (Echte kopergroenzwam), status: algemeen
- Stropharia albonitens (Witglanzende stropharia), status: vrij zeldzaam
- Stropharia caerulea (Valse kopergroenzwam), status: zeer algemeen
- Stropharia coronilla (Okergele stropharia), status: algemeen
- Stropharia dorsipora (Scheefporige stropharia), status: uiterst zeldzaam
- Stropharia halophila (Helmstropharia), status: zeldzaam
- Stropharia inuncta (Witsteelstropharia), status: vrij algemeen
- Stropharia luteonitens (Strogele stropharia), status: vrij zeldzaam
- Stropharia melanosperma (Witte stropharia), status: zeer zeldzaam
- Stropharia pseudocyanea (Slanke kopergroenzwam), status: matig algemeen
- Stropharia rugosoannulata (Blauwplaatstropharia), status: vrij algemeen
- Stropharia semiglobata (Kleefsteelstropharia), status: algemeen
- Stropharia squamulosa (Schubbige kopergroenzwam), status: niet bekend
- Strossmayeria basitricha (Schorsloos boomschijfje), status: uiterst zeldzaam
- Stypella crystallina (Kristaltrilzwam), status: zeldzaam
- Stypella dubia (Witte suikertrilzwam), status: vrij zeldzaam
- Stypella glaira (Albastwaskorstje), status: uiterst zeldzaam
- Stypella grilletii (Grijze suikertrilzwam), status: matig algemeen
- Stypella subgelatinosa (Wimpergeleitandzwam), status: zeer zeldzaam
- Stypella subhyalina (Glazig waskorstje), status: zeer zeldzaam
- Stypella vermiformis (IJskristalzwam), status: matig algemeen
- Subulicium lautum (Ruwharig meelkorstje), status: zeldzaam
- Subulicystidium longisporum (Priemharig korstje), status: matig algemeen
- Suillus amabilis (Douglasboleet), status: niet bekend
- Suillus bovinus (Koeienboleet), status: algemeen
- Suillus cavipes (Holsteelboleet), status: vrij algemeen
- Suillus collinitus (Valse melkboleet), status: zeldzaam
- Suillus flavidus (Moerasringboleet), status: uiterst zeldzaam
- Suillus granulatus (Melkboleet), status: matig algemeen
- Suillus grevillei (Gele ringboleet), status: algemeen
- Suillus hololeucus (Witte ringboleet), status: uiterst zeldzaam
- Suillus luteus (Bruine ringboleet), status: algemeen
- Suillus pictus (Roodschubbige ringboleet), status: uiterst zeldzaam
- Suillus placidus (Ivoorboleet), status: uiterst zeldzaam
- Suillus tridentinus (Roestrode ringboleet), status: niet bekend
- Suillus variegatus (Fijnschubbige boleet), status: matig algemeen
- Suillus viscidus (Grauwe ringboleet), status: zeldzaam
- Sydowia polyspora (Dennenspleetbolletje), status: niet bekend
- Sydowiella ambigua (Verscholen zwartmutsje), status: uiterst zeldzaam
- Symphyosirinia angelicae (Engelwortelsteelschoteltje), status: uiterst zeldzaam
- Symphytocarpus amaurochaetoides (Netsporig pluimkussentje), status: zeer zeldzaam
- Symphytocarpus confluens (Versmolten pluimkussentje), status: uiterst zeldzaam
- Symphytocarpus cristatus (Richelsporig pluimkussentje), status: niet bekend
- Symphytocarpus flaccidus (Bleek pluimkussentje), status: zeldzaam
- Symphytocarpus impexus (Wratsporig pluimkussentje), status: uiterst zeldzaam
- Symphytocarpus trechisporus (Stekelsporig pluimkussentje), status: uiterst zeldzaam
- Syspastospora parasitica (Parasietpoliepzwammetje), status: uiterst zeldzaam
- Syzygospora mycetophila (Collybiagalzwam), status: uiterst zeldzaam
- Syzygospora mycophaga (Plooivliesgalzwam), status: uiterst zeldzaam
- Syzygospora pallida (Huidjesgalzwam), status: zeer zeldzaam
- Syzygospora physciacearum (Vingermosgalzwam), status: niet bekend
- Syzygospora tumefaciens (Tumorgalzwam), status: zeldzaam

## T
- Talaromyces emersonii, status: niet bekend
- Talaromyces flavus (Gele kogelzakjeszwam), status: niet bekend
- Talaromyces helicus (Kleinstekelige kogelzakjeszwam), status: niet bekend
- Talaromyces leycettanus (Groengele kogelzakjeszwam), status: niet bekend
- Talaromyces macrosporus (Grootsporige kogelzakjeszwam), status: niet bekend
- Talaromyces stipitatus (Discussporige kogelzakjeszwam), status: niet bekend
- Taphrina alni (Elzenvlag), status: vrij algemeen
- Taphrina betulina (Berkenheksenbezem), status: matig algemeen
- Taphrina deformans (Perzikkrulziekte), status: uiterst zeldzaam
- Taphrina johansonii (Peppelvlag), status: niet bekend
- Taphrina padi (Vogelkersheksenbezem), status: zeldzaam
- Taphrina populina (Populierenbladblaasje), status: uiterst zeldzaam
- Taphrina pruni (Narrentasje), status: zeldzaam
- Taphrina sadebeckii (Elzenbladblaasje), status: uiterst zeldzaam
- Taphrina tosquinetii (Elzenkrulziekte), status: uiterst zeldzaam
- Taphrophila argyllensis (Smelereebokzwammetje), status: niet bekend
- Taphrophila cornu-capreoli (Moerasreebokzwammetje), status: uiterst zeldzaam
- Taphrophila trichella (Gekroond kruikzwammetje), status: uiterst zeldzaam
- Tapinella atrotomentosa (Zwartvoetkrulzoom), status: vrij algemeen
- Tapinella panuoides (Ongesteelde krulzoom), status: vrij algemeen
- Tarzetta catinus (Gekarteld leemkelkje), status: algemeen
- Tarzetta cupularis (Klein leemkelkje), status: vrij algemeen
- Tarzetta gaillardiana (Grijs leemkelkje), status: uiterst zeldzaam
- Teichospora hispida (Stijfharig muurspoorbolletje), status: uiterst zeldzaam
- Terana caerulea (Blauwe korstzwam), status: vrij zeldzaam
- Terriera cladophila (Bosbessplijtroofje), status: uiterst zeldzaam
- Thanatephorus cucumeris (Aardappeltrosvlies), status: zeldzaam
- Thanatephorus fusisporus (Spoelsporig trosvlies), status: zeldzaam
- Thanatephorus ochraceus (Okerkleurig trosvlies), status: uiterst zeldzaam
- Thanatephorus terrigenus (Vaalgeel waswebje), status: uiterst zeldzaam
- Thecotheus cinereus (Grauw mestschijfje), status: niet bekend
- Thecotheus crustaceus (Korstig mestschijfje), status: zeer zeldzaam
- Thecotheus flavidus (Gelig mestschijfje), status: uiterst zeldzaam
- Thecotheus formosanus (Purpergrijs mestschijfje), status: niet bekend
- Thecotheus holmskjoldii, status: uiterst zeldzaam
- Thecotheus keithii (Spitssporig mestschijfje), status: niet bekend
- Thecotheus pelletieri (Slijmspoorschijfje), status: zeldzaam
- Thecotheus phycophilus (Algminnend mestschijfje), status: niet bekend
- Thecotheus strangulatus (Wratsporig mestschijfje), status: uiterst zeldzaam
- Thelebolus caninus (Bleek sinterklaasschijfje), status: zeer zeldzaam
- Thelebolus coemansii (Grootsporig sinterklaasschijfje), status: niet bekend
- Thelebolus crustaceus (Oker sinterklaasschijfje), status: zeldzaam
- Thelebolus microsporus (Armoedig sinterklaasschijfje), status: zeldzaam
- Thelebolus minutissimus (Roodbruin sinterklaasschijfje), status: niet bekend
- Thelebolus polysporus (Nietig sinterklaasschijfje), status: zeer zeldzaam
- Thelebolus stercoreus (Gul sinterklaasschijfje), status: zeldzaam
- Thelephora anthocephala (Gespleten franjezwam), status: matig algemeen
- Thelephora atrocitrina (Geelgerande franjezwam), status: uiterst zeldzaam
- Thelephora caryophyllea (Prachtfranjezwam), status: vrij zeldzaam
- Thelephora mollissima (Viltige franjezwam), status: niet bekend
- Thelephora palmata (Stinkende franjezwam), status: vrij zeldzaam
- Thelephora penicillata (Penseelfranjezwam), status: vrij zeldzaam
- Thelephora spiculosa (Donkere franjezwam), status: uiterst zeldzaam
- Thelephora terrestris (Gewone franjezwam), status: zeer algemeen
- Thelonectria veuillotiana (Wrattig meniezwammetje), status: zeer zeldzaam
- Thermoascus aurantiacus (Goudgele stoofzakjeszwam), status: niet bekend
- Thermoascus crustaceus (Korstige stoofzakjeszwam), status: niet bekend
- Therrya pini (Naaldhoutsplijtknopje), status: uiterst zeldzaam
- Thuemenidium atropurpureum (Purperbruine aardtong), status: zeer zeldzaam
- Thyridaria macrostomoides (Wilgenbloedkorrelzwam), status: uiterst zeldzaam
- Thyridaria maculans (Vlekkende bloedkorrelzwam), status: uiterst zeldzaam
- Thyridaria rubronotata (Kussenbloedkorrelzwam), status: zeer zeldzaam
- Thyridium vestitum (Loofbosmuurspoorbolletje), status: uiterst zeldzaam
- Tomentella atramentaria (Biezenrouwkorstje), status: zeer zeldzaam
- Tomentella badia (Bruin rouwkorstje), status: zeer zeldzaam
- Tomentella botryoides (Tweekleurig rouwkorstje), status: uiterst zeldzaam
- Tomentella bryophila (Roestgeel rouwkorstje), status: vrij zeldzaam
- Tomentella caesiocinerea (Grijsbruin rouwkorstje), status: uiterst zeldzaam
- Tomentella cinerascens (Muisgrijs rouwkorstje), status: zeldzaam
- Tomentella coerulea (Blauw rouwkorstje), status: zeer zeldzaam
- Tomentella crinalis (Gestekeld rouwkorstje), status: zeer zeldzaam
- Tomentella ellisii (Geelgerand rouwkorstje), status: vrij zeldzaam
- Tomentella ferruginea (Roestig rouwkorstje), status: zeer zeldzaam
- Tomentella fibrosa (Ruig rouwkorstje), status: zeer zeldzaam
- Tomentella fuscocinerea (Gesploos rouwkorstje), status: zeer zeldzaam
- Tomentella fuscoferruginosa (Schurftig rouwkorstje), status: uiterst zeldzaam
- Tomentella galzinii (Korrelig rouwkorstje), status: zeer zeldzaam
- Tomentella lapida (Glad rouwkorstje), status: zeer zeldzaam
- Tomentella lateritia (Steenrood rouwkorstje), status: niet bekend
- Tomentella lilacinogrisea (Wrattig rouwkorstje), status: zeldzaam
- Tomentella molybdaea (Blauwverkleurend rouwkorstje), status: uiterst zeldzaam
- Tomentella pilosa (Knopharig rouwkorstje), status: uiterst zeldzaam
- Tomentella puberula (Triangelrouwkorstje), status: uiterst zeldzaam
- Tomentella punicea (Bont rouwkorstje), status: zeer zeldzaam
- Tomentella radiosa (Bleekrandrouwkorstje), status: zeldzaam
- Tomentella rhodophaea (Rozegeel rouwkorstje), status: niet bekend
- Tomentella rubiginosa (Groenvlekkig rouwkorstje), status: niet bekend
- Tomentella stuposa (Gezwollen rouwkorstje), status: zeldzaam
- Tomentella subclavigera (Knotsrouwkorstje), status: zeer zeldzaam
- Tomentella sublilacina (Gewoon rouwkorstje), status: vrij algemeen
- Tomentella subtestacea (Versierd rouwkorstje), status: zeer zeldzaam
- Tomentella viridula (Olijfgroen rouwkorstje), status: uiterst zeldzaam
- Tomentellopsis echinospora (Bleek viltvliesje), status: matig algemeen
- Tomentellopsis submollis (Gevlekt viltvliesje), status: zeldzaam
- Tomentellopsis zygodesmoides (Bruingerand viltvliesje), status: niet bekend
- Trabrooksia applanata (Zilveren tralieplaatje), status: uiterst zeldzaam
- Trachyspora intrusa (Gewone vrouwenmantelroest), status: niet bekend
- Trametes gibbosa (Witte bultzwam), status: zeer algemeen
- Trametes hirsuta (Ruig elfenbankje), status: algemeen
- Trametes ochracea (Gezoneerd elfenbankje), status: vrij algemeen
- Trametes pubescens (Fluweelelfenbankje), status: matig algemeen
- Trametes suaveolens (Anijskurkzwam), status: matig algemeen
- Trametes versicolor (Gewoon elfenbankje), status: zeer algemeen
- Trametopsis cervina (Reebruin elfenbankje), status: uiterst zeldzaam
- Tranzschelia anemones (Anemoon-en-ruitroest), status: niet bekend
- Tranzschelia discolor (Pruimenroest), status: niet bekend
- Tranzschelia pruni-spinosae (Sleedoornroest), status: niet bekend
- Trechispora alnicola (Geelrood dwergkorstje), status: zeldzaam
- Trechispora amianthina (Gaaf dwergkorstje), status: niet bekend
- Trechispora antipus (Tweesporig dwergkorstje), status: uiterst zeldzaam
- Trechispora byssinella (Franjedwergkorstje), status: niet bekend
- Trechispora cohaerens (Gladsporig dwergkorstje), status: vrij algemeen
- Trechispora confinis (Traansporig dwergkorstje), status: niet bekend
- Trechispora farinacea (Melig dwergkorstje), status: algemeen
- Trechispora fastidiosa (Stinkdwergkorstje), status: zeldzaam
- Trechispora hymenocystis (Blazig dwergkorstje), status: zeer zeldzaam
- Trechispora invisitata (Strooiseldwergkorstje), status: uiterst zeldzaam
- Trechispora microspora (Kleinsporig dwergkorstje), status: vrij zeldzaam
- Trechispora mollusca (Raatzwammetje), status: vrij algemeen
- Trechispora nivea (Pegeldwergkorstje), status: zeer zeldzaam
- Trechispora praefocata (Kristalnaalddwergkorstje), status: zeer zeldzaam
- Trechispora stellulata (Varendwergkorstje), status: zeldzaam
- Trechispora subsphaerospora (Tolsporig dwergkorstje), status: uiterst zeldzaam
- Trematosphaeria hydrela (Grootsporig stippelkogeltje), status: niet bekend
- Trematosphaeria pertusa (Mondig stippelkogeltje), status: zeldzaam
- Trematosphaeria wegeliniana (Moerasstippelkogeltje), status: uiterst zeldzaam
- Tremella aurantia (Gele hersentrilzwam), status: uiterst zeldzaam
- Tremella candida (Witte trilzwam), status: uiterst zeldzaam
- Tremella encephala (Kerntrilzwam), status: vrij algemeen
- Tremella exigua (Zuurbestrilzwam), status: niet bekend
- Tremella foliacea (Bruine trilzwam), status: algemeen
- Tremella giraffa (Giraftrilzwam), status: uiterst zeldzaam
- Tremella globispora (Wittige druppeltrilzwam), status: vrij zeldzaam
- Tremella indecorata (Bruinige druppeltrilzwam), status: uiterst zeldzaam
- Tremella invasa (Dwergkorsttrilzwam), status: uiterst zeldzaam
- Tremella lichenicola (Echte korstmostrilzwam), status: niet bekend
- Tremella mesenterica (Gele trilzwam), status: zeer algemeen
- Tremella obscura (Verborgen trilzwam), status: zeldzaam
- Tremella penetrans (Doordringende trilzwam), status: uiterst zeldzaam
- Tremella phaeophysciae (Schaduwmostrilzwam), status: niet bekend
- Tremella polyporina (Kaaszwammentrilzwam), status: zeer zeldzaam
- Tremella steidleri (Eikenkerntrilzwam), status: niet bekend
- Tremella versicolor (Schorszwamtrilzwam), status: zeldzaam
- Tremella wirthii (Kleine korstmostrilzwam), status: uiterst zeldzaam
- Tremellodendropsis tuberosa (Koraaltrilzwam), status: uiterst zeldzaam
- Tremiscus helvelloides (Spateltrilzwam), status: uiterst zeldzaam
- Trichaptum abietinum (Paarse dennenzwam), status: zeer algemeen
- Trichaptum hollii (Paarse dennentandzwam), status: zeer zeldzaam
- Tricharina gilva (Izabelkleurig pelsbekertje), status: zeldzaam
- Tricharina ochroleuca (Roomwit pelsbekertje), status: uiterst zeldzaam
- Tricharina praecox (Vroeg pelsbekertje), status: niet bekend
- Trichia affinis (Bolvormig draadwatje), status: vrij zeldzaam
- Trichia botrytis (Zwart draadwatje), status: matig algemeen
- Trichia contorta (Dikwandig draadwatje), status: matig algemeen
- Trichia decipiens (Peervormig draadwatje), status: matig algemeen
- Trichia erecta (Langstelig draadwatje), status: niet bekend
- Trichia favoginea (Cilindervormig draadwatje), status: vrij zeldzaam
- Trichia flavicoma (Veelvlekkig draadwatje), status: zeer zeldzaam
- Trichia mirabilis (Dundradig draadwatje), status: niet bekend
- Trichia munda (Minidraadwatje), status: uiterst zeldzaam
- Trichia persimilis (Goudgeel draadwatje), status: matig algemeen
- Trichia scabra (Gezellig draadwatje), status: matig algemeen
- Trichia sordida (Montaan draadwatje), status: uiterst zeldzaam
- Trichia subfusca (Donker draadwatje), status: uiterst zeldzaam
- Trichia varia (Fopdraadwatje), status: matig algemeen
- Trichia verrucosa (Veelkoppig draadwatje), status: zeer zeldzaam
- Trichobolus sphaerosporus (Rondsporig sinterklaasschijfje), status: uiterst zeldzaam
- Trichobolus zukalii (Harig sinterklaasschijfje), status: zeer zeldzaam
- Trichodelitschia bisporula (Tweeledig mesthaarbolletje), status: zeer zeldzaam
- Trichodelitschia lundqvistii (Smalsporig mesthaarbolletje), status: uiterst zeldzaam
- Trichoglossum hirsutum (Ruige aardtong), status: matig algemeen
- Trichoglossum tetrasporum (Viersporige aardtong), status: niet bekend
- Trichoglossum walteri (Borstelige aardtong), status: uiterst zeldzaam
- Tricholoma acerbum (Krulzoomridderzwam), status: zeldzaam
- Tricholoma aestuans (Scherpe gele ridderzwam), status: uiterst zeldzaam
- Tricholoma albobrunneum (Witbruine ridderzwam), status: matig algemeen
- Tricholoma album (Witte ridderzwam), status: vrij zeldzaam
- Tricholoma argyraceum (Zilveren ridderzwam), status: matig algemeen
- Tricholoma atrosquamosum (Zwartschubbige ridderzwam), status: zeer zeldzaam
- Tricholoma aurantium (Oranje ridderzwam), status: uiterst zeldzaam
- Tricholoma batschii (Rode ringridderzwam), status: niet bekend
- Tricholoma cingulatum (Geringde ridderzwam), status: vrij algemeen
- Tricholoma colossus (Reuzenridderzwam), status: niet bekend
- Tricholoma columbetta (Witte duifridderzwam), status: matig algemeen
- Tricholoma equestre (Gele ridderzwam), status: matig algemeen
- Tricholoma focale (Halsdoekridderzwam), status: zeer zeldzaam
- Tricholoma fulvum (Berkenridderzwam), status: algemeen
- Tricholoma imbricatum (Fijnschubbige ridderzwam), status: matig algemeen
- Tricholoma inamoenum (Stinkende ridderzwam), status: uiterst zeldzaam
- Tricholoma lascivum (Vuilwitte ridderzwam), status: matig algemeen
- Tricholoma orirubens (Blozende ridderzwam), status: zeer zeldzaam
- Tricholoma pessundatum (Druppelvlekridderzwam), status: uiterst zeldzaam
- Tricholoma populinum (Populierridderzwam), status: vrij algemeen
- Tricholoma portentosum (Glanzende ridderzwam), status: matig algemeen
- Tricholoma psammopus (Lariksridderzwam), status: uiterst zeldzaam
- Tricholoma pseudonictitans (Sparrenridderzwam), status: uiterst zeldzaam
- Tricholoma saponaceum (Zeepzwam), status: vrij algemeen
- Tricholoma scalpturatum (Zilvergrijze ridderzwam), status: algemeen
- Tricholoma sciodes (Bitterscherpe ridderzwam), status: zeldzaam
- Tricholoma sejunctum (Streephoedridderzwam), status: vrij zeldzaam
- Tricholoma squarrulosum (Spikkelsteelridderzwam), status: uiterst zeldzaam
- Tricholoma stans (Ribbelridderzwam), status: uiterst zeldzaam
- Tricholoma stiparophyllum (Okerwitte ridderzwam), status: vrij zeldzaam
- Tricholoma sudum (Valse zeepzwam), status: uiterst zeldzaam
- Tricholoma sulphurescens (Geelvlekkende ridderzwam), status: niet bekend
- Tricholoma sulphureum (Narcisridderzwam), status: algemeen
- Tricholoma terreum (Muisgrijze ridderzwam), status: matig algemeen
- Tricholoma ustale (Beukenridderzwam), status: algemeen
- Tricholoma ustaloides (Valse beukenridderzwam), status: matig algemeen
- Tricholoma vaccinum (Ruige ridderzwam), status: uiterst zeldzaam
- Tricholoma virgatum (Scherpe ridderzwam), status: zeer zeldzaam
- Tricholomella constricta (Blanke pronkridder), status: zeer zeldzaam
- Tricholomopsis decora (Gele houtridderzwam), status: zeer zeldzaam
- Tricholomopsis rutilans (Koningsmantel), status: zeer algemeen
- Trichopeziza flavofuliginea (Beroet franjekelkje), status: uiterst zeldzaam
- Trichopeziza mollissima (Fraai franjekelkje), status: vrij algemeen
- Trichopeziza sulphurea (Zwavelgeel franjekelkje), status: algemeen
- Trichopezizella horridula (Bruinharig grasfranjekelkje), status: uiterst zeldzaam
- Trichopezizella macrospora (Grootsporig franjekelkje), status: uiterst zeldzaam
- Trichopezizella nidulus (Gladharig franjekelkje), status: vrij algemeen
- Trichopezizella relicina (Gewimperd franjekelkje), status: zeer zeldzaam
- Trichophaea abundans (Brandpelsbekertje), status: zeer zeldzaam
- Trichophaea albospadicea (Smalsporig pelsbekertje), status: uiterst zeldzaam
- Trichophaea boudieri (Ruig pelsbekertje), status: uiterst zeldzaam
- Trichophaea gregaria (Opalen pelsbekertje), status: vrij zeldzaam
- Trichophaea hemisphaerioides (Bol pelsbekertje), status: zeldzaam
- Trichophaea paludosa (Moeraspelsbekertje), status: zeldzaam
- Trichophaea pseudogregaria (Kruidenpelsbekertje), status: niet bekend
- Trichophaea woolhopeia (Bleek pelsbekertje), status: matig algemeen
- Trichophaeopsis bicuspis (Gespeerd pelsbekertje), status: vrij zeldzaam
- Trichophaeopsis tetraspora (Mestpelsbekertje), status: uiterst zeldzaam
- Trichosphaerella ceratophora (Vertakt stekelbolletje), status: uiterst zeldzaam
- Trichosphaerella decipiens (Deelsporig stekelbolletje), status: zeer zeldzaam
- Trichosphaeria notabilis (Ruigharige puistzwam), status: uiterst zeldzaam
- Trichosphaeria pilosa (Stekelharige puistzwam), status: uiterst zeldzaam
- Triphragmium ulmariae (Moerasspirearoest), status: niet bekend
- Trochila craterium (Klimopdekselbekertje), status: vrij algemeen
- Trochila ilicina (Hulstdekselbekertje), status: algemeen
- Trochila laurocerasi (Laurierkersdekselbekertje), status: vrij algemeen
- Tubaria albostipitata (Witsteeldonsvoetje), status: uiterst zeldzaam
- Tubaria confragosa (Geringd donsvoetje), status: matig algemeen
- Tubaria conspersa (Zemelig donsvoetje), status: algemeen
- Tubaria dispersa (Meidoorndonsvoetje), status: vrij algemeen
- Tubaria furfuracea (Gewoon donsvoetje), status: zeer algemeen
- Tubaria hololeuca (Wit donsvoetje), status: zeer zeldzaam
- Tubaria minutalis (Dwergdonsvoetje), status: zeldzaam
- Tubaria pallidispora (Bleek donsvoetje), status: zeldzaam
- Tubaria praestans (Fraai donsvoetje), status: uiterst zeldzaam
- Tuber borchii (Bleke truffel), status: uiterst zeldzaam
- Tuber dryophilum (Netsporige truffel), status: uiterst zeldzaam
- Tuber excavatum (Holle truffel), status: niet bekend
- Tuber exiguum (Erwtentruffel), status: uiterst zeldzaam
- Tuber foetidum (Stinkende truffel), status: uiterst zeldzaam
- Tuber maculatum (Gevlekte truffel), status: vrij zeldzaam
- Tuber puberulum (Donzige truffel), status: zeer zeldzaam
- Tuber rapaeodorum (Okerbruine truffel), status: uiterst zeldzaam
- Tuber rufum (Roodbruine truffel), status: vrij zeldzaam
- Tubeufia cerea (Olijfgeel kruikje), status: vrij zeldzaam
- Tubeufia paludosa (Moeraskruikje), status: zeldzaam
- Tubeufia stromaticola (Stromakruikje), status: uiterst zeldzaam
- Tubifera arachnoidea (Rossig buiskussen), status: vrij algemeen
- Tubifera dimorphotheca (Ruwstelig buiskussen), status: niet bekend
- Tubulicium vermiferum (Wormsporig buiskorstje), status: niet bekend
- Tubulicrinis accedens (Glitterend oploskorstje), status: vrij zeldzaam
- Tubulicrinis angustus (Smalharig oploskorstje), status: niet bekend
- Tubulicrinis gracillimus (Smalsporig oploskorstje), status: zeldzaam
- Tubulicrinis medius (Borstelig oploskorstje), status: niet bekend
- Tubulicrinis regificus (Grootsporig oploskorstje), status: uiterst zeldzaam
- Tubulicrinis sororius (Jeneverbesoploskorstje), status: zeldzaam
- Tubulicrinis subulatus (Spitsharig oploskorstje), status: matig algemeen
- Tulasnella albida (Witte waaszwam), status: zeldzaam
- Tulasnella allantospora (Kromsporige waaszwam), status: zeer zeldzaam
- Tulasnella calospora (Langsporige waaszwam), status: zeer zeldzaam
- Tulasnella danica (Klontjeswaaszwam), status: niet bekend
- Tulasnella deliquescens (Ingesloten waaszwam), status: zeer zeldzaam
- Tulasnella eichleriana (Roze waaszwam), status: matig algemeen
- Tulasnella pallida (Violette waaszwam), status: uiterst zeldzaam
- Tulasnella pinicola (Dennenwaaszwam), status: zeer zeldzaam
- Tulasnella pruinosa (Berijpte waaszwam), status: zeldzaam
- Tulasnella subglobospora (Blauwgrijze waaszwam), status: niet bekend
- Tulasnella thelephorea (Korstjeswaaszwam), status: zeer zeldzaam
- Tulasnella tomaculum (Kortsporige waaszwam), status: zeer zeldzaam
- Tulasnella violea (Lila waaszwam), status: matig algemeen
- Tulostoma brumale (Gesteelde stuifbal), status: matig algemeen
- Tulostoma fimbriatum (Ruwstelige stuifbal), status: vrij zeldzaam
- Tulostoma melanocyclum (Donkerstelige stuifbal), status: vrij zeldzaam
- Tylopilus felleus (Bittere boleet), status: vrij algemeen
- Tylospora asterophora (Knobbelsporig zilvervlies), status: zeer zeldzaam
- Tylospora fibrillosa (Wratsporig zilvervlies), status: zeer zeldzaam
- Tympanis alnea (Elzenbundelbekertje), status: niet bekend
- Tympanis conspersa (Berijpt bundelbekertje), status: niet bekend
- Tympanis hypopodia (Dennenbundelbekertje), status: niet bekend
- Tympanis malicola (Appelbundelbekertje), status: niet bekend
- Tympanis piceina (Sparrenbundelbekertje), status: niet bekend
- Typhula anceps (Korrelig knotsje), status: zeer zeldzaam
- Typhula capitata (Knopknotsje), status: uiterst zeldzaam
- Typhula crassipes (Kortsteelknotsje), status: uiterst zeldzaam
- Typhula culmigena (Driehoeksporig knotsje), status: uiterst zeldzaam
- Typhula dubia (Koolknotsje), status: uiterst zeldzaam
- Typhula erumpens (Gezellig knotsje), status: vrij algemeen
- Typhula erythropus (Roodvoetknotsje), status: algemeen
- Typhula gyrans (Gedraaid knotsje), status: niet bekend
- Typhula incarnata (Roze grasknotsje), status: zeer zeldzaam
- Typhula lutescens (Vergelend knotsje), status: uiterst zeldzaam
- Typhula micans (Glinsterknotsje), status: zeldzaam
- Typhula ovata (Ovaal knotsje), status: zeldzaam
- Typhula pertenuis (Moestuinknotsje), status: zeer zeldzaam
- Typhula phacorrhiza (Linzenknotsje), status: vrij algemeen
- Typhula pusilla (Dwergknotsje), status: uiterst zeldzaam
- Typhula quisquiliaris (Varenknotsje), status: matig algemeen
- Typhula setipes (Wit poedersteelknotsje), status: vrij algemeen
- Typhula sphaeroidea (Rondachtig knotsje), status: uiterst zeldzaam
- Typhula subhyalina (Witstelig grasknotsje), status: uiterst zeldzaam
- Typhula uncialis (Kruidenknotsje), status: uiterst zeldzaam
- Typhula variabilis (Variabel knotsje), status: uiterst zeldzaam
- Tyromyces chioneus (Sneeuwwitte kaaszwam), status: algemeen

## U
- Unguicularia dilatopilosa (Kromhaarkelkje), status: uiterst zeldzaam
- Unguiculariopsis hamatopilosa (Bramenbladkelkje), status: niet bekend
- Unguiculella eurotioides (Kruidwaterkelkje), status: uiterst zeldzaam
- Unguiculella hamulata (Brandnetelwaterkelkje), status: zeer zeldzaam
- Urceolella aspera (Koningsvarenpiekhaarkelkje), status: uiterst zeldzaam
- Urceolella crispula (Tangentiaal piekhaarkelkje), status: zeldzaam
- Urceolella graddonii (Wilgenpiekhaarkelkje), status: uiterst zeldzaam
- Urceolella incarnatina (Vleeskleurig waterkelkje), status: uiterst zeldzaam
- Urceolella ulmariae (Spireapiekhaarkelkje), status: niet bekend
- Uromyces airae-flexuosae (Smeleroest), status: niet bekend
- Uromyces anthyllidis (Cipreswolfsmelk-klaverroest), status: niet bekend
- Uromyces appendiculatus (Bonenroest), status: niet bekend
- Uromyces armeriae (Engels-grasroest), status: niet bekend
- Uromyces behenis (Onvolledige sileneroest), status: niet bekend
- Uromyces beticola (Bietenroest), status: niet bekend
- Uromyces colchici (Herfsttijloosroest), status: niet bekend
- Uromyces croci (Gewone crocusroest), status: niet bekend
- Uromyces dactylidis (Boterbloem-grassenroest), status: niet bekend
- Uromyces dianthi (Wolfsmelk-anjerroest), status: niet bekend
- Uromyces fallens (Klaverroest), status: niet bekend
- Uromyces ficariae (Speenkruidroest), status: niet bekend
- Uromyces fischeri-eduardi (Wolfsmelk-wikkeroest), status: niet bekend
- Uromyces geranii, status: niet bekend
- Uromyces junci (Heelblaadjes-rusroest), status: niet bekend
- Uromyces limonii (Lamsoorroest), status: niet bekend
- Uromyces lineolatus (Schermbloemen-heenroest), status: niet bekend
- Uromyces minor (Gladde klaverroest), status: niet bekend
- Uromyces pisi-sativi (Cipreswolfsmelk-vlinderbloemenroest), status: niet bekend
- Uromyces polygoni-avicularis (Eencellige varkensgrasroest), status: niet bekend
- Uromyces rumicis (Speenkruid-zuringroest), status: niet bekend
- Uromyces salicorniae (Zeekraalroest), status: niet bekend
- Uromyces scutellatus (Misvormende uromyceswolfsmelkroest), status: niet bekend
- Uromyces silphii (Zonnekroon-rusroest), status: niet bekend
- Uromyces sparsus (Schijnspurrieroest), status: niet bekend
- Uromyces trifolii (Eenvormige klaverroest), status: niet bekend
- Uromyces valerianae (Eencellige valeriaanroest), status: niet bekend
- Uromyces viciae-fabae (Tuinboon-wikkeroest), status: niet bekend

## V
- Valsa ambiens (Grootsporige karafjeszwam), status: zeldzaam
- Valsa ceratophora (Bramenkarafjeszwam), status: zeer zeldzaam
- Valsa coenobitica (Berkenkarafjeszwam), status: uiterst zeldzaam
- Valsa nivea (Grijswitte karafjeszwam), status: zeldzaam
- Valsa pruinosa (Legiokarafjeszwam), status: niet bekend
- Valsa pustulata (Puistige karafjeszwam), status: uiterst zeldzaam
- Valsa salicina (Wilgenkarafjeszwam), status: zeer zeldzaam
- Valsa sordida (Populierenkarafjeszwam), status: niet bekend
- Valsaria insitiva (Loofhoutbastvlekje), status: zeer zeldzaam
- Valsella salicis (Wilgenbastvlekje), status: uiterst zeldzaam
- Vararia gallica (Grootsporig toverkorstje), status: zeer zeldzaam
- Vararia ochroleuca (Kleinsporig toverkorstje), status: uiterst zeldzaam
- Vascellum pratense (Afgeplatte stuifzwam), status: zeer algemeen
- Velutarina rufoolivacea (Takbekertje), status: zeldzaam
- Veluticeps abietina (Viltkorstzwam), status: zeer zeldzaam
- Venturia alnea (Elzenschurftzwam), status: uiterst zeldzaam
- Venturia aucupariae (Lijsterbesschurftzwam), status: niet bekend
- Venturia chlorospora (Wilgenschurftzwam), status: uiterst zeldzaam
- Venturia crataegi (Meidoornschurftzwam), status: uiterst zeldzaam
- Venturia ditricha (Berkenschurftzwam), status: uiterst zeldzaam
- Venturia fraxini (Essenschurftzwam), status: uiterst zeldzaam
- Venturia inaequalis (Appelschurftzwam), status: niet bekend
- Venturia minuta (Kleinsporige schurftzwam), status: uiterst zeldzaam
- Venturia rumicis (Zuringschurftzwam), status: zeer zeldzaam
- Venturiocistella diversipila (Bladpenseelbekertje), status: uiterst zeldzaam
- Venturiocistella pini (Dennenpenseelbekertje), status: uiterst zeldzaam
- Verpa conica (Vingerhoedje), status: matig algemeen
- Vialaea insculpta (Hulstzoolspoortje), status: niet bekend
- Vibrissea filisporia (Grijs draadspoorschijfje), status: zeldzaam
- Vibrissea leptospora (Getand draadspoorschijfje), status: zeer zeldzaam
- Volvariella bombycina (Zijdeachtige beurszwam), status: matig algemeen
- Volvariella caesiotincta (Onwelriekende beurszwam), status: zeldzaam
- Volvariella gloiocephala (Gewone beurszwam), status: zeer algemeen
- Volvariella hypopithys (Donzige beurszwam), status: matig algemeen
- Volvariella murinella (Grijsvezelige beurszwam), status: matig algemeen
- Volvariella pusilla (Kleine beurszwam), status: vrij zeldzaam
- Volvariella reidii (Kleinsporige beurszwam), status: uiterst zeldzaam
- Volvariella surrecta (Parasietbeurszwam), status: vrij algemeen
- Volvariella taylori (Grauwe beurszwam), status: zeldzaam
- Volvariella volvacea (Tropische beurszwam), status: uiterst zeldzaam
- Vuilleminia alni (Elzenschorsbreker), status: vrij zeldzaam
- Vuilleminia comedens (Gewone schorsbreker), status: zeer algemeen
- Vuilleminia coryli (Hazelaarschorsbreker), status: zeer zeldzaam

## W
- Westerdykella dispersa (Zaadsegmentatiezwammetje), status: niet bekend
- Wettsteinina moniliformis (Kettingslijmspoorzwam), status: uiterst zeldzaam
- Wilcoxina mikolae (Alliantiebekerzwam), status: niet bekend
- Willkommlangea reticulata (Geperforeerd graatje), status: niet bekend
- Woldmaria filicina (Struisvarenbuisje), status: uiterst zeldzaam

## X
- Xenasma pulverulentum (Streepspoorwasje), status: uiterst zeldzaam
- Xenodochus carbonarius (Pimpernelroest), status: niet bekend
- Xenolachne longicornis (Steenboktrilzwam), status: uiterst zeldzaam
- Xenosperma ludibundum (Gehoornd nevelkorstje), status: uiterst zeldzaam
- Xerocomus bubalinus (Bruingele fluweelboleet), status: vrij zeldzaam
- Xerocomus cisalpinus (Blauwvlekkende fluweelboleet), status: vrij algemeen
- Xerocomus chrysenteron (Roodsteelfluweelboleet), status: vrij zeldzaam
- Xerocomus declivitatum (Blozende fluweelboleet), status: algemeen
- Xerocomus fennicus (Noordelijke fluweelboleet), status: uiterst zeldzaam
- Xerocomus ferrugineus (Bruine fluweelboleet), status: vrij zeldzaam
- Xerocomus moravicus (Fijngeschubde fluweelboleet), status: uiterst zeldzaam
- Xerocomus pelletieri (Goudplaatzwam), status: zeldzaam
- Xerocomus porosporus (Sombere fluweelboleet), status: vrij algemeen
- Xerocomus pruinatus (Purperbruine fluweelboleet), status: matig algemeen
- Xerocomus ripariellus (Wijnrode boleet), status: vrij zeldzaam
- Xerocomus rubellus (Rode boleet), status: algemeen
- Xerocomus subtomentosus (Fluweelboleet), status: algemeen
- Xerula kuehneri (Dwergwortelzwam), status: uiterst zeldzaam
- Xerula pudens (Fluwelige wortelzwam), status: zeldzaam
- Xerula radicata (Beukwortelzwam), status: algemeen
- Xylaria carpophila (Beukendopgeweizwam), status: algemeen
- Xylaria digitata (Werkhoutgeweizwam), status: uiterst zeldzaam
- Xylaria filiformis (Draadvormige geweizwam), status: zeldzaam
- Xylaria guepini (Mestgeweizwam), status: uiterst zeldzaam
- Xylaria hypoxylon (Geweizwam), status: zeer algemeen
- Xylaria longipes (Esdoornhoutknotszwam), status: algemeen
- Xylaria oxyacanthae (Meidoornbesgeweizwam), status: matig algemeen
- Xylaria polymorpha (Houtknotszwam), status: zeer algemeen
- Xylobolus frustulatus (Mozaïekzwam), status: niet bekend

## Z
- Zopfiella latipes (Harig mestvaasje), status: uiterst zeldzaam
- Zygospermella insignis (Holstaartflaconzwammetje), status: zeer zeldzaam